# المسيحية في تركيا
لدى المسيحية في تركيا تاريخٌ طويل وحافل في الأناضول، وهي منتشرة بطُقوسها السريانيّة والبيزنطيّة والأرمنيّة، وخرج منها الكثير من الفلسفات والنصوص الليتورجية وآباء الكنيسة والشهداء والقديسين فضلًا عن الملافنة، حيث تُعتبر تركيا الحاليّة مسقط رأس العديد من الرسل والقديسين المسيحيين، مثل بولس الطرسوسي، وتيموثاوس، والقديس نقولا وبوليكاربوس من سميرنا والآباء الكبادوكيين وغيرهم من الشخصيات المسيحيّة البارزة. وتعتبر البلاد مركزًا للعديد من المواقع المسيحيّة التاريخيّة والتراثيّة منها بطريركية القسطنطينية المسكونية وبطريركية أنطاكية تاريخيًا. وفيها عدد من الأماكن المقدسة المسيحية مثل أنطاكية وأفسس وهي من أكثر مدن العالم المسيحي قداسةً إذ تحظى أنطاكية أهمية كبيرة لدى المسيحيين في الشرق، فهي أحد الكراسي الرسولية إضافة إلى روما والقسطنطينية والقدس وفيها أطلق على المسيحيين لقب مسيحيين أول مرة. أما أفسس فقد كانت مركزاً للمسيحية، واستخدمها بولس كقاعدة له. حيث كان بولس يٌجادل الحرفيين الذين كانوا في هيكل آرتميس وهناك كتب بولس رسالة كورنثوس الأولى من أنطاكية وأفسس. وتشتهر أفسس بوجود منزل العذراء مريم فيها، الذي يٌعتقد بأنه آخر بيت سكنت فيه مريم العذراء، وهو الآن مكان للحج.
نقل الإمبراطور قسطنطين العاصمة من روما إلى القسطنطينية في عام 330فأصبحت مركز المسيحية الشرقية ومركزًا حضاريًّا عالميًّا، وأضحت أعظم مدن العالم في ذلك العصر. وعلى الأراضي التركية الحاليّة امتدت الإمبراطورية البيزنطية والتي لعبت دور هام وأساسي في تاريخ المسيحية وتركت أثرًا هامًا على الحضارة المسيحية الأرثوذكسية. أدّت الحروب الأهلية المتعاقبة في القرن الرابع عشر إلى استنزاف المزيد من قوة الإمبراطورية، وفقدت معظم أراضيها المتبقية في الحروب البيزنطية العثمانية، والتي بلغت ذروتها في سقوط القسطنطينية والاستيلاء على الأراضي المتبقية من قبل الدولة العثمانية في القرن الخامس عشر. وقد سمح العثمانيون للمسيحيين أن يمارسوا شعائرهم الدينية بحرية تحت حماية الدولة، وفقًا لما تنص عليه الشريعة الإسلامية، وبهذا فإن أهل الكتاب من غير المسلمين كانوا يعتبرون رعايا عثمانيين لكن دون أن يُطبق عليهم قانون الدولة، أي أحكام الشريعة الإسلامية، وفرض العثمانيون، كجميع الدول الإسلامية من قبلهم، الجزية على الرعايا غير المسلمين مقابل إعفائهم من الخدمة في الجيش. كانت الملّة الأرثوذكسية أكبر الملل غير الإسلامية في الدولة العثمانية، وقد انقسم أتباعها إلى عدّة كنائس أبرزها كنيسة الروم، والأرمن.
في مطلع القرن العشرين شكّل المسيحيون بين 17.5% إلى 25% من مجمل سكان أراضي تركيا الحاليَّة، وفي عام 1910 ضمت تركيا الحالية سابع أكبر تجمع سكاني مسيحي أرثوذكسي في العالم؛ لكن انخفضت نسب وأعداد المسيحيين عقب الإبادة الجماعية للأرمن وبعض الطوائف المسيحية الأخرى، فضلًا عن عملية التبادل السكاني لليونانيين الأرثوذكس وضريبة الثروة التركية عام 1942 وبوغروم إسطنبول عام 1955 والتي أدَّت إلى هجرة أغلبية مسيحيين من إسطنبول.
في مطلع القرن الواحد والعشرين تراوحت أعداد المسيحيين في تركيا بحسب الدراسات المختلفة بين 120 ألف إلى حوالي 310 ألف، منهم 80 ألف شخص من أتباع كنيسة الأرمن الأرثوذكس، وحوالي 40 ألف شخص من أتباع الكنيسة الكاثوليكية (منهم خمسة آلاف ينتمي إلى الكنائس الكاثوليكية الشرقية)، وحوالي 22 ألف شخص من أتباع الكنائس الأرثوذكسية الشرقية (منهم 18 ألف رومي أنطاكي وحواي أربعة الآف يوناني أرثوذكسي) فضلًا عن 17 ألف من أتباع الكنيسة السريانية الأرثوذكسية. كما وتتواجد أقلية من المجتمع المسيحي التركي البروتستانتي المكونّ من الإثنية والعرقية التركية، أغلبهم من خلفية تركية مسلمة. وحسب رئاسة الشؤون الدينية التركية هناك 349 كنيسة تتواجد في أراضي الجمهورية التركيّة منها 140 كنيسة لليونانيين و58 للسريان و54 للأرمن.

## تاريخ

### العصور المبكرة

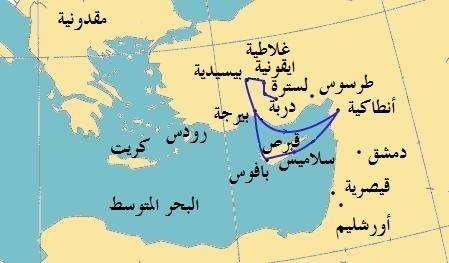
رحلة بولس الأولى في آسيا الصغرى.

على الأرجح بدأ تنصير السريان والأرمن في حوالي القرن الأول الميلادي، ويذكر سفر أعمال الرسل انتشار المسيحية خارج القدس. بشر كل من القديس بطرس وبولس في تركيا وأسسوا الكنائس الأولى والجماعات المسيحية الأولى في العالم. مكث بولس لفترة من الزمن في مدينته طرسوس ومن ثم انضم إلى برنابا وذهبا معاً إلى أنطاكية حيث وعظا فيها سنة كاملة، ومن هناك انحدروا إلى منطقة اليهودية حاملين معهم مساعدات من كنيسة أنطاكية. وبعد أن أكملا مهمتهما غادرا أورشليم يرافقهما مرقس. وظهر استخدام كلمة مسيحي لأول مرة في حوالي عام 42 للميلاد، حيث يذكر سفر أعمال الرسل إعطاء أتباع يسوع لقب مسيحيين في مدينة أنطاكية: فَحَدَثَ أَنَّهُمَا اجْتَمَعَا فِي الْكَنِيسَةِ سَنَةً كَامِلَةً وَعَلَّمَا جَمْعًا غَفِيرًا. وَدُعِيَ التَّلاَمِيذُ «مَسِيحِيِّينَ» فِي أَنْطَاكِيَةَ أَوَّلاً. ومن أنطاكية بدأ بولس رحلته التبشيرية الأولى نحو اليونان وآسيا الصغرى، ورافقه فيها برنابا وفي قسم منها ابن أخت هذا الأخير مرقس. فعبروا البحر إلى قبرص وبعد ذلك إلى جنوب تركيا (بيرجة، بيسيدية، أيقونية، لسترة، دربة). كان بولس ورفاقه يتبعون أسلوبًا معينًا في الدعوة، فقد كانوا يتنقلون من مدينة إلى أخرى ينادون بالخلاص بيسوع في مجامع اليهود وفي الأسواق والساحات العامة حيث أوجدوا جماعات مسيحية جديدة وأقاموا لها رعاة وقساوسة. انقسم اليهود من سامعيهم بين مؤيد ومعارض، وأما بولس فقد حول وجهه صوب الوثنيين ليتلمذهم هم أيضاً على ما يؤمن به. وكان آخر من توفي من التلاميذ الاثني عشر يوحنا بن زبدي الذي استقر في تركيا قبل أن ينفى إلى بطمس حيث قضى هناك سني حياته الأخيرة، وكان الوحيد من الرسل الذي مات بشكل طبيعي - أي أنه لم يقتل خلال أحد الاضطهادات - قرابة العام 101.

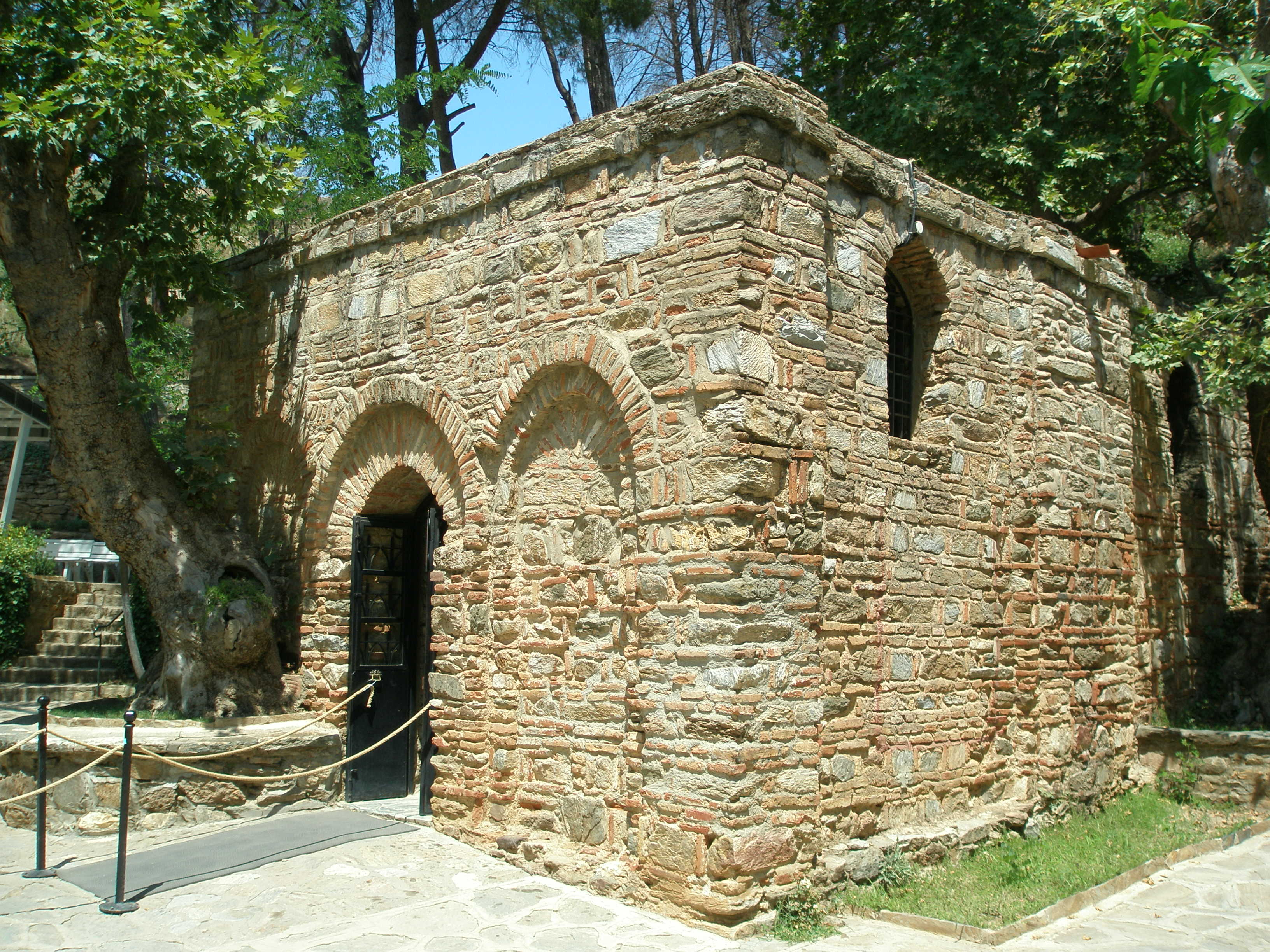
بيت مريم العذراء في أفسس.

بداية القرن الثاني كانت المسيحية عبارة عن جماعات متفرقة صغيرة على هامش المجتمع ضمن الإمبراطورية الرومانية، وكانت قوة إيمان هذه الجماعات ونبذها الرسمي للثقافة الرومانية المتعارف عليها، فضلاً عن أصول المنتمين الأوائل إليها المتواضعة، مصدر إزعاج لدى مثقفي العالم الروماني كشيشرون وجالينوس، بيد أن أعظم ما كان يقلق الإمبراطورية الرومانية رفض المسيحيين عبادة الإمبراطور عنصر تماسك الإمبراطورية؛ فضلاً عن رفضهم الكثير من الطقوس الرسمية، إلى جانب إعلانهم احتكار الحقيقة وتقبل الموت على الارتداد عن الدين، ما دفع الخطيب البليغ لوقيانوس للقول بأن بسطاء العقل هؤلاء لم يكونوا مجرمين لكن يسوع المنافق قد خدعهم وكهنتهم يتلاعبون بهم؛ سوى ذلك فقد كان المسيحيون الأوائل يرفضون بنوع خاص الاحتكاك بالعلوم الدنيوية لارتباطها بشكل وثيق بالأديان الوثنية، ما دفع المؤرخ الروماني سلس حوالي العام 175 إلى لوم المسيحيين لأنهم يحرصون على جهلهم. وفي عهود المسيحية المبكرة حوت كبادوكيا على العديد من المدن تحت الأرض، استخدمت أغلبها كأماكن للاختباء قبل تحوّل المسيحية إلى ديانة مقبولة. وتمتلك هذه المدن التي تقع تحت الأرض على شبكات دفاعية وأشراك في العديد من طبقاتها السفلية. وبعض من هذه الأشراك معقدة وإبداعية للغاية، ومن هذه الأشراك عدد مكونة من صخور دائرية كبيرة لإغلاق الأبواب والمعابر وأشراك مؤلفة من ثقوب في الأسقف يتمكن المدافع من إسقاطها على المهاجم من الأسفل. وكانت هذه الأنظمة الدفاعية تستخدم بشكل أساسي ضد الرومان. وكانت منظومة الأنفاق هذه قد بنيت بممرات ضيقة، لمواجهة الأسلوب القتالي الروماني الذي اعتمد على القتال الجماعي، لإجبارهم على المرور فرادىً لتسهيل عملية اصطيادهم.

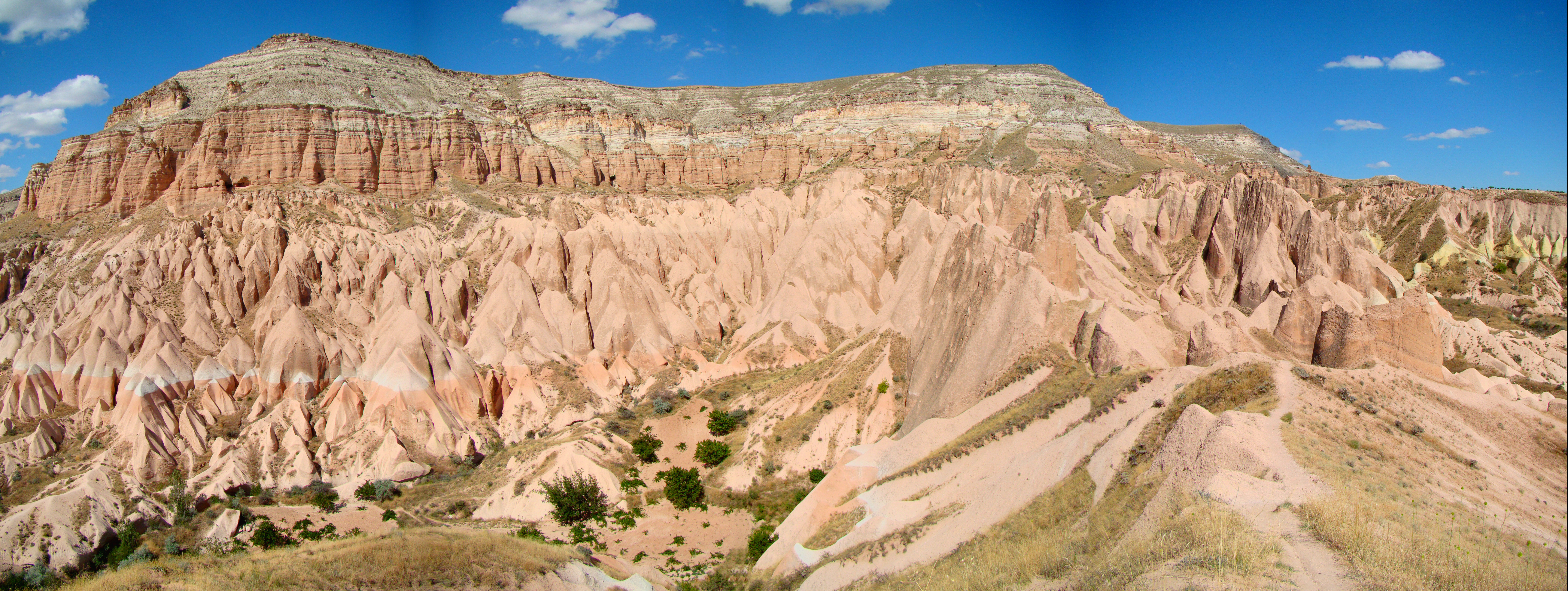
جبل أكتيبي غوريم في كبادوكيا تضم المنطقة على العديد من المواقع المسيحية المقدسة ذات الأهمية التاريخية والتراثية في التقاليد المسيحية.

كان الآباء الكبادوكيون في القرن الرابع من الركائز الأساسية للفلسفة المسيحية آنذاك. كما برز من بين أبنائها رجال احتلوا بطريركية القسطنطينية ومنهم يوحنا الكابودوكي الذي احتل هذا المنصب بين عام 517 وعام 520. ويضم مصطلح الآباء الكبادوكيين كل من باسيليوس قيصرية (330-379) أسقف قيصرية وواحد من أهم علماء اللاهوت المسيحي. إلى جانب أخيه الأصغر غريغوريوس أسقف نيصص (332-395). وغريغوريوس النزينزي (329-389)، والذي كان رئيس أساقفة القسطنطينية. ويُعتبر غريغوريوس أكثر اللاهوتيين براعةً إلى حدٍ بعيد في أسلوبه البلاغي في العصر الآبائي.:xxi لعب الآباء الكبادوكيين في تطوير الفلسفة المسيحية واللاهوت المسيحي المبكر، منها على سبيل المثال عقيدة الثالوث، وتضم الأعمال اللاهوتية للآباء الكبادوكيين أعمال متعلقة بالعقيدة المسيحية، والفلسفة المسيحية، والتشريعات الدينية، والقُدَّاسات، والطُّقُوس الدينية وطرق العبادة وغيرها. ويُحظى الآباء الكبادوكيين باحترام كبير في كل من الكنائس المسيحية الغربية والمسيحية الشرقية. ولأغلب الفترة البيزنطية بقيت في أمان نسبي عن منطقة المواجهات الدائرة بينها وبين الإمبراطورية الساسانية، لكنها كانت منطقة حدودية مهمة لاحقاً خلال فترة الفتوحات الإسلامية. ومع القرن السابع الميلادي، قسمت كبادوكيا بين ثيمتا أناتوليك وأرمينياك. وخلال القرنين التاسع والحادي عشر الميلادي، شكلت المنطقة ثيمتا خرسيانون وكبادوكيا.

### الإمبراطورية البيزنطية

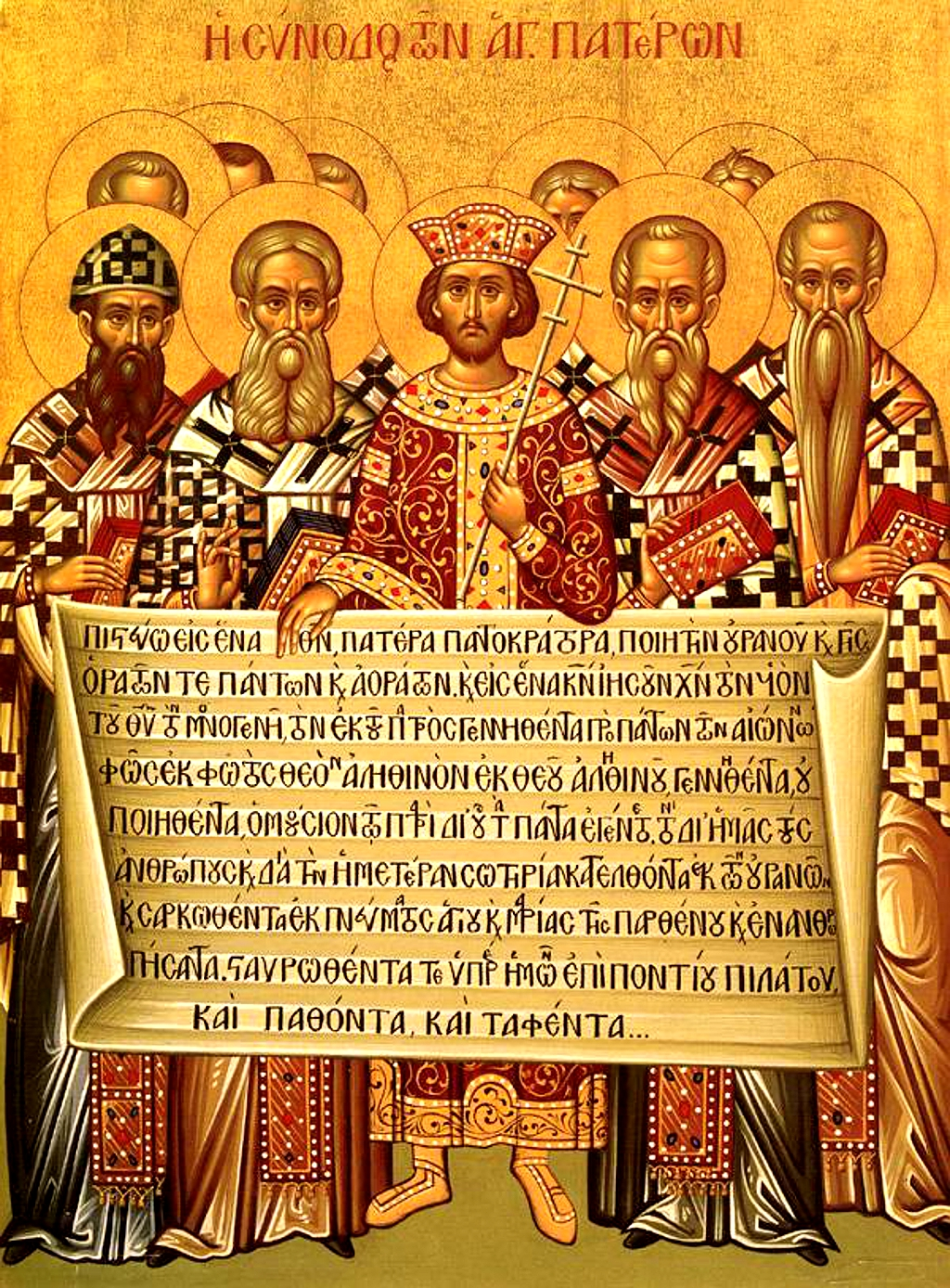
أيقونة بيزنطية تُظهر قسطنطين الأول محاطًا بالبطاركة والأساقفة في مجمع نيقية الأول ويمسكون قانون الإيمان الذي صاغة المجمع.

تتوجت خطوات قسطنطين الأول التسامحية بمرسوم ميلانو سنة 312 والذي اعترف بالمسيحية دينًا من أديان الإمبراطورية الرومانية، فرغم جميع الاضطهادات، كانت قوة المسيحية الديموغرافية تتنامى مع العلم أنها وحتى عام 312 كانت أقلية داخل الإمبراطورية ككل، لكنها قد تحولت إلى قوة لا تستطيع جهات الإمبراطورية الرسمية طمسها أو التغاضي عنها. وفي عام 324 اختار الإمبراطور الروماني قسطنطين الأول بيزنطة لتكون العاصمة الجديدة للإمبراطورية الرومانية وأطلق عليها اسم روما الجديدة (التي أصبح اسمها القسطنطينية لاحقًا وبعد ذلك إسطنبول). وأصبحت القسطنطينية مركز المسيحية الشرقية ومركز حضاري عالمي. وما تلا ذلك من تراجع سريع لبقايا الوثنية.
بعد سقوط الامبراطورية الرومانية الغربية، أصبحت القسطنطينيّة عاصمة الإمبراطورية البيزنطية (الامبراطورية الرومانية الشرقية). وعُقدت في تركيا أغلب المجامع المسكونية بحكم كونها مركز الإمبراطورية ولعلّ أهمها مجمع نيقية (325) ومجمع القسطنطينية (381) ومجمع أفسس (431) ومجمع خلقيدونية (451). مع انهيار روما، والانشقاق الداخلي في البطريركيات الشرقية الأخرى، أصبحت كنيسة القسطنطينية، بين القرنين السادس والحادي عشر، أغنى مركز للعالم المسيحي وأكثرها نفوذاً. وكان لها دور أساسي في نهوض المسيحية خلال عصور الرومان والبيزنطيين، إلى جانب كونها مركز ومقر لبطريرك القسطنطينية المسكوني. كما احتوت المدينة على بعض أقدس الآثار في العالم المسيحي مثل إكليل الشوك والصليب الحقيقي.
خلال القرن السادس، كانت الثقافة التقليدية اليونانية الرومانية لا تزال مؤثرة في الإمبراطورية الشرقية ومن أعلامها البارزين الفيلسوف الطبيعي يوحنا فيلوبونوس. مع ذلك، كانت الفلسفة والثقافة المسيحية سائدة وبدأت تحل محل الثقافة القديمة. علمت التراتيل التي كتبها رومانوس المرنم تطور القداس الديني في حين أن المهندسين المعماريين والبنائين عملوا لاستكمال الكنيسة الجديدة للحكمة المقدسة، آيا صوفيا، التي صممت خلال حقبة جستينيان الأول لتحل محل كنيسة أقدم دمرت خلال ثورة نيقية. يعتبر ذلك الصرح اليوم أحد المعالم الرئيسية في تاريخ الهندسة المعمارية البيزنطية. وتبنّى جستينيان الأول المسيحية الخلقيدونية، في حين مالت زوجته ثيودورا إلى مذهب الميافيزية. خلال عصر الإمبراطورية البيزنطية حاولت الكنيسة أستبدال العادات الوثنيَّة بالأخلاقيات المسيحيَّة في المجال العام على سبيل المثال بُنِيَت العديد من الحمامات العامة من أجل النظافة؛ وتبعت هذه الحمامات الهيكليَّة الأصليَّة والنموذجيَّة للحمامات الرومانية، لكن على خلاف الحمامات الرومانية تم بناء أقسام منفصلة بين الرجال والنساء تأثرًا بالأخلاقيات المسيحيَّة. ومنذ أوائل العصور الوسطى بَنيت الكنيسة حمامات عامة للاستحمام تفصل بين الرجال والنساء بالقرب من الأديرة ومواقع الحج المسيحيَّة. خلال القرنين السادس والسابع، ضربت الإمبراطورية سلسلة من الأوبئة، والتي ذهبت بأرواح الكثيرين وأدت إلى تراجع اقتصادي كبير وإضعاف الإمبراطورية.

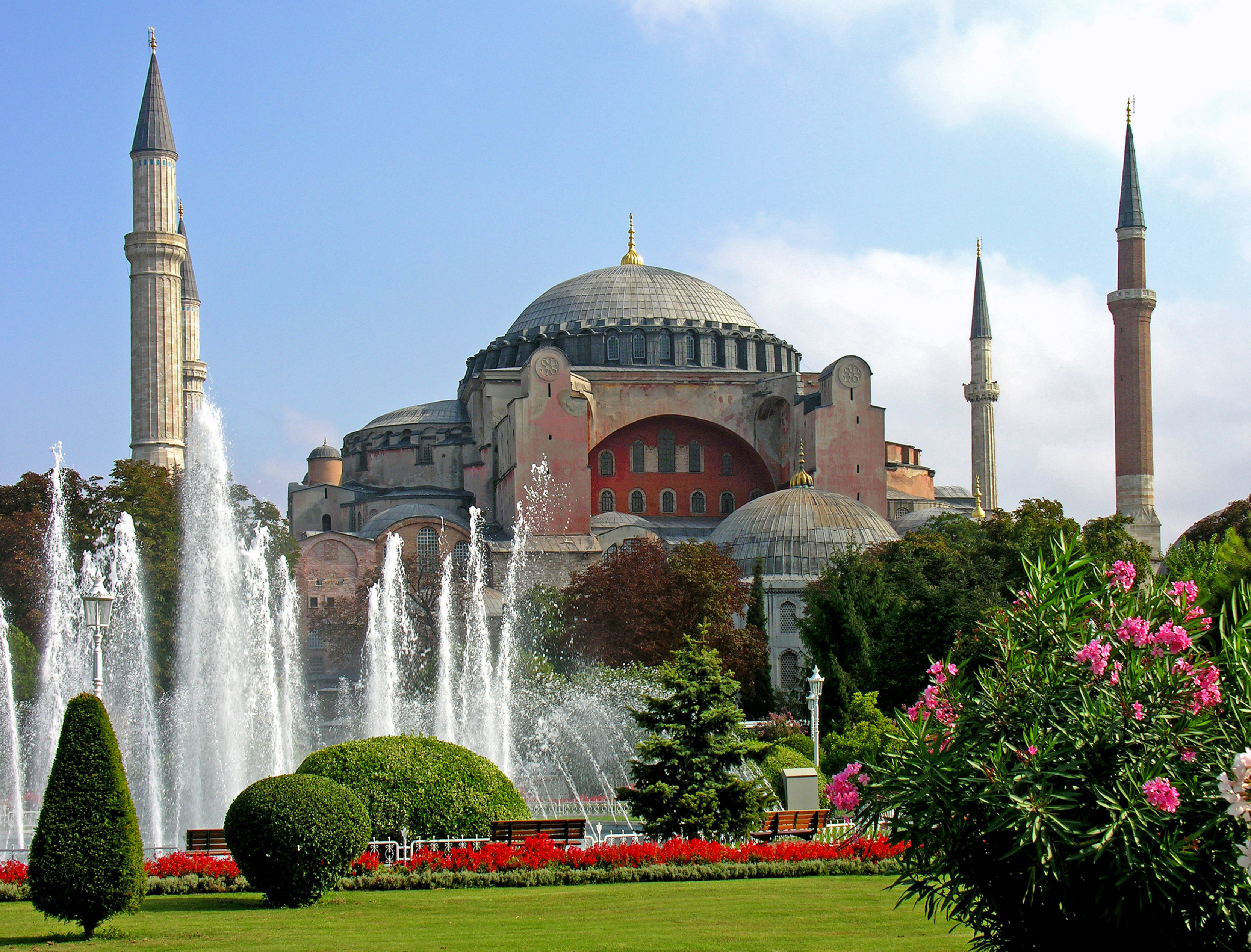
كاتدرائية آيا صوفيا في إسطنبول، تٌعد من أهم مآثر العمارة البيزنطية والمسيحية الشرقية، وهي اليوم مسجد.

خلال معظم وجودها، كانت الإمبراطورية البيزنطية أقوى قوة اقتصادية وثقافية وعسكرية في أوروبا المسيحية وأسست ثقافة وحضارة مزدهرة، وكانت القسطنطينية حاضرة وعاصمة الإمبراطورية البيزنطية (الإمبراطورية الرومانية الشرقية) دُرَّة المدن المسيحية، وكانت على جانبٍ كبيرٍ من التنظيم والتنسيق والتطوُّر بمقايس ذلك الزمان، وعلى مدار ألفيتها كانت القسطنطينية أكبر مدن العالم وأجملها وأكثرها تقدماً، واشتهرت القسطنطينيّة أيضًا من خلال الروائع المعمارية، مثل كنيسة آيا إيرين وكنيسة الرسل المقدسة وكنيسة خورا وكنيسة باماكاريستوس وكاتدرائية آيا صوفيا الأرثوذكسية الشرقية والتي كانت بمثابة مقر بطريركية القسطنطينية المسكونية، وقد وصفها عدد من الكُتَّاب بأنها «تحتل مكانة بارزة في العالم المسيحي»، وبأنها «أعظم من جميع الكنائس المسيحية»، ويُشير المؤرخون إلى أنَّ آيا صوفيا اعتُبرت رمزًا ثقافيًا ومعماريًا وأيقونة للحضارة البيزنطية والحضارة المسيحيَّة الأرثوذكسيَّة، إلى جانب الكنائس الفخمة ضمت المدينة على قصر القسطنطينية الكبير حيث كان المقر الملكي الرئيسي للأباطرة البيزنطيين حتى عام 1081 وكان مركزًا للإدارة الإمبراطورية لأكثر من 690 عامًا، وضمت المدينة أيضاً برج غلطة وميدان سباق الخيل والبوابة الذهبيّة وصهريج البازيليك وصهريج ثيودوسيوس وقناة فالنس ومسلة تحتمس الثالث، فضلًا عن القصور الأرستقراطية الغنية والمترفة مثل قصر تكفور وقصر أنطاكية وقصر بوكليون وقصر لوسوس والساحات العامة وحماماتها الفاخرة والمترفة مثل حمامات زاكبيكوس. امتلكت القسطنطينية العديد من الكنوز الفنية والأدبية قبل أن تسقط في عام 1204 وعام 1453. كما أشتهرت المدينة بمكتباتها وأبرزها كانت مكتبة القسطنطينية وهي آخر المكتبات الكبيرة في العالم القديم. وقامت مكتبة القسطنطينية بحفظ المعرفة القديمة لليونان والإغريق لأكثر من ألف عام وحوت على حوالي 100,000 نص. وتعتبر جامعة القسطنطينية التي تأسست من قبل الإمبراطور ثيودوسيوس الثاني أول جامعة في العالم. وتضمنت الجامعة على كليات ومدارس في الطب، والفلسفة، واللاهوت والقانون، كما كانت المدارس الاقتصادية المختلفة والكليات والمعاهد الفنية والمكتبات وأكاديميات الفنون الجميلة أيضًا مفتوحة في المدينة.
خلال العصر الذهبي للإمبراطورية البيزنطية وخاصةً تحت حكم السلالة المقدونية والسلالة الكومنينيونية مرّت الإمبراطورية البيزنطيّة بنهضة ثقافيّة وعلميّة وفنيَّة وفلسفيَّة وأدبيَّة، وكانت القسطنطينية في عهدهم المدينة الرائدة في العالم المسيحي من حيث الحجم والثراء والثقافة. وشمل العهد المقدوني أحداثًا ذات أهمية دينية، كان تنصير البلغار والصرب والروس إلى المسيحية الأرثوذكسية بصفة دائمة قد غير الخريطة الدينية لأوروبا ولا يزال صداه حتى يومنا هذا. قام كيرلس وميثوديوس وهما أخوان يونانيان بيزنطيان من ثيسالونيكي قد ساهما بشكل كبير جدًا في تنصير السلافيين والعملية التي طورت الأبجدية الغلاغوليتية، والتي هي سابقة كيريلية.
وصلت العلاقات بين التقاليد الغربية والشرقية ضمن الكنيسة المسيحية في عام 1054 أزمة نهائية، وعرفت باسم الانشقاق العظيم. رغم وجود إعلان رسمي بالفصل المؤسساتي، إلا أنه وفي 16 يوليو، عندما دخل ثلاثة مفوضين بابويين حاجيا صوفيا خلال طقس القربان المقدس الإلهي بعد ظهر يوم سبت ووضعوا ثور الحرمان على المذبح، كان الانشقاق العظيم نتيجة عقود من الانفصال التدريجي. فقد انقسمت الكنيسة لأسباب عقائدية، ولاهوتية، ولغوية، وسياسية، وجغرافية في شرخٍ لم يلتئم حتى القرن العشرين، إذ يُوجه كلّ طرف للطرف الآخر اتهامات الوقوع في الهرطقة وابتداء الانقسام. وكان مِمّا صعّب عملية المصالحة الحملات الصليبية التي قادها الفرع اللاتيني، ومذبحة المسيحيين اللاتينيين في القسطنطينية في العام 1182، والانتقام الغربي في نهب سالونيك في العام 1185، والاستيلاء على القسطنطينية ونهبها في الحملة الصليبية الرابعة في العام 1204، وفرض بطاركة لاتينيين. أدى إنشاء بطريركيات دينية لاتينية في دول الحملات الصليبية إلى وجود متنافسَين على المنصب لكلّ مِن أنطاكية، والقسطنطينية، والقدس؛ الأمر الذي رسّخ وجود الانشقاق.

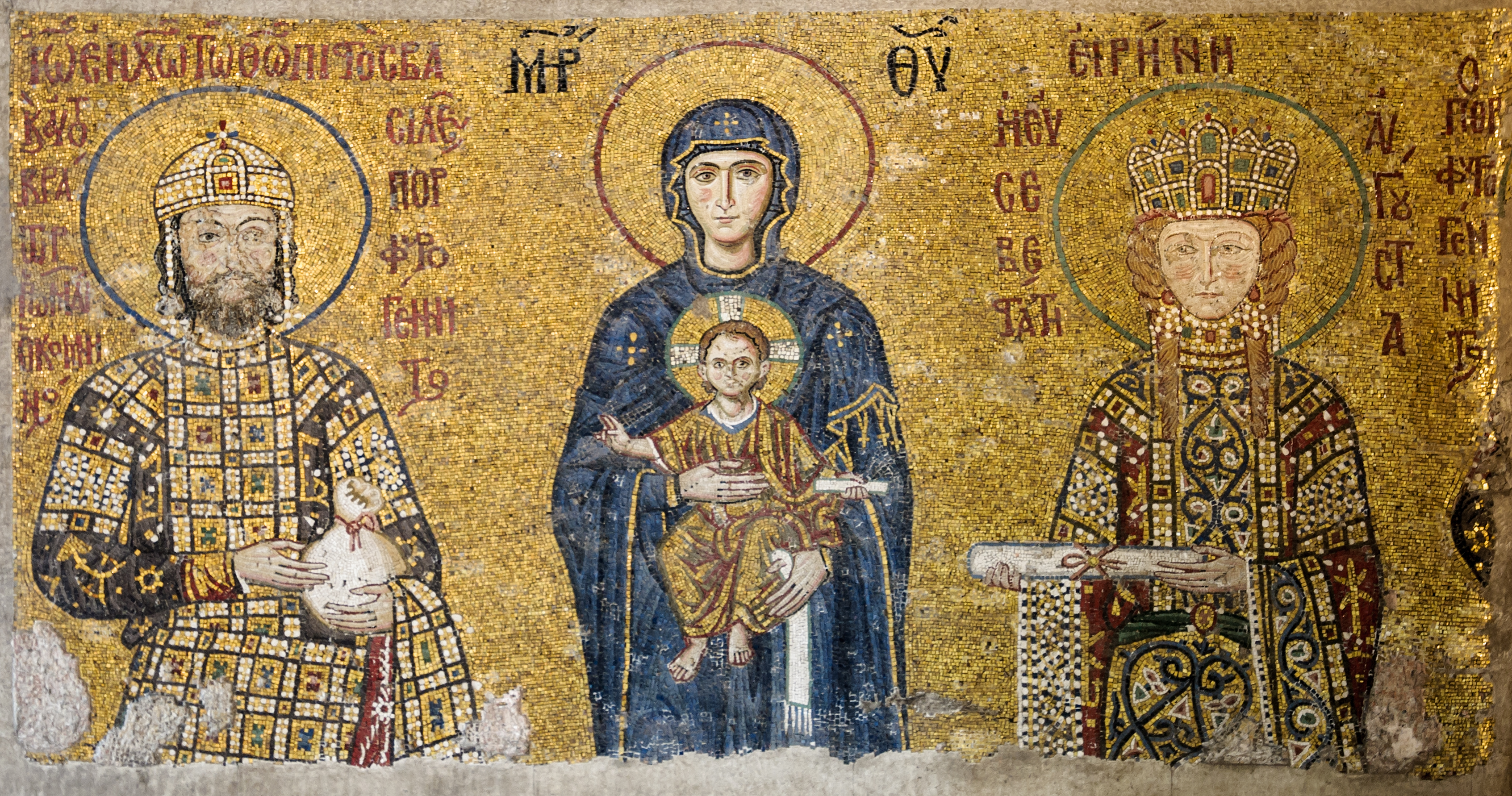
أيقونة تصور مريم العذراء والطفل يسوع تتوسط يوحنا الثاني كومنين وزوجته إيرين المجرية بآيا صوفيا.

تعرف الفترة بين عام 1081 وعام 1185 عادة باسم العهد الكومنيني، تيمنًا بالسلالة الكومنينية. حكم الأباطرة الكومنينيون الخمسة (ألكسيوس الأول ويوحنا الثاني ومانويل الأول وألكسيوس الثاني وأندرونيكوس الأول) سوية 104 عامًا، مشرفين على استعادة ثابتة ولكن غير كاملة للوضع العسكري والتوسعي والاقتصادي والسياسي للإمبراطورية البيزنطية. رغم احتلال السلاجقة الأتراك للأناضول وهو قلب الإمبراطورية، فإن أغلب الجهود العسكرية البيزنطية قد وجهت ضد القوى الغربية وبالأخص النورمان. لعبت الإمبراطورية تحت حكم الكومنينيين دورًا هامًا في الحروب الصليبية والتي ساهم ألكسيوس الأول كومنينوس في تسهيل مهمتها، كما مارست الإمبراطورية نفوذًا سياسيًا وثقافيًا هائلًا على أوروبا والشرق الأدنى والأراضي المحيطة بالمتوسط في عهدي يوحنا ومانويل. ازداد أيضًا الاتصال بين بيزنطة والغرب "اللاتيني"، بما فيها الدويلات الصليبية بشكل كبير خلال العهد الكومنيني. أصبح البنادقة وغيرهم من التجار الإيطاليين من المقيمين في القسطنطينية والإمبراطورية بأعداد كبيرة (قدر وجود 60,000 لاتيني في القسطنطينية وحدها، التي بلغ تعداد سكانها ثلاثمائة أو أربعمائة ألف شخص)، حيث ساهم وجودهم بالإضافة إلى الأعداد الكبيرة من المرتزقة اللاتين الذين وظفهم مانويل في نشر الفن والأدب والثقافة البيزنطية في الغرب اللاتيني، بينما قاد أيضًا إلى تدفق الأفكار والعادات الغربية إلى الإمبراطورية. أما بخصوص حياة الازدهار والثقافة، فكان العهد الكومنيني أحد الذروات البيزنطية. ظلت القسطنطينية في عهدهم المدينة الرائدة في العالم المسيحي من حيث الحجم والثراء والثقافة. كما تجدد الاهتمام بالفلسفة الإغريقية الكلاسيكية، بالإضافة إلى تزايد الناتج الأدبي باليونانية العامية. احتل الأدب والفن البيزنطيان مكانة بارزة في أوروبا، حيث كان التأثير الثقافي للفن البيزنطي على الغرب خلال هذه الفترة هائلًا وذو أهمية طويلة الأمد.

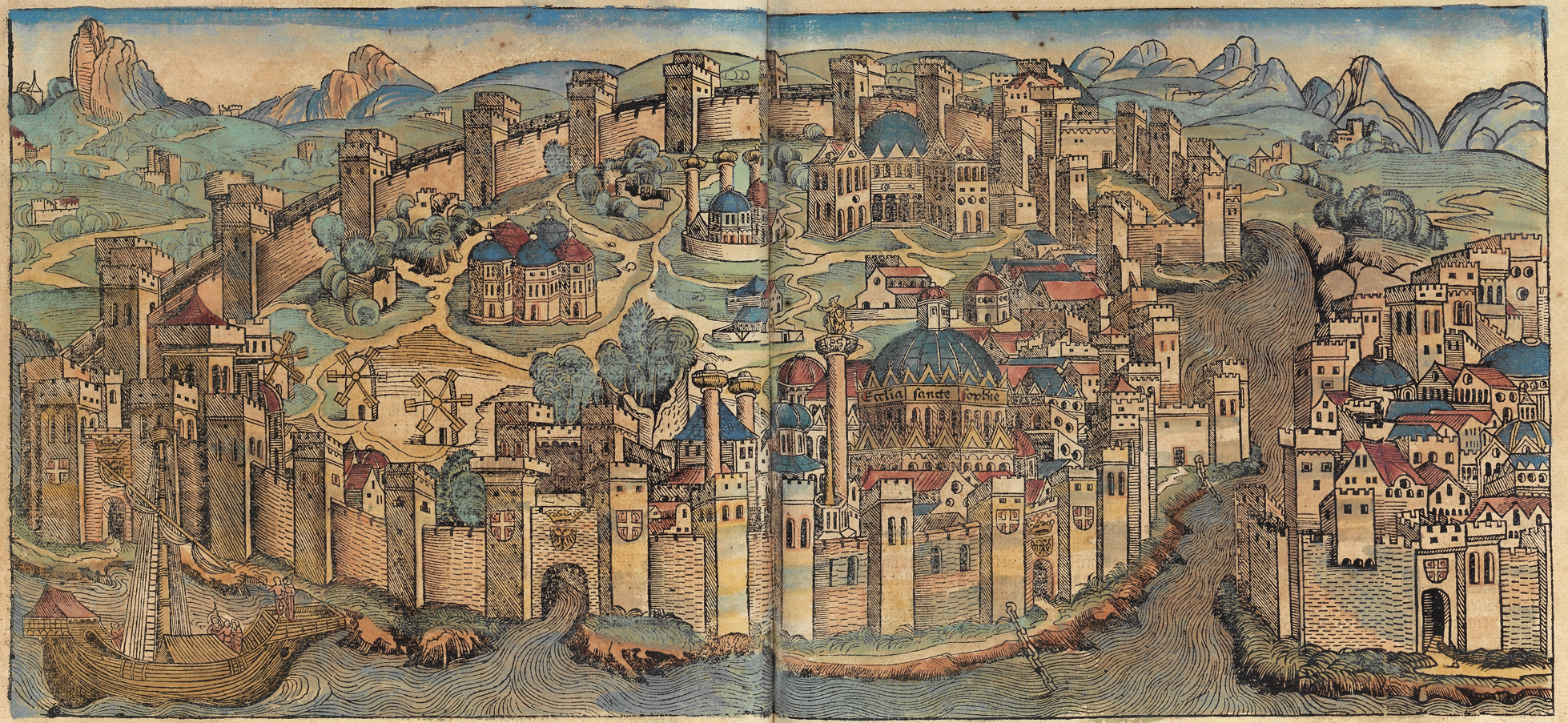
رسمة تُصور مدينة القسطنطينية، بين القرنين السادس والحادي عشر، كانت إحدى أهم مراكز العالم المسيحي.

خلال الحروب الصليبية، تأسست مملكة قونية في جنوب تركيا الحاليّة إلى جانب إمارة أنطاكية وكونتية الرها، وتحالفت الإمبراطورية البيزنطيّة مع الوافدين غير مرّة لعل أشهرها مع مملكة بيت المقدس بهدف احتلال مصر، غير أن الحملة فشلت. يذكر أن الحملة الصليبية الرابعة قد اتجهت صوب القسطنطينية نفسها واحتلتها عام 1261 وتلاه تأسيس الإمبراطورية اللاتينية الصليبية، غير أن الدولة لم تعمّر طويلاً، ورغم إعادة تكوّن الإمبراطوريّة البيزنطيّة في القرن الرابع عشر لم تكن دولة قويّة ولم تكتسب مجددًا مجدها السابق. كما هو الحال مع جميع الدول الصليبية، تم استبدال التسلسل الهرمي الأرثوذكسي من قبل الأسقف الروماني الكاثوليكي، وكان من بين رعايا المملكة أعداد كبيرة من الأرثوذكس الشرقيين الذين اختلف قادة الصليبيين في الطريقة المثلى للتعامل معهم، غير أن الرأي الذي خلص إليه تمخض عن «قبول العيش بسلام مع جميع معتنقي الديانة المسيحية على وجه الخصوص». أما داخل الأراضي التركية الحالية أيْ الأناضول، فقد كان الأناضول مقسمًا إلى دويلات ومقاطعات إسلاميّة صغيرة متناحرة طوال القرنين الرابع عشر والخامس عشر، إلى أن سطع نجم عثمان الأول محاربًا البيزنطيين ومحتلاً مدنًا وحصونًا تحت سيطرتهم، ثم قام وخلفاؤه بالاستدارة صوب الممالك الصغيرة المجاورة قاضمًا إياها الواحدة تلو الأخرى مؤسسًا بذلك الدولة العثمانية. وكانت إمبراطورية طرابزون مملكة ازدهرت في القرون الثالث عشر والرابع عشر والخامس عشر، ضمت أقصى شمال شرق الأناضول وجنوب القرم. كانت الإمبراطورية واحدة من ثلاث إمبراطوريات تكونت بعد سقوط الإمبراطورية البيزنطية إثر الحملة الصليبية الرابعة، المملكتان الأخريان كانتا إمبراطورية نيقية وإمارة إبيروس البيزنطية.

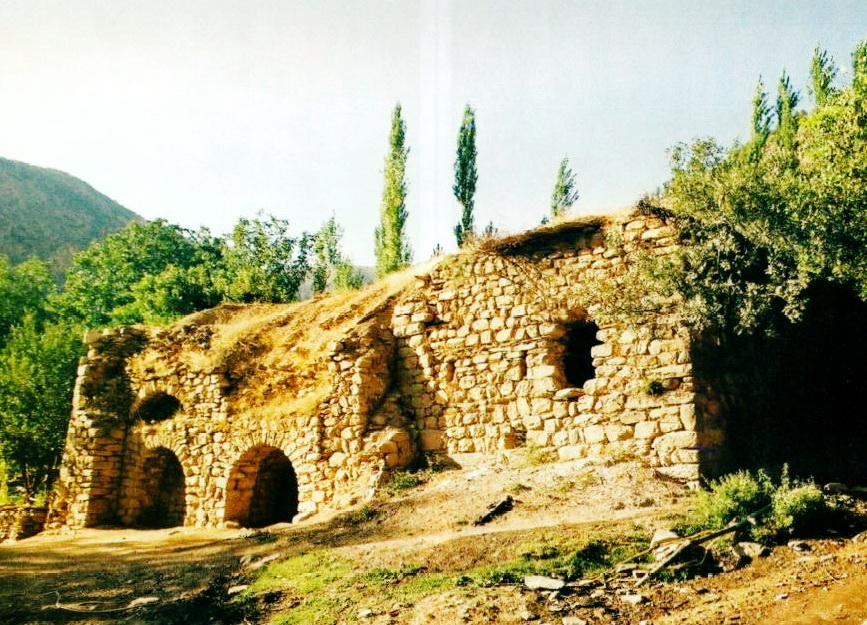
آثار كنيسة يوحنا العربي الآشورية النسطورية في محافظة شرناق.

كانت الدولة الإلخانية دولةٌ قامت بدايةً كإحدى خانيَّات إمبراطوريَّة المغول، واحتلَّت الرُكن الجنوبي الغربي منها، وحُكمت من قِبل آل هولاكو، تيمُنًا بِمُؤسس هذه السُلالة هولاكو خان، وذلك خلال القرن الثالث عشر الميلاديّ. شكَّلت البلاد الإيرانيَّة المُعاصرة لُبَّ هذه الدولة، التي ضمَّت أيضًا أجزاءً واسعة من البلاد المُجاورة لِإيران، كالعراق وأذربيجان وأرمينيا وأواسط تُركيَّا وشرقها، وكان مُعظم المسيحيين في الدولة الإلخانيَّة من أتباع الكنيسة النُسطُوريَّة، وقد سمح المغول لِلبعثات التبشريَّة الكاثوليكيَّة من الفرنسيسكان والدومينكان أن تُمارس نشاطاتها في البلاد الخاضعة لِحُكمهم، كما استعانوا بالأوروپيِّين الكاثوليكيين لِيكونوا لهم مُستشارين أو مُترجمين أو سُفراء. خلال تلك الحقبة تعرض المسيحيين لاضطهادات شديدة، وشهدت آمد مذبحة ضد المسيحيين راح ضحيتها عشرات الآلاف عام 1317، وتذكر مخطوطة أن عهد محمد أولجايتو شهد إقرار قانون يخير المسيحيين بين الإسلام أو دفع الخراج والجزية ونتف لحاهم وشمر وجوههم، وحين رضى المسيحيين بشروطه، أمر بخصيهم وسمل إحدى عيناهم. ولدى وفاة تيمورلنك عام 1405 باتت كنيسة المشرق قاب قوسين أو أدنى من الاختفاء من التاريخ بعد تدمير مؤسساتها الثقافية والدينية بشكل شبه كامل والمذابح ضد المسيحيين النساطرة. وتحول كرسي البطريركية إلى منصب وراثي ينتقل إلى ابن الأخ تحت تأثير الأم والخالات (لم يكن للبطريرك أطفالاً كونه بتولاً) بقرار من شمعون الرابع باسيدي (1437-1497) عام 1450. وبدأت المطرانيات والأسقفيات تتشكل مجددًا وخاصة بمنطقة الجزيرة الفراتية كما في ماردين ونصيبين غير أن أسقفيات أخرى اختفت في القرن السادس عشر كما في طرسوس.
وفي حين كان التُرك السلاجقة هم حُكَّام دولة سلاجقة الروم، فإنَّ غالبيَّة الرعيَّة كانت من الروم النصارى الأرثوذكس، وقد انصهر هؤلاء تدريجيًّا مع التُرك في بوتقةٍ واحدةٍ اكتملت تمامًا في العصر العُثماني بعد بضعة قُرُونٍ من تفتُّت الدولة وزوالها. وساهم عددٌ من العُلماء المسيحيين في النهضة الحضاريَّة لسَلْطَنَةُ سَلَاجِقَةِ الرُّومِ، كان من أبرزهم: حسنون الرهَّاوي الطبيب، وأبو سالم اليعقوبي الملطي المعروف بـ«ابن كرابا».
بعد فتح القسطنطينية هجر الفن البيزنطي موطنه، وأخذت هجرة العُلماء الروم إلى إيطاليا وفرنسا، التي كانت قد بدأت سنة 799هـ المُوافقة لسنة 1397م، تزداد وتُثمر في إيطاليا، ونتج عنها الدعوة إلى إنقاذ اليونان القديمة، وكان ذلك من بواعث النهضة الحديثة في أوروپَّا. وكان المهاجرون البيزنطيين من النحاة والإنسانيين والشعراء والكتّاب والمهندسين المعماريين والأكاديميين والفنانين والفلاسفة والعلماء وعلماء الدين؛ قد جلبوا إلى أوروپَّا الآداب والمعارف والدراسات النحويَّة والعلميَّة اليونانية القديمة. ونتيجةً لما سببتهُ هذه الهجرة من تقدّمٍ ملحوظ في الغرب وتحوّلاتٍ في أنماط الحياة لاحقًا، إضافةً إلى هول الحدث نفسه، اعتبره المؤرخون خاتمة القرون الوسطى وفاتحة القرون الحديثة.

### الدولة العثمانية

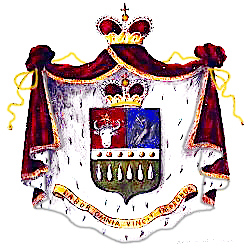
شعار أسرة جيكا؛ وهي من الأسر الأرثوذكسية التي لعبت دور سياسي واقتصادي في الدولة العثمانية.

وفقاً للمؤرخين في أعقاب سقوط القسطنطينية عمل الجنود العُثمانيّون على استباحتها طيلة ثلاثة أيَّام كما كانت العادة الرائجة في ذلك الزمان، ويروي المؤرخ البريطاني فيليپ مانسيل أنَّ العساكر العُثمانيَّة اقتحمت الكنائس وفرَّقت الناس بين قتيلٍ وأسيرٍ بيع في السوق كعبيد، كما قدَّر عدد القتلى من المدنيين بالآلاف وعدد من تمَّ استعبادهم أو تهجيرهم بحوالي 30,000 شخص. لقد كانت الخسائر البشرية كبيرة بحيث يصف نقولا باربادو الدماء في المدينة: «كمياه الأمطار في المزاريب بعد عاصفة مفاجئة» ويصف جثث القتلى من العثمانيين والمسيحيين في البحر «كالبطيخ على طول القناة». واستناداً لتقارير لشهود عيان على الحدث مثل نقولا باربارو وليونارد من خيوس والمؤرخ دوكاس والمؤرخ مايكل كريتوبولوس وجورج سفرانتز وغيرهم، قام الأتراك بـ «ذبح أعداد كبيرة من المسيحيين» في المدينة في حين أن البعض الآخر من المسيحيين قُيِّدوا بالسلاسل وبيعوا كعبيد. ينما تذكر روايات مؤرخين مسلمين عاصروا الحدث، مثل المؤرخ عاشق باشا وآق شمس الدين وطورسون بك وآخرين، أن محمد الفاتح سار إلى كاتدرائيَّة آيا صوفيا حيثُ تجمَّع خلقٌ كثيرٌ من النَّاس فأمَّنهم على حياتهم ومُمتلكاتهم وحُرِّيتهم، وطلب منهم العودة إلى بيوتهم. بعد ذلك توجَّه إلى مذبح الكاتدرائيَّة وأمر برفع الآذان فيها، وأدّى صلاة العصر داخلها إيذانًا بجعلها مسجدًا جامعًا للمُسلمين.
سقطت القسطنطينية على أيدي القوات العثمانية المهاجمة في 29 مايو عام 1453. وفقًا للعادات التقليدية في ذلك الوقت، سمح السلطان محمد الفاتح لقواته وحاشيته على مدار ثلاثة أيام كاملة باستباحة المدينة، وتخلل ذلك أعمال السلب والنهب الجامح بعد فترة وجيزة من السيطرة عليها. وبمجرد مرور الأيام الثلاثة، سيطالب محمد الفاتح بنفسه بمحتويات المدينة المتبقية. لم تُعفى آيا صوفيا من السلب والنهب وأصبحت على وجه التحديد نقطة محورية حيث كان يعتقد الغزاة العثمانيين أنها تحتوي على أعظم الكنوز والأشياء الثمينة في المدينة. بعد وقت قصير من انهيار دفاعات القسطنطينية ودخول القوات العثمانية المدينة كمنتصرين، نهب العثمانيين آيا صوفيا وقاموا بضرب أبوابها قبل اقتحامها. طوال فترة حصار القسطنطينية شارك المصلين المسيحيين المُحاصرون في المدينة في القداس الإلهي وصلوات الساعات في آيا صوفيا وشكلّت الكنيسة ملاذاً آمناً وملجأً لكثير من أولئك الذين لم يتمكنوا من المساهمة في الدفاع عن المدينة، وكان منهم النساء والأطفال والمسنين والمرضى والجرحى. كونهم محاصرين بشكل يائس في الكنيسة، أصبح العديد من الرعايا واللاجئين داخل الكنيسة غنائم حرب وتم تزويعهم بين الغزاة العثمانيين المنتصرين. تم تدنيس المبنى ونهبه إلى حد كبير من قبل العثمانيين، حيث تم استعباد المسيحيين الذين قاموا باللجوء إلى الكنيسة، في حين تم قتل معظم المسنين والعجزة والجرحى والمرضى، أمّا الباقون (معظمهم من الذكور والمراهقين والصبية الصغار) فقد تم تقيديهم بالسلاسل وبيعوا كعبيد. استمر كهنة الكنيسة والموظفون الدينيون فيها في أداء الطقوس والصلوات والاحتفالات المسيحية حتى أجبرهم العثمانيين على التوقف عن ذلك. عندما دخل السلطان محمد الفاتح والوفد المرافق له الكنيسة، أصر على تحويلها إلى مسجد في الحال. ثم قام أحد العلماء المسلمين بتسلق منبر الكنيسة وتلاوة الشهادة («لا إله إلا الله محمد عبده ورسوله»)، مما يشير إلى بداية التحول التدريجي للكنيسة إلى مسجد.
استطاعت الدولة العثمانية فتح القسطنطينية سنة 1453 وسقطت الإمبراطورية البيزنطية، وتحول ثقل الكنيسة الأرثوذكسية إلى روسيا، سمح العثمانيون لليهود والمسيحيين أن يمارسوا شعائرهم الدينية بحرية تحت حماية الدولة، وفقًا لما تنص عليه الشريعة الإسلامية، وبهذا فإن أهل الكتاب من غير المسلمين كانوا يعتبرون رعايا عثمانيين لكن دون أن يُطبق عليهم قانون الدولة، أي أحكام الشريعة الإسلامية، وفرض العثمانيون، كجميع الدول الإسلامية من قبلهم، الجزية على الرعايا غير المسلمين مقابل إعفائهم من الخدمة في الجيش. توفي البطريرك غريغوريوس الثالث موالي الاتحاد مع روما عام 1453 فرأى محمد الفاتح أن يوصل إلى السدة البطريركية شخصاً معارضاً لا يرضى الاتحاد مع البابوية ورأى أنه من الحكمة أن يظل الإنشقاق قائماً بين الكنيسة الشرقية واللاتينيَّة، فأنتخب جورجيوس سكولاريوس وأعلن بطريركياً مسكونياً، وأعتبرت السلطات العثمانيَّة البطريرك المسكوني مسؤولاً عن الملَّة المسيحية فخولته سلطة زمنية على المسيحيين علاوة على سلطته الدينيَّة. وعاد عدد كبير من الروم إلى القسطنطينيَّة وأستقروا حول البطريركية، وكان لهم من ثروتهم القائمة على التجارة وبراعتهم في السياسة ما ضمن لهم مركزاً رفيعاً في الدولة العثمانية. كانت الملَّة الأرثوذكسية أكبر الملل غير الإسلامية في الدولة العثمانية، وقد انقسم أتباعها إلى عدّة كنائس أبرزها كنيسة الروم، والأرمن، والأقباط، والبلغار، والصرب، والسريان، وكانت هذه الكنائس تُطبق قانون جستنيان في مسائل الأحوال الشخصية. خصّ العثمانيون المسيحيين الأرثوذكس بعدد من الامتيازات في مجاليّ السياسة والتجارة، وكان هذا في بعض الأحيان بسبب ولاء الأرثوذكسيين للدولة العثمانية. وتبوأت العديد من الشخصيات ذات الأصول المسيحية مناصب حساسة في الدولة العثمانية، منهم روكسلانا إبنة لكاهن أرثوذكسي، ونوربانو سلطان، والسلطانة صفية، والسلطانة كوسم إبنة لكاهن أرثوذكسي، وترخان خديجة سلطان، ورابعة كلنوش سلطان إبنة لكاهن أرثوذكسي، وصالحة سبكتي سلطان، وصالحة سبكتي سلطان، ومهر شاه سلطان ابنة لقس أرثوذكسي جورجي، قد حملن هؤلاء لقب السلطانة الأم. كما كان كل من الصدر الأعظم زغانوس باشا، ومحمود باشا،  وداود باشا، ومسيح باشا، وأحمد باشا البوسني، وإبراهيم باشا الفرنجي، من أصول مسيحية وتحولوا أو أجبروا على التحول إلى الإسلام لاحقاً. كما وكان معمار سنان أشهر معماري عثماني من أصول مسيحيَّة. وتشير الوثائق التاريخيَّة إلى أنَّ شاهزاده يحيى ابن السلطان محمد الثالث العثماني، قد تحوّل إلى المسيحية الأرثوذكسيَّة؛ وقد هرب إلى بلاد اليونان ومن ثم إلى بلغاريا وصولاً للجبل الأسود بعد وفاة أبيه. وبالإضافة لذلك أنشأ العثمانيين فرقاً من الفتيان المسيحيين الروم والأوروبيين الذين تم جمعهم من مختلف الأنحاء جيشًا قويًا عُرف بجيش الإنكشارية. وبحسب نظام الدوشيرمة كان يتم أخذ الذكور في سن صغيرة من أبناء المسيحيين في البلقان والأناضول، وكان هؤلاء الصغار يربون في معسكرات خاصةً بهم، يتعلمون اللغة والعادات والتقاليد التركية، ومبادئ الدين الإسلامي، وعلى أسس الدولة العثمانية، ثم يصبحون من طبقة موظفي الدولة والجيوش الإنكشارية حسب الأصلح.

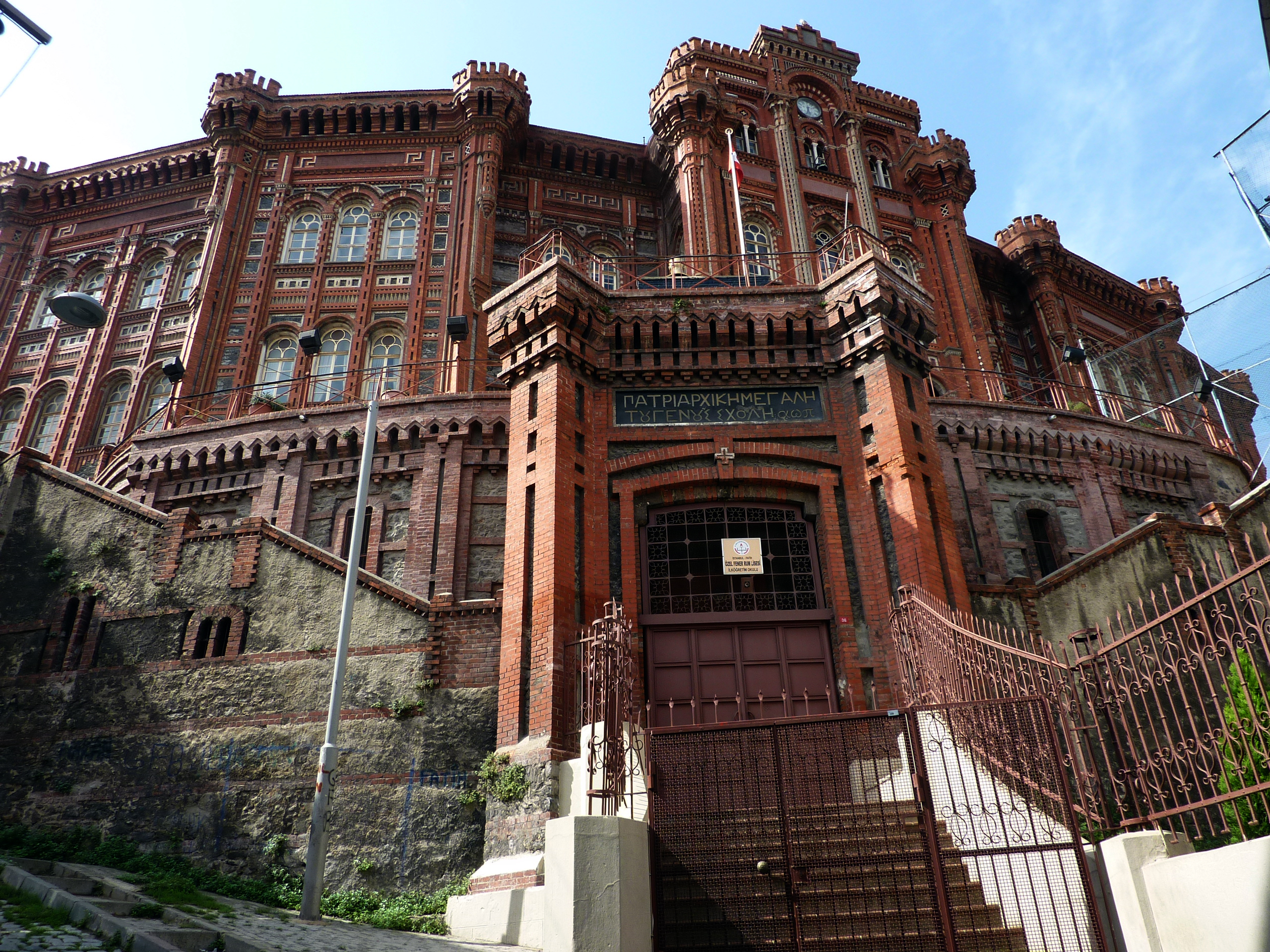
مدرسة القديس جورج قرب البطريركية؛ فقد كان يونانيو الفنار من النخب الثقافيَّة والسياسيَّة في الدولة العثمانيَّة.

ظهر في هذه الفترة نفوذ يونان الفنار وهم أبناء عائلات يونانية أرستقراطية سكنت في حي الفنار في مدينة إسطنبول الحاليّة، إذ يعتبر حي الفنار مركز بطريركية القسطنطينية المسكونية، أي بالتالي مركز الأرثوذكسية الشرقية العالميّ. كان لهذه العائلات نفوذ سياسي داخل الدولة العثمانية ونفوذ ديني في تعيين البطريرك، الزعيم المسيحي الأبرز في الدولة العثمانية. احتل الفناريون تقليديًا أربع وظائف ذات أهمية كبرى في الدولة العثمانية: وهي الترجمان، وترجمان الأسطول، وحكام مولدوفا وحكام الأفلاق. كانت غالبية عائلات حي الفنار من أصول يونانية بيزنطية وارتبطت بالحضارة الهلنستية والحضارة الغربية وشكلّت الطبقة المتعلمة والمثقفة في الدولة العثمانية مما افسح لها نقوذ سياسي وثقافي. اشتغل افراد هذه العائلات في التجارة والصيرفة وفي السياسة والتعليم، وينتمي غالبيتهم إلى عائلات من أصول النبلاء البيزنطيين. كان المسيحيين خاصة الأرمن واليونانيين عماد النخبة المثقفة والثرية في عهد الدولة العثمانية، وكانوا أكثر الجماعات الدينية تعليمًا، ولعبوا أدوارًا في تطوير العلم والتعليم واللغة والحياة الثقافية والاقتصادية. وشكل اليونانيين العمود الفقري للقوة البحرية العثمانية، ويعود الفضل بذلك إلى خبرتهم التقنية في الأسلحة والمدافع التي نقلوها من الدول الأوروبية.
تمكن العثمانيون من إحكام سيطرتهم على كردستان عام 1516 وأدت معاهدة لاحقة مع الفرس إلى تقسيم مناطق تواجد أبناء كنيسة المشرق بين الطرفين. وحكم العثمانيون المنطقة بحسب النظام الملي وفيه مثل البطريرك مسيحيي تلك الأنحاء رسميًا مقابل قيامه بجمع الضرائب من رعايه لحساب الباب العالي، غير أن كنيسة المشرق لم تحض باعتراف رسمي كملة رسمية حتى عام 1844. وتحول البطاركة إلى مجرد قادة قبليين بعض أن فقدوا المراكز العلمية واللاهوتية التي اشتهروا بها في القرون السابقة. انقسم أبناء كنيسة المشرق إلى ثلاث مجموعات متميزة بين القرنين السادس عشر والتاسع عشر: الأولى تكونت من العشائر المستقلة التي قطنت بمنطقة حكاري الواقعة بكردستان الوسطى أسفل بحيرة وان. تميزت هذه المجموعة بحرية كاملة تحت زعامة البطريرك الذي أقام بكاتدرائية مار شليطا في قدشانس وتمتع بسلطة دينية ودنيوية في تلك الأنحاء. وتكونت المجموعة الثانية من العشائر شبه المستقلة التي خضعت جزئيًا لسلطة البطريرك الدنيوية في الوقت الذي توجب عليهم كذلك دفع الجزية لزعماء أكراد أو أفشاريون. بينما عرفت المجموعة الثالثة باسم «الرعايا» وهم الذين لم يكن للبطريرك سوى سلطة روحية عليهم بينما عاشوا في قراهم التي خضعت لنظام القنانة فغالبًا ما عاشوا في ظروف صعبة تحت سيادة الأكراد والأفشاريون. في تلك الحقبة باءت محاولات المبشرين الكاثوليك لاستدراج مسيحيي حكاري وأرومية بالفشل، في حين نجحت المحاولات مع مسيحيي سهل نينوى الذين تحولوا إلى الكنيسة الكلدانية الكاثوليكية. وأنقسم المسيحيين الآشوريين بين كرسي الإيليون الكاثوليك في ألقوش وكرسي الشمعونيون النساطرة في قدشانس.
خضع الجزء الغربي من أرمينيا التاريخية، والمعروفة باسم أرمينيا الغربية، للسيطرة العثمانية مع معاهدة أماسيا في عام 1555 والتي أدت إلى تقسيمها بشكل دائم عن أرمينيا الشرقية بمقتضى معاهدة قصر شيرين في عام 1639. بعد ذلك، تمت الإشارة إلى المنطقة باسم أرمينيا «التركية» أو «العثمانية». وتم تجميع الغالبية العظمى من الأرمن معاً في مجتمع شبه مستقل، وهي الملَّة الأرمنية، والتي كان يقودها أحد الزعماء الروحيين للكنيسة الرسولية الأرمنية، بطريرك القسطنطينية الأرمني. وكان الأرمن يتركزون بشكل رئيسي في المقاطعات الشرقية من الدولة العثمانية، على الرغم من وجود مجتمعات كبيرة أيضاً في المقاطعات الغربية، وكذلك في العاصمة القسطنطينية.

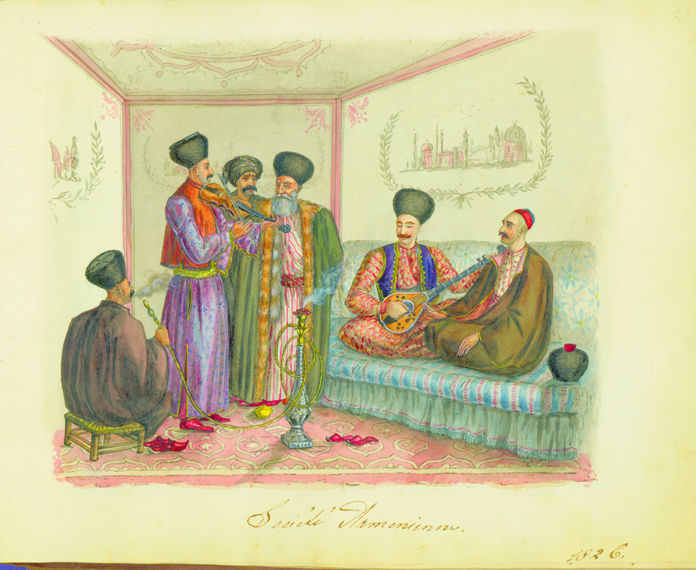
رسمة تصور مظهر من مظاهر الحياة داخل المجتمع الأرمني العثماني في الآستانة.

كان المجتمع الأرمني يتكون من ثلاثة طوائف دينية وهي الأرمن الكاثوليك، والأرمن البروتستانت، والرسوليين الأرمن، وهي الكنيسة التي يتبعها الأغلبية الساحقة من الأرمن. في ظل نظام الملة، سُمح للجماعة الأرمنية بحكم نفسها تحت نظام الحكم الديني الخاص بها مع تدخل قليل نسبياً من الحكومة العثمانية. عاش معظم الأرمن - ما يقرب من 70% - في ظروف فقيرة وخطيرة في الريف، بإستثناء طبقة غنية من الأرمن والتي اتخذت من القسطنطينية مقراً لها، وضمت النخبة الأرمنية نخبة اجتماعية كان من بين أعضاءها آل دوزيان (مدراء وزارة المالية)، وآل باليان (كبار المهندسين المعماريين) وآل داديان (المشرفين على مطاحن البارود والمصانع الصناعية). خلال القرن التاسع عشر تحسنت أوضاع الملّة الأرمنيّة الأرثوذكسيّة لتُصبح أكثر طوائف الدولة العثمانية تنظيمًا وثراءً وتعليمًا، وعاشت النخبة من الأرمن في عاصمة الإمبراطورية العثمانية حيث تميزوا بالغناء الفاحش وعلى وجه الخصوص العائلات الكبيرة المعروفة آنذاك كعائلة دوزيان وباليان ودادايان حيث كان لهم نفوذ اقتصادي كبير في الدولة. إلى جانب الاستفادة من تطور بنية المدراس الأرمنية التابعة للكنيسة عمل الأرمن في التجارة والمهن الحرة مما أدى إلى تحسن أوضاعهم الاجتماعية، وظهر أشخاص شغلوا مناصب هامة مثل المُحسن ورجل الأعمال كالوست كولبنكيان الذي لعب دورًا رئيسيًا في جعل احتياطي النفط في الشرق الأوسط متاحًا للتنمية الغربية.
أنشأ الأرمن الصحافة الأولى في الدولة العثمانية ولعّل دريان كليكيان الصحفي ومؤسسس أولى الصحف في تركيا والبروفسور في جامعة إسطنبول العثمانيّة أبرز هؤلاء ولعب أرمن تركيا دورًا في تطوير الأدب الأرمني، وبرزت أسرة باليان الأرمنيّة في مجال العمارة والهندسة ولمدة خمسة أجيال صممت سلالة باليان عدد هام من المباني الرئيسية في الدولة العثمانية بما في ذلك القصور والأكشاك والحمامات العامة والمساجد والكنائس والمباني العامة المختلفة، ومعظمها في الآساتنة. خدم تسعة من أعضاء العائلة ستة سلاطين في سياق قرن تقريبًا وكانوا مسؤولين عن الهندسة المعمارية للعاصمة. نظم الأرمن أنفسهم فأنشاؤوا النوادي، الأحزاب السياسية، والجمعيات الخيرية بالإضافة إلى المدارس والكنائس والمستشفيات.

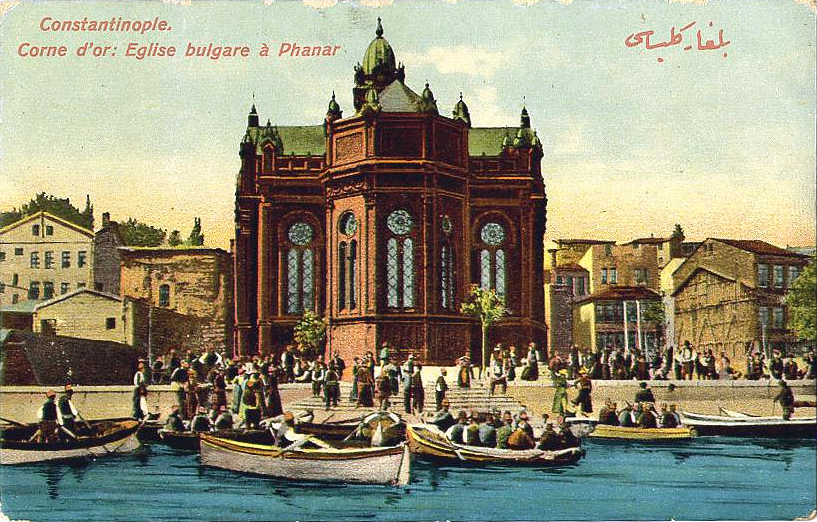
بطاقة بريدية عثمانية من أوائل القرن العشرين تُظهر كنيسة القديس أسطفان البلغارية في الآستانة.

في الأقاليم الشرقية، تعرض الأرمن لنزوات جيرانهم من الأتراك والأكراد، والذين كانوا يفرطون في فرض الضرائب عليهم، ويخضعونهم للقصف والخطف، وكانوا يرغمونهم على اعتناق الإسلام وفي حال الرفض كان يتم القضاء عليهم مع نوع من التجاهل وعدم التدخل لهذه الحالات من قبل الحكومة المركزية أو السلطات المحلية في الولاية. في الدولة العثمانية، ووفقا لنظام الذمي والذي كان ينفّذ في البلدان الإسلامية، أعطوا الأرمن، مثلهم مثل غيرهم من المسيحيين واليهود، بعض الحريات. وكان النظام الذمي في الدولة العثمانية يعتمد بشكل كبير على العهدة العمرية. حيث كان هناك حرية وحقوق محدودة لغير المسلمين في الممتلكات، والمعيشة، وحرية العبادة، لكنهم كانوا في جوهر الأمر يُعاملون كمواطنين من الدرجة الثانية؛ ولكن بقي يطلق عليهم (بالتركية: Gavours) أي الكفار أو عديمي الإيمان. وهي كلمة تحقيرية تعني «كافر». كما تضمنت العهدة العمرية فقرة والتي منعت غير المسلمين من بناء أماكن جديدة للعبادة والتي كانت تُفرض تاريخياً على بعض طوائف الدولة العثمانية وتم تجاهلها في حالات أخرى، حسب تقدير السلطات المحلية. على الرغم من عدم وجود قوانين نصت على الغيتوهات الدينية، إلا أن هذا أدى إلى تجمع المجتمعات غير المسلمة حول دور العبادة الموجودة.
بالإضافة إلى المضايقات السابقة فقد تعرض المسيحيون بشكل عام والأرمن بشكل خاص إلى مضايقات من نوع آخر تتمثل في رفض شهادتهم في المحاكم وحرمانهم من حمل السلاح أو ركوب الخيل، كما ومنع الأرمني أن تكون شرفة بيته مطلة على بيوت الأتراك المسلمين وتم التضييق على ممارساتهم الدينية ومثال ذلك حرمان الكنائس الأرمنية من دق الأجراس، وكل من لا يتقيد بهذ القوانين تتراوح عقوبته بين الغرامات المالية والإعدام. وحين قرّرت السلطنة إقامة إدارة مركزيّة، وسُرّح الأمراء الأكراد شبه المستقلّين، ممّن كانوا يفرضون الأمن، بطرقهم العشوائيّة والاستبداديّة، في مناطق السكن الأرمنيّ، وجد أولئك الأمراء تعويضهم في نهب الأرمن الذين كانوا أصلاً يدفعون ضريبتين، واحدة للعثمانيّين وأخرى لهم.

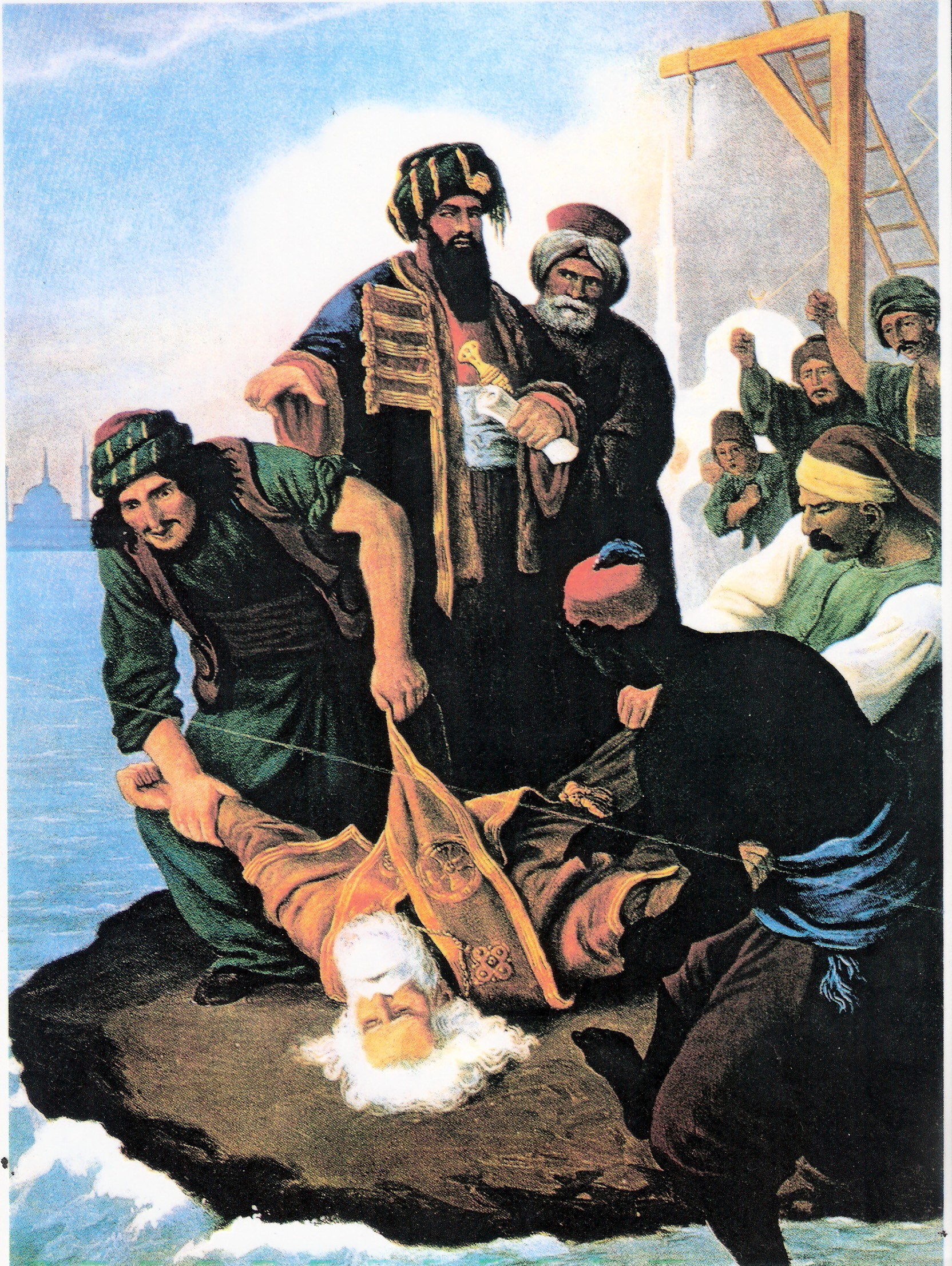
لوحة تصور إعدام البطريرك غريغوريوس الخامس في مضيق البوسفور، بريشة بيتر فون هيس.

يمكن إرجاع جذور النجاح الإغريقي في الدولة العثمانية إلى التقليد اليوناني في التعليم والتجارة والمتمثل في يونان الفنار. وكانت ثروة طبقة التجار الواسعة النطاق التي وفرت الأساس المادي للإحياء الفكري الذي كان سمة بارزة للحياة اليونانية في نصف القرن وأكثر مما أدى إلى اندلاع حرب الاستقلال اليونانية في عام 1821. وليس من قبيل الصدفة، عشية عام 1821، كانت المراكز الثلاثة الأكثر أهمية للتعلم اليوناني تقع في خيوس، وسميرنا وأيفاليك، وجميعها من المراكز الرئيسية الثلاثة للتجارة اليونانية. كما تم تفضيل النجاح اليوناني بالسيطرة اليونانية على الكنيسة الأرثوذكسية الشرقية.
ازدهرت أحوال الملل المسيحية القاطنة في السلطنة العثمانية اقتصاديًا واجتماعيًا، خلال القرن التاسع عشر ومع حركة الإصلاح العثمانية التي تتوجت في التنظيمات العثمانية، وارتدى الرعايا المسلمون والمسيحيون واليهود الطربوش الأحمر كعلامة على المواطنة العثمانية الحديثة المشتركة، ورافق هذا الازدهار عصر التنوير والنهضة الثقافية داخل المجتمع اليوناني الأرثوذكسي. وتمخض عنها تأسيس المدارس والجامعات اليونانية والمسرح والصحافة اليونانية وتجديد أدبي ولغوي وشعري مميز، رافقها ميلاد فكرة القومية القومية الهيلينية ثم بروز فكرة الاستقلال عن الدولة العثمانية ما أدى إلى حرب الاستقلال اليونانية، كما وتمخض عن حركة التنوير في الأوساط اليونانية الأرثوذكسيّة ظهور طبقة برجوازية نافذة وذات شأن، تمركزت بشكل خاص في كل من إزمير وإسطنبول وجزيرة خيوس. أسست البرجوازية المسيحية جنبًا إلى جنب المبشرين والإرساليات التبشيرية شبكة واسعة من المدارس (منها كليّة روبرت العريقة) والجامعات والمستشفيات. وكان التفاوت حادّاً جدّاً أكان في الوظائف الاقتصاديّة أم في التعليم، حيث كانت نسبة عموم المسيحيّين المتعلّمين إلى نظرائهم المسلمين نسبة 6 إلى 1. والتفاوت هذا إنّما نجم عن مقاومة الدولة العثمانيّة التعليم الغربيّ بوصفه «مسيحيّاً»، بدل اعتباره «علمانيّاً»، فيما كان الأرمن واليونان يعتبرون التعليمَ مفتاحاً للصعود الاجتماعيّ، مستثمرين فيه كما في الطباعة والصحافة.
بمجرد وصول خبر الانتفاضة اليونانية إلى العاصمة العثمانية (1821-1830)، وقعت في المدينة عمليات إعدام جماعية ومجازر، وتدمير الكنائس، ونهب ممتلكات السكان اليونانيين في المدينة في عام 1821. كما وذبح أيضًا عدة مئات من التجار اليونانيين في المدينة. وتوجت المجازر عندما أمر السلطان العثماني محمود الثاني بشنق بطريرك القسطنطينية الأرثوذكسي غريغوريوس الخامس المقيم في إسطنبول بعد أن اتهمه بالفشل بضبط المسيحيين اليونانيين في طاعة السلطات العثمانية، وذلك بحسب المهمة التي كان من المفترض أن ينفذها، وتم ذلك مباشرة بعد احتفال البطريرك بقداس عيد الفصح عام 1821 وأعدم وهو مرتدٍ كمال زيه الديني، وإكراماً لذكراه تم إغلاق بوابة المجمع البطريركي منذ ذلك الحين وحتى يومنا هذا. ذكرت الصحيفة الفرنسية الدستور (بالفرنسية: Le Constitutionnel) في 21 مايو 1821 أن السلطات العثمانية قررت رسميًا «ذبح جميع الرعايا المسيحيين في الدولة العثمانية». وقالت الصحيفة نفسها أن الحكومة العثمانية كانت نيتها «محو المسيحية من على وجه الأرض». وقدم السفيران البريطاني والروسي احتجاجات قوية إلى الدولة العثمانية كرد فعل على إعدام البطريرك. واحتج السفير الروسي على وجه الخصوص، بارون ستروغانوف ضد هذا النوع من المعاملة تجاه المسيحيين الأرثوذكس، في حين بلغ ذروته الاحتجاجية بعد وفاة البطريرك. في يوليو من عام 1821، أعلن ستروغانوف أنه إذا استمرت المذابح ضد الإغريق، فإن هذا سيكون عملاً حربياً من قبل الباب العالي ضد جميع الدول المسيحية. كما تأثر الرأي العام في الدول الأوروبية بالأحداث، وخاصةً في الإمبراطورية الروسية.

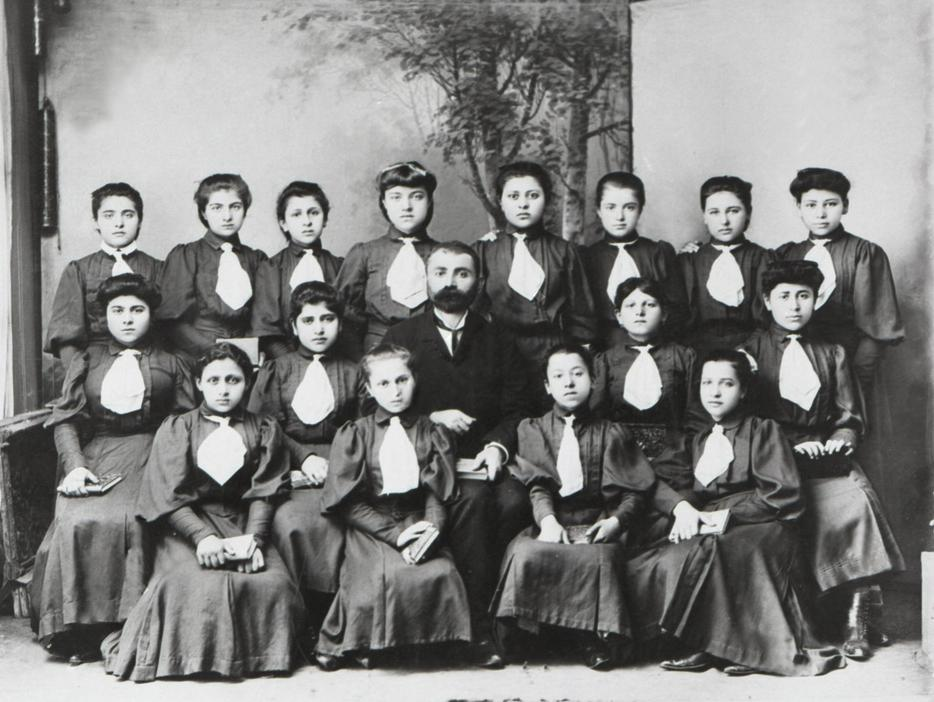
مدّرس وطالبات في مدرسة يونانية أرثوذكسية في مدينة طرابزون أوائل القرن العشرين.

في عام 1910 وصلت نسبة المسيحيين في البنطس حوالي 27% من السكان، وكانت أبرز المجموعات المسيحية اليونانيين الأرثوذكس البنطيين والأرمن وتمركزت الجماعات المسيحية في البنطس في طرابزون وقارص. يُشير عدد من الباحثين أن نسب وأعداد المسيحيين قد تكون أكثر وذلك بسبب تحول عدد من اليونانيين البنطيين إلى الإسلام شكلًا هربًا من الضرائب والاضطهادات في حين ظلوا يُمارسون الشعائر المسيحية في السر. عشية الحرب العالمية الأولى وصلت أعداد الملّة اليونانية الأرثوذكسية حوالي 1.8 مليون نسمة. في حين ترواحت أعداد الملّة الأرمنية الأرثوذكسية بين 1.7 إلى 2.3 مليون نسمة. وعاشت جماعات يونانية أرثوذكسية كبيرة (الكارامانليدس) في منطقة الأناضول خصوصًا في كبادوكيا تحدثت اللغة التركية كلغة أم وتبنت القومية التركية منذ القرن السابع عشر بعدما تعرضت لحملات تتريك، وبقت هذه الجماعة في تبعية دينية تحت نفوذ بطريركية القسطنطينية المسكونية. قدرت التقديرات المبكرة عدد المسيحيين الأرثوذكس الناطقين بالتركية عام 1923 بوسط وجنوب الأناضول بحوالي 100,000 نسمة، في حين يقول الباحث ستيفان ك.بافلوويتش أن عدد الكارامانليدس وصل إلى حوالي 400,000 في وقت التبادل السكاني. عشية الحرب العالمية الأولى عاشت في مدينة إزمير جماعات مسيحة ضخمة ومزدهرة شكلت أكثر من نصف سكان المدينة، منهم 150,000 يوناني أرثوذكسي و25,000 أرمني أرثوذكسي و20,000 من الشوام الكاثوليك. وكان عماد من الشوام الكاثوليك من التجار والصناعيين والبرجوازيين. وكانت منطقة طور عابدين من المعاقل الرئيسية للطوائف المسيحية السريانية وكانت مدينة مديات عاصمة هذا الإقليم، من حيث الحجم والتواجد السرياني. وتمركزت في عاصمة السلطنة العثمانية جماعات مسيحية كبيرة منها اليونانيين الذين شكلوا نسبة 31% سنة 1919، فضلًا عن الأرمن الذين شكلوا حوالي 14.5% من السكان، بالإضافة إلى كل من الشوام الكاثوليك والبروتستانت والكلدان والبلغار والجورجيين الكاثوليك فضلًا عن جماعات مسيحية ناطقة باللغة التركية.
حصلت مذابح بدر خان من قبل القوات الكردية والعثمانيَّة ضد المسيحيين الآشوريين من سكان الدولة العثمانية بين عام 1843 وعام 1847، مما أدى إلى ذبح أكثر من 10,000 من السكان الأصليين الآشوريين المدنيين من منطقة هكاري وبيع الآلاف منهم في سوق النخاسة. وكانت المذابح قد استهدفت بدايةً الأرمن بتحريض من بعض رجالات الدولة والدين العثمانيين بحجة رغبتهم بتفكيك الدولة، غير أنها سرعان ما اتخذت منحًا معادي للمسيحيين بشكل عام بانتقالها إلى ولاية ديار بكر وريفها ومناطق طور عابدين التي شكل السريان أغلب مسيحيها.

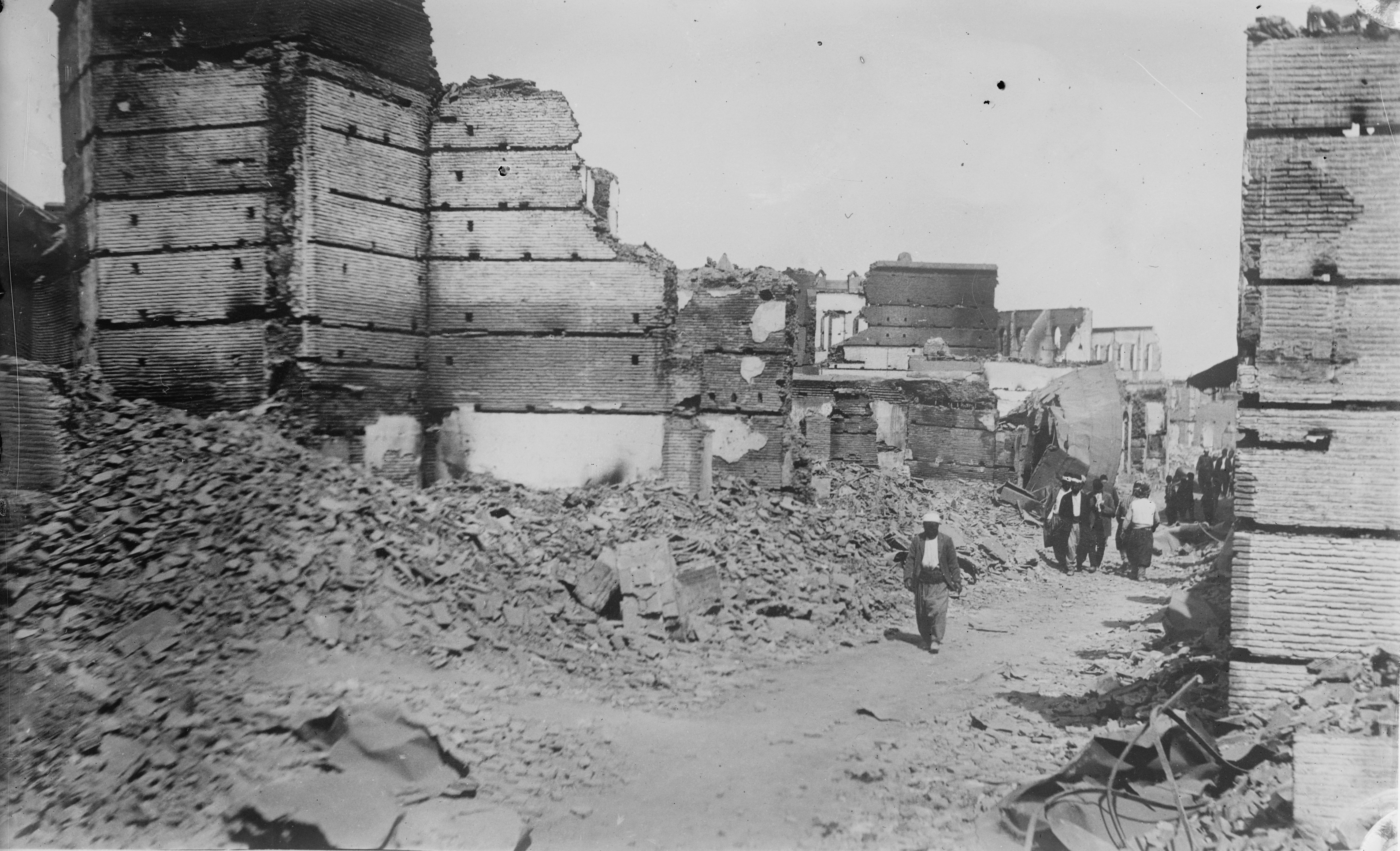
أحد أحياء الأرمن في أضنة بعد المجزرة، صورة من سنة 1909.

بين عام 1894 وعام 1896 حصلت سلسلة من المذابح العرقية الدينية ضد المسيحيين والمعروفة باسم المجازر الحميدية والتي جرت ضد كل من الأرمن والآشوريين المسيحيين من قبل قوات عثمانية. المجازر وقعت في الإساس في ما هو اليوم جنوب شرق تركيا وشمال شرق سوريا وشمال العراق. حيث اندلعت في البداية مذابح ضد الأرمن في القسطنطينية لتنتشر في باقي المناطق، خصوصاً إلى المقاطعات التي يقطنها الأرمن في بدليس وديار بكر وأرضروم وهارودج وسيواس وطرابزون ووان. تختلف التقديرات حول أعداد الأرمن الذين قُتلوا، ولكن الوثائق الأوروبية للمذابح، التي أصبحت معروفة باسم المجازر الحميدية، وضعت الأرقام أعداد الضحايا بين 100,000 إلى 300,000. وتم ترحيل قسري لحوالي 546,000 من الأرمن والآشوريين، وخلال المذابح دمرت مئات من الكنائس والأديرة أو تم تحويلها قسراً إلى مساجد.
على الرغم من أن عبد الحميد الثاني لم يكن متورطًا بشكل مباشر، إلا أنه يُعتقد أن المجازر حظيت بموافقته الضمنية،
:42 وبالتالي يتهم عبد الحميد الثاني بكونه أول من بدأ بتنفيذ المجازر بحق الأرمن وغيرهم من المسيحيين الذين كانوا تحت حكم الدولة العثمانية. حيث في عهده نفذت المجازر الحميدية حيث قتل مئات الآلاف من الأرمن واليونانيين والآشوريين لأسباب اقتصادية ودينية متعددة. بدأت عمليات التصفية بين سنتي 1894-1896 وهي المعروفة بالمجازر الحميدية. كما قام عبد الحميد الثاني بإثارة القبائل الكردية لكي يهاجموا القرى المسيحية في تلك الأنحاء.
حدثت مقاومة مضادة في أوائل عام 1909، مما أدى في النهاية إلى حادث 31 مارس في 13 أبريل 1909. إنضم إلى بعض العناصر العسكرية العثمانية الرجعية طلاب إسلاميون، والتي هدفت إلى إعادة السيطرة على البلاد إلى السلطان وحكم الشريعة الإسلامية. اندلعت أعمال الشغب والقتال بين القوات الرجعية وقوات جمعية الاتحاد والترقي، إلى أن تمكن جمعية الاتحاد والترقي من إخماد الانتفاضة ومحاكمات قادة المعارضة العسكرية. في حين أن الحركة استهدفت في البداية حكومة تركيا الفتاة، فقد امتدت إلى مذابح ضد الأرمن الذين كان يُنظر إليهم على أنهم يدعمون إعادة الدستور.:68–69 وشارك حوالي 4,000 مدني وجندي تركي في الهياج. أدت الأحدات إلى سلسلة من مذابح معادية للمسيحية في جميع الأنحاء. وتشير التقديرات إلى أن عدد الأرمن الذين قتلوا في مجزرة أضنة تتراوح بين 15,000 إلى حوالي 30,000 شخص.:69 وحصلت المجزرة بمساعدة بعض سكان أضنة من الأتراك، بحق السكان الأرمن المسيحيين. أدت المجزرة إلى مقتل ما لا يقل من 150,000 إلى 30,000 أرمني من قاطني أضنة وما حولها. وتشير تقارير أنَّ مجازر أضنة أسفرت عن مقتل ما يقارب من 1,500 من الآشوريين المسيحيين. كانت المجزرة متجذرة في الاختلافات السياسية والاقتصادية والدينية، تم وصف الشريحة الأرمنية من سكان أضنة بأنها «الأغنى والأكثر ازدهارًا».

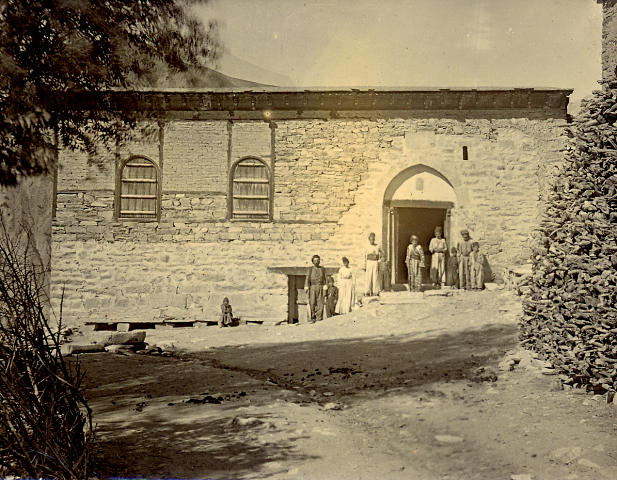
مقر بطريرك كنيسة المشرق الآشورية في بلدة قدشانس عام 1904.

اعتبرت منطقة هكاري من أكثر المناطق وعورة في الدولة العثمانية وكانت تمتد من دهوك جنوباً حتى وان شمالا، وتمتعت بحكم ذاتي بحكم وعورتها وصعوبة اجتياحها من قبل جيوش نظامية. كان معظم سكانها من أتباع كنيسة المشرق الآشورية، واتصف سكانها بنزعة عشائرية وكان يقود كل عشيرة شخص يدعى «مالك» وهؤلاء بدورهم يدينون بالولاء لزعيمهم الروحي بطريرك كنيسة المشرق الذي ينحدر من عائلة شمعون والذي كان يتخذ من «كنيسة مار شليطا» ببلدة قدشانس بجنوب تركيا مركزا له. كان أشوريّو هكاري مستقلّون ويُقَسَّمُونَ إلى قبائل تسمى أشيرت: تياري العليا، وتياري السّفلىّ، وتخومي، وطل، وباز، وجيلو، وزاران، وزيير وديسين. وكان أشوريّو قبائل هكاري مُوَحَّدُونَ سياسيًّا ودينيا تحت إدارة مار شمعون الّذي كان يخضع تحت سلطة الحكومة العثمانية. وأثار نشاط الإرساليات البروتستانية في المنطقة في اربعينات القرن التاسع عشر ريبة القبائل الكردية فشهدت مناطق سهل نينوى وبرواري سلسة من المجازر بقيادة أمير إمارة بوهتان الكردية بدر خان أدت لمقتل عشرات الآلاف من المسيحيين وتدمير العديد من القرى في مناطق العشائر الآشورية. أدى ضغط القوة الغربية من أجل وقف المذابح إلى تدخل الباب العالي على مضض فسقطت فبذلك آخر الإمارات الكردية. تلقى مار شمعون الحادي والعشرون بنيامين الزعيم الروحي لكنيسة المشرق الآشورية وبطريركها وعودا قبيل دخول الدولة العثمانية إلى الحرب العالمية الأولى بفتح مدارس وتطوير مناطق تركز الآشوريين في حكاري في حالة موافقته على الوقوف حيادا في أي حرب مستقبلية ضد روسيا. وفعلاً لم ينضم الآشوريون إلى الروس والثوار الأرمن خلال بدء العمليات العسكرية خريف 1914، حتى أن بطريرك كنيسة المشرق أرسل رسائل إلى رعاياه طلب فيها منهم الولاء لحكامهم المحليين العثمانين وعدم مجابهة الميليشيات التابعة لها. وبفشل الهجوم الأول للعثمانيين في جبهة القوقاز باتجاه باطومي، قرر هؤلاء أن الطريقة الوحيدة في تحقيق انتصارات في تلك الجبهة تكمن في تغيير الواقع الديمغرافي في المرتفعات الأرمنية وذلك بإبادة وترحيل سكانها الأرمن.
غير أن عمليات التصفية لم تشمل الأرمن فحسب ففي 12 تشرين الثاني 1914 أعلن السلطان محمد الخامس العثماني الجهاد على «أعداء الإسلام»، وصادق شيخ الإسلام العثماني على هذه الدعوة بإعلان فتوة الجهاد في 14 نوفمبر.
عشية الحرب العالمية الثانية كانت طور عبدين أهم مراكز تجمع السريان الأرثوذكس كما شهدت تحول البعض منهم إلى الكثلكة فانتشر السريان الكاثوليك كذلك وخصوصا في ماردين. بعكس آشوريي حكاري، لم يكن للسريان في طور عابدين نزعات استقلالية غير أن ما أقلق السلطات العثمانية هو الفرق الكبير في مستويات التعليم بين مسيحيي تلك المناطق ومسلميها ما حذا بالعثمانيين إلى إصدار قرارات تقضي بإغلاق المدارس المسيحية ما لم تكن مفتوحة بفرمان رسمي. وصل المطاف بالسلطات العثمانية في سنة 1884 إلى إصدار قانون يقضي بكون الباب العالي هو من يقرر فتح مدارس في المناطق من عدمها. وتعرضت ولاية ديار بكر بأكملها إلى سلسلة من المجازر سنة 1895 قلصت عدد مسيحييها. وبلغ عدد سكان سنجق ماردين قبيل بداية الحرب العالمية الأولى حوالي 200,000، شكل المسيحيون حوالي خمسي عدد سكانه. كما أصبحت نسبة الأكراد حوالي 50% من عدد سكان طور عابدين البالغ حوالي 45,000.

#### المذابح

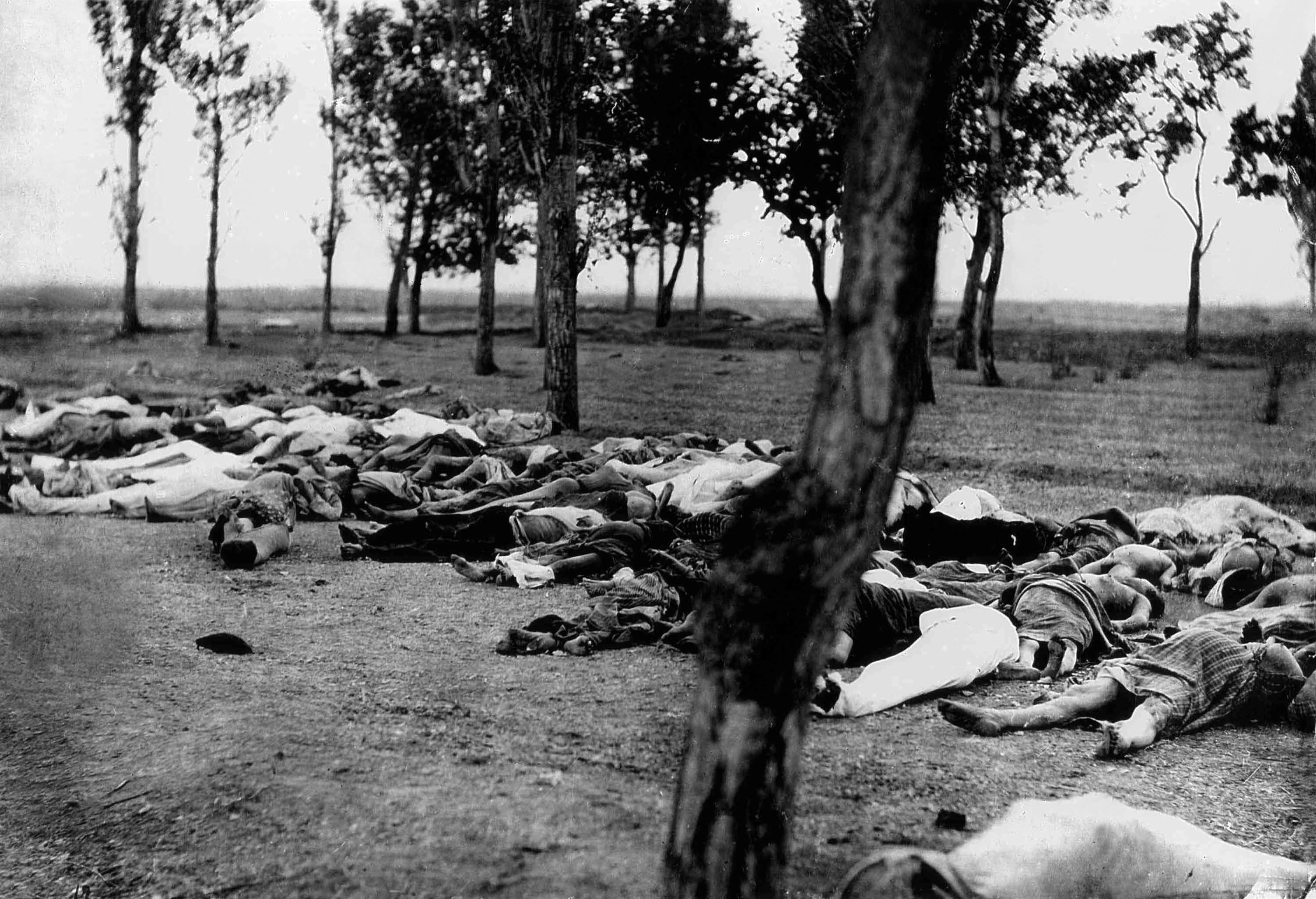
صورة تعود لأوائل القرن العشرين خلال الإبادة الجماعية للأرمن تظهر مجموعة من الأرمن القتلى.

كان الأتراك الشبان قلقين بشكل خاص من انتشار الولاء للفكر اليوناني من مناطق غرب الأناضول والبحر الأسود إلى وسط الأناضول نظراً لأن اليونانيين في ذلك الوقت كانوا أقوى من الأتراك اقتصاديًا وأكثر علمًا، وكانت هناك أقلية أخرى ضمن الدولة العثمانية تتمتع بموارد مالية وهم الأرمن. كان الأتراك الشبان يعتقدون أن هاتين الفئتين المسيحيتين تهددان وجود وسلطة الدولة، وأن وجودهما نتيجة مباشرة لتسامح الحكومات العثمانية السابقة. ورأى الأتراك الشبان أنه، في ظل نفوذ الألمان، فإن الأقليات المسيحية التي تتحول ببطء إلى قوة اقتصاديَّة وسياسيَّة ستسيطر في نهاية المطاف على الدولة. بعد حرب البلقان الثانية والتي انتهت في عام 1913، اتخذ قرار بالقضاء على كل العناصر المسيحية في المجتمع العثماني ومصادرة ثرواتها، وتم تطبيق خطة ممنهجة لتحقيق هذا الهدف. ومع قرب خريف عام 1913 بدأت تتشكل ميليشيات محلية.
تم اعتقال أكثر من 250 من أعيان الأرمن في إسطنبول في يوم 24 نيسان عام 1914. وبعد ذلك، طرد الجيش العثماني الأرمن من ديارهم، وأجبرهم على المسير لمئات الأميال إلى الصحراء في سوريا، وتم حرمانهم من الغذاء والماء، كانت المجازر عشوائية وتم مقتل العديد بغض النظر عن العمر أو الجنس، وتم اغتصاب والاعتداء الجنسي على العديد من النساء. وأُجبر حوالي 100,000 إلى 200,000 من النساء والأطفال الأرمن على التحول إلى الإسلام قسراً وتم دمجهم في أسر المسلمين. وتنحدر أغلب مجتمعات الشتات الأرمني حول العالم من ناجين من هذه الإبادة.
قامت الحكومة العثمانية في قتل متعمد والمنهجي للسكان الأرمن خلال وبعد الحرب العالمية الأولى، وقد تم تنفيذ ذلك من خلال المجازر وعمليات الترحيل، وكانت عمليات الترحيل القسري هي عبارة عن مسيرات في ظل ظروف قاسية مصممة لتؤدي إلى وفاة المبعدين. يقدّر الباحثين ان أعداد الضحايا الأرمن تتراوح ما بين مليون و1.5 مليون نسمة. كذلك تعرضت مجموعات عرقية مسيحية للمهاجمة والقتل من قبل الحكومة العثمانية منهم الآشوريين والسريان والكلدان وذلك عن طريق سلسلة من العمليات الحربية التي شنتها قوات نظامية تابعة للدولة عثمانية بمساعدة مجموعات مسلحة كردية شبه نظامية استهدفت مدنيين آشوريين/سريان/كلدان أثناء وبعد الحرب العالمية الأولى. أدت هذه العمليات إلى مقتل مئات الآلاف منهم كما نزح آخرون من مناطق سكناهم الأصلية بجنوب شرق تركيا الحالية وشمال غرب إيران. سميت هذه المذابح التي استهدفت السريان باسم مذابح سيفو وتعرف كذلك بالمذابح الآشورية ويقدر الدارسون أعداد الضحايا السريان/الآشوريين بما بين 250,000 إلى 500,000، كما ونفذت الحكومة العثمانية والحركة الوطنية التركية إبادة جماعية ضد اليونايين البنطيين في وطنهم التاريخي في الأناضول خلال الحرب العالمية الأولى وما تلاها (1914-1922). وتضمنت الحملة مذابح، وعمليات نفي من المناطق والتي تضمنت حملات قتل واسعة ضد هذه الأقليات؛ متمثلة في مجازر وعمليات الترحيل القسري من خلال مسيرات الموت أو الإعدام التعسفي، فضلًا عن تدمير المعالم المسيحية الأرثوذكسية الثقافية والتاريخية والدينية. وكان عدد الضحايا اليونانيين وفقاً للمصادر يتراوح بين 450,000 إلى 750,000.

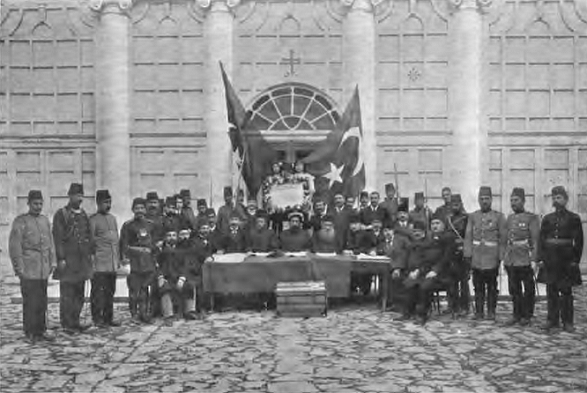
إعلان من الدستور عام 1909؛ من قبل قادة مسلمين، ويونانيين وأرمن.

يرى عدد من الباحثين أنّ هذه الأحداث، تعتبر جزء من نفس سياسة الإبادة التي انتهجتها الحكومة العثمانية ضد الطوائف المسيحية. وقد أطلقت الرابطة الدولية لعلماء الإبادة الجماعية على الحملة العثمانية التي قام بها تركيا الفتاة ضد الأقليات المسيحية في الدولة العثمانية تسمية إبادة جماعية.

وفقًا لصحيفة التايمز اللندنية: «قالت السلطات التركية صراحة بأن نيتهم المتعمدة التخلص من جميع اليونانيين، ودعمت أعمالهم أقوالهم»، بينما كتبت صحيفة بلفاست الإخبارية: «إن الحكاية المروعة من الوحشية والبربرية التي يمارسها الأتراك الآن هي جزء من سياسة منهجية لإبادة الأقليات المسيحية في آسيا الصغرى». وفقًا لصحيفة كريسشان ساينس مونيتور، شعر الأتراك بالحاجة إلى قتل الأقليات المسيحية بسبب التفوق المسيحي من حيث الاجتهاد وبالتالي الشعور التركي بالغيرة والدونية، كتبت الصحيفة: 

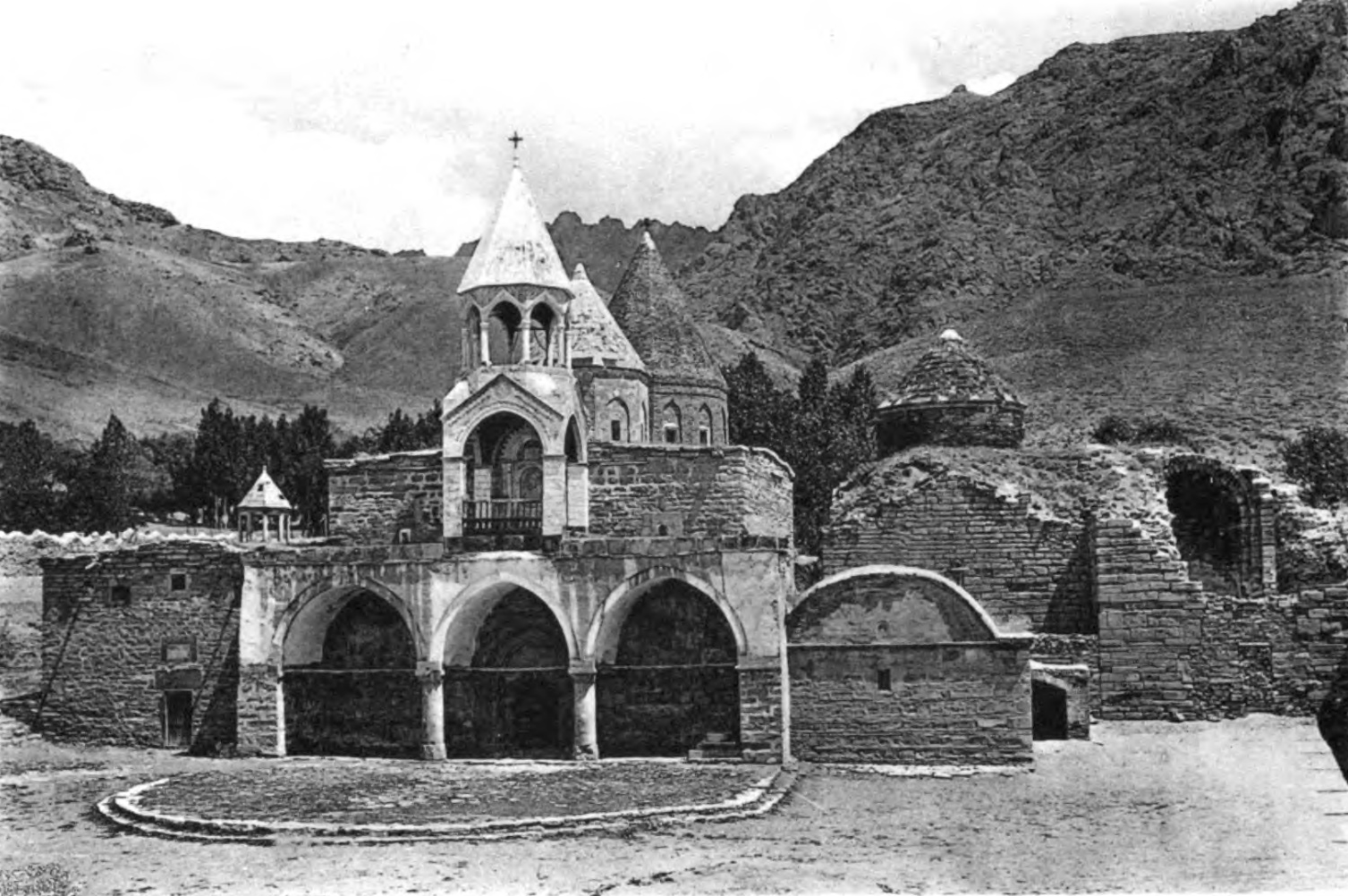
صورة فوتوغرافية التقطت في عام 1913 لدير فارفانفانك في فان. في مايو 1915 هاجم الجيش العثماني وأحرق ودمر أغلب معالم الدير الدير.

بعدما أُسّست جمهوريّة أتاتورك غُيّرت أسماء القرى من أرمنيّة إلى تركيّة بأمر من طلعت باشا، أحد ثلاثيّ «الاتّحاد والترقّي» وأشدّهم ارتباطاً بالمجزرة. ولم يتردّد طلعت في اعتبار أنّ الهدف من سرقة الأملاك الأرمنيّة إنشاء «اقتصاد وطنيّ» «بورجوازيّة مسلمة». وكان من بين المعالم العمرانيّة الكثيرة التي سُرقت من مالكيها الأرمن قصر أتاتورك الرئاسيّ في أنقره، وما بات لاحقاً قاعدة أنجرليك العسكريّة. وفقد الأرمن شركاتهم ومزارعهم، وأصبحت جميع المدارس، والكنائس، والمستشفيات، ودور الأيتام، والأديرة، والمقابر الأرمنية ملك الدولة التركية. وفي يناير عام 1916، أصدر وزير التجارة والزراعة العثماني قرارًا يأمر جميع المؤسسات المالية العاملة داخل حدود الدولة العثمانية لتسليم الأصول المالية الأرمنية للحكومة. وتسجل المراجع أن الحكومة العثمانية إستولت على ستة ملايين جنيه تركي من الذهب إلى الممتلكات العقارية، والنقدية، والودائع المصرفية، والمجوهرات. ومن ثم تم ضخ الأصول المالية الأرمنية للبنوك الأوروبية، بما في ذلك البنك الألماني ودرسدنر.
وفقًا لمختلف العلماء، قبل الحرب التركية اليونانية (1919–1922)، كانت مدينة إزمير مركزًا ثقافياً واقتصادياً لليونانيين، وكان أعداد السكان الإغريق فيها آنذاك أكبر من أثينا عاصمة اليونان. وإلى جانب السكان اليونانيين والأتراك ضمت المدينة على أعداد كبيرة من السكان الأرمن والشوام الكاثوليك واليهود. وأشار العثمانيون في تلك الحقبة إلى المدينة باسم «سميرنا الكافرة» (بالتركيَّة: Gavur Izmir) بسبب وجود السكان غير المسلمين القوي فيها. خلال الحرب التركية اليونانية ذكرت العديد من التقارير عن انتهاكات جسيمة ارتكبتها القوات التركية بحق المدنيين المسيحيين اليونان والأرمن بشكل رئيسي. وتشير التقارير أيضاً إلى ارتكاب القوات اليونانية أيضاً انتهاكات جسيمة بحق المدنيين المسلمين من الأتراك خلال الحرب التركية اليونانية.
في عام 1923 قامت اتفاقية التبادل السكاني بين اليونان وتركية وهي مرتكزة على أساس الهويّة الدينية، وتتضمن نقل المسيحيين اليونانيين الذين يعيشون في تركيا إلى اليونان ونقل المواطنين المسلمين الذي يعيشون في اليونان إلى تركية، هو كان تبادل السكانيّ الإلزامي الأول الواسع النطاق في القرن العشرين.
وقّعت اتفاقية التبادل السكاني بين اليونان وتركية 1923 بين الحكومتين التركيّة واليونانيّة في مدينة لوزان السويسريّة في الثلاثين من كانون الأول 1923، وتضمنت تقريباً نقل مليوني شخص مليون ونصف منهم مسيحيين كانوا يعيشون في تركيا ونصف مليون مسلم كانوا يعيشون في اليونان، أغلبهم هُجّر بالقوّة وبشكل قانوني من أوطانهم. يذكر أن تبادل السكان أثر بشكل سلبي على الطبقة البرجوازية في تركيا، حيث شكل المسيحيين نسبة هامة من الطبقة البرجوازية.

### الجمهورية التركية

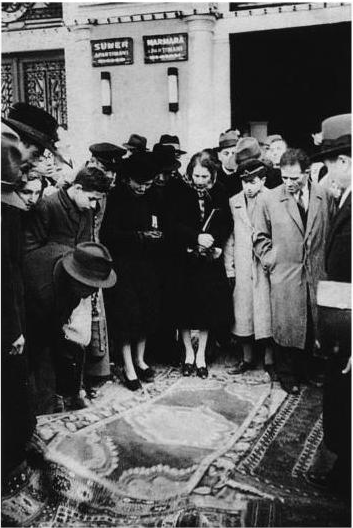
صورة تاريخيَّة من 1942 لمجموعة من المسيحيين واليهود خلال مزاد لبيع أثاثهم لدفع ضريبة الثروة التركية.

بعد تأسيس الجمهورية التركية وفي عام 1942 تم فرض ضرائب باهظة على المواطنين الأثرياء والتي استهدفت بشكل خاص المسيحيين واليهود الذين كانوا يسيطرون على جزء كبير من الاقتصاد التركي، بمقدار عشرة في المئة على الفرد الواحد، وتم مصادرة عدد من مؤسساتهم واقفال مدارسهم ممنا أدى لهجرة عدد كبير من المسيحيين واليهود. ومن الشائع أنّ السبب الكامن وراء الضرائب تكبد الخسائر المالية على الأقليات الدينيّة من المسيحيين واليهود في تركيا، وإنهاء سيطرتهم على اقتصاد البلاد، ونقل الأصول الماليّة لغير المسلمين إلى أيدي البرجوازية المسلمة. لم يتحمل هذا القانون الصارم الانتقادات القاسية، وتم إلغاؤه تحت ضغوط من بريطانيا
والولايات المتحدة في 15 مارس من عام 1944. واستفاد الحزب الديمقراطي المعارض من شعبيته في الانتخابات العامة لعام 1950.
قامت حكومة سكرو ساراكوجلو مشروع قانون الضريبة التي تُفرض لمرة واحدة وتم اعتماد القانون من قبل البرلمان التركي في 11 نوفمبر 1942. وكانت الضريبة مفروضة على الأصول الثابتة، مثل العقارات، وعلى ملاك المباني وسماسرة العقارات والشركات والمؤسسات الصناعية لجميع المواطنين، بما في ذلك الأقليات. ومع ذلك، لم يكن الذين عانوا أشد المعاناة من المسلمين بل من اليهود واليونانيين والأرمن والشوام، الذين كانوا مسيطرين على جزء كبير من الاقتصاد، بالرغم من أن الأرمن كانوا هم الأكثر دفعًا للضريبة. ثمة من المحللين من يربطون بين اضطهاد الأقليات الدينية، في العقود الأولى للجمهورية الوليدة، والوضع الاقتصادي المأساوي لتركيا الخارجة من حرب استمرت سنوات. فقد أمنت المقتلة ضد الأرمن وتهجيرهم القسري مع يونانيي تركيا، نوعاً من التراكم الأولي للرأسمال الناشئ في تركيا الجمهورية، بفعل الاستيلاء على ممتلكات المهجّرين المسيحيين، وكانوا عمومًا أكثر ثراءً من الأتراك. ثم صدر قانون الضريبة على الممتلكات في العام 1942، وكان 87 في المئة من المكلفين بها من الطوائف غير المسلمة، وكان على التجار الأرمن أن يسددوا هذه الضريبة بنسبة 232 في المئة من رأسمالهم، واليهود بنسبة 179 في المئة، واليونانيين بنسبة 156 في المئة، والأتراك المسلمين بنسبة 5 في المئة. وتم سوق العاجزين عن تسديدها إلى معسكرات الاعتقال.
خلال الحرب العالمية الثانية، ظلت تركيا دولة محايدة حتى فبراير 1945. ورسميًا، تم فرض هذه الضريبة لملء خزينة الدولة التي كانت هناك حاجة لملئها إذا قامت ألمانيا النازية أو الاتحاد السوفيتي بغزو البلاد. ومع ذلك، هناك من يقول أن السبب الرئيسي لهذه الضريبة كان لتأميم الاقتصاد التركي من خلال الحد من تأثير الأقليات السكانية والسيطرة على التجارة والموارد المالية والصناعات في البلاد. دفع جميع المواطنين في تركيا هذه الضريبة، ولكن تم فرض تعريفات أعلى عمومًا على السكان غير المسلمين في البلاد، وغالبًا بطريقة تعسفية وغير واقعية. تم اعتقال حوالي ألفين من غير المسلمين، الذين لم يتمكنوا من دفع الكمية الهائلة التي طلبتها هذه الضريبة خلال مهلة قدرها ثلاثون يومًا، وتم إرسالهم إلى معكسر العمل بالسخرة في مدينة أش قلعة في محافظة أرضروم شرق تركيا. ومات واحد وعشرون من هؤلاء التعساء هناك. لم يُسفر القانون القسري التمييزي عن النتائج التي كانت تأملها الحكومة. فقد قامت الشركات بزيادة أسعار منتجاتها بشكل حاد لتعويض خسائرها، مما خلق دوامة من التضخم أضرت بالمستهلكين ذوي الدخل المنخفض. ومع ذلك، وفقًا لمعلومات رسمية، جمعت الحكومة التركية 324 مليون ليرة (في الوقت الذي كان فيه الدولار الأمريكي الواحد يعادل 1.20 ليرة تركية) من خلال مصادرة أصول غير المسلمين.

أتراك يهاجمون مجمعات يونانية خلال بوغروم إسطنبول.

في 6 سبتمبر 1955 حدث بوغروم إسطنبول وهي أعمال شغب كانت بالدرجة الأولى ضد الأقلية اليونانية في إسطنبول. ودبرت أعمال شغب من قبل مجموعة من الجيش التركي. واندلعت أحداث بعد انباء تفيد بأن القنصلية التركية في مدينة سالونيك شمال اليونان والبيت الذي ولد فيه مصطفى كمال أتاتورك في عام 1881، كان قد قصفت في اليوم السابق. وبعد ذلك تبين ان القنبلة زرعت من قبل الحاجب التركي في القنصلية، الذي ألقي القبض في وقت لاحق، واعترف، حرضت الأحداث. كانت الصحافة التركية تنقل الأخبار في تركيا صامتة عن اعتقال الحاجب وبدلًا من ذلك لمحت إلى أن اليونانيون قد فجروا القنبلة. ما أدى إلى هجوم من قبل غوغاء اترك، ومعظمه كان داخل شاحنات دخلوا فيها إلى داخل المدينة في وقت مبكر، للتحضير إلى لاعتداء في إسطنبول ضد المجتمع اليوناني خاصة في حي الفنار حيث استمرت الاعتداءات لمدة تسع ساعات. خلال الاعتداءات أكثر من عشرة أشخاص لقوا مصرعهم خلال أو بعد المذبحة نتيجة الضرب والحرق. تضررت أيضا احياء وأماكن سكن وعمل اليهود والأرمن.
سببت المذبحة تسارع هجرة اليونانيين (بالتركية: Rumlar) من تركيا وإسطنبول على وجه الخصوص. انخفضت أعداد السكان اليونانيين في تركيا من 119,822 شخصًا في 1927، إلى حوالي 7,000 في عام 1978. في إسطنبول وحدها، انخفض عدد السكان اليونانيين من 65,108 إلى 49,081 بين عام 1955 وعام 1960. وتُقدر الأرقام لعام 2008 الصادرة عن وزارة الخارجية التركية العدد الحالي من المواطنين الاتراك من أصل يوناني يتراوح بين 3,000 إلى 4,000. ولكن وفقًا لمؤسسة هيومن رايتس ووتش يقدر عدد السكان اليونانيين في تركيا بنحو 2,500 وذلك في عام 2006. وقالت ديليك جوين المؤرخة ومؤلفة كتاب صادر عام 2005 عن الواقعة ان المقابر دُنست والكنائس نهبت وقتل نحو 12 شخصًا واغتصبت مئات النساء وقد حرقت كاتدرائيَّة القديس جرجس مقر بطريركية القسطنطينية المسكونية خلال المذبحة، بالإضافة إلى حرق العديد من المنازل والمشاغل والمصالح التي يملكها يونانيون. وقدرت قيمة الأضرار بنحو 50 مليون دولار أي ما قيمته الآن نحو 400 مليون دولار. وأغلب الهجمات كانت ضد أهداف يملكها يونانيون لكن نحو ثلث الهجمات استهدف ممتلكات الارمن واليهود. وتم اعتقال أكثر من 5,000 شخص تمت تبرئة أغلبهم في وقت لاحق.

كنيسة سريانية أرثوذكسية في مدينة مديات. المدينة الرئيسية قي طور عبدين وتشكّل عاصمة هذا الإقليم، من حيث الحجم والتواجد السرياني.

خلال سنوات التسعين عقب المواجهات بين الجيش التركي والأكراد هاجر الآلاف من المسيحيين من منطقة طور عبدين وهي معقل تاريخي للكنيسة السريانية الأرثوذكسية، حيث تمركزت بطريركيتها إلى أن ارتفعت حدة التوترات مع الجمهورية التركية، ما دفعها إلى الانتقال إلى سوريا عام 1933.
كان عدد سكان هذه المنطقة نحو 200,000 مسيحي، وفقًا للاتحاد الأوروبي للسريانية، وهي منظمة في الشتات. ونجا نحو 50,000 شخص من مذابح المسيحيين في الاناضول خلال الحرب العالمية الأولى، حيث لقي الشعب السرياني والأرمن المصير ذاته. وأجبرت الصعوبات الاقتصادية في الستينيات والسبعينيات من القرن العشرين عشرات الآلاف من المسيحيين السريان الأرثوذكس على الانتقال إلى أوروبا والاستقرار فيها. ثم تلت ذلك موجة هجرة ثانية في فترة الثمانينيات والتسعينيات من القرن العشرين نتيجة الصراع التركي الكردي. أما اليوم، لم يبق في طور عبدين سوى 4,500 مسيحي سرياني، من الذين يتكلمون اللهجة المحلية من اللغة الآرامية، فضلاً عن العربية والتركية والكردية. ويتمركز اليوم نحو 80 ألف سرياني من الذي كان يعيشون في طور عبدين في ألمانيا، إضافة إلى 60 ألف في السويد، و10 آلاف في كل من بلجيكا وسويسرا وهولندا، وفقاً لتقديرات الاتحاد السرياني الأوروبي. في الآونة الأخيرة استقر في طور عبدين العديد من العائلات السريانية التي عادت من ألمانيا والسويد وسويسرا. وتشير التقارير إلى أن عودة المسيحيون السريانُ من أوروبا إلى طور عبدين، هي لأسباب روحية وليست لأسباب اقتصادية. كما أدت الحرب الأهلية السورية إلى تدفق أعداد كبيرة للاجئين من سوريا إلى تركيا، وكان من ضمهم أعداد من المسيحيين السريان والآشوريين، حيث بالنسبة لكثير من السريان والآشوريين السوريين يمثل ذلك رحلة عودة لهجرة أجدادهم من تركيا قبل نحو قرن عشية مذابح سيفو، وعزز اللاجئون السريان والآشوريين السوريين وجود الطائفة السريانية في تركيا.
لا يوجد قانون في تركيا يمنع التبشير أو التحول إلى المسيحية، فتركيا دولة علمانية. في حين قد يتعرض أحيانًا المسيحيين، أو المبشرين، أو حتى المتحولين إلى المسيحية إلى أعمال عنف وقتل من قبل القوميين أو الإسلاميين.
منذ مطلع الألفية الثالثة يستهدف مسيحيو تركيا بهجمات واغتيالات باتت تهدد وجودهم الديني، فقد قتل اغتيل الطاهن الكاثوليكي أندريا سانتورو في مدينة طرابزون على البحر الأسود عام 2006، كما طعن قس كاثوليكي إيطالي آخر في عام 2007، وشهد نفس العام هجوماً على دار نشر إنجيلية تدعي زيرفه في مدينة ملطية قتل فيها 3 مسيحيين يعملون فيها. وتشهد البطريركية الأرمنية بإسطنبول تحول مسلمين إلى المسيحية بمعدل 20 شخصًا في السنة، منهم من تقدم في العمر وشهد المذابح حينما كان صغيرًا وأراد أن يعود إلى ديانته التي اضطر إلى تغييرها. ومنهم من أراد أن يعود إلى ديانة أجداده التي اضطر إلى إخفائها أو اكتشف أصوله الأرمنية حديثًا. وتشير عدد من التقارير إلى إحياء البلدات المسيحية في تركيا، بعد أن تعرض سكانها للقمع وفروا إلى المهجر خوفاً على حياتهم، ورجوع عدد من المسيحيين السريان من المهجر.

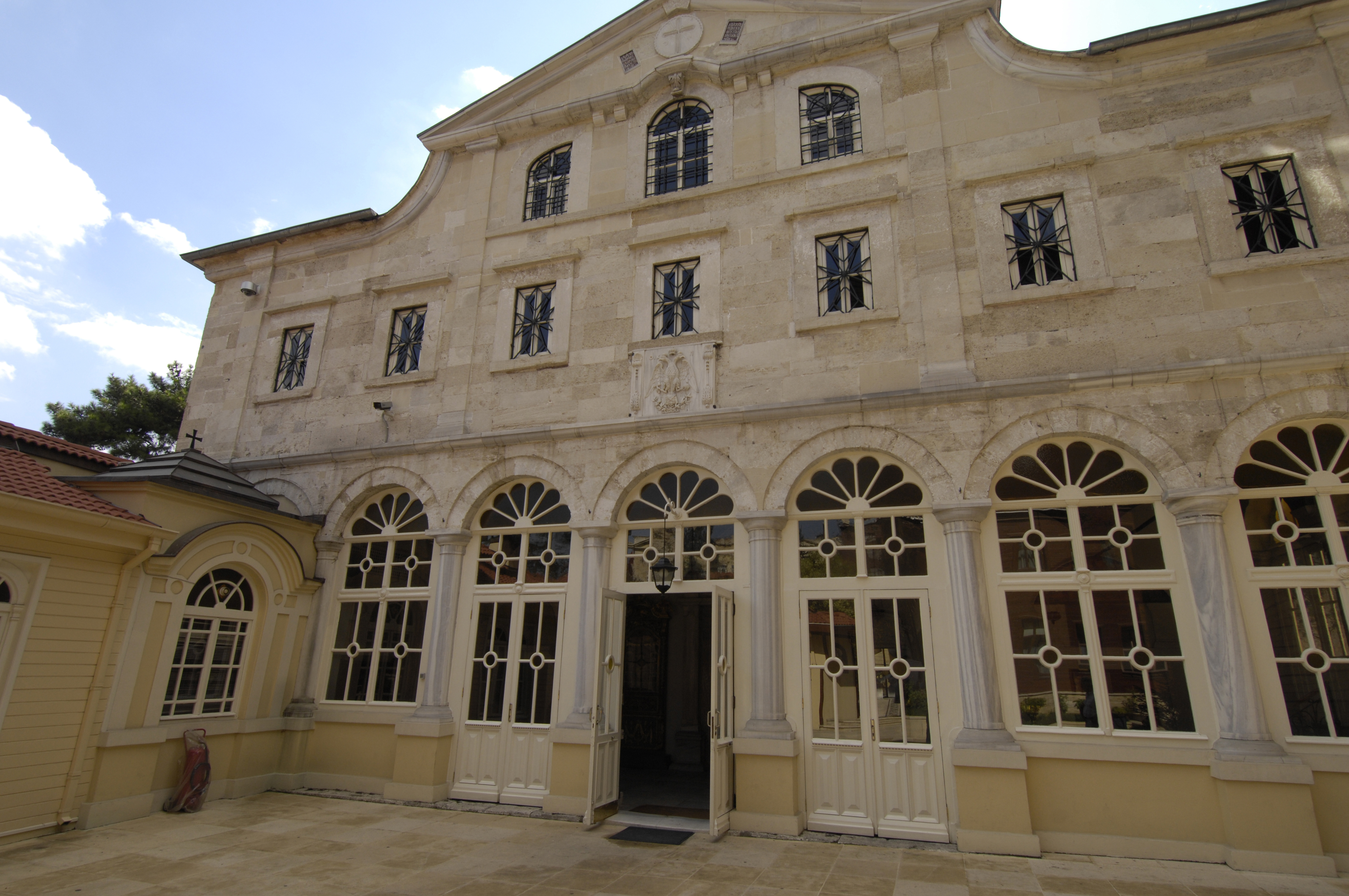
كنيسة القديس جورج، في مدينة إسطنبول، مقر بطريركية القسطنطينية المسكونية.

في السنوات الأخيرة تحولت أعداد من الأتراك المسلمين في تركيا وقبرص الشمالية إلى الديانة المسيحية. حيث بين كل عشرة حالات تغيير دين ستة حالات تكون للمسيحية، وفي تقرير في صحفية ميليت أشارت إلى أن 35,000 تركي تحول للمسيحية سنة 2008 خاصًة إلى المذهب البروتستانتي الإنجيليّ. وفي عام 2013 شارك عدد من المسيحيين في الإحتجاجات بمنتزه غيزي في ميدان تقسيم، وذلك للاحتجاج على ما يعتبره بعضهم استبداداً من حزب حزب العدالة والتنمية الحاكم وتدخلاً في أسلوب حياتهم. وفي انتخابات سنة 2015 تم تمثيل المسيحيين من خلال أربعة نواب في البرلمان التركي، اثنان من حزب الشعوب الديمقراطي وثالث عن حزب الشعب الجمهوري والرابع من حزب العدالة والتنمية. وكان دور المسيحيون دورهم محدوداً في الحياة السياسية في تركيا بعد عصر الجمهورية، ويقيم قسم كبير منهم في مدينة إسطنبول، ويعملون في التجارة والحرف اليدوية مثل صياغة المجوهرات، بينما يقيم آخرون في القرى ويمتهنون الزراعة وتربية المواشي. وعام 2011 كان محام من الطائفة السريانية النائب المسيحي الأول في البرلمان منذ نصف قرن. في عام 2014 زار البابا فرنسيس تركيا لتعزيز الروابط مع الكنيسة الأرثوذكسية الشرقية وإدانة العنف الذي يستهدف المسيحيين وأقليات أخرى في الشرق الأوسط. وفي عام 2015، أعطت الحكومة التركية الإذن للقناة المسيحية سات 7 للبث على القمر الصناعي تركسات الذي تنظمه الحكومة. أعربت الطوائف المسيحية المختلفة عن تخوفها من تبعيات محاولة الانقلاب في تركيا 2016 وذلك بعد تعرض كنائس في طرابزون و‌ملطية لإعتداءات من قبل مؤيدين لحزب العدالة والتنمية. وفي عام 2019 وضع حجر أساس لبناء كنيسة سريانية أرثوذكسية في منطقة يشيل كوي بمدينة إسطنبول بحضور رجب طيب أردوغان، لتكون أول مكان عبادة مسيحي يبنى في تركيا منذ تأسيس الجمهورية على يد مصطفى كمال أتاتورك عام 1923.

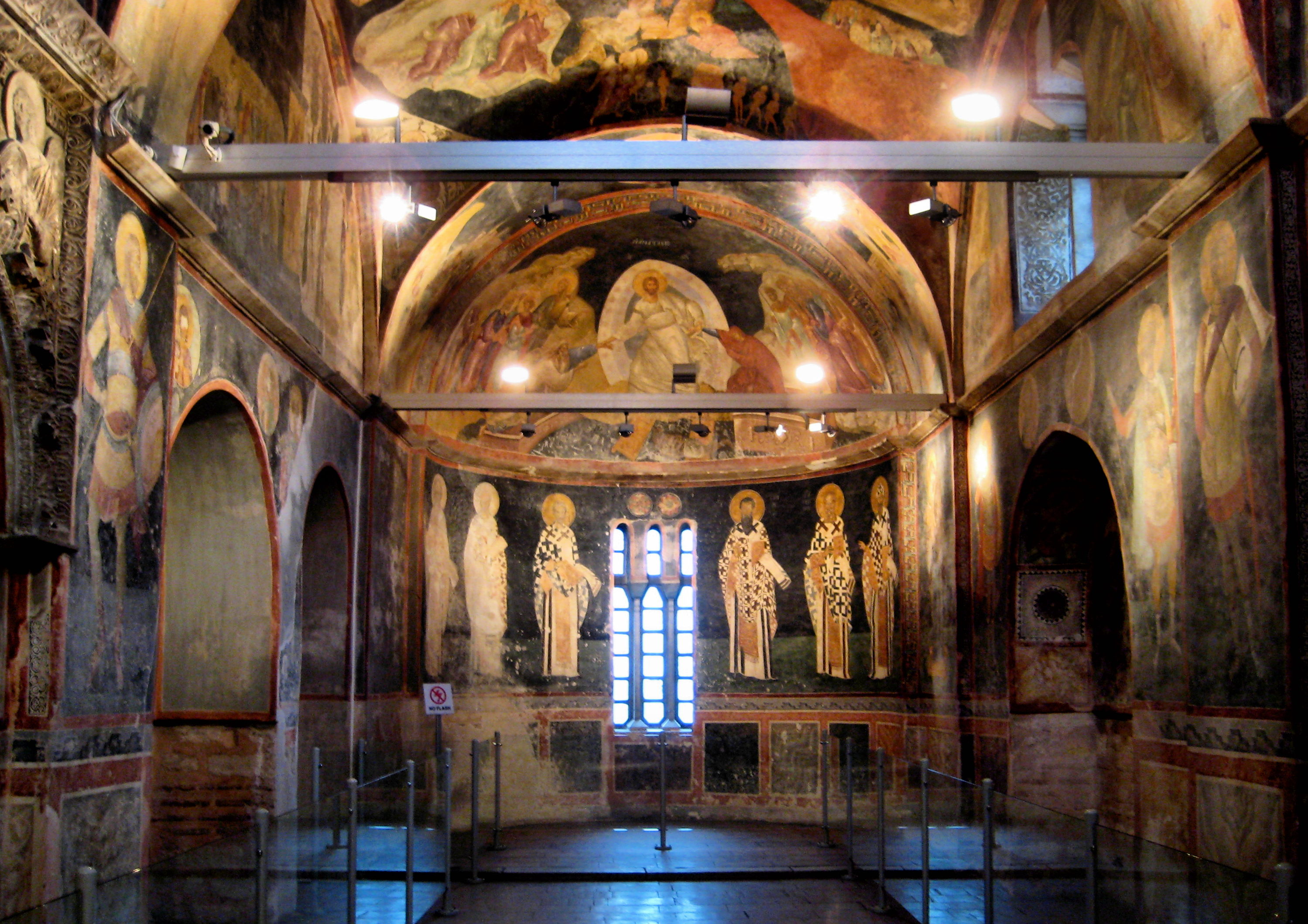
فسيفساء داخل كنيسة خورا: قامت الحكومة التركية بتحويلها إلى مسجد في عام 2020.

في يوليو عام 2020، ألغى قرار محكمة تركية وضع آيا صوفيا كمتحف وأمر مرسوم لاحق من رئيس تركيا رجب طيب أردوغان بإعادة تصنيف آيا صوفيا كمسجد. وتعرضت الخطوة لإنتقادات واسعة وشديدة من اليونان و‌روسيا و‌فرنسا و‌ألمانيا و‌النمسا و‌الاتحاد الأوروبي و‌الولايات المتحدة و‌اليونسكو ومن المؤرخين والباحثين ورؤساء الطوائف المسيحيَّة مثل بطريرك القسطنطينية المسكوني وبطريرك الكنيسة الروسية الأرثوذكسية وبطريرك بطريركية القسطنطينية للأرمن الأرثوذكس وغيرهم. وقال البطريرك المسكوني برثلماوس الأول، وهو الزعيم الروحي لنحو 300 مليون مسيحي أرثوذكسي في العالم: «تحويل آيا صوفيا إلى مسجد سيثير غضب ملايين المسيحيين حول العالم» وسيتسبب في «شرخ» بين الشرق والغرب. ويتخذ البطريرك برثلماوس الأول من إسطنبول مقراً له. ووفقاً لصحيفة وول ستريت جورنال فقد نأت النخب التركية المسيحيَّة والطوائف المسيحية في تركيا نفسها عن التصريح حول تحول آيا صوفيا إلى مسجد - باستثناء البطريرك برثلماوس الأول -، بسبب إرث وذاكرة الإبادة الجماعيَّة والتهجير الذي حصل بحقهم خلال القرن العشرين، وبسبب الخوف من معاداة المسيحية المتصاعدة في المجتمع التركي في العقود الأخيرة. يذكر أنَّ آيا صوفيا كانت مقر بطريركية القسطنطينية المسكونية ووصفها عدد من الكُتَّاب بأنها «تحتل مكانة بارزة في العالم المسيحي»، وبأنها «أعظم من جميع الكنائس المسيحية». ويُشير المؤرخين إلى أنَّ آيا صوفيا اعتُبرت رمزًا ثقافيًا ومعماريًا وأيقونة للحضارة البيزنطية والحضارة المسيحيَّة الأرثوذكسيَّة. اعتُبر المبنى جوهرة العمارة البيزنطية، وقيل أنها «غيرت تاريخ العمارة».
في أغسطس عام 2020 قامت الحكومة التركية بتغيير وضع كنيسة خورا البيزنطيَّة في إسطنبول من متحف إلى مسجد، وأُدينَت خطوة تحويل كنيسة خورا إلى مسجد على نطاق واسع من قبل المسيحيين الأرثوذكس والبروتستانت في تركيا، كما أدانت الخطوة دول أوروبية وغربية.

## الوضع الراهن

### التوزيع الطائفي والإثني للمسيحيين

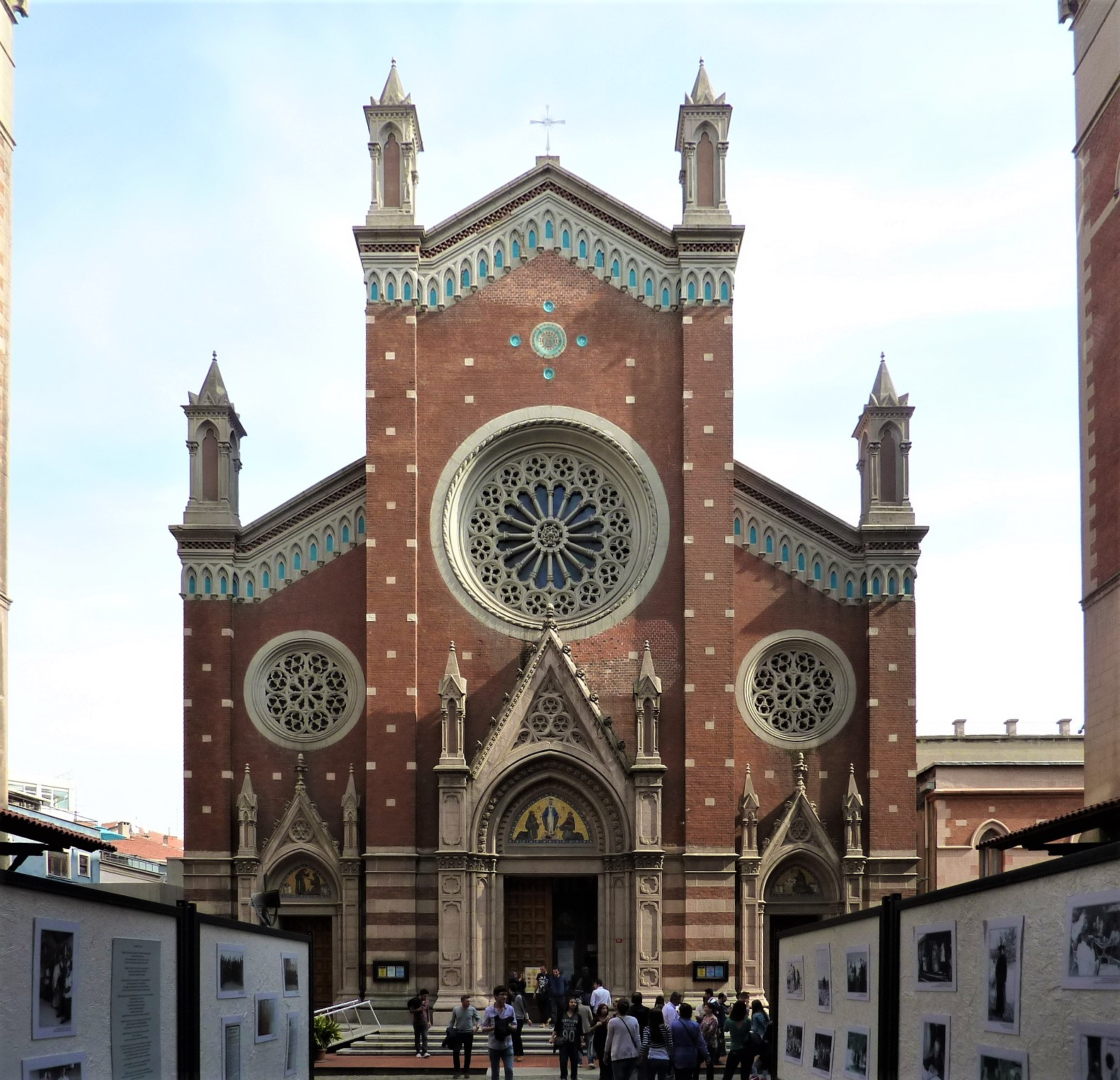
كاتدرائية القديس أنطون البدواني في إسطنبول.

شكَّل المسيحيون بين 17.5% إلى 25% من سكان أراضي تركيا الحالية وذلك في عام 1914 لتنخفض إلى حوالي 2.5% عام 1927، حيث انخفضت نسب المسيحيين بسبب أحداث كان لها تأثير كبير على البنية الديموغرافية للبلاد، منها حصول الإبادة الجماعية للأرمن وبعض الطوائف المسيحية الأخرى من الاشوريين واليونانيين وقد تمت المذابح في شرق الأناضول وجنوبه وفي شمال العراق، وقد فاق عدد ضحاياها المليون ونصف مليون ارمني و250,000 إلى 750,000 آشوريين/سريان/كلدان ونصف مليون يوناني على يد الحكومة العثمانية خلال الحرب العالمية الأولى. فبدأ تهجير أعداد كبيرة من الأرمن إلى سوريا ولبنان والموصل، وكان التهجير يتم بطريقة بدائية مما أدى إلى موت حوالى 300 ألف من المهاجرين في الطريق من الجوع والبرد والمرض إضافة لتعرضهم لهجومات مستمرة من السكان المحليين. إلى جانب قيام تركيا بعملية التبادل السكاني لليونانيين الأرثوذكس، وضريبة الثروة التركية الباهظة عام 1942 التي استهدفت بشكل خاص المسيحيين واليهود، وأحداث بوغروم إسطنبول عام 1955 والتي ادت إلى هجرة أغلبية مسيحيين من إسطنبول، بسبب نهب الكنائس وقتل السكان المحليين من المسيحيين، فقد حرقت خلال هذه الأعمال بطريركية القسطنطينية مركز الكنيسة الأرثوذكسية والعديد من المنازل والمشاغل والمصالح التي يملكها يونانيون وارمن، ما أدى إلى هجرات كثيفة مسيحية ويهودية.
تعتبر جمهورية تركيا دولة علمانية، تعترف الدولة بناءً على معاهدة لوزان باليونانيين والارمن كأقليات معترف بها. وفي عام 2012 وبحسب الإحصاءات الرسمية يدين ما بين 0.6%-0.9% من سكان تركيا بالمسيحية، وتعتبر الكنائس الأرثوذكسيَّة كبرى الطوائف مسيحية في البلاد، بالمقابل وبحسب دراسة قام بها مركز بيو للأبحاث يعيش في تركيا حوالي 310,000 مسيحي نسمة. وتُعد كنيسة الأرمن الأرثوذكس كبرى الطوائف المسيحية وقدرت أعداد أتباع الكنيسة عام 2015 بحوالي 70,000 شخص، تليها الكنيسة السريانية الأرثوذكسية، والكنيسة الكلدانية الكاثوليكية، والكنيسة اليونانية الأرثوذكسية والتي يتوزع أتباعها بين اليونانيين والذي يتواجد أغلبهم في إسطنبول وازمير والمسيحيون العرب والذين يقطنون في انطاكية وإسكندرونة في محافظة هتاي وفي إسطنبول وينتمي هؤلاء إلى بطريركية أنطاكية وسائر المشرق للروم الأرثوذكس وتصل أعدداهم إلى حوالي 18,000. بالإضافة إلى أقليات بروتستانتية أغلبهم من أصول إسلامية؛ كما تضم البلاد جالية كاثوليكية من أصول فرنسيّة وإيطاليّة تسكن في إسطنبول وإزمير وأضنة ويعود أصولها إلى الحملة الصليبية الرابعة ومنذ أيام الإمبراطورية اللاتينية. ويتوقع مركز بيو للأبحاث أن ترتفع أعداد المسيحيين إلى حوالي 480,000 في عام 2050 بالمقارنة مع 320,000 عام 2010.

#### آشوريون/سريان/كلدان

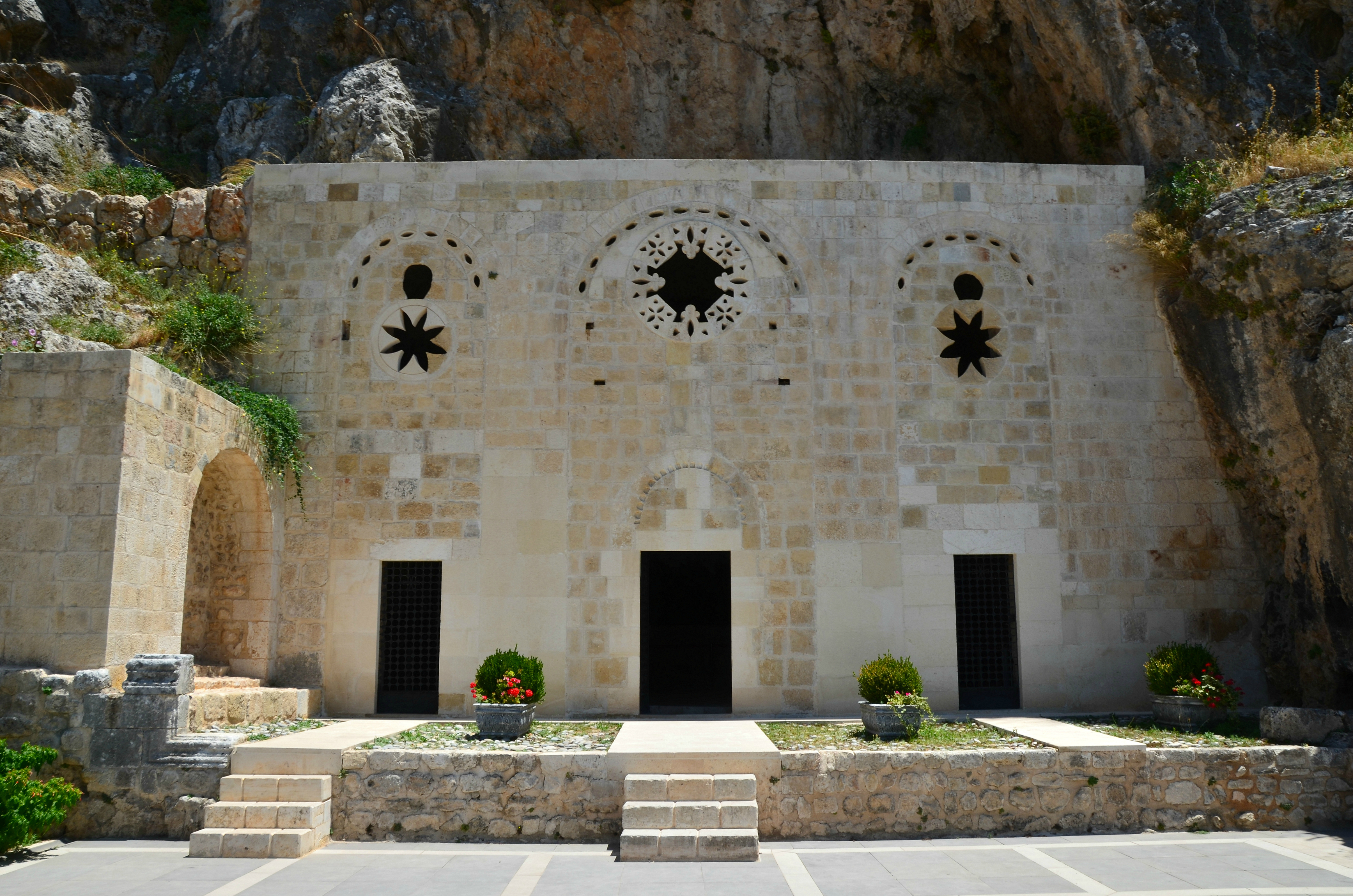
كنيسة القديس بطرس في أنطاكية، وهي إحدى أقدم كنائس العالم المسيحي.

بحلول أواخر القرن التاسع عشر انفصلت معظم المناطق التابعة للعثمانيين في أوروبا وبدأت المشاعر القومية بالتغلغل بين أبناء القوميات الأخرى كالعرب والأرمن والآشوريين/السريان/الكلدان فحاول العثمانيون أتباع سياسة التتريك كرد فعل وعومل مواطنوها المسيحيون خاصة بريبة على أساس قربهم الديني من أوروبا، فحدثت عدة مجازر استهدفت المسيحيين في الفترة بين عام 1896 وعام 1896 عُرفت بالمجازر الحميدية، تركت أثرها على السريان خلال مجازر ديار بكر في تلك الولاية التي شكلوا معظم مسيحييها. بقيام الحرب العالمية الأولى وتحالف بعض الأرمن مع الروس ضد الدولة العثمانية قرر قادتها تغيير ديمغرافية شرق الأناضول بترحيل وقتل سكانها المسيحيون. وابتداء من ربيع 1915 هوجمت قرى حكاري من قبل العشائر الكردية المتحالفة مع العثمانيين فقتل الآلاف ونزح الباقون إلى أورميا الواقعة تحت النفوذ الروسي حينها، كما قام العثمانيون بمهاجمة قرى ومدن ولاية ديار بكر وخاصةً سعرت وآمد فقتل معظم السريان والكلدان بها. وفي خريف 1915 تمت مهاجمة قرى طور عابدين وقتل وتهجير السريان بها. وبعد قيام الثورة البلشفية وانسحاب روسيا من الحرب هاجم العثمانيون والأكراد قرى أورميا في إيران حاليا فنزح آشورييها إلى العراق وقتل من قرر البقاء فيها. أجبرت الصعوبات الاقتصادية في الستينيات والسبعينيات من القرن العشرين عشرات الآلاف من المسيحيين السريان الأرثوذكس على الانتقال إلى أوروبا والاستقرار فيها. ثم تلت ذلك موجة هجرة ثانية من طور عابدين في فترة الثمانينيات والتسعينيات من القرن العشرين نتيجة الصراع التركي الكردي. في الآونة الأخيرة استقر في طور عبدين العديد من العائلات السريانية التي عادت من ألمانيا والسويد وسويسرا، وتشير التقارير إلى أن عودة المسيحيون السريانُ من أوروبا إلى قرى طور عبدين، هي لأسباب روحية وليست لأسباب اقتصادية.
تتراوح أعداد السريان في تركيا بين 28,000 إلى 50,000 نسمة، وهم أقلية غير معترف فيها ويدين أغلبهم بالأرثوذكسية السريانية إلى جانب أقلية تتبع الكنيسة السريانية الكاثوليكية، ويقطنون، تبعاً لذلك، في مناطق قريبة من الحدود السورية ولا سيما في ماردين ونصيبين ومديات وسافور وقيلليت وايديل وديار بكر. غير أن معظمهم هاجر إلى إسطنبول، حيث يقدر عدد القاطنين منهم فيها بين 17 ألف إلى 20 ألفًا، كما أن أعداداً كبيرة منهم غادرت إلى أوروبا. ويتحدث السريان الأتراك باللغة السريانية، ولهجات أخرى مشتقة من اللغة الآرامية. أما الكلدان، فقد كان يقارب عددهم بين سبعة إلى عشرة آلاف نسمة؛ ويقطنون المناطق المحاذية للحدود السورية - العراقيـة في تركيا ولا سيما في ماردين وضواحيها (مدينة ايديل وسيلوبي) وفي منطقة هكاريّ (مدينة اولوديري وبيت الشباب وشرناق) وفي سعرت (مدينة برفاري). كذلك يوجد البعض منهم في مدينة ديار بكر ومديات وماردين وإسطنبول، ويتحدثون باللغة الآرامية الكلدانية الحديثة ويتبعون الكنيسة الكلدانية الكاثوليكية، فيما توجد مطرانيتهم في ديار بكر وبطريركهم الأكبر في بغداد في العراق. في عام 2013 بلغ عدد أتباع الكنيسة الكلدانية الكاثوليكية 7,640 عضو، لكن بسبب تدفق اللاجئين من سوريا والعراق إلى تركيا، ازداد أعداد أتباع الكنيسة الكلدانية في تركيا ليصل إلى حوالي 48,594 شخص عام 2016. تعتبر كل من قرية مير وغزنخ في قضاء بيت الشباب بمحافظة شرناق قرى ذات أغلبية آشورية وينتمي سكانها إلى كنيسة المشرق الآشورية والكنيسة الكلدانية الكاثوليكية.

#### الأرمن

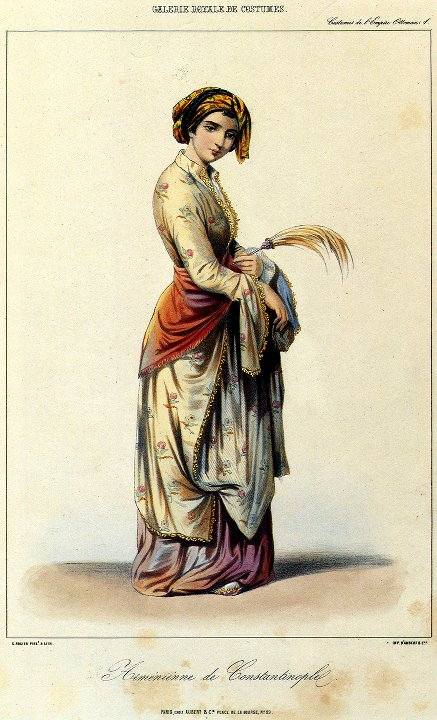
رسمة تُصور لسيدة أرمنية من القسطنطينية (إسطنبول الحالية) عام 1844.

كانت الهضبة الجبلية في شرق الأناضول في شرق تركيا حاليًا، مأهولة لعدة قرون بشكل أساسي من قبل الأرمن المسيحيين الذين تقاسموا المنطقة مع الأكراد المسلمين، بحسب موسوعة بريتانيكا. وحُكمت المنطقة في العصور القديمة والوسطى سلسلة من الأسر الأرمنية على الرغم من أنها غالبا ما واجهت توغلات من قبل قوى خارجية. وانتهى الاستقلال السياسي الأرمني إلى حد كبير نتيجة سلسلة من الغزوات والهجرات من قبل الشعوب الناطقة بالتركية بداية من القرن الحادي عشر، وفي القرنين الخامس عشر والسادس عشر تم بسط سيطرة الأتراك تمامًا على تلك المناطق ودمجها في الدولة العثمانية الشاسعة. وقد احتفظ الأرمن بشعور قوي بالهوية القومية تجسد في اللغة الأرمنية والكنيسة الرسولية الأرمنية، وتعزز هذا الشعور بفضل نظام الملل العثماني الذي منح الأقليات غير المسلمة استقلالية إدارية واجتماعية كبيرة.

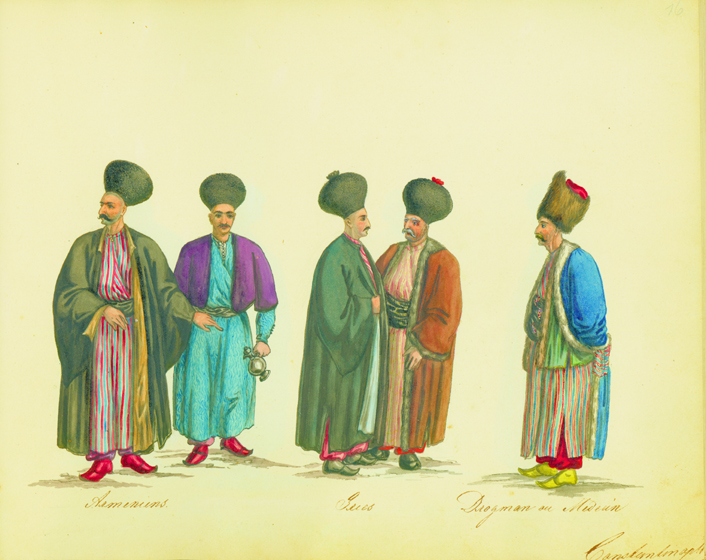
رسمة تُصور مجموعة من الترجمان الأرمن والإغريق بريشة أوغست دي هينكشتاين.

وفقاً لموسوعة بريتانيكا كانت حياة القرويين وسكان المدن الأرمن في الدولة العثمانية صعبة، وكثيرًا ما تلقوا معاملة قاسية من الأكراد المهيمنين. ونظرًا لأن المحاكم المحلية والقضاة يفضلون المسلمين في كثير من الأحيان، لم يكن للأرمن ملاذًا يُذكر عندما كانوا ضحايا للعنف أو عندما تم الاستيلاء على أراضيهم أو مواشيهم أو ممتلكاتهم. بالمقابل حقق بعض الأرمن النجاح كتجار وحرفيين، خصوصاً سكان المدن. وأدت مشاركة الأرمن في التجارة الدولية في القرنين السابع عشر والثامن عشر إلى إنشاء مستوطنات أرمنية مهمة في إسطنبول ومدن الموانئ العثمانية وبعيدًا مثل الهند وأوروبا. على الرغم من سيطرة المسلمين على المجتمع العثماني، إلا أن عددًا من العائلات الأرمينية تمكنت من الوصول إلى مناصب بارزة في البنوك والتجارة والحكومة. فعلى سبيل المثال، كان كبار مهندسي البلاط العثماني، لعدة أجيال في القرنين الثامن عشر والتاسع عشر، من عائلة باليان الأرمنية. وعمل العديد من الأرمن واليونانيين في منصب الترجمان ودليل رسمي بين البلاد المتحدثة بلغات أهمها التركية والعربية والفارسية واللغات الأوروبية، وأيضا بين البعثات الأوروبية والتجار.
خلال القرن التاسع عشر تحسنت أوضاع الملّة الأرمنيّة الأرثوذكسيّة لتُصبح أكثر طوائف الدولة العثمانية تنظيمًا وثراءً وتعليمًا، وشارك الأرمن في الحياة العامة في الدولة العثمانيَّة، فقد كان لهم دور لكثير من أفرادهم وعائلاتهم في اقتصاد الدولة. فلم يشاركوا في التجارة فقط، بل شاركوا في جميع القطاعات الاقتصادية من صناعة المجوهرات، والتجارة في عملات الذهب والفضة، وصناعة الخزف والمنسوجات وغيرها. ومع الوصول للقرن التاسع عشر نجد أن الدولة قد سمحت الدولة لهم بدستور خاص بهم ينظم شئون حياتهم يتكون من 150 مادة في عام 1863، كما كان الممثل الأرمني والممثلة الأرمينية هم المسيطرون على مسارح الدولة، وكانوا يملكون مئات المدارس في القرن التاسع عشر الخاصة بتعليم أولادهم، ووصلت شخصيات منهم إلى أعلى مناصب في الدولة مثل وزير الخارجية، ووصلت عائلات منهم إلى المعماريين الرسميين للدولة مثل عائلة باليان التي تنتشر آثارها في عاصمة الدولة، فهم مصممون مثلاً قصر دولمة باهجة، ومنهم من ذاع صيته كمؤلف للموسيقى العثمانية الكلاسيكية. جراء تفريغ الأناضول الشرقي من السكـان الأرمن، تحوّل من تبقى منهم إلى المدن الكبرى، ولا سيمّا إسطنبول، وممارسة نشاطات تجارية وحرفية في نطاق ضيق. وقد خلقت الروابط بين الشتات الارمني في العالم وأفراد الطائفة الأرمنيّة في تركيـا، شكوكًا لدى السلطات التركية التي كانت تتخذ إجراءات من وقت لآخر لتضييق نشاط السكان الأرمن.
في القرنين الثامن عشر والتاسع عشر تراجع نفوذ وسلطة اليهود العثمانيين وفقدوا مناصبهم المؤثرة في التجارة بصفة أساسية لصالح الإغريق والأرمن المسيحيين، الذين كانوا قادرين على «الاستفادة من علاقاتهم الدينية والثقافية مع الغرب وشتاتهم التجاري». وخلال القرن التاسع عشر، أصبحت العديد من العائلات الأرمنية صوّاغ ذهب للسلطان، ومهندسي السلطان، واستولوا على احتياطيات العملات واحتياطيات الذهب والفضة، بما في ذلك الرسوم الجمركية. كانت ستة عشر من أصل ثمانية عشر مصرفيًا مهمًا في الدولة العثمانية من الأرمن، وأصبح الأرمن ثاني أغنى مجموعة عرقية في الأناضول بعد الإغريق، وكانوا منخرطين بدرجة كبيرة في قطاعات إنتاجية عالية جدًا مثل البنوك والهندسة المعمارية والتجارة.
وفقاً لموسوعة بريتانيكا أدى بروز وتعاظم نفوذ النخبة الأرمنية المتعلمة والعالمية إلى إثارة الشك والاستياء بين المسلمين، وفي القرن التاسع عشر، كافح الأرمن ضد فكرة أنهم عنصر أجنبي داخل الدولة العثمانية وأنهم سيخونونها في النهاية ليشكلوا دولتهم المستقلة. وبحسب موسوعة بريتانيكا فإن المشاعر المعادية للأرمن تحولت إلى أعمال عنف جماعية عدة مرات في أواخر القرن التاسع عشر وأوائل القرن العشرين؛ أبرزها المجازر الحميدية (1894-1896) والمذبحة ضد المجتمع الأرمني في إسطبنول (1895). وقد ازدادت الكراهية تجاه المسيحيين عندما تعرضت الدولة العثمانية لهزيمة في حرب البلقان الأولى (1912-1913) مما أدى إلى خسارة ما تبقى من أراضيها في أوروبا، وألقى قادة تركيا الفتاة باللوم في الهزيمة على «خيانة المسيحيين في البلقان».
عاش أكثر من 2 مليون أرمني في الدولة العثمانية عشية الحرب العالمية الأولى. وفقًا لتقديرات البطريركية الأرمنية لعام 1913-1914، كان هناك 2,925 بلدة وقرية أرمنية في الدولة العثمانية، منها 2,084 مدينة في المرتفعات الأرمنية في ولايات بدليس وديار بكر وأرضروم ومعمورة العزيز ووان. عاش مئات الآلاف من الأرمن في أماكن أخرى منتشرة في جميع أنحاء وسط وغرب آسيا الصغرى. كان معظم السكان الأرمن ريفيين، خاصةُ في المرتفعات الأرمنية، حيث عمل 90 بالمائة منهم كمزارعون. كان الأرمن أقلية في معظم أنحاء الدولة، وعاشوا جنبًا إلى جنب مع جيرانهم الأتراك والأكراد والإغريق الروم الأرثوذكس. وفقًا لتقديرات البطريركية، عاش 215,131 أرمنيًا في المناطق الحضرية، وخاصةُ القسطنطينية وإزمير وتراقيا الشرقية. في القرن التاسع عشر، أصبح عدد من الأرمن في المناطق الحضرية أثرياء للغاية من خلال صلاتهم بأوروبا حيث أثارت حرب الاستقلال اليونانية الشكوك حول ولاء الرعايا اليونانيين الأرثوذكس للدولة العثمانية.

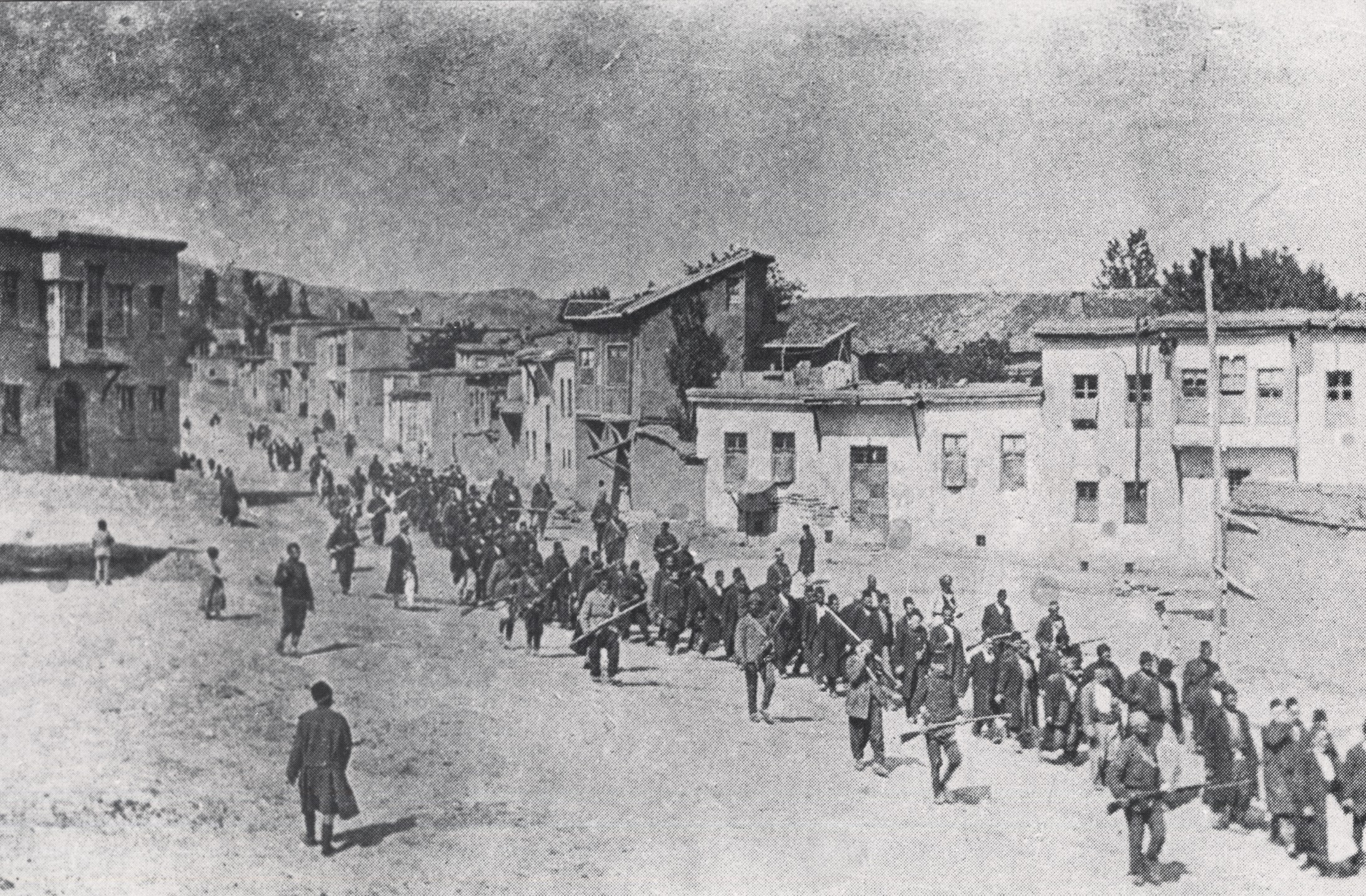
ترحيل أرمن من معمورة العزيز بالأناضول الشرقية إلى الشام خلال الإبادة الجماعية للأرمن.

في 24 أبريل عام 1914 أمر طلعت باشا باعتقال ما يقرب من 250 من المفكرين والمثقفين والسياسيين الأرمن في اسطنبول، بينهم عدد من النواب في البرلمان العثماني، وقد قُتل معظم الرجال الذين تم اعتقالهم في الأشهر التالية، وذلك بحسب دائرة المعارف البريطانية (موسوعة بريتانيكا). وفي مايو من ذلك العام أصدر البرلمان العثماني تشريعاً يسمح رسمياً بالتهجير القسري، وطوال صيف وخريف عام 1915 نُقل المدنيون الأرمن من منازلهم وساروا عبر الوديان والجبال في شرق الأناضول نحو معسكرات الاعتقال الصحراوية. وقد رافق التهجير القسري، الذي أشرف عليه مسؤولون مدنيون وعسكريون، حملة إبادة جماعية ممنهجة نفذتها القوات غير النظامية، وعندما وصل الناجون إلى صحراء سوريا عانوا في معسكرات الاعتقال حيث مات الكثيرون منهم جوعاً. في المرحلة الأولى قُتل الذكور البالغون جماعياً، في المرحلة الثانية، أجبرت النساء والأطفال والشيوخ، حسب قانون التهجير، على المشي في مسيرات موت حتى بادية الشام في عامي 1915 و1916م حيث تعرضوا لعمليات نهب واغتصاب إبادي وقتل دورياً، وحسب التقديرات المحافظة فإن ما بين 600 ألف إلى أكثر من مليون أرمني قتلوا أو ماتوا خلال عمليات التهجير. تمت مصادرة ممتلكات الأرمن من قبل الحكومة العثمانية والتركية؛ حيث تم الإستيلاء على الأصول المالية والممتلكات والأراضي للمجتمع الأرمني في الأراضي التركية. يذكر المؤرخ التركي تانر أكجام أن الأسلمة، التي نُفِّذت كسياسة دولة منهجية، «كانت عنصرًا هيكليًا للإبادة الجماعية بقدر ما كان التدمير المادي». وتم إجبار قسراً ما يقدر بحوالي 100,000 إلى 200,000 أرمني عثماني على اعتناق الإسلام. وفقاً لموسوعة بريتانيكا رفضت تركيا بشكل مطرد الاعتراف بأن أحداث 1915-1916 تُشكل إبادة جماعية، على الرغم من أن معظم المؤرخين قد خلصوا إلى أن عمليات الترحيل والمذابح التي حصلت بحق الأرمن في الأراضي العثمانية تتناسب مع تعريف الإبادة الجماعية - القتل العمد لمجموعة عرقية أو دينية.
وفقاً لموسوعة بريتانيكا مهدت تلك المذابح الطريق للدولة القومية الأكثر تجانساً، والتي أصبحت في النهاية جمهورية تركيا الحالية. وبحلول نهاية الحرب، غاب أثر أكثر من 90 في المئة من الأرمن في الدولة العثمانية وتم محو العديد من آثار وجودهم السابق، وتم منح منازل وممتلكات الأرمن المهجورة في شرق الأناضول للاجئين المسلمين، وكثيرا ما أُجبر الناجون من النساء والأطفال على التخلي عن هوياتهم الأرمنية واعتناق الإسلام، ومع ذلك، وجد عشرات الآلاف من الأيتام بعض الملاذ في حماية المبشرين الأجانب. وكان للإبادة الجماعية للأرمن أسباب قصيرة وأخرى طويلة الأمد، فعلى الرغم من أن طرد وقتل مئات الآلاف من الأرمن في 1915-1916 كان استجابة فورية لأزمة الحرب العالمية الأولى ولم يكن نتيجة لخطة طويلة الأمد للقضاء على الشعب الأرمني، إلا أن أسبابه العميقة تعود إلى الاستياء من النجاحات الاقتصادية والسياسية للأرمن مما أدى إلى انعكاس التسلسل الهرمي الاجتماعي العثماني التقليدي الذي كان المسلمون متفوقون فيه على غير المسلمين، والشعور المتزايد من جانب قادة تركيا الفتاة والمسلمين العاديين بأن الأرمن عنصر غريب وخطير في داخل المجتمع.

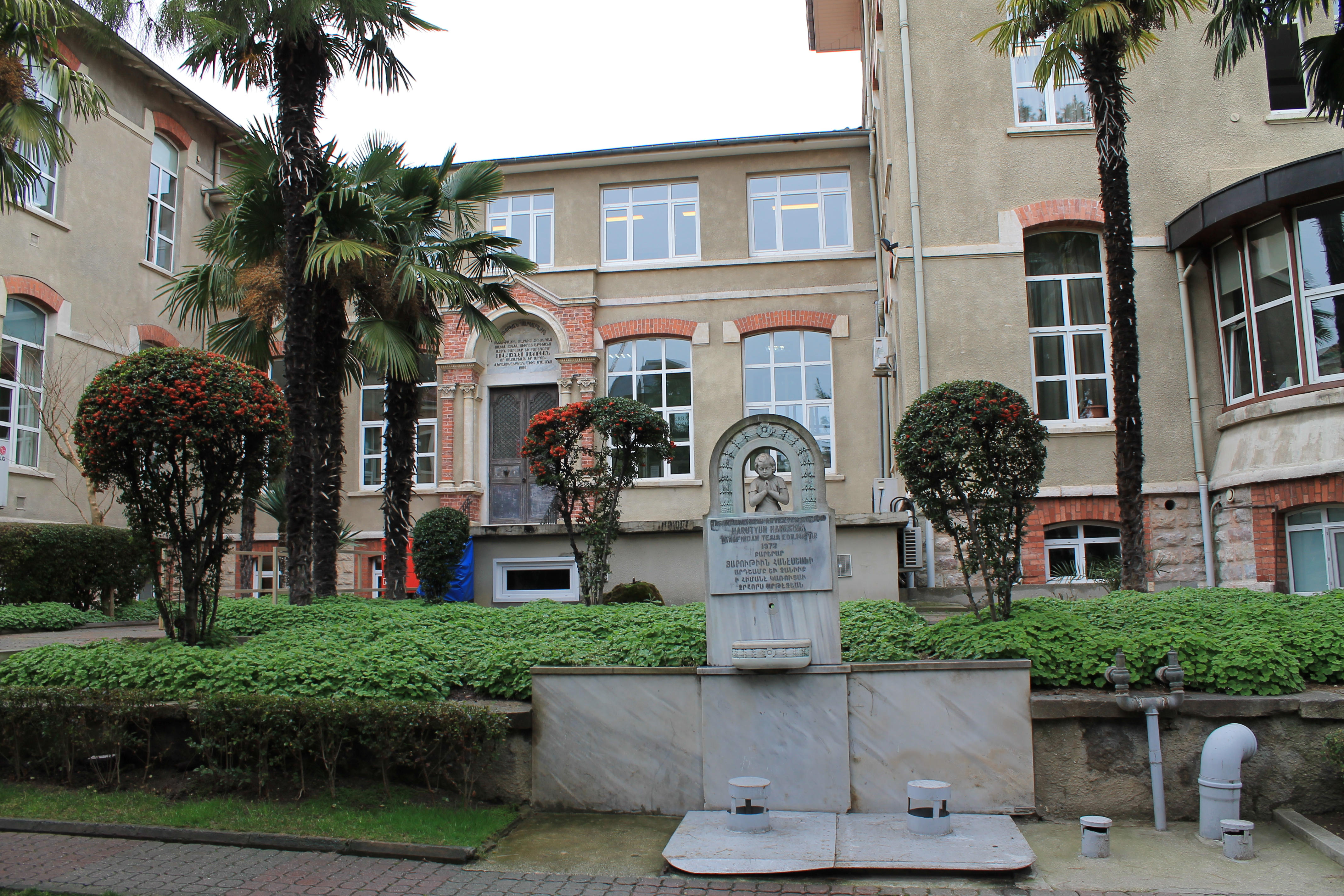
مستشفى المخلص الأرمني في حي بوابة الرمال بإسطنبول.

اليوم، من أصل 2.5 مليون أرمني كانوا يسكنون في تركيا عشية الحرب العالمية الأولى، وبعد موجات التهجير والهجرة الكثيفة خلال الحرب وبعدها، لم يبقَ في تركيا الآن سوى بضعة آلاف تتفاوت التقديرات حول عددهم من 60 إلى 80 ألفًا، في حين تُقدر الباحثة إليانا غريغوريان من جامعة كوتش أعداد الأرمن في إسطبنول بحوالي 123,000 نسمة. وتعيش أكثريتهم الساحقـة في إسطنبول حيث يوجد المقر الرئيسي لبطريركيَّتهم في منطقة «كوم قابي» في مقر فرعي في منطقـة «رومللي حصار» وفي يشيلكوي وبانجالتي وجزر الأمراء، بالإضافة إلى مجتمعات أرمنية أصغر حجمًا في قيصرية، وديار بكر والإسكندرونة. وما يزال يوجد حوالى الألف شخص في مدينة أنقرة، فضلاً عن القرية الأرمنية الوحيدة في تركيا فاكيفلي. ويتحدث هؤلاء جميعاً اللغة الأرمنية، فيما يتوزعون مذهبياً على ثلاث كنائس: الكنيسة الرسولية الأرمنية، والكنيسة الكاثوليكية والكنيسة البروتستانتية. ويتبع معظم أرمن تركيا بطريركية القسطنطينية للأرمن الأرثوذكس ويتراوح أعداد أتباعها من 60 ألف إلى 80 ألفً، في حين قدر أعداد أتباع الكنيسة الأرمنية الكاثوليكية عام 2009 بحوالي 3,450 شخص. وبإستثناء حالات قليلة جداً، فإن مشاركة الأرمن في الحياة السياسية التركية معدوم تقريباً منهم إتيان محجوبيان، وهو كاتب معروف من أصل أرمني، والذي ترأس منصب أبرز مستشاري داود أوغلو. ويتم الإعتراف بالأقلية الأرمنية التركية على أنها «ملة» مُنفصلة في النظام التركي ولديها مؤسسات دينية وثقافية واجتماعية وتعليمية إلى جانب وسائل إعلام متميزة. تكافح الجالية الأرمنية التركية للحفاظ على مؤسساتها ووسائل الإعلام والمدارس الخاصة بها.

#### البلغار

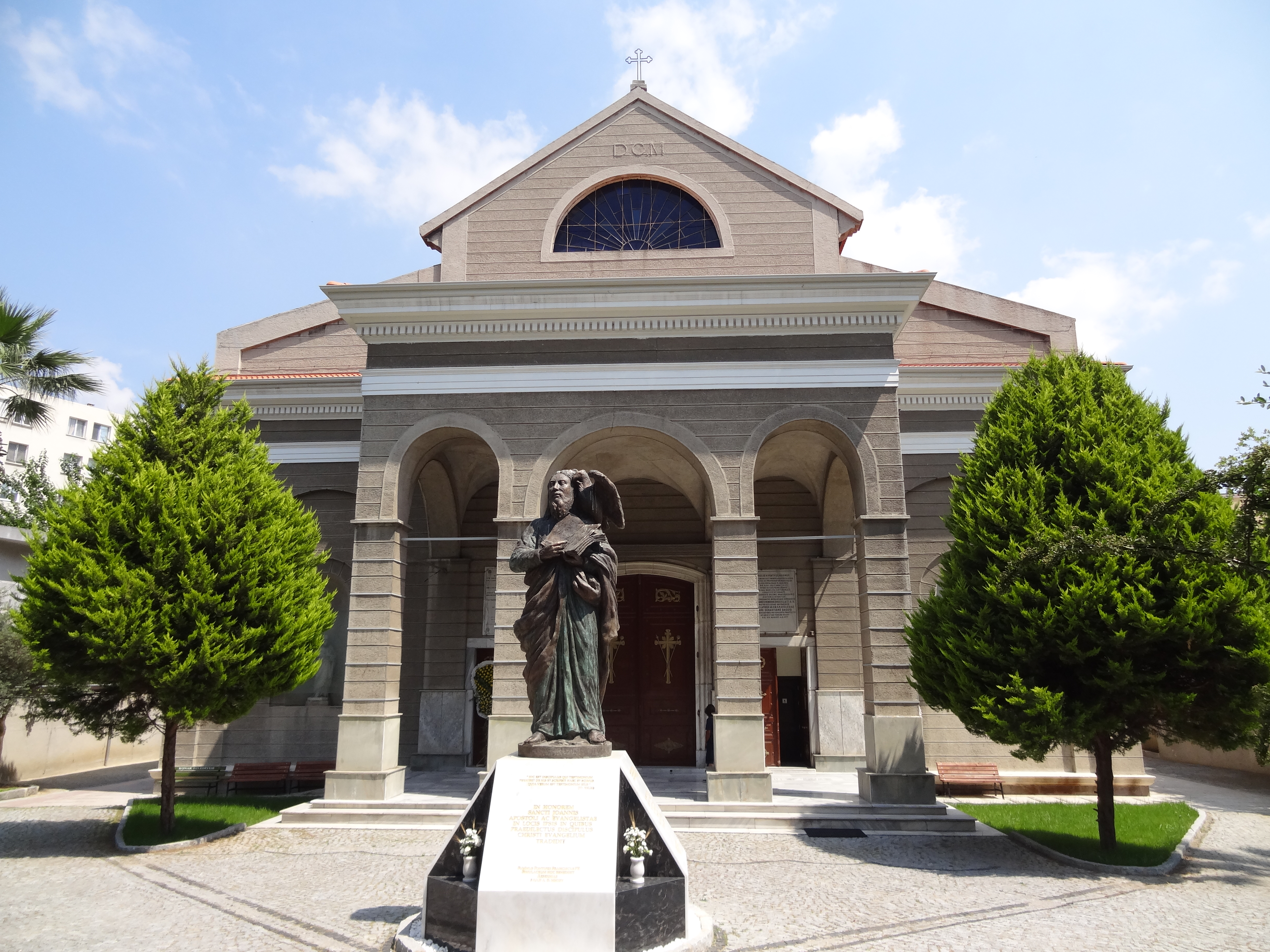
كاتدرائية القديس يوحنا في إزمير.

تاريخيًا كان المجتمع البلغاري من المجتمعات البارزة في الدولة العثمانية. أغلبهم كان من أتباع الكنيسة البلغارية الأرثوذكسية إلى جانب أقلية بارزة من أتباع الكنيسة البلغارية اليونانية الكاثوليكية وهي كنيسة بيزنطية شرقية متحدة مع روما.
خلال الحكم العثماني تشكلت جالية بلغارية بشكل خاص في العاصمة الأسِتانة أو إسطنبول. كان في معظهم من الحرفيين والتجّار. خلال النهضة الوطنية البلغارية، كانت إسطنبول مركزًا رئيسيًا للصحافة البلغارية والتنوير. كانت كنيسة القديس ستيفن في إسطنبول، التي تعرف أيضا باسم كنيسة الحديد البلغارية، مقر الإكسرخسية البلغارية بعد 1870. كما تشكلت جالية من بلغار الأناضول، كان معظمهم من أتباع الكنيسة البلغارية الأرثوذكسية الذين استقروا خلال الحكم العثماني في شمال غرب الأناضول، في بداية القرن الثامن عشر عام 1914.
وفقًا لبعض التقديرات، ترواحت أعداد البلغار في العاصمة بين 30 ألف إلى 100 ألف نسمة في منتصف القرن التاسع عشر؛ اليوم لا يزال هناك مجتمع بلغاري مسيحي صغير مكوّن من 300 إلى 400 شخص، وهم جزء صغير من المجتمع البلغاري في إسطنبول.

#### مسيحيون عرب

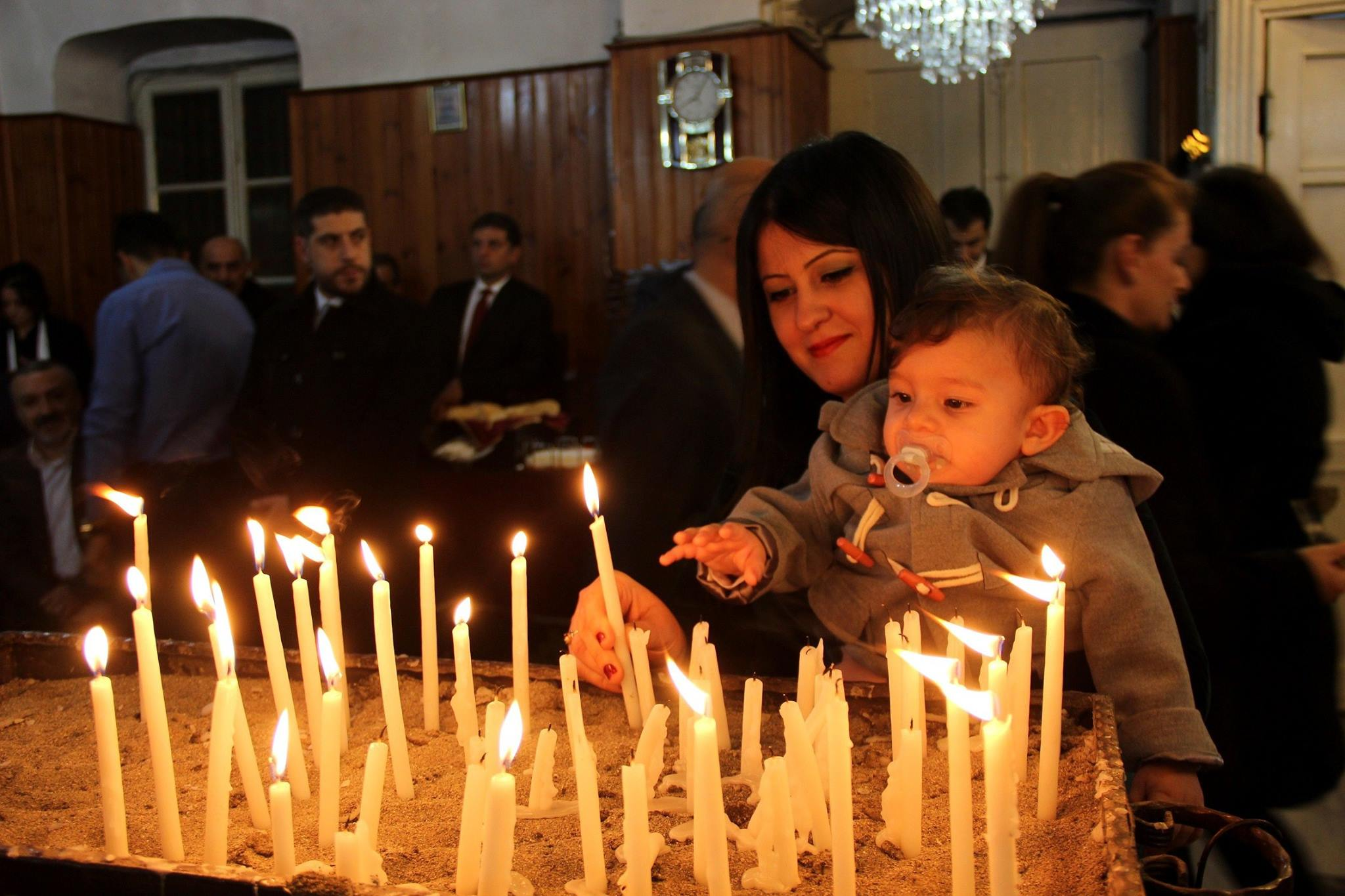
جانب من احتفالات الروم الأنطاكيين لعيد الميلاد بكنيسة القديس نيقولا الأرثوذكسيّة في مدينة الإسكندرونة.

يعيش في تركيا طائفة من المسيحيين العرب ينتمي أغلبهم إلى بطريركية أنطاكية وسائر المشرق للروم الأرثوذكس وكانوا جزءًا من المجتمع السوري حتى معاهدة لوزان عندما اقتُطع لواء اسكندرون السوري ذو الغالبية العربية وضمّ إلى تركيا عام 1939، وقُدرت نسبتهم آنذاك بحوالي 8% من سكان اللواء أي حوالي 17,600 نسمة، وأدى ضم لواء اسكندرون إلى تركيا عام 1939، وإنشاء محافظة هاتاي، إلى نزوح جماعي للمسيحيين والعلويين من أنطاكية شرقًا إلى المناطق السورية الخاضعة للانتداب الفرنسي. كما وهاجرت أعداد من الروم الأنطاكيين لاحقاً إلى مدينة حلب ومحافظة إدلب. كما ضم اللواء على أقلية أرمنية مسيحية قُدرت نسبتها بحوالي 11% من السكان أي حوالي 24,200 نسمة. في عام 1995 قدر تعداد الروم الأنطاكيين بحوالي 10,000 نسمة، في حين قدرّت أعدادهم عام 2008 بحوالي 18,000 نسمة. ويعيش أغلبهم في إسطنبول وأنطاكية والإسكندرونة ومرسين وأضنة والسويدية والقصير وأرسوز، ويتحدثون باللغة العربيّة والتركيّة. وتعتبر قرية توكاتشلي في منطقة القصير القرية المسيحية الأرثوذكسيّة العربية الوحيدة في تركيا، وبحسب دراسة، يرى مسيحيو القرية أنهم مرتبطون بتركيا، ويُعرّفون عن أنفسهم في بعض الأحيان «بالأتراك» أو «المواطنون الأتراك». ويعيش العديد من أبناء القرية في إسطنبول ومدن محافظة هاتاي وفي المهجر خصوصاً في ألمانيا. وعلى النقيض من الكنيسة الأرثوذكسية اليونانية في القسطنطينية، حيث أن لغتها الطقسيّة هي اللغة اليونانية، فإنَّ اللغة الطقسيّة للكنيسة الأرثوذكسية في أنطاكية هي باللغة العربية، ورعاياها من أصول عربية.

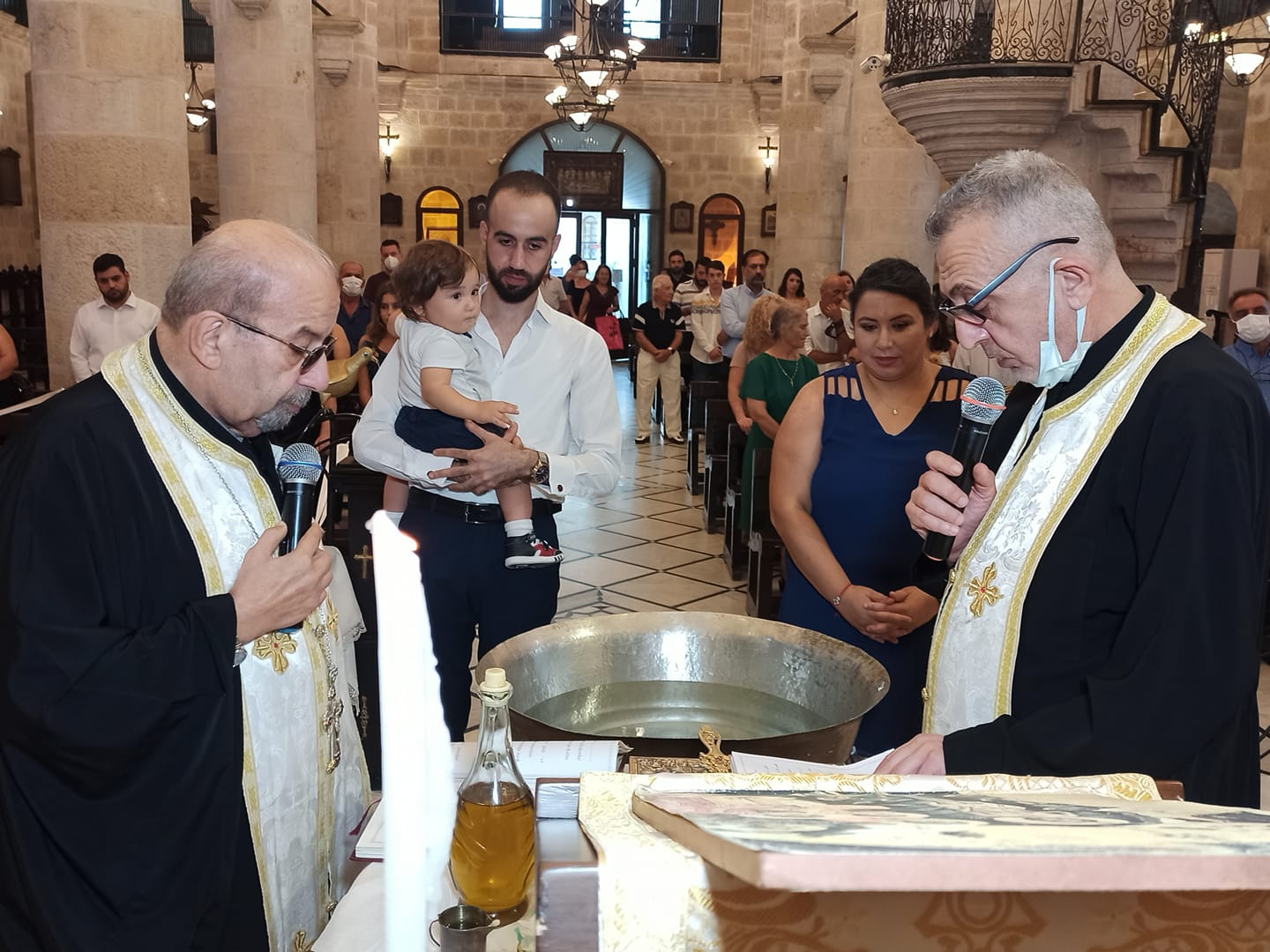
معمودية طفل من أسرة رومية أنطاكية تركية في مدينة أنطاكية.

تُشير دراسة عن «التاريخ الشفهي لمسيحيي أنطاكية» من قبل الباحثة ليلى نيزى عام 2004 أنه على الرغم من أن معاهدة لوزان عام 1923 أعطت الأقليات غير المسلمة في تركيا بعض الحقوق مثل حقوق إنشاء مدارسهم الخاصة، لكن هذه الحقوق تطبق بين الأقليات المهيمنة في المناطق الحضرية مثل اليونانيين الأرثوذكس في إسطنبول، والأرمن واليهود. بالمقابل فإن مسيحيو الريف مثل مسيحيو أنطاكية العرب، من ناحية أخرى، واجهوا صعوبة في نقل الدين والثقافة على مر الأجيال، بسبب تعرضهم لسياسة الإستيعاب وسياسات النظام التعليمي الوطني من قبل الحكومة التركية. في الوقت نفسه، احتضنت العديد من الأسر سياسية الاستيعاب لتجنب التمييز وتحقيق الحراك الاجتماعي. وعلى الرغم من ذلك يصر الروم الأنطاكيين، والجيل الأصغر سناً على وجه الخصوص، في العقود الأخيرة على المحافظة على هويتهم الرومية الأرثوذكسية. وعلى الرغم من عدم شيوع التحول الديني (رغم اعتناق بعض الروم الأنطاكيين المذهب الكاثوليكي أو البروتستانتي)، فإنّ استخدام اللغة التركية بدلاً من اللغة العربية، واستخدام الأسماء التركية بدلاً من الأسماء العربية، أصبحت ظاهرة واسعة النطاق. بحسب الدراسة يعيش معظم المسيحيين العرب في محافظة هاتاي في مدينة أنطاكية والإسكندرونة وفي عدد قليل القرى في الريف، ويُقدر تعداد أعضاء المجتمع الرومي الأنطاكي (المسيحيين العرب) في مركز مدينة أنطاكية التاريخي بحوالي 1,200 شخص. وتتحدث الغالبية منهم اللغة العربية، والتركية بشكل متزايد، على الرغم من أنهم يعتبرون أنفسهم عرباً أكثر من الناحية الثقافيّة.
هناك اختلافات طبقية متميزة بين الروم الأنطاكيين من سكان المدن والروم الأنطاكيين من سكان الريف، حيث يُميل الروم الأنطاكيين من سكان المدن إلى الانتماء إلى الطبقة البرجوازية بالمقارنة مع الروم الأنطاكيين من سكان الريف. تميل العلاقة بين الروم الأنطاكيين العرب واليونانيين الأرثوذكس في مدينة إسطنبول إلى التوتر بسبب الاختلافات التاريخيَّة في الطبقة الإجتماعية والثقافة بين المجتمعين، كما ويميل المجتمع الروم الأنطاكي في إسطنبول أن يكون أكثر تديناً والتزاماً دينياً بالمقارنة مع اليونانيين الأرثوذكس. وتُشير الدراسة أيضاً إلى أنَّ الزواج المختلط بين الروم الأنطاكيين والمُسلمين نادر وغير شائع.

#### الموارنة

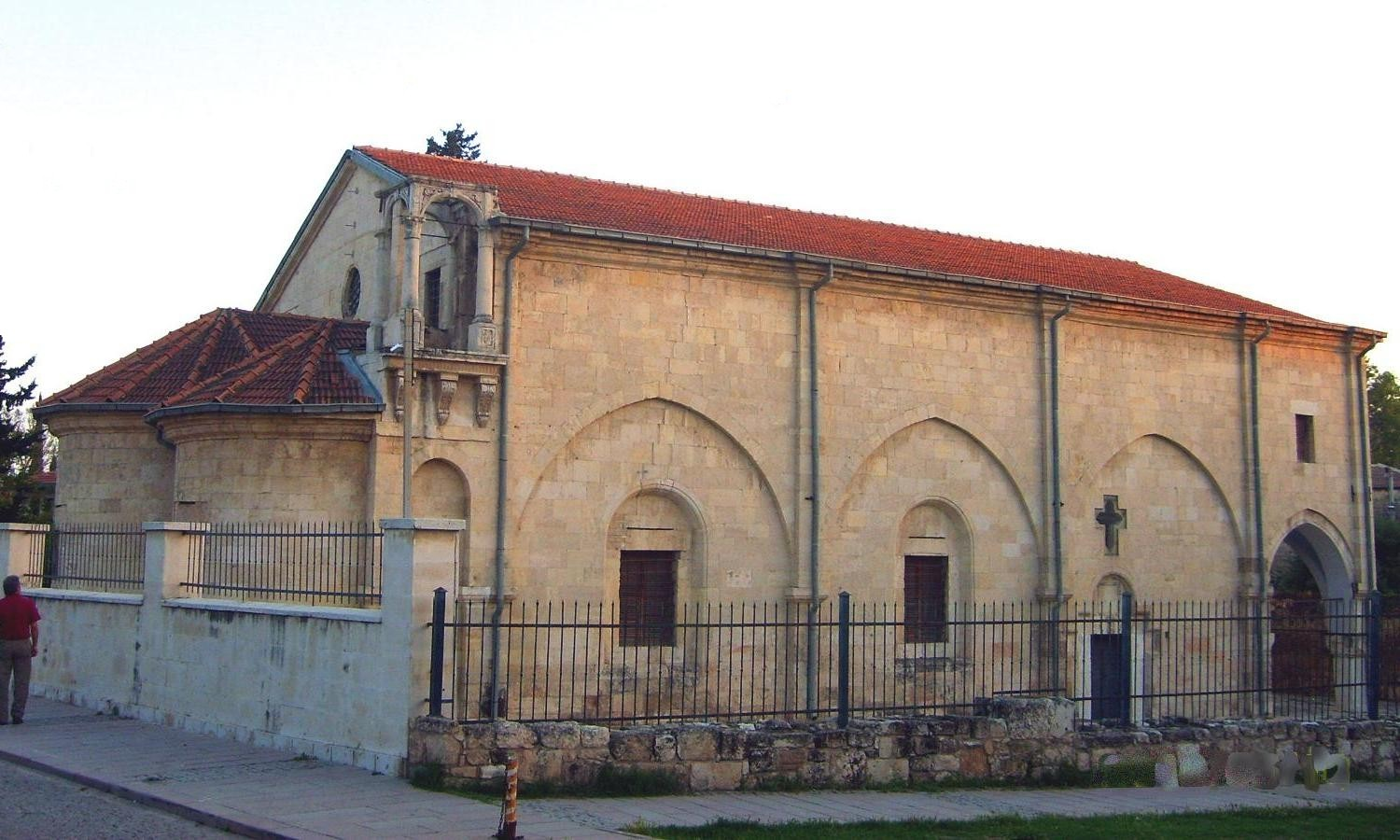
كنيسة القديس بولس في طرسوس.

تعيش أعداد من الموارنة، وهي مجموعة دينية تتبع الكنيسة المارونية، في وسط جنوب تركيا ولا سيّما في مناطق مرسين، وطرسوس، وأضنة، وإسكندرونة، ويعود وجودهم في البلاد إلى العقود الأخيرة من حكم الدولة العثمانية. وكان لتحديث الدولة العثمانيّة في أثناء مرحلة التنظيمات، وانفتاح النخبة السياسيّة المركزيّة على مجموعات عرقيّة ودينيّة جديدة من جهة، وازدهار التربية الحديثة والحياة الثقافيّة في جبل لبنان إبّان تلك المرحلة من جهة ثانية، ظاهرتان قادتا عددًا من شخصيّات جبل لبنان وبيروت المارونيّة إلى تَبَوّؤ مراكز ومسؤوليّات أساسيّة في الحكومة العثمانيّة والبرلمان بشكل خاصّ، وفي الدوائر السياسيّة العليا في إسطنبول بشكل عامّ.
نتيجةً لتوسّع التجارة الأوروبيّة، وتطوّر الملاحة البخاريّة، وتدفّق رؤوس الأموال الأوروبيّة المتزايد، قدم الموارنة إلى مدينة مرسين وطرسوس وأضنة وإسكندرونة. ومن بين تلك العائلات المارونيّة التي سكنت طرسوس آل لبكي ونوفل وزبليط وغيرها. ويصل عدد الموارنة في مرسين إلى 250 شخصًا (40 إلى 50 عائلة) أما العائلات المارونية في المدينة فهي: صلوحي، وبولس، ونوفل، وشلفون، وسعد، وموصلّي، وفتّال، وصايغ، وزبليط. ويسكن في مدينة إسكندرونة نحو ثلاثين مارونيًّا، ويهتمّ الرهبان الكبّوشيّون بحياة الموارنة الرعويّة فيها كما في مرسين. وتضم طرسوس دير مارونيّ كان تابع لرهبانيّة الآباء الأنطونيّين المارونيّة حتّى ثلاثينات القرن العشرين.

#### الكاثوليك

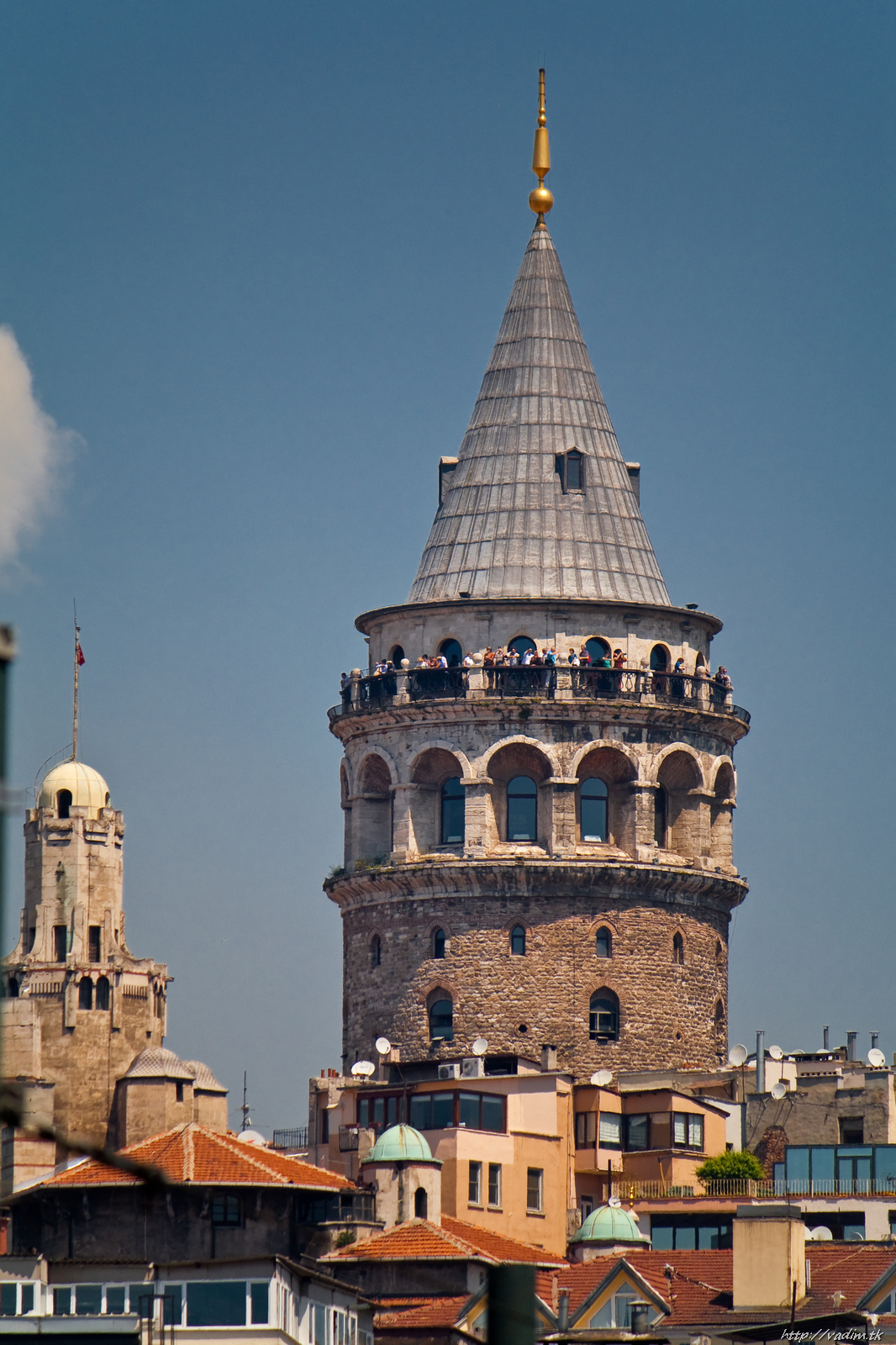
برج غلطة في إسطنبول، بناه الجنويين وهم من الكاثوليك الشوام.

يعود وجود الكاثوليك الشوام، وهم كاثوليك من خلفية إيطالية وفرنسية، إلى تجار الجمهوريات البحرية جنوة والبندقية الإيطاليين والممالك الصليبية بالإضافة إلى الفرنسيين الذين يعود وجودهم خلال إلى الحملة الصليبية الرابعة والإمبراطورية اللاتينية. سكن الشوام الكاثوليك في الساحل الشرقي للبحر الأبيض المتوسط، لا يزال يعيش أغلبهم في إسطنبول، وإزمير (ومعظمهم في أحياء بورنوفا وبوجا، حيث قطنوا في الأحياء الأرستقراطية والبرجوازيّة في قصور الشوام في ازمير، ومرسين وكان لهم كدور مؤثرة في التجارة وإنشاء البنوك والعلوم وفي خلق وإحياء تقاليد الأوبرا التركية. بالإضافة إلى التجارة والاقتصاد. تاريخيًا كان الشوام من أشد المؤيدين للبابوية الكاثوليكية، إضافة هناك كاثوليك أتراك عرقيًا وهم من معتنقي المسيحية (منهم متزوجين للشوام).
تاريخيًا لعبت الكنيسة الكاثوليكية دور تاريخي هام كمركز ديني وثقافي للرعايا الكاثوليك المقيمين في إسطنبول، وتردد على الكنائس الكاثوليكية العديد من الشخصيات النخبويَّة والأرستقراطيَّة من الشوام اللاتين في إسطنبول. حاليًا يُقدر أن هناك حوالي 100-150 مشرقي لاتيني في إزمير، وهناك تقدير آخر يضع الرقم بالمئات. ومع ذلك؛ قد يكون العدد أعلى وذلك بسبب سياسات الإستيعاب للحكومات القومية التركية الكمالية، وبسبب الخوف بعد مذابح اليونانيين البونتيك ومذابح الأرمن، أو الزاوج. في فيلم وثائقي عن الشوام المشرقيين في إزمير (بالتركيَّة: Bazıları Onlara Levanten Diyor)، يسمي الشوام المشرقين أنفسهم باسم «الأتراك المسيحيين» ويقولون أنهم ليسوا سعداء بتسمية الشوام أو المشرقيين.
بعد بوغروم إسطنبول، فرَّ معظم الشوام المشرقيين إلى فرنسا والولايات المتحدة ودول أوروبا الغربية الأخرى. ويحمل معظمهم جوازات سفر ثانية أو لديهم جواز سفر واحد فقط ينتمي إلى بلد أجدادهم. ويفضل العديد من الشباب الشامي المشرقي الذهاب إلى الخارج بدلاً من البقاء في تركيا. أما باقي الشوام المشرقيين، فتقوم بعقد لقاءات في إسطنبول لحماية تراثها وللحفاظ على ماضيها، ويتركز معظم الشوام المشرقيين في إسطنبول في حي بايوغلو وشيشلي وغلطة ويشيلكوي. هناك أيضًا العديد من الشوام المشرقيين القاطنين مدينة في مرسين والإسكندرونة. لا تزال هناك بعض العائلات المشرقية اللاتينية في مرسين منها أسرة ليفانتي، ومونتافاني، وبابيني، وبريكوتي، وشاساتي، وفيتيل، وتالهوز، وأنطوان ميرزان، ونادر، وريكسيا، وسويسال، وهيسارلي، وكوكاز، ودانيال، وكوكالاكيس، ويالنز. ولا تزال كاتدرائية القديس أنطون البادواني في مرسين نشطة. وتخدم المجتمع المسيحي الكاثوليكي المقيم في المدينة. وتعد كاتدرائية القديس أنطون البدواني وكنيسة القديسة بنويت وكنيسة سانتا ماريا دريبرس وكاتدرائية الروح القدس في مدينة إسطنبول، من الكنائس الخاصة والمراكز الروحية للمجتمع الكاثوليكي المشرقي في المدينة.

#### الجورجيون
تشير التقديرات إلى أن هناك نحو 10,000 من السكان الجورجيين إثنيًا والكاثوليك مذهبيًا في مدينة إسطنبول في عام 1955، ويعود تواجد المجتمع الجورجي المنتمي إلى الكنيسة الجورجية البيزنطية وهي كنيسة كاثوليكية شرقية إلى أواخر القرن الثامن عشر. تأثر المجتمع الجورجي الكاثوليكي سلبًا على خلفية بوغروم إسطنبول عام 1955 حيث هاجر معظم الجورجيين إلى أستراليا وكندا وأوروبا والولايات المتحدة في أعقاب المذبحة. اعتبارًا من عام 1994، لم يتبقى في إسطنبول سوى نحو 200 جورجي كاثوليكي وحفنة من العائلات اليهودية الجورجية. ولا تزال كنيسة سيدة لورد الجورجية الكاثوليكية قائمة في شيشلي وتعد واحدة من الكنائس الجورجية الكاثوليكية القليلة في العالم.

#### البروتستانت

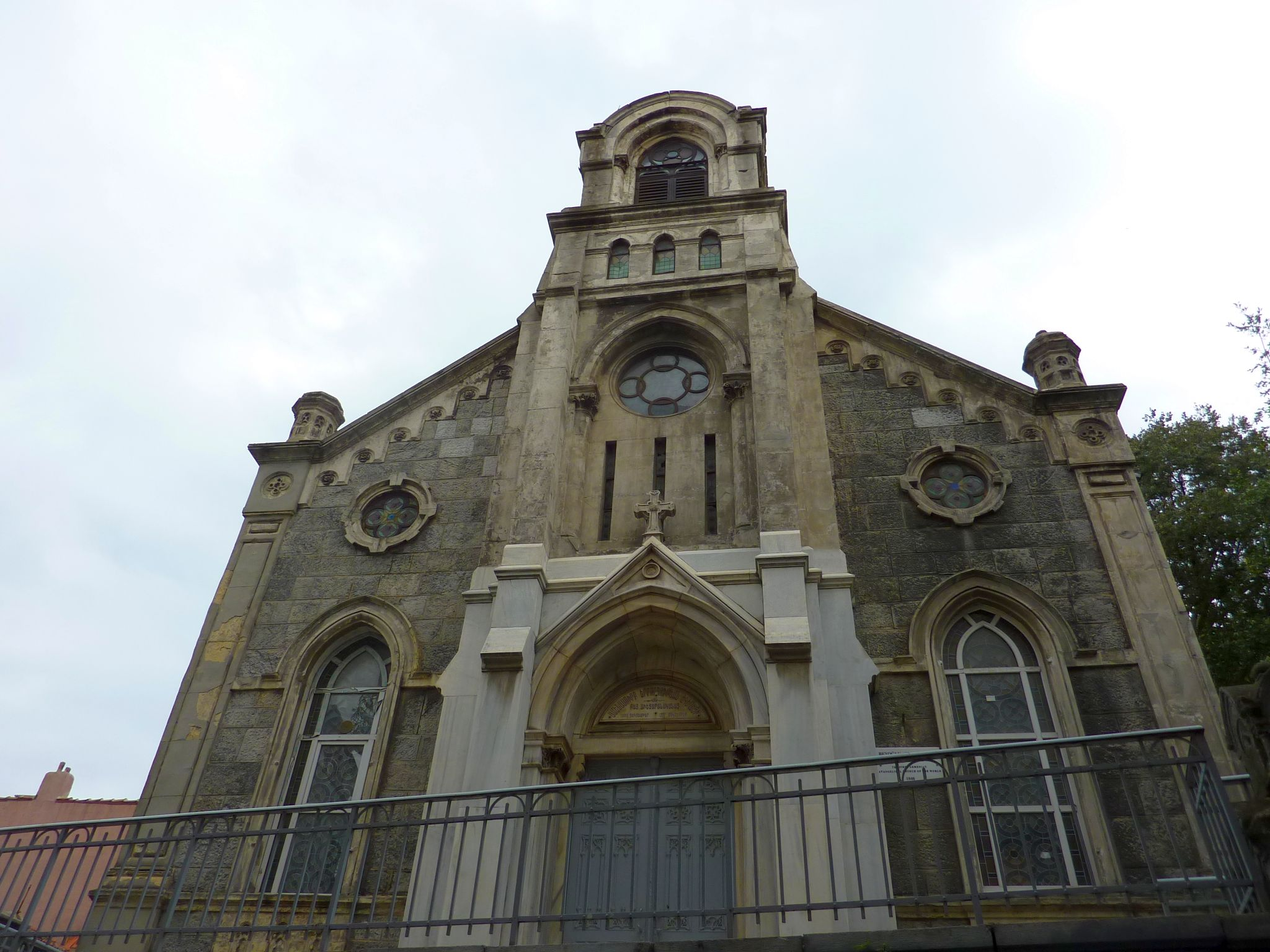
الكنيسة الأرمنية الإنجيلية في إسطنبول.

غالبيّة البروتستانت في تركيا هم من الأتراك عرقيًا ومن أصول إسلامية، ويتواجدون في إسطنبول وإزمير وأنقرة وفي كافة أنحاء تركيا، في تقرير نشرته صحفية ميليت أشارت إلى أن 35,000 تركي تحول للمسيحية عام 2008 خاصًة إلى المذهب البروتستانتي الانجيلي، كما وينضوي تحت رابطة الكنائس البروتستانتية في تركيا وحدها بين 4,000 إلى 5,000 مسيحي من العرقية التركية. وتشير تقديرات مختلفة أن أعداد المسيحيين من العرقية التركية يتراوح بين 4 آلاف إلى 5 الآف ومعظمهم من أصول إسلامية، بينما قدرت مجلة دير شبيغل عام 2007 أعداد المتحولين للمسيحية في تركيا بحوالي 10,000 شخص. في حين وفقاً للمتحدث باسم الطائفة البروتستانتية الإنجيلية في تركيا والباحثة جيني وايت من جامعة برينستون فإن عدد المتحولين إلى البروتستانتية الإنجيلية هو 3 آلاف، بينما ذكر وزير الداخلية التركي في 2007 أن عدد المتحولين للمسيحية بشكل عام من الإسلام منذ 2000 إلى 2007 بلغ 338 شخص. وفقاً للباحثين هالدون جولالب وجونتر سيوفيرت فإن الغالبية العظمى من المسلمين الأتراك الذين يتحولون إلى المسيحية لا يقومون بإثبات ديانتهم الجديدة في أوراقهم الرسمية، وذلك بسبب الخوف من الاضطهاد أو التمييز. وينشط البروتستانت في التبشير مقارنة بالطوائف المسيحية الأخرى، وتعرضت عدد من كنائسهم إلى أعمال تخريب وهجوم بقذف زجاجات حارقة، وانتقدت وسائل الاعلام التركية النشاط التبشيري البروتستانتي بشكل مكثف. وتُشير تقارير إلى تنامي ظاهرة تحول الإيرانيين من الإسلام إلى المسيحية في تركيا.
أشارت تقارير مختلفة إلى زيادة ملحوظة للتحول من الإسلام إلى المسيحية بين الأرمن المتخفين في شرق تركيا، ومصطلح الأرمن المتخفين هو «مصطلح شامل لوصف الشعب التركي من أصول أرمنية كاملة أو جزئية، والذين يقومون عموماً بإخفاء هويتهم الأرمنية»، وهم في الغالب من نسل الأرمن العثمانيين والذين، على الأقل ظاهريًا، أجبروا على التحول إلى الإسلام (والتتريك أو التكريد) «تحت تهديد الإبادة الجسدية» أثناء الإبادة الجماعية للأرمن. وخلال الإبادة الجماعية للأرمن تحولت أعداد غير معروفة من الأرمن إلى العلاهيّة في منطقة تونجلي هرباً من القتل. وبحسب تقرير تحول العديد من الأرمن المتخفين للمسيحية سراً لكن البعض منهم أعلن عن إيمانه الجديد علنًا، وأشار تقرير من مؤسسة المونيتور إلى تحول العديد من الأرمن المتخفين من العلاهيّة (طائفة إسلامية) إلى المسيحية.

#### اليونانيين

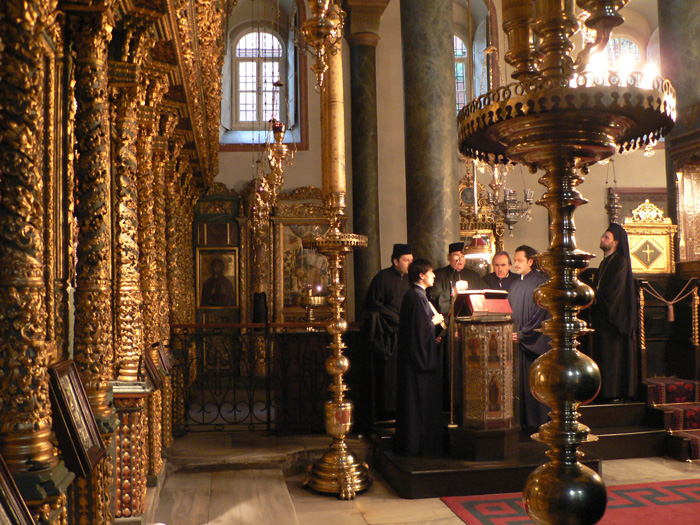
رهبان أرثوذكس يصلون في كنيسة القديس جرجس.

لعب الإغريق دوراً رائداً في الدولة العثمانية، ويرجع ذلك جزئياً إلى حقيقة أن المحور المركزي للدولة، سياسياً وثقافياً واجتماعياً، كان قائماً على تراقيا الغربية ومقدونيا اليونانية، في شمال اليونان، وبالطبع تمركزت في العاصمة البيزنطية السابقة، القسطنطينية، ذات الأغلبية اليونانية. وكنتيجة مباشرة لهذا الوضع، لعب الناطقين باللغة اليونانية دوراً هاماً للغاية في المؤسسة التجارية والدبلوماسية العثمانية، وكذلك في حياة الكنيسة الشرقية. ويُمكن إرجاع جذور النجاح الإغريقي في الدولة العثمانية إلى التقليد اليوناني في التعليم والتجارة والمتمثل في يونان الفنار، والذي كان لهم من ثروتهم القائمة على التجارة وبراعتهم في السياسة ما ضمن لهم مركزاً رفيعاً في الدولة العثمانية. وكانت ثروة طبقة التجار الواسعة النطاق التي وفرت الأساس المادي للإحياء الفكري الذي كان سمة بارزة للحياة اليونانية في نصف القرن وأكثر مما أدى إلى اندلاع حرب الاستقلال اليونانية في عام 1821. وليس من قبيل الصدفة، عشية عام 1821، كانت المراكز الثلاثة الأكثر أهمية للتعلم اليوناني تقع في خيوس، وسميرنا وأيفاليك، وجميعها من المراكز الرئيسية الثلاثة للتجارة اليونانية. كما تم تفضيل النجاح اليوناني بالسيطرة اليونانية على الكنيسة الأرثوذكسية الشرقية. يذكر أن اليونانيين العثمانيين سيطروا على 45% من رأس المال في الدولة العثمانية قبل عام 1914. تناقضت أعداد الإغريق في تركيا من 1.7 مليون عام 1910 إلى ما يتراوح بين 3,000 إلى 5,000 نسمة عام 2017. نتيجة للإبادة الجماعية لليونانيين (1914-1922)، وإجبار 1.2 مليون رومي أرثوذكسي على الرحيل قسراً إلى اليونان في عام 1923، والهجرة واسعة النطاق نتيجة للتمييز والإضطهاد وأحداث مثل ضريبة الثروة التركية (1942) وبوغروم إسطنبول (1955).
حالياً يتوزّع اليونانيون بغالبيتهم في إسطنبول وجزيرة إمبروس وتينيدوس بالقرب من الدردنيل، مع وجود عدد قليل في إزمير، وعلى ساحل بحر إيجة، وأنقرة وطرابزون. ويقطن معظم اليونانيين في إسطنبول في منطقـة «غلطة» المطلة على «الخليج»، وفي «بايوغلو» المحاذية لها، وفي جزر الأمراء، وفي منطقة فنار وشيشلي وقاضي كوي وبشكطاش وبورغاز وبيوك اضه وهيبلي السياحية الأرستقراطية، فضلاً عن وجود بضعة آلاف في جزر تركيا مقابل الجزر اليونانية، مثل تشاناق قاله (جنق قلعة) وغوكجه اضه وبوزجا اضه. وما زال اليونانيون يقومون بدور مهم في الحركة التجارية في إسطنبول رغم تضاؤل أعدادهم في السنوات الأخيرة، وعلى وطأة ضريبة الثروات لم تحل دون دور مركزي لليونانيين الأتراك في الاقتصاد التركي. فقد كانت لهم اليد الطولى منذ الأربعينات، في صناعات القماش والكاوتشوك والجوارب والحرير والمظلات والجزمات والدباغة. وكان اليونانيين الأرثوذكس رواداً لصناعة السيارات والكيميائيات والصيدلة وفي قطاع الإعلان وفي الألبسة الجاهزة. وما زال هذا الدور مستمراً حتى الآن. وينتمي اليونانيون الأتراك مذهبياً إلى الكنيسة الأرثوذكسية الشرقية وبطريركية القسطنطينية المسكونية التي مقرها الرئيسي في العالم كله في حي الفنار في إسطنبول، مع وجود أقلية صغيرة جداً تنتمي للكنيستين الكاثوليكية والبروتستانتية. ونظراً لاستمرار الهجرة من قبل الكاثوليك اليونانيين من تركيا على خلفية الأعمال المناهضة لليونانيين مثل ضريبة الثروة التركية، وعقب مذبحة إسطنبول عام 1955، انخفض عدد الكاثوليك البيزنطيين في تركيا إلى عدد قليل جداً. توفي آخر كاهن يوناني كاثوليكي مقيم في القسطنطينية في عام 1997 ولم يحل محله منذ ذلك الحين، وتقام حاليًا الخدمات الدينية في الكنيسة اليونانية الكاثوليكية في إسطنبول من قِبل الكاثوليك الكلدان الذين يعيشون في المدينة.

### أوضاع اجتماعية

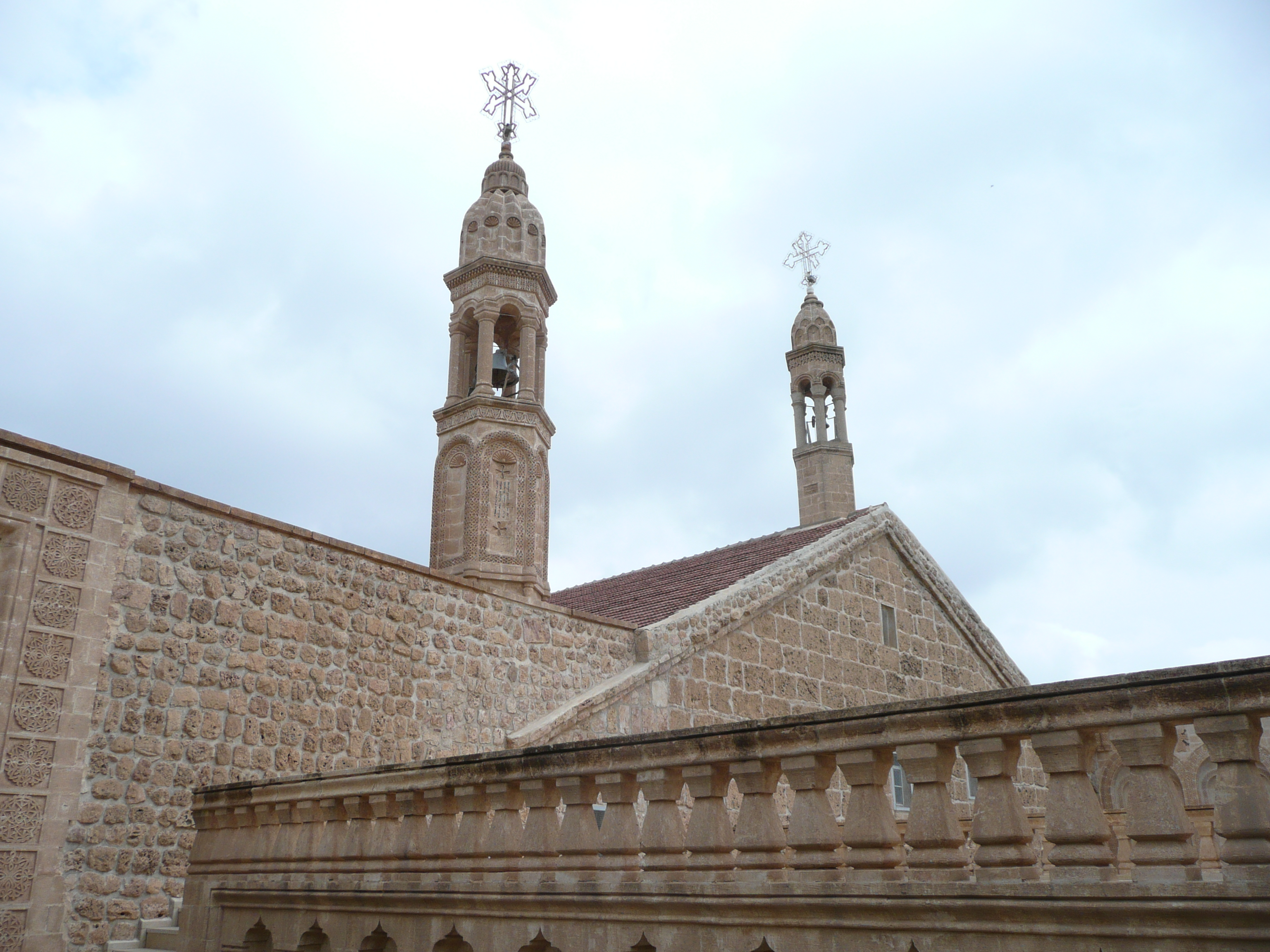
دير مار كبرئيل، يتعرض الدير بين الحين والآخر لمضايقات من الحكومة التركية.

تعتبر قضية حقوق الإقليات واحدة من معوقات انضمام تركيا للاتحاد الأوروبي، فمثلًا البرلمان الألماني يدعو تركيا إلى حماية حقوق الأقليات، وإلى احترام حرية الدين والمعتقد، وضمان حقوق السريان الأتراك، وذلك على خلفية نزاع دير مار كبرئيل في مديات والحكومة التركية، قررت المحكمة العليا التركية في 27 يناير 2011 منح معظم أراضي الدير، والتي امتلكها الدير لمدة 16 قرن، للحكومة التركية بحجة كونها باشجار تخضع لقانون حماية التشجير. ويعتقد أن الحكومة ستقوم بتوزيعها على مستوطنين أكراد كانوا قد استولوا عليها منذ سنة 2008. كما طالب برلمانييون اوربييون يشددون على ضرورة اعتراف تركيا بالإبادة الجماعية ضد المسيحيين الأرمن والسريان واليونانيين قبل انضمامها للإتحاد الأوربيّ. وكان قد طالب أيضًا مجلس النواب الأمريكي تركيا إلى إعادة الكنائس والأديرة المسيحية إلى أصحابها والتي تم الاستيلاء عليها. في السنوات الأخيرة شهدت تحسنات في حقوق المسيحيين منها استرجاع املاك الكنيسة اليونانية والرمنية الأرثوذكسية من أراضي ومستشفيات ومدارس، بالإضافة إلى الكنائس وتم ترميم واعادة افتتاح عدد من الكنائس التاريخية.
في السنوات الأخيرة تحولت أعداد من الأتراك المسلمين في تركيا وقبرص الشمالية إلى الديانة المسيحية. في تقرير نشرته صحفية ميليت أشارت إلى أن 35,000 تركي تحول للمسيحية سنة 2008 خاصًة إلى المذهب البروتستانتي الانجيلي. وينضوي تحت رابطة الكنائس البروتستانتية في تركيا وحدها بين 4,000 إلى 5,000 مسيحي من العرقية التركية. وذكرت تقارير تعود لسنة 2010 أن نحو 300 عائلة تركية تعيش في قبرص التركية قد ارتدت عن الإسلام واعتنقت المسيحية.

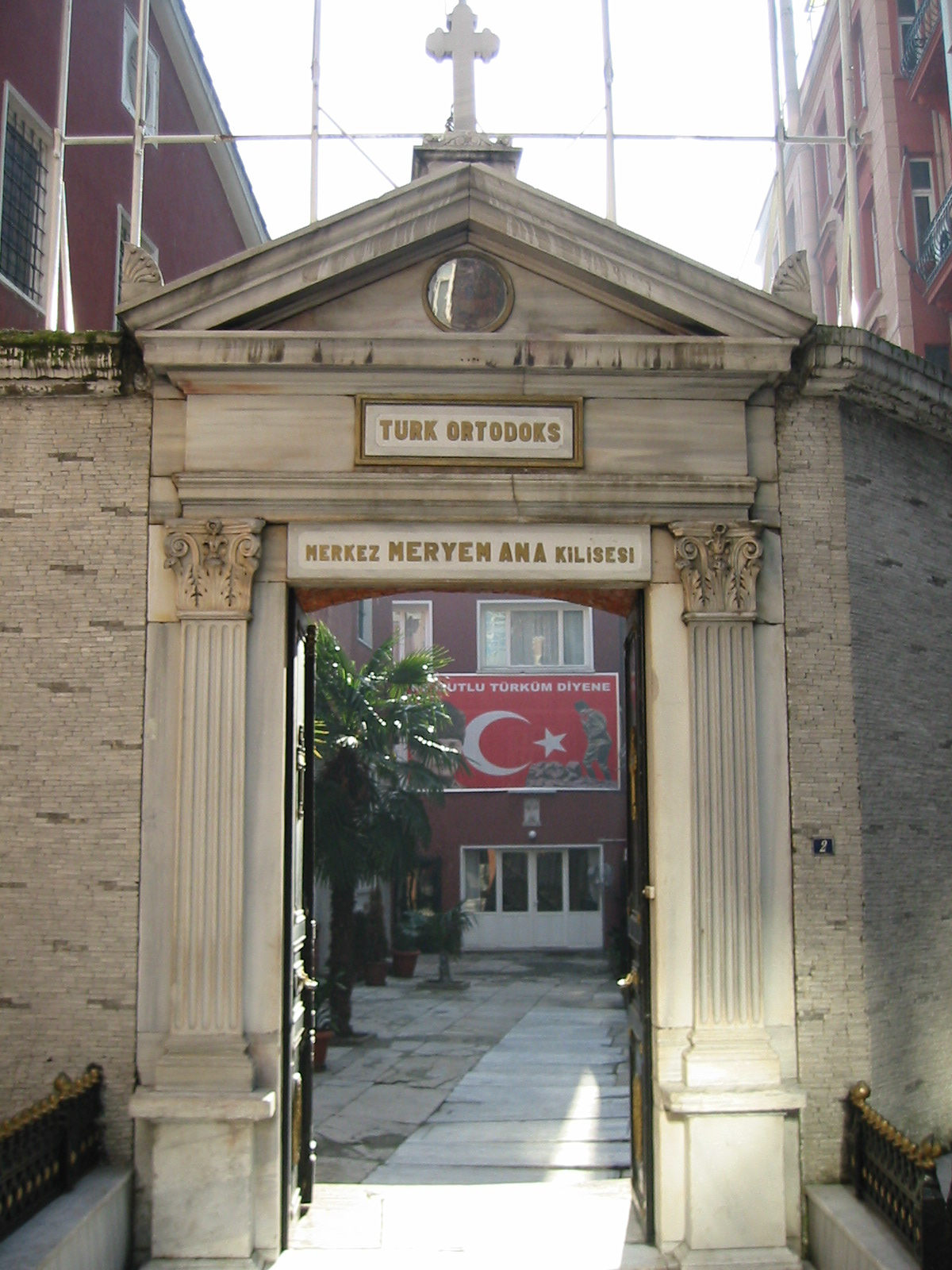
مقر البطريركية التركية الأرثوذكسية، أتباع الكنيسة هم بشكل خاص مسيحيين من الإثنيّة والعرقيّة التركيّة ومن دعاة القومية التركيّة.

يشمل المجتمع المسيحي التركي تاريخيًا الجماعات اليونانية الأرثوذكسية الكبيرة في منطقة الأناضول خصوصًا في كبادوكيا والتي تحدثت اللغة التركية كلغة أم وتبنت القومية التركية منذ القرن السابع عشر بعدما تعرضت لحملات تتريك. أبناء هذه الجماعة أعتبرت نفسها تركيّة منها «كارامانليدس» الذين عرفوّا عن أنفسهم أنهم أرثوذكس وأتراك. فضلًا عن الكاكوز وهم شعب تركي يعتنق المسيحية على مذهب الأرثوذكسية الشرقية. أنضوى بقايا هذا المجتمع في الجمهورية التركية إلى البطريركية الأرثوذكسية التركية المستقلة (بالتركية: Bağımsız Türk Ortodoks Patrikhanesi) وهي كنيسة أرثوذكسية شرقية غير معترف بها. أتباع الكنيسة هم بشكل خاص مسيحيين من الإثنيّة والعرقيّة التركيّة ومن دعاة القومية التركيّة، والكنيسة متأثرة بشكل كبير في القومية التركية.
في عام 2015، منحت الحكومة التركية الإذن للقناة المسيحية التلفازية سات 7 بالبث على القمر الصناعي تركسات المملوك من قبل الحكومة. في انتخابات سنة 2015 تم تمثيل المسيحيين من خلال أربعة نواب في البرلمان التركي، اثنان من حزب الشعوب الديمقراطي وثالث عن حزب الشعب الجمهوري والرابع من حزب العدالة والتنمية. وكان دور المسيحيون دورهم محدوداً في الحياة السياسية في تركيا بعد عصر الجمهورية. وعام 2011 كان محام من الطائفة السريانية النائب المسيحي الأول في البرلمان منذ نصف قرن. في أكتوبر من عام 2016 أعتقل القس الأمريكي أندرو برونسون والذي كان يرعى كنيسة إنجيلية في مدينة إزمير الغربيَّة، وتم اعتقاله في عمليات التطهير التي حدثت بعد محاولة الانقلاب في تركيا 2016 بتهمة بدعم أنشطة الجماعة التي يقودها فتح الله غولن. وهو متزوج ولديه ابنان ولدا في تركيا وكان يتأهب للتقدم بطلب إقامة دائمة في تركيا حسب قول محاميه. وتحوّل برونسون فيما بعد إلى مادة دسمة على أجندة كلّ من الولايات المتحدة الأمريكية وتركيا. وطالب الرئيس الأمريكي ترامب خلال قمّة عقدها مع نظيره التركي رجب طيب أردوغان في شهر أيار عام 2017 بإطلاق سراح القس. وفي يوليو من عام 2018 هدد الرئيس الأمريكي دونالد ترامب تركيا بمواجهة عقوبات كبيرة ما لم تطلق فوراً سراح القس الأمريكي أندرو برونسون الذي يخضع للإقامة الجبرية في منزله في تركيا، وفي وقت سابق لوح نائب الرئيس الأمريكي مايك بنس تهديد مماثل وجهه مباشرة إلى الرئيس التركي.
في أغسطس من عام 2019 شارك الرئيس التركي رجب طيب أردوغان في مراسم وضع حجر الأساس لكنيسة السريان الأرثوذكس «مور أفرم السريانية القديمة» بمنطقة يشيلكوي في إسطنبول، وقال أن «الكنيسة تعد ثراء جديداً يضاف إلى ثراء إسطنبول». ومول أبناء الطائفة السريانية بناء هذه الكنيسة، وكان أردوغان قد أصدر في 2009، حين كان لا يزال رئيساً للوزراء، أمراً لبلدية إسطنبول بالعثور على أرض لبناء كنيسة للطائفة السريانية المحليّة التي يبلغ عدد أبنائها في إسطنبول 17 ألف نسمة. والكنيسة هذه هي أول كنيسة على الإطلاق يتم بناؤها في تركيا الحديثة منذ قيام الجمهورية في عام 1923 على يدي مصطفى كمال أتاتورك.

### معاداة المسيحية

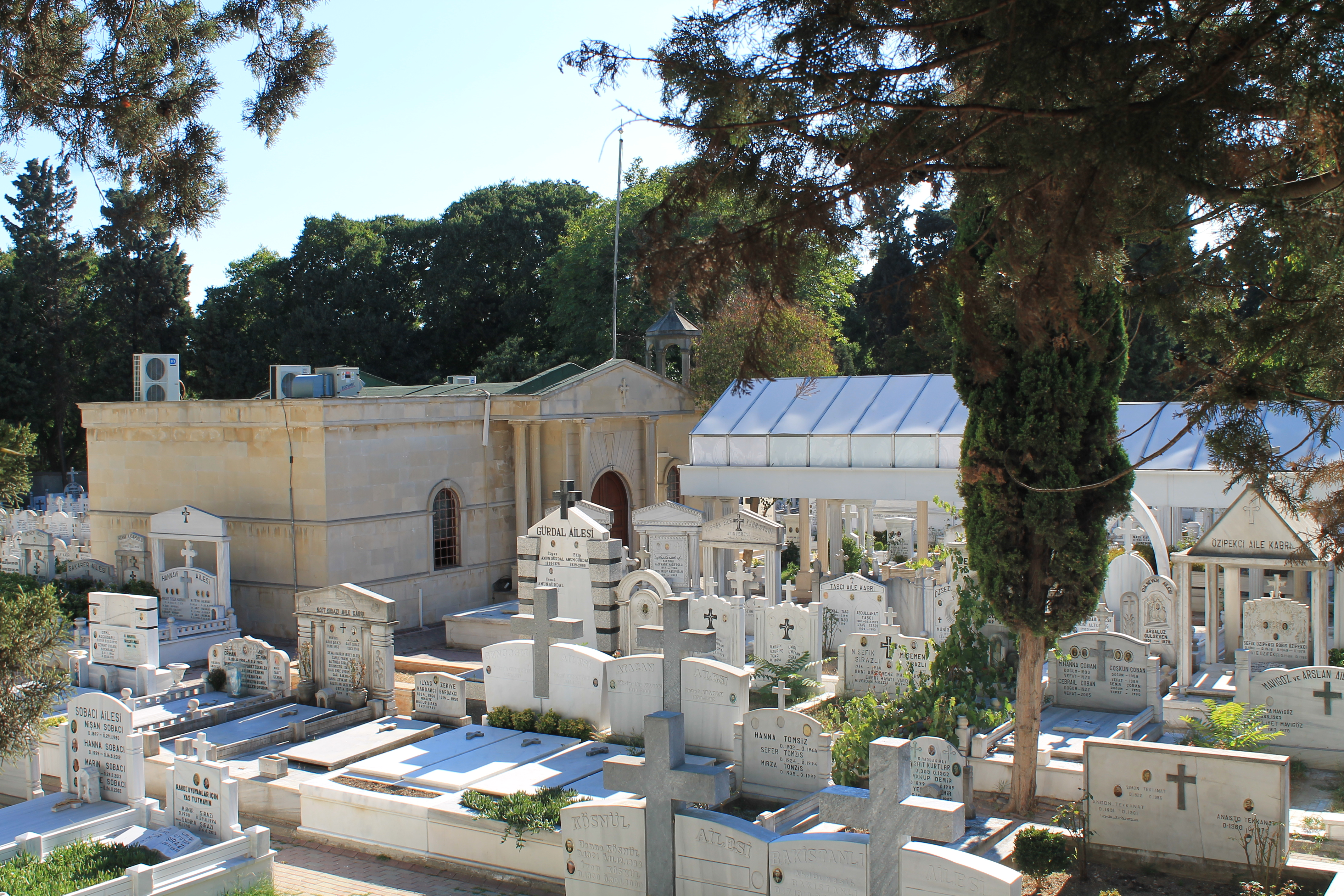
مقبرة تعود لطائفة السريان الأرثوذكس بزيتون بورنو في إسطنبول: تُشير تقارير إلى تعرض المدافن المسيحية إلى أعمال تخريبة.

على الرغم من النظام العلماني في تركيا، إذ أنّ حرية العبادة مكفولة وحرية التبشير كذلك، فقد تعرض المسيحيون في الآونة الأخيرة لعدد من الهجمات، كذلك تنتشر صور نمطية سلبية إزاء المسيحيين تعززها وسائل الإعلام مثل كونهم فاحشي الثراء وطابور خامس وغير وطنيين، كما وينظر العديد من الأتراك إلى المسيحية والمسيحيين نظرة سلبية؛ ففي سنة 2010 وحسب دراسة لمعهد بيو أنه لدى فقط 6% من الأتراك نظرة إيجابية للمسيحية مقارنةً بحوالي 16% سنة 2006، كما وجدت الدراسة أنَّ 4% فقط من الأتراك لهم نظرة إيجابية لليهودية، وبحسب المسح قال 45% من الأتراك أنَّ المسيحية هي الديانة الأكثر عنفاً بالمقارنة مع 41% قال أن اليهودية هي الديانة الأكثر عنفاً وحوالي 2% قال أن الإسلام هي الديانة الأكثر عنفاً. وفي دراسة قامت بها برنامج المسح الاجتماعي الدولي عام 2010 وجدت أن ثلث الأتراك ليس لديهم أي أستعداد لأن يكون لهم جار مسيحي، وأن أكثر من نصف الأتراك يرفضون أن يتحدث المسيحيين عن معتقداتهم في الاجتماعات العامة وفي المناشير المطبوعة، كما أن أكثر من نصف الأتراك يعارضون خدمة المسيحيين في الجيش والأجهزة الأمنية، وقوات الشرطة، والأحزاب السياسية. في حين أن فقط أقل من نصف الأتراك يرفض نشاط ومشاركة المسيحيين في تقديم الخدمات الصحيّة.
وفقًا لمسح قام به مركز بيو للأبحاث عام 2013 قال حوالي 21% من المسلمين الأتراك أنهم يعرفون بعض أو الكثير عن الإيمان والممارسات المسيحية، ويقول حوالي 54% من المسلمين الأتراك أنَّ المسيحية تختلف كثيراً عن الإسلام، بالمقارنة مع 27% منهم يقولون أنَّ للمسيحية الكثير من القواسم المشتركة مع الإسلام. وترتفع نسبة من يقولون أنَّ للمسيحية الكثير من القواسم المشتركة مع الإسلام (51%) بين المسلمين الأتراك الذين يقولون إنهم يعرفون بعضًا أو كثيرًا عن المعتقدات المسيحية، بالمقارنة مع المسلمين الأتراك الذين يقولون إنهم يعرفون القليل أو من لا يعلمون شيئاً عن المعتقدات المسيحية (21%). ويقول حوالي 20% من المسلمين الأتراك أنهم سيكونون مرتاحين بحالة زواج ابنتهم من مسيحي، بالمقارنة مع 25% بحالة زواج ابنهم من مسيحيَّة.

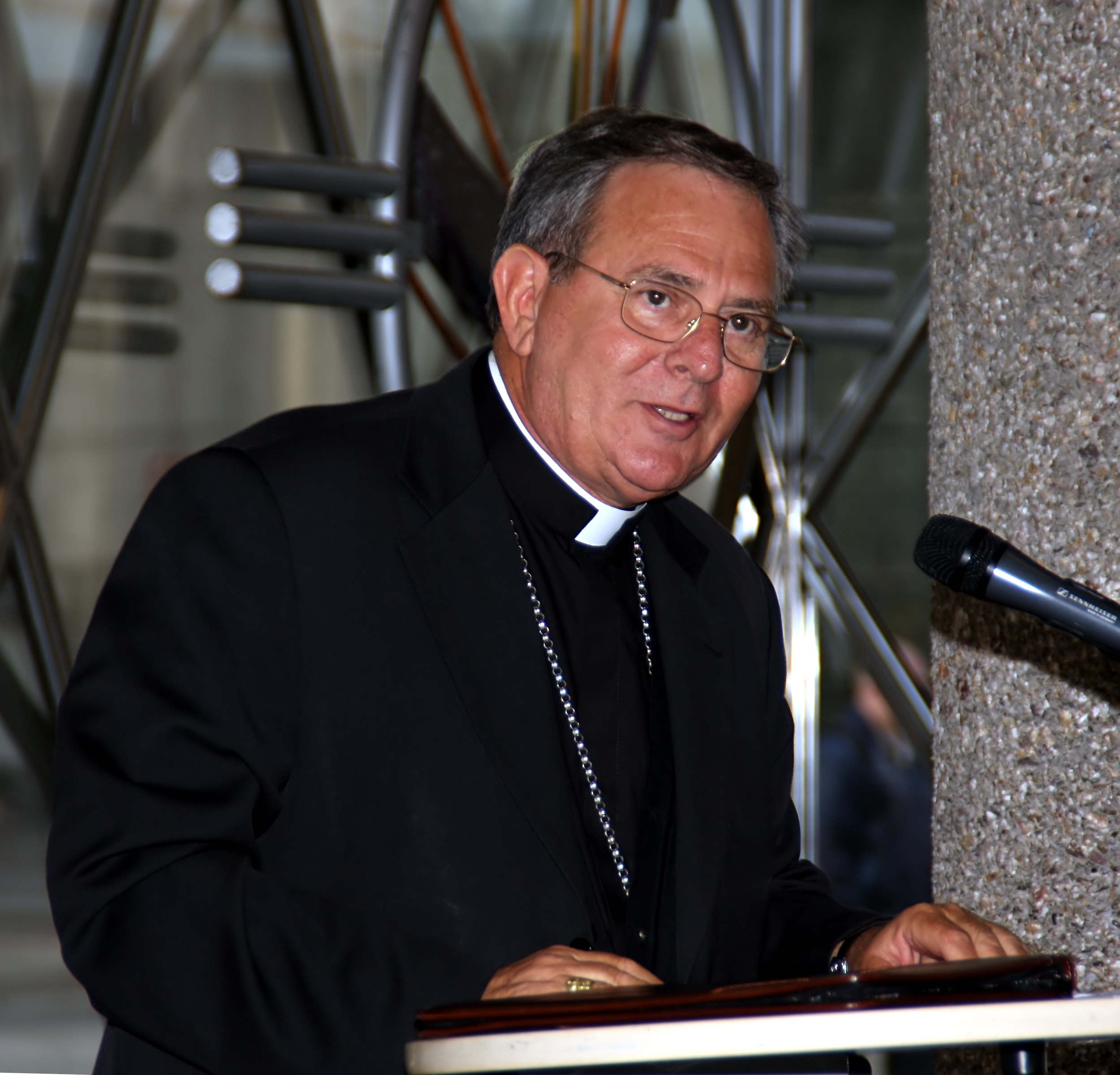
الأسقف لويجي بادوفيس: قتل عام 2010 من قبل حارسه الشخصي المتطرف دينياً.

في عام 2006 تم قتل قس كاثوليكي إيطالي يدعى أندريا سانتورو، راعي كنيسة كاثوليكية في مدينة طرابزون، على خلفيّة الرسوم الكاريكاتورية المسيئة للنبي محمد في صحيفة يولاندس بوستن. وفي عام 2007 تم الهجوم على دار نشر مسيحية في ملطية، قُتل فيها قتل 3 مسيحيين، وهم نيساتي عيدين واوغور يوكسيل، وهم مسلمين أتراك تحولوا إلى المسيحية وتيلمان جيسكي وهو مواطن ألماني. وفي 2007 اغتيل الصحفي هرانت دينك. كما وأشارت تقارير إلى تعرض المدافن المسيحية إلى أعمال تخريبة. وقتل هرانت دينك الصحافي المسيحي والذي على الرغم من دافعه على الدوام عن انتمائه إلى الهوية التركية، تعرض لغضب القوميين الاتراك لتنديده بإبادة الارمن التي وقعت بين 1915 وعام 1917 والتي تنفي تركيا بشكل قاطع حصولها. وبحسب دراسة قامت بها مجموعة بروتستانتية ونشرتها وكالة الأنباء المسيحية فإن المسيحيين الأتراك ما زالوا يعانون من هجمات المواطنين العاديين، وبعض التمييز من قبل شخصيات حكومية، والتشهير بهم في الكتب المدرسيّة ووسائل الإعلام على حد سواء. في عام 2010 قتل الأسقف الكاثوليكي لويجي بادوفيس والذي كان يخدم أبرشية إسكندرونة الرومانية الكاثوليكية، وكان الأسقف من الشخصيات البارزة في المجتمع المسيحي في تركيا، وقد قتل من قبل حارسه الشخصي لدوافع دينية متطرفة، حيث قال الشهود إن الجاني صرخ بالتكبير (الله أكبر) أثناء الاعتداء ثم قام بقطع رأس الأسقف بادوفيس.
في عام 2010 في مقابلة برنامج «ستون دقيقة» في محطة «سي بي أس»، صرّح البطريرك برثلماوس الأول أن المسيحيين يعاملون كمواطنين من الدرجة الثانية، وهو ما انتقدته الحكومة التركية، إذ ترفض الحكومة التركية الاعتراف بالطابع المسكوني للبطريركية القسطنطينية، وتعتبر البطريرك المسكوني رئيسًا لطائفة الروم الأرثوذكس في تركيا فقط، وتشكل أيضًا قضية إغلاق معهد خالكي في العام 1971، وعدم السماح للبطريركية بإعادة فتحه إحدى القضايا الخلافية. وفقاً لدراسة تركية نشرت عام 2019 كان اليونانيون والأرمن والمسيحيون من بين أكثر المجموعات المستهدفة في وسائل الإعلام التركية، وتم استهدافهم بسبب هجوما كرايستشيرش في نيوزيلندا، وتم تصويرهم على أنهم تهديد لمصالح وأمن تركيا خلال عملية «نبع السلام»، وتم استهدافهم فيما يتعلق بالأزمة الدبلوماسية بين تركيا ودول الاتحاد الأوروبي، وكذلك من خلال الهجوم على الاتحاد الأوروبي نفسه، في ضوء «الهوية المسيحية» لأوروبا. وبلغ تعداد التقارير المعادية للمسيحية في وسائل الإعلام التركية حوالي 334 تقرير، إلى جانب 803 تقرير معادي للأرمن وحوالي 754 تقرير معادي لليونانيين.

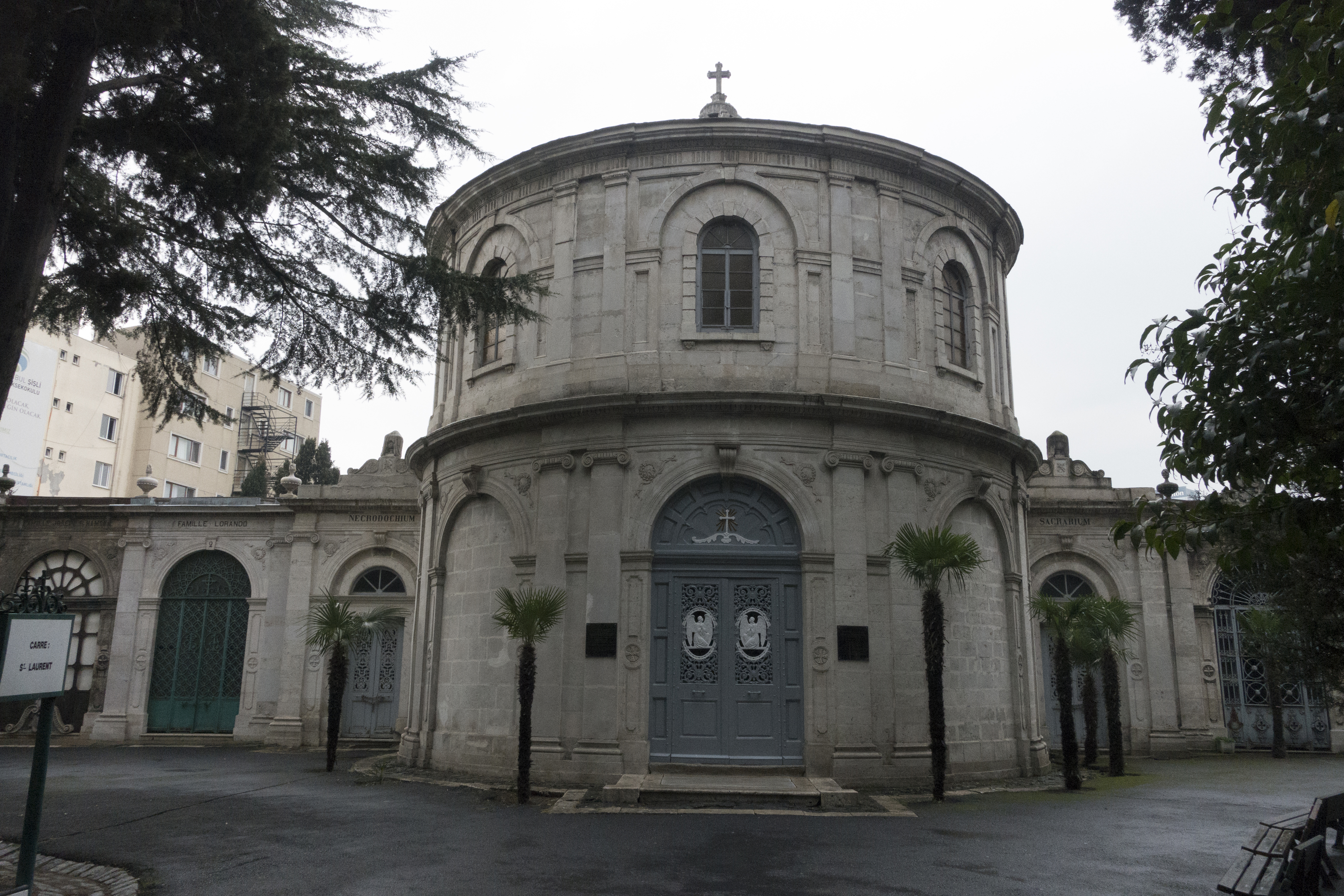
مدخل المقبرة الكاثوليكية في شيشلي بإسطنبول.

وفقاً لتقارير من لجنة الحرية الدينية الأميركية والمنظمة الدولية لرعاية المسيحيين الأميركية عام 2019، أدى صعود نجم الرئيس التركي، رجب طيب أردوغان، إلى زيادة اضطهاد المسيحيين، حيث قامت الحكومة التركية في طرد الأجانب المسيحيين من تركيا، وقد اضطرت أكثر من 50 عائلة بروتستانتية إلى مغادرة البلاد في السنوات الأخيرة. في عام 2020 اعتقلت الوحدة التركية لمكافحة الإرهاب الراهب السرياني يعقوب سفر بيلاجان من نصيبين، بعد أن أخرجته عنوة من الدير، واتهمته بتقديم المساعدة لتنظيم حزب العمال الكردستاني وإيواء أفراده، حسب صحيفة «حرييت» التركية. وأفرج عنه لاحقاً، حيث خلال دفاعه بالمحكمة شرح يعقوب سفر بيلاجان كل شيء بما يتضمن سبب تقديمه الطعام إلى اثنين من أفراد تنظيم العمال الكردستاني الذين قاما بزيارة الدير. كما وصادرت الدولة أملاك المسيحيين اليونانيين الأرثوذكس الذين فقدوا عبر عقود العديد من المنشآت، مثل المحلات ودور الأيتام وغيرها من المنشآت. خلال تولي رجب طيب أردوغان رئاسة الحكومة بين 2003 وعام 2014، عُرض على السريان العودة إلى تركيا في وقت أعيدت ممتلكات مصادرة إلى أصحابها. لكن وفقاً لتقرير فرانس 24 برزت مخاوف من استهداف للسريان عام 2020 بعد فقدان أثر زوجين من الكلدان الكاثوليك في يناير في شرناق قرب الحدود العراقية. وفيما لا يزال هرمز ديريل البالغ 71 عاما مفقوداً، عٌثر على زوجته سيموني البالغة 65 عاماً جثة هامدة في مارس عام 2020. خلال حرب مرتفعات قرة باغ 2020 تتعرض أرمينيا والأرمن في تركيا لخطاب كراهية من العديد من السياسيين ووسائل الإعلام التركية، وتم إشعال النار في بوابة كنيسة أرمنية في أحد المناطق بإسطنبول، وهدم الصليب عند بوابة كنيسة أخرى في نفس المدينة. كما وتم تدنيس قبور المقبرة الأرمنية المسيحية في أنقرة.

## التوزيع الجغرافي

### أنطاكية

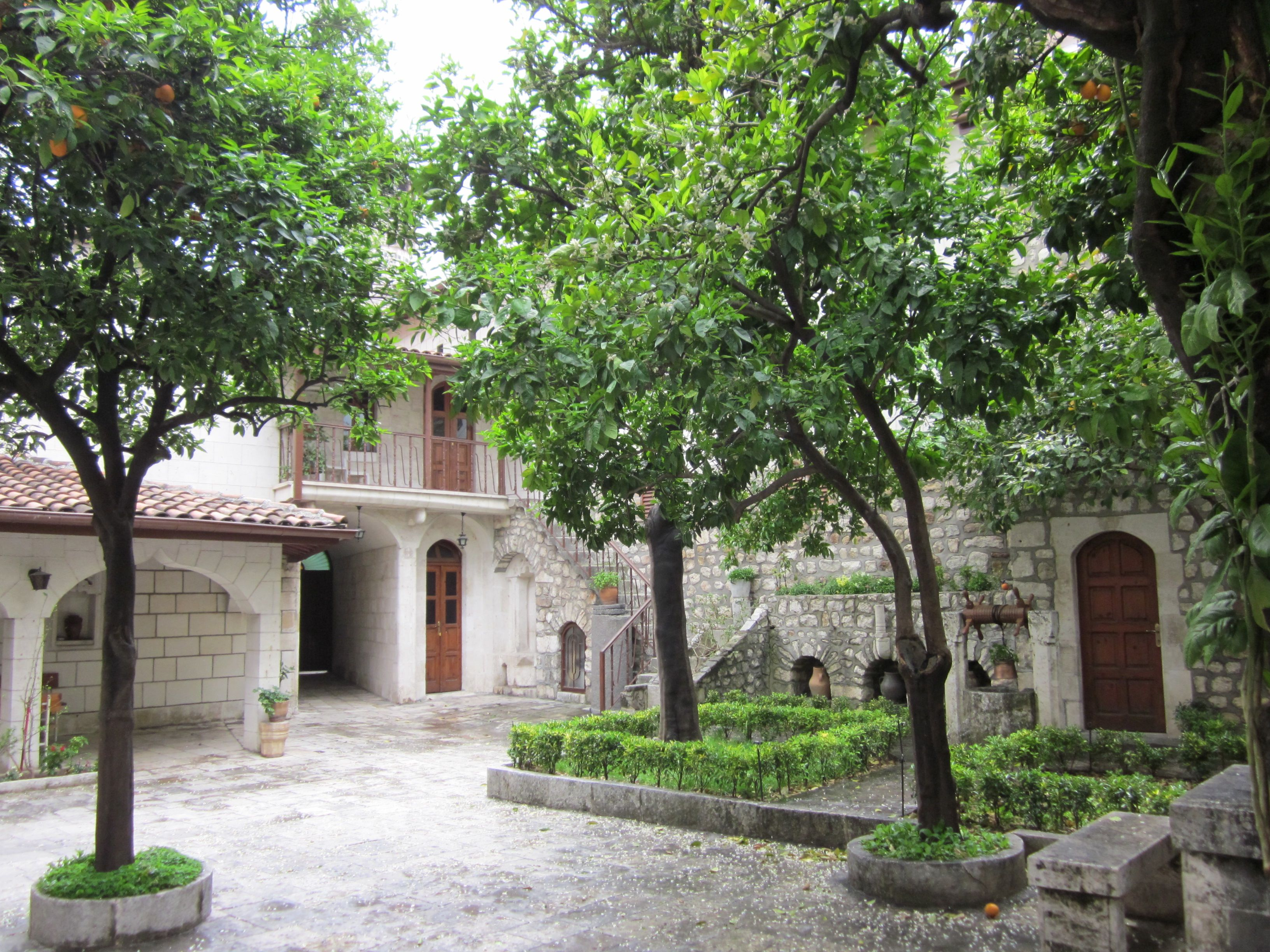
كنيسة الروم الملكيين الكاثوليك في مدينة أنطاكية في : تعد المدينة مهد الروم الأنطاكيون.

تقع مدينة أنطاكية في لواء إسكندرون تحت السيادة التركية. عند انقضاء الحرب العالمية الأولى عادت أنطاكية إلى سوريا ليحكمها السوريون بعد أن خرج الحكم العثماني التركي من الوطن العربي، ولكن سلطات انتداب فرنسي على سوريا بين 1920 و1946 تخلت عن منطقة لواء الإسكندرون لتركيا ومن ضمنها مدينة أنطاكية سنة 1939. لأنطاكية أهمية كبيرة لدى المسيحيين في الشرق، فهي أحد الكراسي الرسولية إضافة إلى روما والإسكندرية والقسطنطينية والقدس وبطاركة الطوائف التالية يلقبون ببطريرك أنطاكية: السريان الأرثوذكس، والروم الأرثوذكس، والسريان الكاثوليك، والروم الكاثوليك، والسريان الموارنة. منذ القرن السادس، انقسم الكرسي الأنطاكي إلى عدة فروع، وحاليًا يحمل اللقب رؤساء أربع كنائس، هي: بطريركية أنطاكية وسائر المشرق للروم الأرثوذكس، والكنيسة السريانية الأرثوذكسية، والكنيسة المارونية وكنيسة الروم الملكيين الكاثوليك والكنيسة السريانية الكاثوليكية؛ وكان منذ عهد الحملات الصليبية يعين بطريرك من الطقس اللاتيني إلا أنه ألغي في القرن العشرين. تنشط عدة مجتمعات مسيحية في المدينة، ويمتلك المجتمع المسيحي المحلي على عدد من الكنائس أكبرها كنيسة القديس بطرس وبولس في حريت كاديسي. مع تاريخها الطويل من الحركات الروحية والدينية، تعتبر أنطاكية مكانًا للحج المسيحي.
كانت أنطاكية وتلقب «تاج الشرق الجميل» و«أروع مدن الشرق» ملتقى أهم الطرق التجارية، ولم تكن عاصمة إدارية وثقافية وعسكرية فحسب، بل أيضًا برزت أهميتها المسيحية باكرًا على ما يذكر سفر الأعمال. كانت الجماعات المسيحية الأولى تتواجد في المدن الكبرى، يرأسها أسقف هو أحد تلامذة يسوع أو أحد من انتدبهم التلامذة، ومع تزايد عدد المسيحيين أقام الأساقفة معاونين لهم ذوي صلاحيات رعائية هم القسس، غير أنهم يمثلون الأسقف ويتحدون معه.

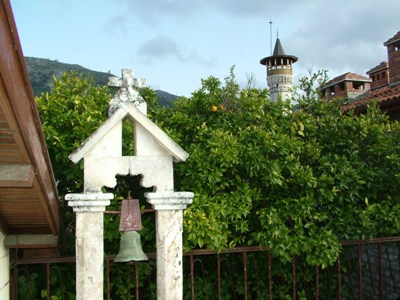
جرسيّة كنيسة الروم الأرثوذكس في مدينة أنطاكيا.

ومع انتشار المسيحية نحو الأرياف والمدن الأصغر حجمًا، لم يعد القسس أو الكهنة في ذات المدينة، بل أصبحت ولاية الأسقف تشمل رقعة جغرافية معينة، ومع تزايد عدد المسيحيين، لم يعد باستطاعة أسقف واحد أن يقوم بإدارة جميع الرعايا، فظهرت أسقفيات جديدة، أي يقوم أسقف أو أكثر بتعيين أسقف على ولاية جغرافية جديدة شرط أن تحوي كنائس ذات حجم كاف، غير أن الأسقف الجديد يظلّ في القضايا الخطيرة وفي الروابط الثقافية يرتبط بالكنيسة الأم التي تفرّع عنها، وهكذا ظهرت علاقة بين أسقفيات أم - أسقفيات بنت. أُطلق على أنطاكية لقب «مهد المسيحية» نتيجة لعراقة المسيحية فيها والدور المحوري الذي لعبته المدينة في ظهور كل من اليهودية الهلنستية والمسيحية المبكرة. وبحسب سفر أعمال الرسل تم إعطاء أتباع يسوع لقب مسيحيين في مدينة أنطاكية: «وَدُعِيَ التَّلاَمِيذُ «مَسِيحِيِّينَ» فِي أَنْطَاكِيَةَ أَوَّلاً».
تضم المدينة على حوالي أربعة عشرة كنيسة ولا تزال تعيش فيها واحدة من أقدم الجماعات المسيحيّة في العالم، وهم الروم الأنطاكيون وهم مسيحيون عرب أعضاء في ذات الطقس البيزنطي ويتبعون طقسيًا بطريركية أنطاكية وسائر المشرق للروم الأرثوذكس وكنيسة الروم الملكيين الكاثوليك إلى جانب طائفة صغيرة تتبع الكنيسة اللاتينية وتصل أعدادهم إلى حوالي سبعة الآف، ويقيم معظمهم في أراضي محافظة هتاي في تركيا المعاصرة، وتعتبر البلدة القديمة في مدينة أنطاكية نواة ومهد هذه الجماعة. وبسبب الهجرة المسيحية الكثيفة من المدينة والمنطقة يعيش عدد كبير من أبناء هذه الجماعة في المهجر خصوصًا في الأمريكتين. يتحدث الروم الأنطاكيون اليوم اللغة التركية في تركيا، في حين أنَّ اللغة الطقسيّة هي غالبًا اللغة اليونانية بجانب اللغة التركية أو العربية. وفقاً لتقديرات عام 2008 يعيش اليوم في تركيا حوالي 18,000 نسمة مسيحي عرب (رومي أنطاكي)، وينتشرون في إسطنبول، وأنطاكية، وإسكندرونة، ومرسين، وأضنة، والسويدية، والقصير ويتحدثون باللغة العربية والتركية. هناك اختلافات طبقية متميزة بين الروم الأنطاكيين من سكان المدن والروم الأنطاكيين من سكان الريف، حيث يميل الروم الأنطاكيين من سكان المدن إلى الانتماء إلى الطبقة البرجوازية بالمقارنة مع الروم الأنطاكيين من سكان الريف.

### إسطنبول

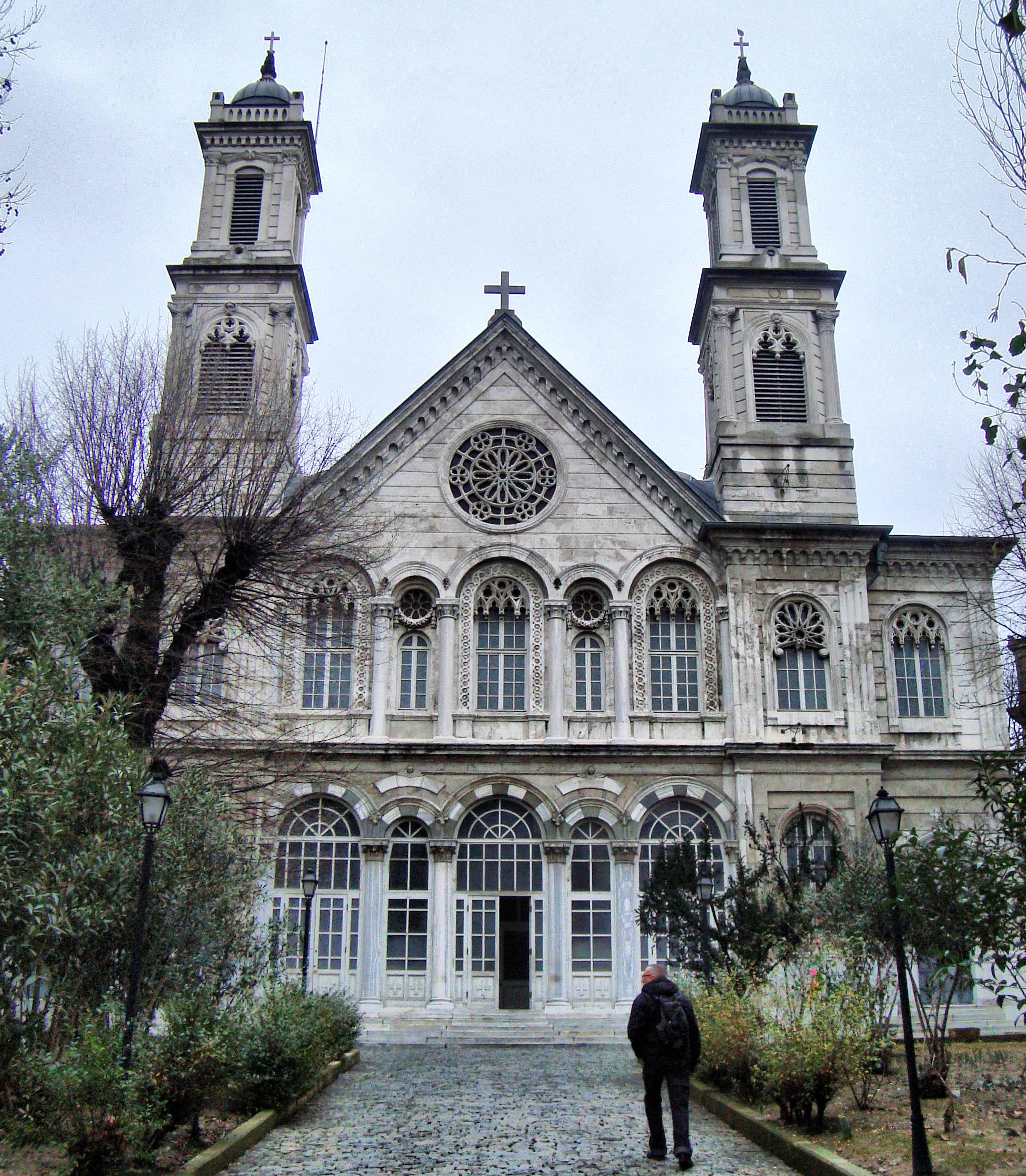
كنيسة آيا تريدا للروم الأرثوذكس في منطقة بك أوغلي.

يقع الكرسي البطريركي لبطريرك القسطنطينية، وهو الزعيم الروحي لكنيسة الروم الأرثوذكس والبطريرك الأول للكنائس الأرثوذكسية الشرقية، يقع في حي «الفنار» بالمدينة. ويتخذ من إسطنبول مقرًا أيضًا رئيس أساقفة الجالية التركية الأرثوذكسية ورئيس أساقفة الأرمن الأرثوذكس في تركيا. كانت المدينة أيضًا مقر بطريركية القسطنطينية المسكونية منذ القرن الرابع، وكذلك مقر بطريرك البلغار قبل اعتراف باقي الكنائس الأرثوذكسية بصلحياته. وتمت تسمية بطريرك القسطنطينية بطريركًا مسكونيًا منذ القرن السادس، وأصبح يعتبر زعيم 300 مليون مسيحي أرثوذكسي في العالم. منذ عام 1601 أصبح مقر البطريركية في كنيسة القديس جاورجيوس بإسطنبول.
في القرن التاسع عشر، كان مسيحيو إسطنبول يميلون إلى أن يكونوا من اليونانيين الأرثوذكس، أو أعضاء في الكنيسة الرسولية الأرمنية أو من الكاثوليك الشوام (المشرقيين). وشكَّل المسيحيين قرابة نصف سكان مدينة إسطنبول في سنة 1910. تغيّر نمط الحياة اليومية للمسيحيين في إسطنبول، وبشكل خاص اليونان والأرمن منهم، بعد النزاعات المريرة التي حصلت بينهم وبين الأتراك خلال عهد انحلال الدولة العثمانية، بدأً من عقد العشرينات من القرن التاسع عشر، ودامت قرابة القرن. وصلت هذه النزاعات إلى أوجها في العقد الممتد من سنة 1912 حتى سنة 1922؛ أي خلال حروب البلقان، الحرب العالمية الأولى، وحرب الاستقلال التركية، فتضائل عدد المسيحيين من 450,000 نسمة إلى 240,000 شخص من سنة 1914 حتى سنة 1927. يقطن اليوم ما تبقى من الأرمن واليونان في تركيا داخل إسطنبول وضواحيها بصورة رئيسية. يُقدّر عدد الأرمن في المدينة بحوالي 45,000 شخص، وهذا لا يشمل الأربعين ألف أرمني الذين أتوا من أرمينيا بعد عام 1991 للعمل في إسطنبول والسكن فيها. وقد كانوا يبلغون قرابة 164,000 نسمة سنة 1913 وقد إنخفضت أعدادهم بشكل جزئي بسبب مذابح الأرمن.

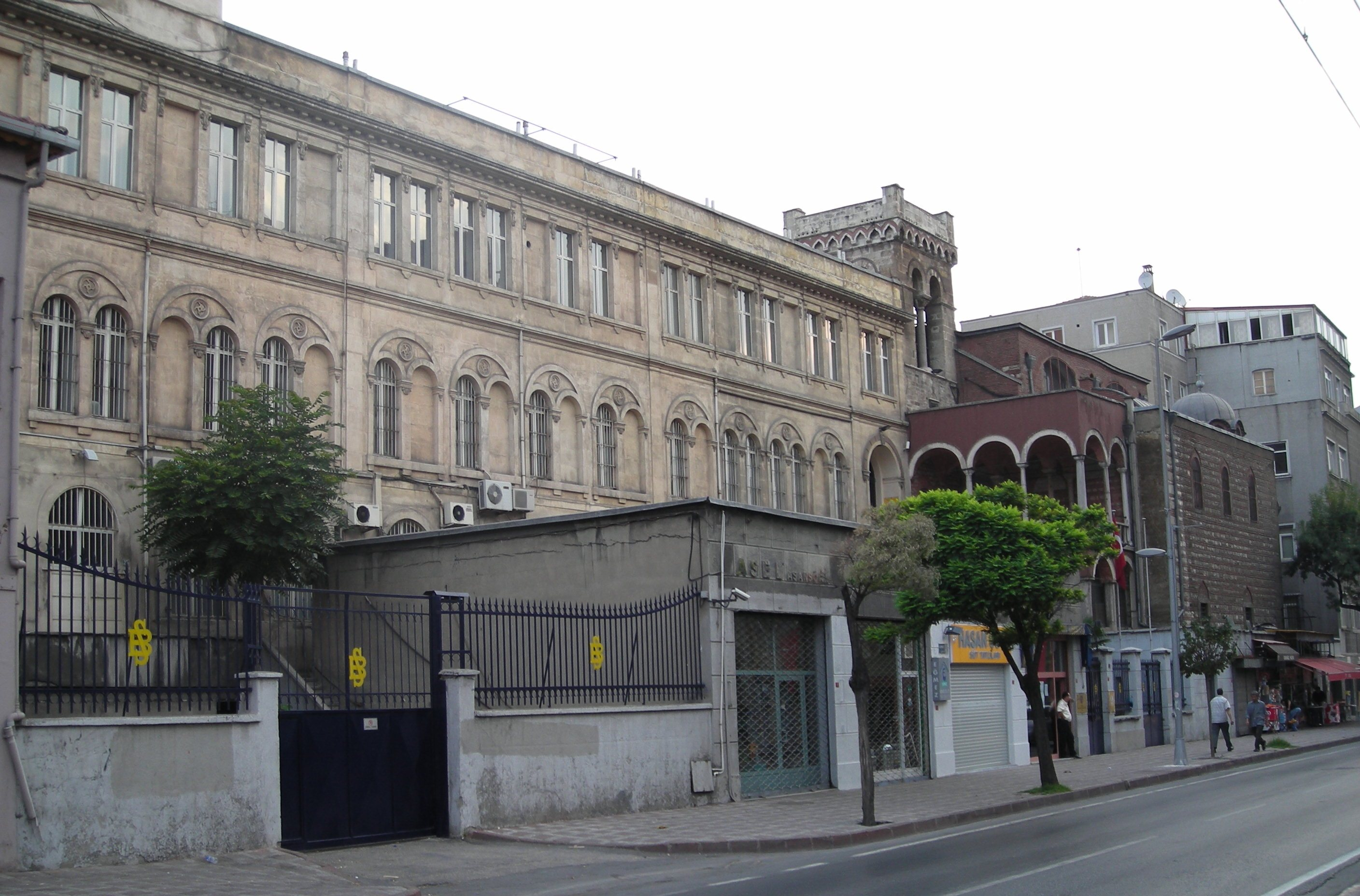
مدرسة القديسة بنويت الكاثوليكية؛ وهي من مدارس إسطنبول المرموقة.

أما اليونانيين الذين يصل عددهم إلى 4,000 شخص حاليًا، فقد كانوا يبلغون قرابة 150,000 نسمة في سنة 1924. كذلك هناك حوالي 60,000 يوناني إسطنبولي يسكن اليونان حاليًا، إلا أنهم ما زالوا يحتفظون بجنسيتهم التركية. وقد تضائل عدد اليونانيين في إسطنبول بعد نشوء الجمهورية التركيّة على أثر أحداث مثل اتفاقية التبادل السكاني بين اليونان وتركيا 1923، وضريبة الثروة التركية سنة 1942 والتي استهدفت بشكل خاص المسيحيين واليهود وبوغروم إسطنبول سنة 1955.
تركز الحضور الشامي المشرقي في مدنية إسطنبول في كل من منطقة بيرا وغلطة، وقد وصلت أعدادهم خلال القرن التاسع عشر إلى حوالي 14,000 نسمة. وما زال يعيش الكاثوليك أو الشوام اللاتين ذووي الأصول الفرنسية والإيطالية في بعض الأحياء في ناحتيّ «المرمى» و«باي أوغلو». تتواجد في المدينة أيضًا تجمع من المسيحيين العرب يتبعون بطريركية أنطاكية وسائر المشرق للروم الأرثوذكس وأصولهم تعود إلى مدينة إسكندرونة وأنطاكية، كما أنّ إسطنبول تُعد مركز البطريركية الأرثوذكسية التركية المستقلة والتي يتكون أعضائها من أسرة افتيم. كما ويقطن في المدينة مجتمع بروتستانتي تركي الغالبيّة العظمى منهم من الإثنية والعرقيّة التركية.
وقد تبيّن وفقًا لإحصاء من سنة 2000 أن هناك 123 كنيسة مفتوحًة للعموم في المدينة؛ كذلك فهناك 57 مقبرة لغير المسلمين. وتضم الطوائف المسيحية عدد من المدارس المسيحية المختلفة، ويعتبر عدد منها مدارس نخبويّة، حيث خرجّت العديد من المدارس الكاثوليكية العاملة في المدينة نخب سياسية وعلميّة وفنيّة واجتماعية.

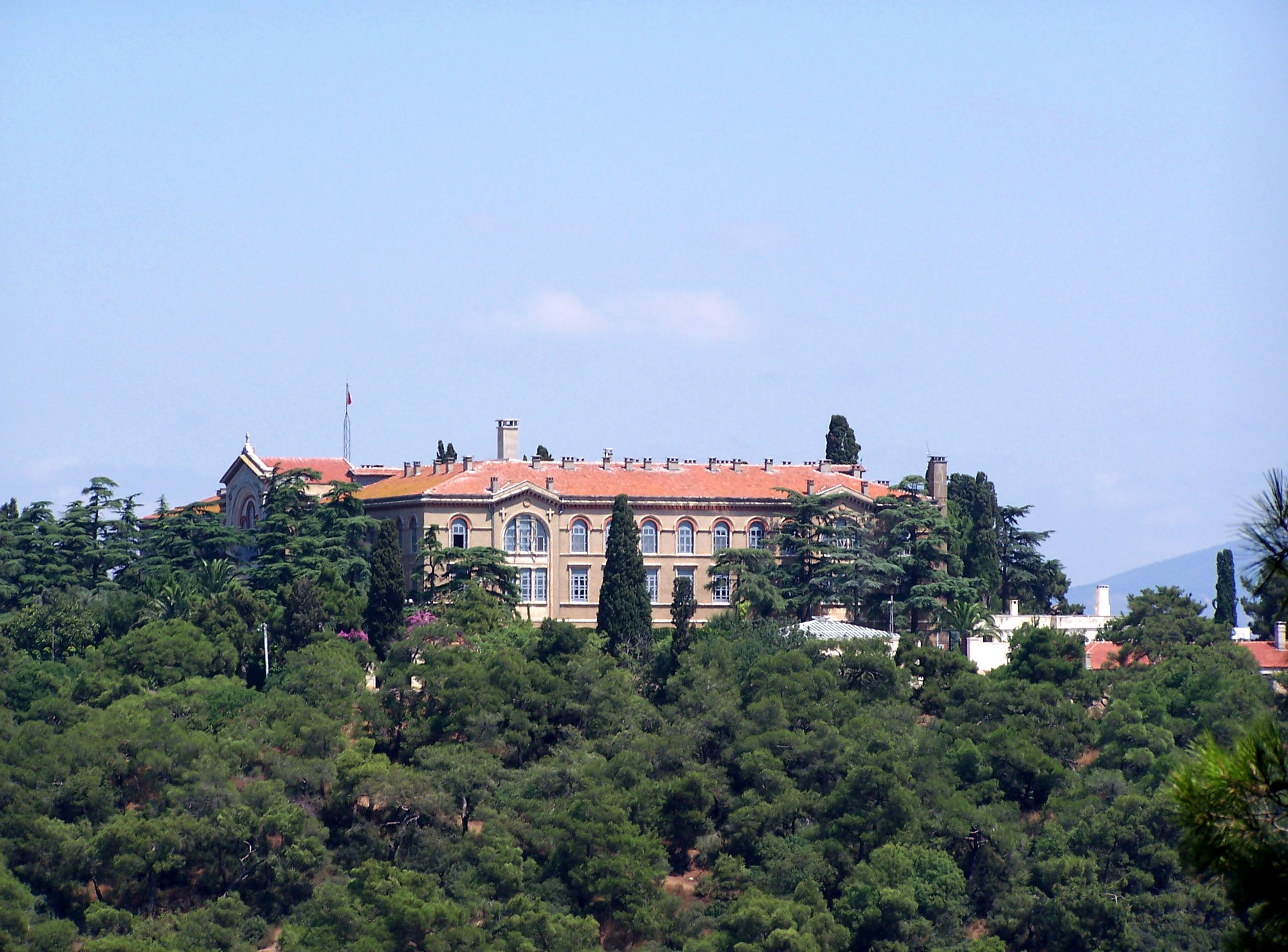
مدرسة هالكي اللاهوتية في جزر الأمراء.

كانت بعض الأحياء والنواحي تأوي أعدادًا كبيرة من غير المسلمين من سكان إسطنبول، مثل حي «بوابة الرمال» (بالتركية: Kumkapı) وحي ساماتيا الذي كان يسكنه عدد كبير من الأرمن الأرثوذكس، وحي «بلاط» ذو النسبة المرتفعة من اليهود، وحي «الفنار» الذي سكنه عدد من اليونان، وأيضًا بعض الأحياء في ناحتيّ «المرمى» و«بأي أوغلو» حيث سكن عدد كبير من الشوام اللاتين. أما الآن فإن قليلاً من هؤلاء السكان بقي في تلك المناطق، إذ أن كثيرًا منهم هاجر إلى خارج تركيا أو نزح إلى نواح وأقاليم أخرى. وفي بعض الأحياء، مثل حي «كوزگونسوك» يمكن رؤية كنيسة للأرمن الأرثوذكس إلى جانب كنيس، وفي الجانب المقابل من الشارع يوجد كنيسة للروم الأرثوذكس إلى جانبها مسجد.
تضم جزر الأمراء وهي مجموعة من الجزر في بحر مرمرة تابعة لمحافظة إسطنبول، على مجتمعات مسيحية قديمة، تتكون من الطائفة اليونانية الأرثوذكسية والأرمنية والكاثوليكية. وتضم الجزر على عدد من الكنائس خصوصاً في جزيرة بيوك اضه وهيبيلي أطه وياسي أطه وسفري أطه، كما وتضم جزيرة هيبيلي أطه على مدرسة هالكي اللاهوتية التي بُنيت عام 1844، وكانت المدرسة اللاهوتية الرئيسية لبطريركية القسطنطينية المسكونية حتى عام 1971 عندما أغلقتها الحكومة التركيَّة. من القرن التاسع عشر إلى منتصف القرن العشرين، كانت جزيرة كينالي أطه ذات أغلبية أرمنية، مما جعلها موطناً لأكبر كثافة سكانيَّة للأرمن في إسطنبول، حيث كانت الجزيرة الملاذ الصيفي المفضل للطائفة الأرمنية. خلال موسم الصيف، ترتفع نسبة السكان الأرمن إلى حوالي 90% من سكان الجزيرة، وذلك بسبب امتلاكهم للمنازل الصيفية في الجزيرة. وكانت الجزيرة أيضاً ملاذاً صيفياً للبطاركة الأرمن في إسطنبول.

### طور عبدين

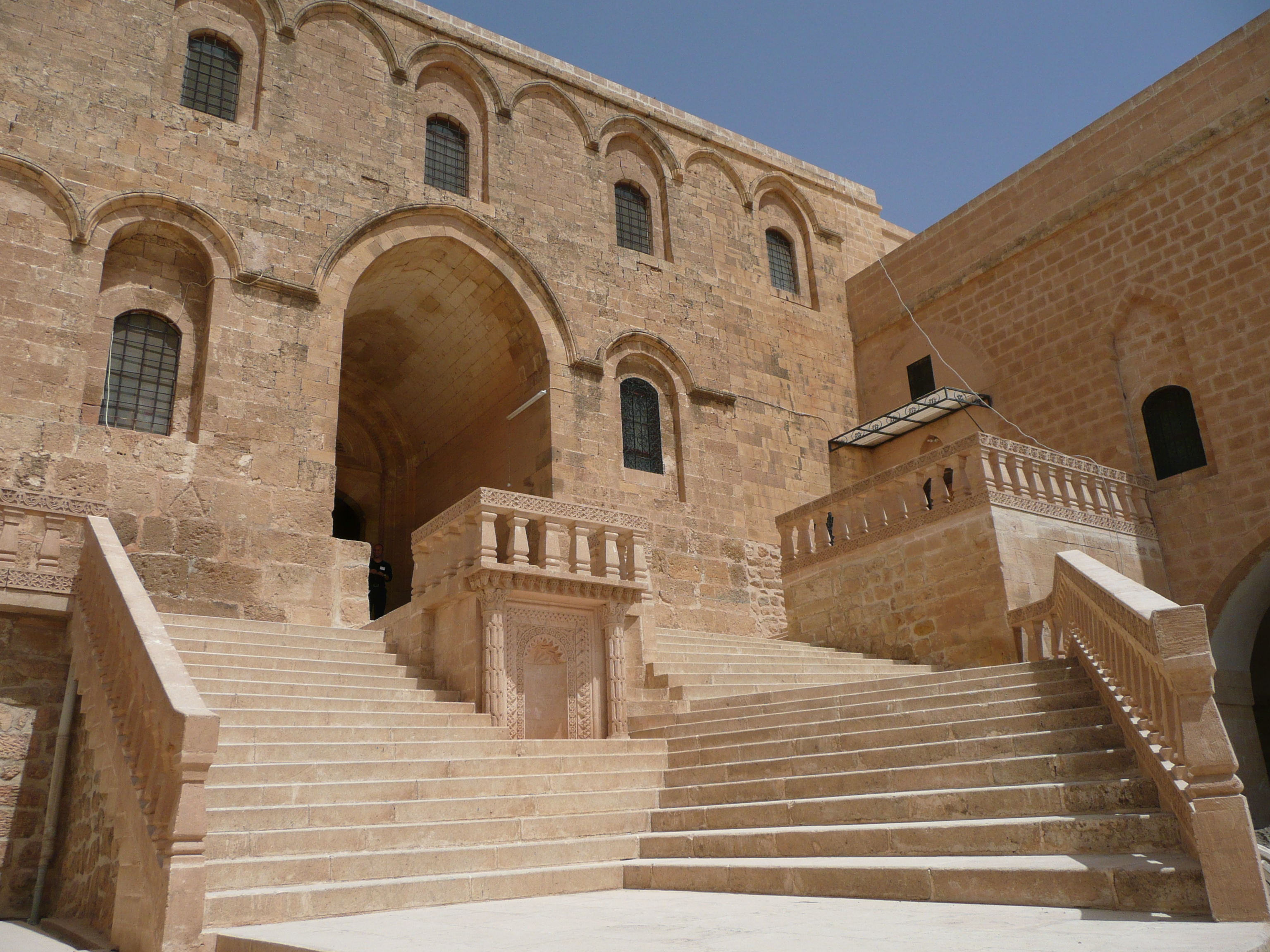
دير الزعفران في مدينة ماردين.

طور عبدين هي هضبة عالية في جنوب شرق تركيا يدمج بها النصف الشرقي من محافظة ماردين ومحافظة شرناق غرب نهر دجلة، عند الحدود مع سوريا. وللمنطقة أهمية عظيمة عند الكنيسة السريانية الأرثوذكسية، فقد كانت المنطقة مسرحا لحركة سريانية رهبانية وثقافية نشطة في منطقة شمال شرق سوريا. يكلم سكان طور عبدين من السريان اللغة الآرامية باللهجة المسماة طورويو. أكثر ما يميز منطقة طور عبدين هو انتشار الأديرة السريانية القديمة في ربوعها وأكثر المراكز السريانية الأرثوذكسية أهمية في طور عبدين دير مار حنانيا، ودير مار كبرئيل (بالسريانية: ܕܝܪܐ ܕܡܪܝ ܓܒܪܐܝܠ)، الذي بني عام 397 للميلاد وهو إذا أقدم الأديرة السريانية الأرثوذكسية، وهو مقر مطران طور عبدين وفي الدير يقيم عدد من الرهبان والراهبات في أماكن منفصلة ويوجد فيه أيضا بيت للضيوف وقسم لسكن الطلاب الذين يعيشون فيه لتلقي تعليمهم الديني وبشكل خاص اللغة السريانية. خلال فترة العصور الوسطى، أصبحت ماردين مركزًا أسقفيًا للكنيسة الأرمنية الأرثوذكسية، وكنيسة الأرمن الكاثوليك، وكنيسة المشرق الآشورية، والكنيسة السريانية الكاثوليكية والكنيسة الكلدانية الكاثوليكية، وكذلك معقل الكنيسة السريانية الأرثوذكسية، التي كان مقرها في دير الزعفران حيث أستمر الدير كمقر للكرسي البطريركي من عام 1034 إلى عام 1924.
عشية الحرب العالمية الأولى إحتوت المنطقة حوالي 500,000 سرياني، وفي خريف 1915 تمت مهاجمة قرى طور عابدين وقتل وتهجير السريان بها. شكل الآشوريين السريان عام 1975 حوالي 10% من التركيبة السكانية لمقاطعة ماردين البالغ عددها آنذاك 50,000 نسمة: ولم يتبق سوى 2,000 سرياني بحلول نهاية النزاع في عام 1999. وخلال عقد 1990 عقب المواجهات بين الجيش التركي والأكراد هاجر الآلاف من المسيحيين من منطقة طور عبدين وهي معقل تاريخي للكنيسة السريانية الأرثوذكسية، حيث تمركزت بطريركيتها إلى أن ارتفعت حدة التوترات مع الجمهورية التركية، ما دفعها إلى الانتقال إلى سوريا عام 1933. ونجا نحو 50,000 شخص من مذابح المسيحيين في الأناضول خلال الحرب العالمية الأولى، حيث لقي الشعب السرياني والأرمن المصير ذاته. أما حالياً، لم يبق في طور عبدين سوى 3,000 مسيحي سرياني، من الذين يتكلمون اللهجة المحلية من اللغة الآرامية، فضلاً عن العربية والتركية والكردية وذلك من أصل حوالي 50,000 سرياني يعيش في الجمهورية التركية. ويتركز الوجود السرياني في طور عبدين في كل من مدينة ماردين ومديات إلى جانب بعض القرى مثل يميشلي وايديل وسيلوبي وأنحِلْ وكفرو وغيرها، وتتبع الأغلبية الساحقة منهم مذهب الكنيسة السريانية الأرثوذكسية إلى جانب أقلية تتبع الكنيسة السريانية الكاثوليكية والكنيسة الكلدانية الكاثوليكية وكنيسة المشرق الآشورية. ويتمركز اليوم نحو 80 ألف سرياني من الذي كان يعيشون في طور عبدين في ألمانيا، إضافة إلى 60 ألف في السويد، و10 آلاف في كل من بلجيكا وسويسرا وهولندا، وفقاً لتقديرات الاتحاد السرياني الأوروبي. وأدّى فرار أعداد من المسيحيين السوريين بسبب الحرب الأهلية السورية إلى المنطقة خصوصاً من سريان سوريا إلى انتعاش المسيحية في المنطقة من جديد، وبالنسبة إلى الكثير من السريان السوريين، يمثّل ذلك رحلة عودة لهجرة أجدادهم من تركيا قبل نحو قرن عندماً أصبحت تركيا أرضاً معادية لملايين المسيحيين بفعل الحرب العالمية الأولى وما أعقبها من بناء الجمهورية التركية عقب انهيار الدولة العثمانية. في السنوات الأخيرة عادت عشرات الأسر السريانية من الشتات من ألمانيا والسويد وغيرها من الدول الأوروبية إلى القرى السريانية التقليدية في طور عبدين.

### ديار بكر

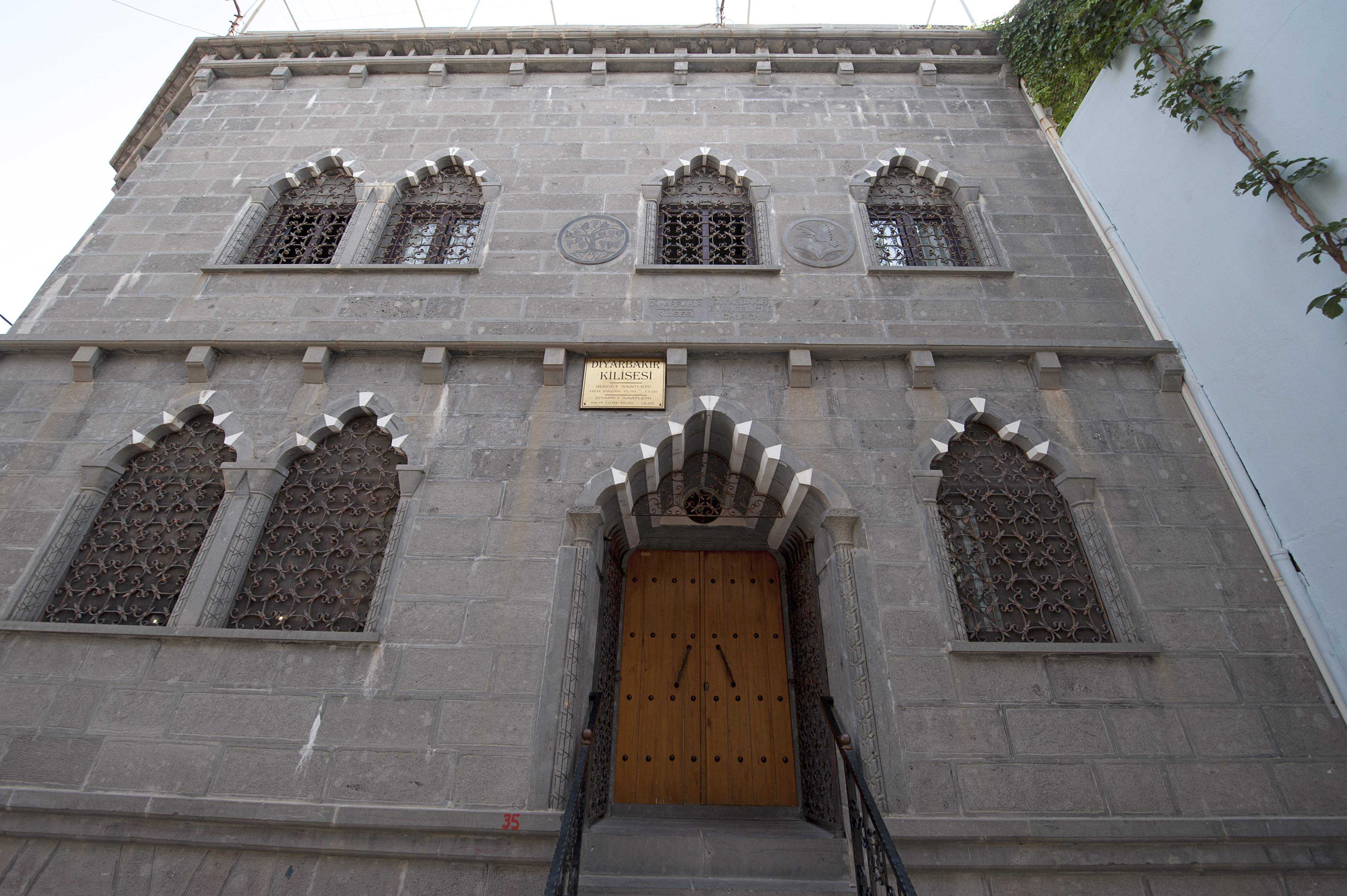
الكنيسة السريانية الإنجيلية في مدينة ديار بكر.

مدينة ديار بكر هي أكبر مدينة في جنوب شرق تركيا وهي العاصمة الإدارية لمحافظة تحمل نفس الاسم تقع على ضفاف نهر دجلة، على موقع مدينة أميدا الأثرية. سيطرت المسيحيَّة السريانيَّة في المنطقة بين القرنين الأول والرابع الميلادي، وخاصةً بين الآشوريين في المدينة. أقدم ذكر موثق لأسقفية أميدا كان من خلال شمعون من كنيسة الشرق الأشورية، والذي شارك في مجمع نيقية الأول في عام 325، نيابة عن الآشوريين. وشارك ماراس في مجمع القسطنطينية الأول في عام 381. في القرن التالي، تمت الإشارة إلى أن أكاكيوس قديس آميدا قد باع أوعية الكنيسة الذهبية والفضية للحصول على فدية ومساعدة أسرى الحرب الفارسية. في مرحلة ما، أصبحت أميدا كرسي أسقفي للمسيحيين الأرمن. كان الأساقفة في عام 1650 وعام 1681 في اتصال مع الكرسي الرسولي، وضمت الأبرشية على حوالي 5,000 كاثوليكي أرمني في عام 1903، لكنها فقدت معظم أتباعها خلال الإبادة الجماعية للأرمن. آخر أسقف أرمني كاثوليكي، أندرياس إلياس سيلبيان، قُتل مع حوالي 600 من أتباع الكنيسة في صيف عام 1915.
أُنشئت أبرشية للأعضاء المحليين في الكنيسة السريانية الكاثوليكية في عام 1862. وأنتُخب اغناطيوس فيليب الأول أركوس، الذي كان أسقفها الأول، بطريركًا في عام 1866، واحتفظ بحكم كرسي أميدا من خلال منصب النائب البطريركي. تم توحيد الأبرشية مع ماردين في عام 1888. وضع الاضطهاد في تركيا خلال الحرب العالمية الأولى حداً لوجود الكرسي الأسقفي في المدينة. في عام 1895، تم ذبح ما يقدر بنحو 25,000 من الأرمن والآشوريين في ولاية ديار بكر، بما في ذلك المدينة. وفي مطلع القرن التاسع عشر، كان السكان المسيحيون في المدينة مكونين بشكل أساسي من الأرمن والمسيحيين السريان الأرثوذكس. كانت المدينة أيضاً موقعاً لعمليات التطهير العرقي ضد الأرمن والآشوريين في عام 1915؛ حيث تم ترحيل ما يقرب من 150,000 منهم من المدينة. ومع ذلك، في عام 1966 تم إحياء الكنيسة الكلدانية الكاثوليكية والتي يشمل نفوذها الأتراك الكلدان الكاثوليك في ديار بكر. يتكون المجتمع المسيحي في المدينة بشكل أساسي من الأرمن والآشوريين. ويعود الوجود الآشوري إلى العصور القديمة، في حين كان الأرمن يسكنون المدينة منذ القرن الثامن. ويتبع المجتمع المسيحي في المدينة الكنيسة السريانية الأرثوذكسية والكنيسة السريانية الكاثوليكية والكنيسة الكلدانية الكاثوليكية وكنيسة المشرق الآشورية والكنيسة الرسولية الأرمنية، وتضم المدينة على عدد من الكنائس المسيحيَّة.

## الثقافة

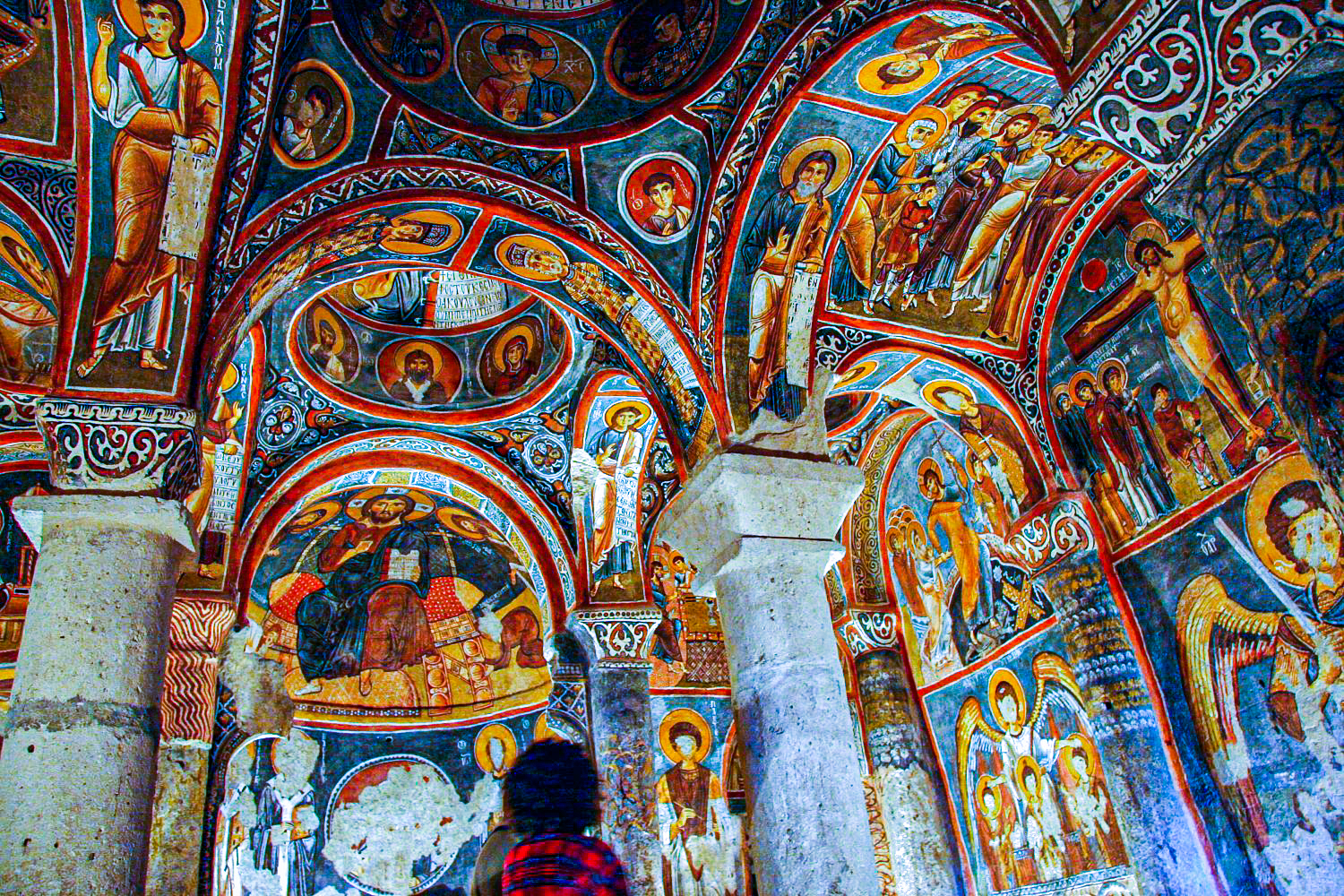
الكنيسة المُظلمة في غوريم.

تُمثل المسيحية في تركيا جزءاً من فسيفساء الثقافة المتنوعة في البلاد؛ حيث يوجد هناك أقدم الآثار المسيحية إضافة إلى الليتورجيا والتراتيل التي انتشرت منذ القرن الثاني الميلادي في جميع أنحاء البلاد. وللمسيحيَّة تاريخٌ طويل وحافل في الأناضول وتراقيا، وهي منتشرة بطُقوسها السريانيّة والبيزنطيّة والأرمنيّة، وخرج منها الكثير من الفلسفات والنصوص الليتورجية وآباء الكنيسة والشهداء والقديسين فضلًا عن الملافنة، حيث تُعتبر تركيا الحاليّة مسقط رأس العديد من الرسل والقديسين المسيحيين، مثل بولس الطرسوسي، وتيموثاوس، والقديس نقولا، وبوليكاربوس من سميرنا، ويوحنا ذهبي الفم والآباء الكبادوكيين وغيرهم من الشخصيات المسيحيّة البارزة. تعتبر البلاد مركزًا للعديد من المواقع المسيحيّة التاريخيّة والتراثيّة منها بطريركية القسطنطينية المسكونية وبطريركية أنطاكية تاريخيًا، حيث كانت القسطنطينية (إسطنبول الحديثة) وأنطاكية من مراكز المسيحية الخمسة جنباً إلى جنب روما والإسكندرية والقدس. وكانت القسطنطينية لفترة طويلة موطنًا لأكبر كاتدرائية في العالم، آيا صوفيا.
أصبحت المسيحية في عام 380 الديانة الرسمية للإمبراطورية الرومانية، وفي عام 330 قام الإمبراطور قُسْطَنْطِينُ العَظِيمُ بنقل العاصمة من روما إلى القسطنطينية، والتي أصبحت مركز المسيحية الشرقية ومركز حضاري عالمي، فأضحت أعظم مدن العالم في ذلك العصر. نشأت على الأراضي التركيَّة الحديثة حضارة مسيحية بيزنطيَّة متقدمة، وأصبحت كنيسة القسطنطينية، بين القرنين السادس والحادي عشر، المركز الأغنى والأكثر تأثيراً في العالم المسيحي. وعلى مدار ألفيتها كانت القسطنطينية أكبر مدن العالم وأجملها وأكثرها تقدماً، ومستودع تماثيل ومخطوطات الماضي الكلاسيكي، والمركز العصبي للمسيحية الشرقية، وحاضرة العلوم والفنون. ولعبت العلوم البيزنطية دوراً هاماً في نقل المعارف الكلاسيكية للعالم الإسلامي، وإلى عصر النهضة في إيطاليا، وأيضاً في نقل العلوم العربية إلى عصر النهضة في إيطاليا. ولا يزال الإرث الليتورجي والأدبي والمعماري والثقافي البيزنطي ظاهراً وحيّاً في دول أوروبا الشرقيَّة والبلقان.

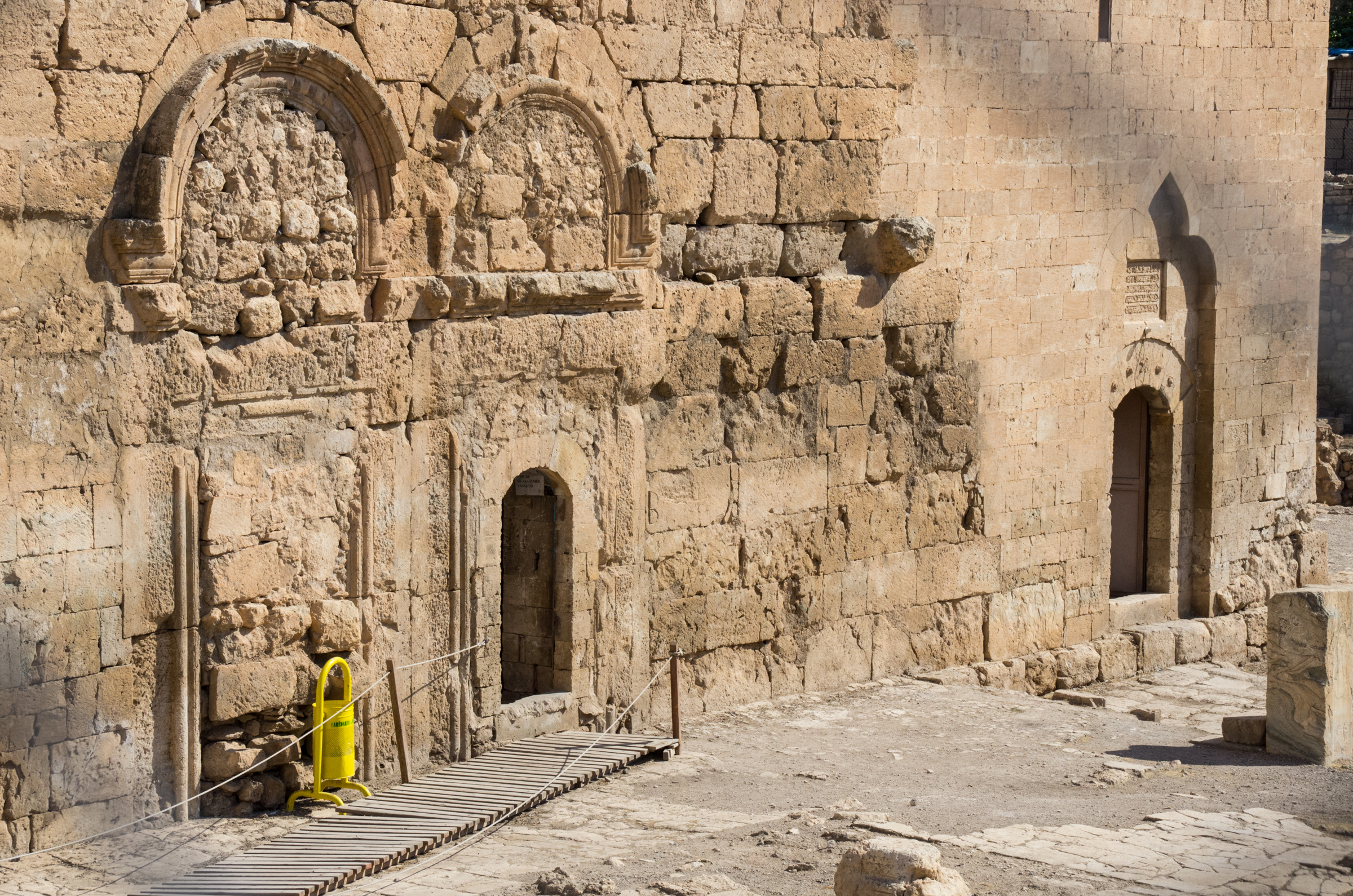
كنيسة القديس يعقوب في مدينة نصيبين.

بلغت المسيحية السريانية عصرها الذهبي في القرن الرابع والخامس في الجزيرة الفراتية بظهور ملافنة مثل أفرام السرياني ونرساي وغيرهم، واعتبرت المدارس السريانية في الرها ونصيبين من أهم المراكز التعليمية في تلك الفترة، حتى توصف مدرسة نصيبين أحيانا بأنها أقدم جامعة في التاريخ. كما تُرجمَ الإنجيل والتناخ إلى السريانية بالنسخة المعروفة بالبشيطتا والتي تعد من أقدم النسخ المحفوظة للإنجيل، وكتبت العديد من التفاسير وكتب الألحان مثل بيث كازو والذي لا يزال يستعمل حتى اليوم في الكنائس السريانية الغربية. نشأت في منطقة الأناضول الشرقية حضارة مسيحية أرمنيَّة متقدمة، فمن عام 732 إلى عام 748، أصبحت آني عاصمة لمملكة باغراتيد الأرمنية التي شملت أرمينيا وشرق تركيا، ونمت لتصبح مركزًا اقتصاديًا وثقافيًا مزدهرًا. وكانت المدينة تقف على مُفترق طرق تجارية وتحفل بالكنائس والقصور والحصون التي تعتبر بين الأفضل في وقتها من حيث القيمة الفنية والتقنيات المُستخدمة في بنائها، ولُقبت مدينة آني بالقاب عديدة تدل على عظمتها منها مدينة الألف كنيسة وكنيسة ومدينة الأربعين بوابة.
لا توجد اختلافات ثقافيّة كبرى بين المسيحيين في تركيا والمحيط التركي العام، بعض الاختلافات تنشأ من الفروق الإثنية أو الدينية، ففي المناسبات الاجتماعية التي يكون المشاركون فيها من مسيحيين غالبًا ما تقدم مشروبات كحولية على خلاف ما هو سائد لدى أغلب المجتمعات التركية المتدينة لكون الشريعة الإسلامية تحرّم مثل هذه المشروبات. المسيحيون في تركيا، يختنون ذكورهم في الغالب كالمسلمين رغم أن شريعة الختان قد أُسقطت في العهد الجديد أي أن مختلف الكنائس لا تلزم أتباعها بها. يجيد المسيحيون في تركيا التحدث بطلاقة لعدد من اللغات اللغة التركية، واللغة الأرمنية واللغة اليونانية واللغة العربية، وتتحدث معظم المجتمعات المسيحية المختلفة في تركيا حالياً باللغة التركية كلغة أم. ويملك المجتمع المسيحي التركي شبكة من المدارس وثلاثة مستشفيات (مستشفى المخلص الأرمني ومستشفى سورب آغوب ومستشفى باليكلي اليوناني) كما يملك الأرمن ثلاثة صحف في اللغة الأرمنية والتركية، ويملك المجتمع اليوناني جريدة يومية تدعى أبوييفماتيني.

### الطقوس الدينية

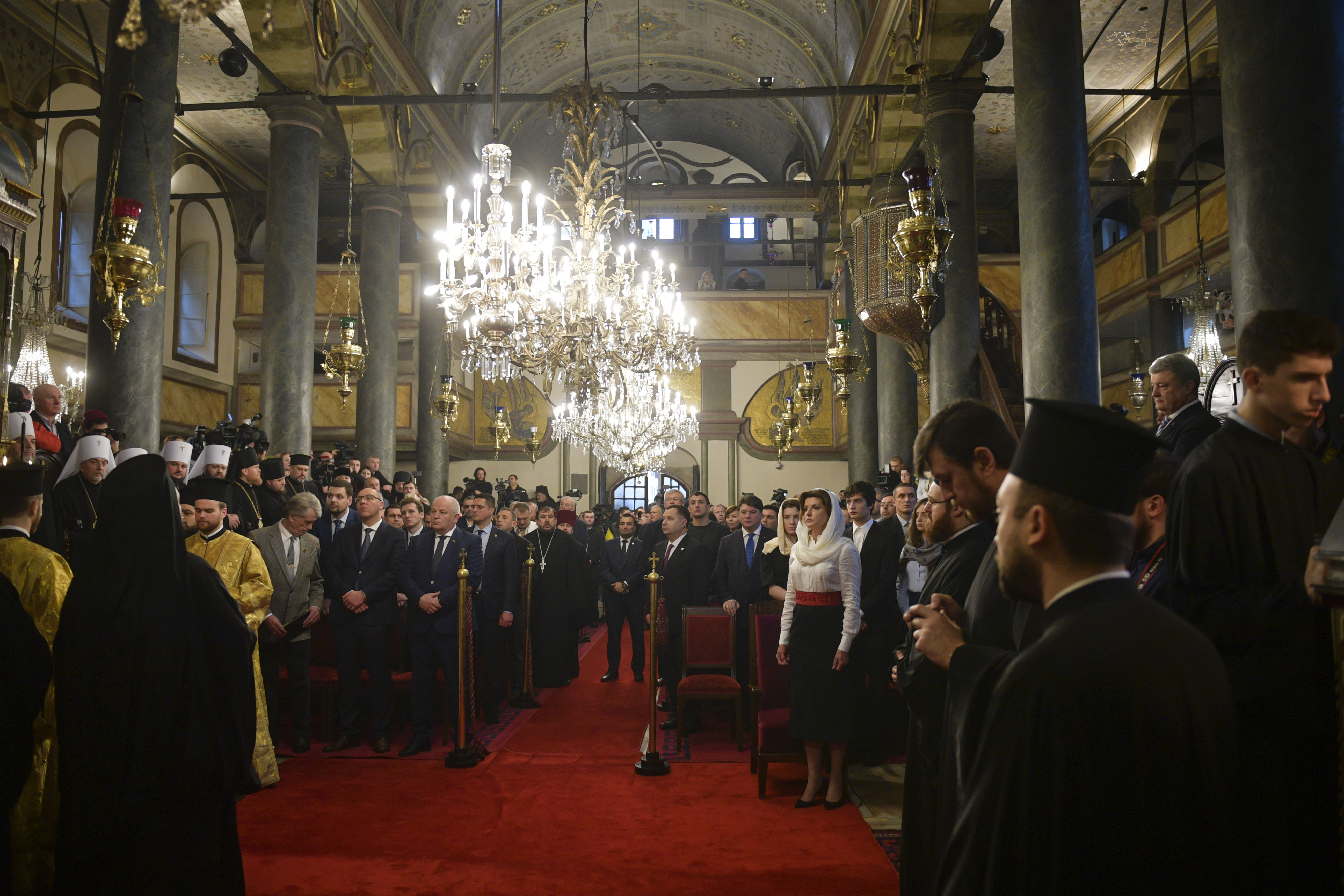
مسيحيون يؤدون الصلوات في كنيسة القديس جاورجيوس في إسطنبول.

تطور الطقس البيزنطي وشعائره خلال القرن الثالث في البلاط البيزنطي في مدينة القسطنطينية، وهو الآن ثاني الطقوس الأكثر استخدامًا في العالم المسيحي بعد الطقس الروماني الكاثوليكي. الطقس البيزنطي هو مجموعة واسعة من الممارسات الثقافية والليتورجية والقانونية التي تطورت في الكنيسة الأرثوذكسية الشرقية المتمركزة في القسطنطينية. الطقوس في شكلها الحالي هي نتاج توليفة ثقافية طويلة تطورت في السنوات التي تلت حرب الأيقونات البيزنطية في القرنين الثامن والتاسع لليتورجية باسيليوس قيصرية ويوحنا ذهبي الفم، حيث لعبت الأديرة المركبة واتصالاتها الثقافية بالأراضي المقدسة دوراً حاسماً في تطويرها. من القرن التاسع إلى القرن الرابع عشر، كان للطقس الفلسطيني تأثير مهيمن على الشعائر في القسطنطينية، وقد أطلق على الطقس اسم «هجين» والذي جمع بين طقوس كاتدرائية القسطنطينية، والشعيرة الفلسطينية في القدس ولدير مار سابا بالقرب من القدس. كانت التطورات اللاحقة مرتبطة عادة بالأديرة في القسطنطينية وجبل آثوس. وتمت رعاية أديرة جبل آثوس من قبل البلاط الإمبراطوري البيزنطي، والتي شكلت قوانينها نواة المجتمعات الرهبانية المبكرة في بلغاريا وخقانات روس. في الفترة الحديثة المبكرة، تلقت تقاليد الطقس البيزنطي مزيداً من التفصيل والتي كانت روافدها قادمة من التقاليد الصوفية المسيحية والإسلامية التي رُسّخت في البلاط العثماني.
نشأ الطقس الأنطاكي في حدود بطريركية أنطاكية، وهو مجموعة واسعة من الممارسات الثقافية والليتورجية والقانونية التي تطورت في الكنيسة المسيحية المتمركزة في مدينة أنطاكية التاريخيَّة. لقد نشأت الطقوس المسيحيّة الأولى في أورشليم والتي دعيت أم الكنائس وسرعان ما نشأت عواصم أخرى للطقوس المسيحية، مثل أنطاكية حيث دعي المسيحيين بهذا الاسم للمرة الأولى والرها وهي أول بلاد اعتنقت المسيحية ومركز سرياني وثقافي كبير، ظلت محافظة على جذورها السريانية على عكس أنطاكية التي تأثرت بالطقوس الأورشليمية، ولذلك يعمد اللاهوتيون والمؤرخون إلى تقسيم الطقوس المسيحية الشرقية إلى عائلتين كبيرتين، الطقس الأول وهو الطقس الأورشليمي - الأنطاكي والثاني هو الطقس الرهّاوي، وفي وقت لاحق اعتبر نهر الفرات أصلاً لتلك القسمة فدعي الطقس الأنطاكي - الأورشليمي بالطقس الغربي في حين دعي الطقس الرهاوّي بالطقس الشرقي. وتشمل شعائر الطقس الأنطاكي ليتورجيا يعقوب البار.

### الفن

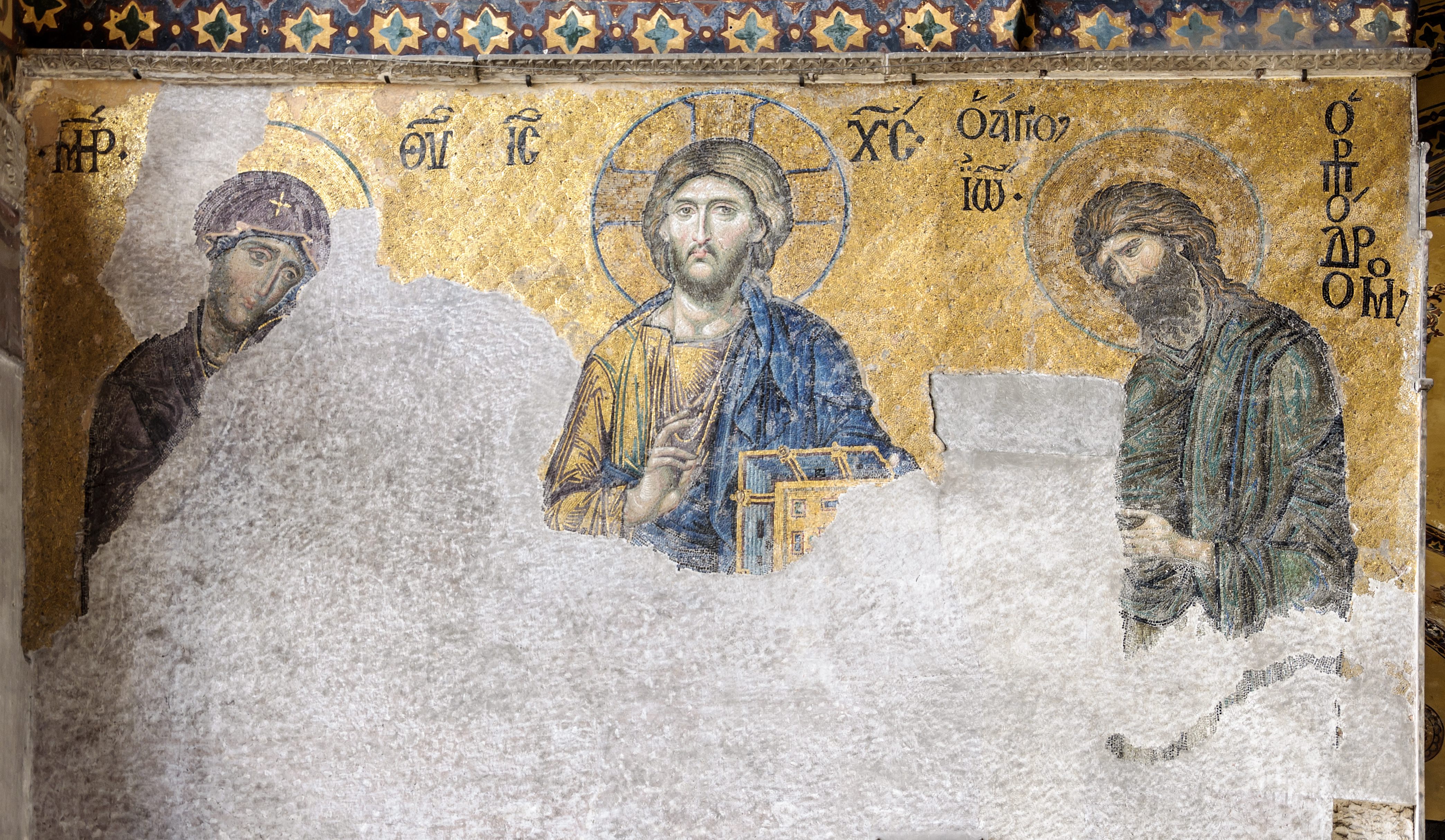
فسيفساء تصور يسوع ومريم العذراء ويوحنا المعمدان في آيا صوفيا.

ينتشر الفن البيزنطي في اليونان وقبرص وصربيا وبلغاريا ورومانيا وروسيا وغيرها من الدول ذات الأغلبية الأرثوكسية الشرقيَّة إلى جانب جمهورية البندقية سابقاً. يعتبر هذا النوع من الفن توليفة لمجموعة المنتجات الفنية اليونانية المسيحية للإمبراطورية الرومانية الشرقية، بالإضافة إلى الدول ذات الإستمرارية الثفافيَّة للإمبراطورية البيزنطيَّة. نشأ الفن البيزنطي وتطور من الثقافة اليونانية المسيحية للإمبراطورية الرومانية الشرقية؛ عُبّرَ عن المحتوى لكل من المسيحية والأساطير اليونانية الكلاسيكية بشكل فني من خلال الأنماط الهلنستية والأيقونات. كان موضوع الفن البيزنطي دينياً وإمبراطورياً في المقام الأول: حيث غالبًا ما يتم الجمع بين الموضوعين، كما هو الحال في صور الأباطرة البيزنطيين التي زينت الجزء الداخلي لكنيسة آيا صوفيا في القسطنطينية في القرن السادس. توصف المدرسة البيزنطيَّة بأنها مدرسة مهمة لرسم الأيقونات، ويعود ذلك إلى تقليد رسم الأيقونات الذي نشأ في القسطنطينية. انتشرت في العصر الكومنياني (1081-1185) عادة تكريم الأيقونة في العالم البيزنطي والذي رافقه تطور المدرسة الكومينيَّة، ويرجع ذلك جزئياً إلى ندرة المواد الأكثر ثراءً (مثل الفسيفساء والعاج والمينا المزجج)، ولكن أيضًا بسبب إدخال الحاجز الأيقوني في الممارسة الكنسية، وَاتَّصفت أَيقُوناتهَا بالوجه الصَّارم وَالأَنف المُحدَّب القَويّ والعيون اللوزيَّة السوداء، وكانت قد تأَثَّرت بالنحت اليونانيِّ القديم في تصويرها لهيئات الملائكة والقديسين. في أواخر العصر الكومنياني، خفت هذه الشدة، ودخلت الروحانية والعاطفة، والتي كان يتم تجنبها سابقاً، في رسم الأيقونات. خلال القرن الثالث عشر إلى القرن الرابع عشر نشأت المدرسة الباليوغوسيَّة في فترة حكم أسرة باليولوج، التي بدأت عام 1261. واتصَفت أَيقوناتها بوجوه شخصيَاتها التي تمتلكُ صفَات فرديَة، وشخصيَّة تظهر كأَنها هيئات حقيقية مليئةٌ بالحياة وَالتعبير واللُّطف، ووصل الفن الباليولوجي إلى ذروته في الفسيفساء مثل تلك الموجودة في كنيسة خورا.
استعادت أَنطاكيَّة التصوير الديني إِلى بطريركيَتها في القرن السَّابع عشر الميلادي، وتبدو خصائص الفن الأنطاكي جليَّة بحفاظه على الموروث البيزنطيّ الذي أَضْفَى عليه طابعا أَنطَاكيًّا تَمَيَّزَ بالخلفيَّات الذَّهبيَّة للهالات المحِيطةِ بالرؤوسِ المنقوشَة وَالمزخرفة، كما امتاز برسمِ العيون اللوزية الكبيرة ذَات الأَهدابِ الوَاضحَة والتي تَعْلُوْهَا حواجبٌ مُقَوَّسة وَتمتد أَسفلَها أُنوْف مستقيْمَة، مَا أَسبَغ على الوجوه لطافةُ المؤثرَات الكرِيْتِيَّةِ على حساب صرامَة ملامحِ الوجوه البيْزَنْطِيَّة. كما تجلَّت الإِضَافَاتُ الأَنْطاكيَّةُ أَيضًا في ثياب الشُّخُوص للْأَيْقُونَة المزركشة التي تحاكي الذوق الشَّرقي الذي تَعكسُه صِنَاعَةُ البروكار فِي حَوَاضِرِ بلَادِ الشَّامْ.

### العمارة

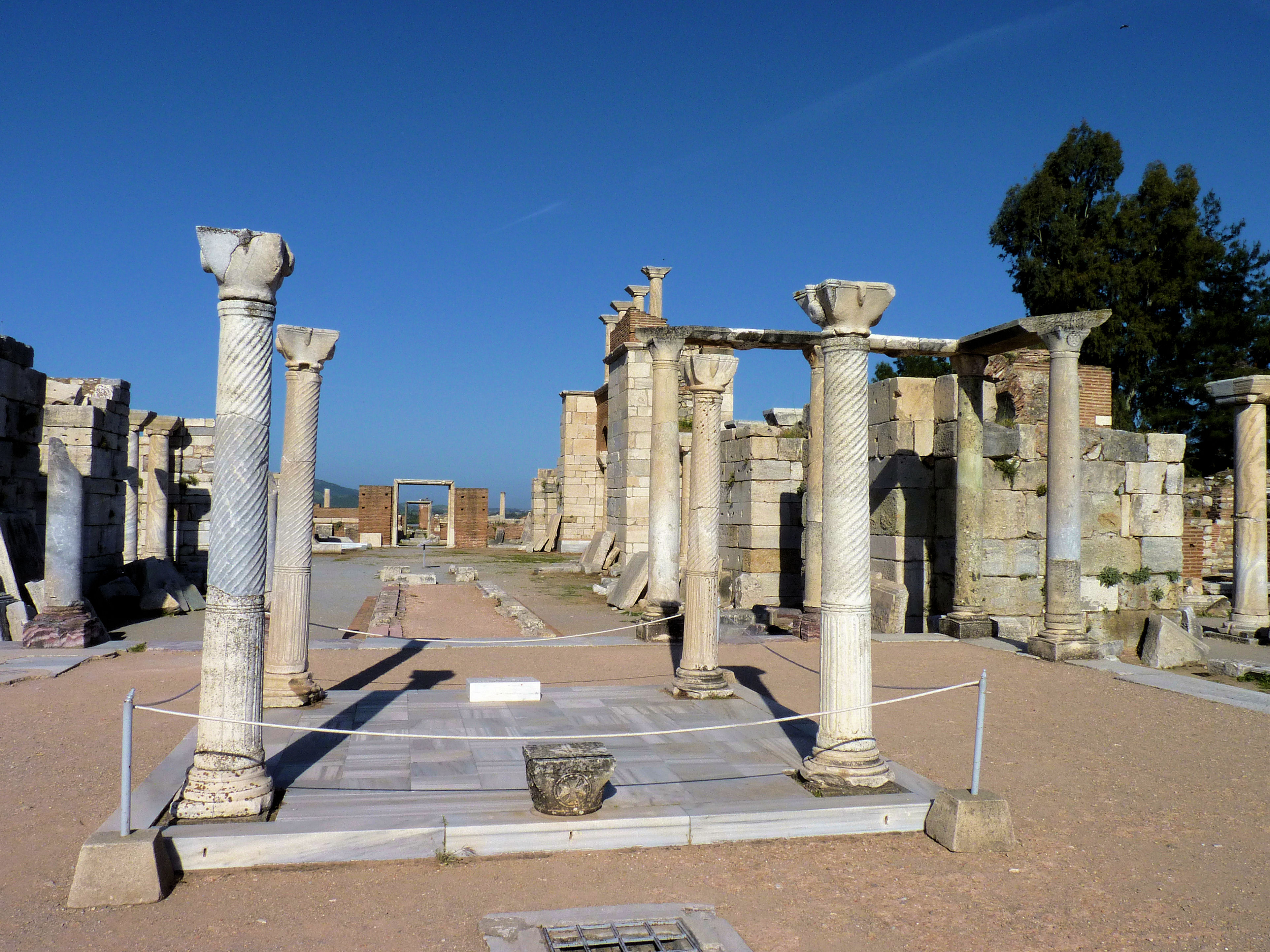
آثار كاتدرائية القديس يوحنا في أفسس.

تُعرَّف العمارة البيزنطية على أنَّها الفنَّ المعماري الذي تركته الحضارة البيزنطية القديمة، وهي الفن المعماري الذي ظهر في الإمبراطورية الرومانية الشرقية التي نشأت بعد انتقال العاصمة الرومانية من روما إلى مدينة القسطنطينية على يد الإمبراطور قسطنطين عام 324، ولم تكن العمارة البيزنطية مختلفة عن العمارة الرومانية اختلافًا كبيرًا، ولعلَّ الاختلاف الأبرز في العمارة بين الإمبراطوريَتَيْن هو أنَّ الإمبراطورية الغربية الرومانية استخدمت نظام المباني البازيليكية في الكنائس، بينما استخدمتِ الإمبراطورية الشرقية نظام القباب الذي اشتهر في الإمبراطورية البيزنطية بسبب تأثرها بالعمارة الشرقية؛ فنظام القباب هذا كان مستخدمًا في الحضارة الفارسية وعند عدد من الممالك في الشرق، وتُمثِّل القسطنطينية اليوم شاهداً على هذه العمارة، ومن أبرز مآثرها آيا صوفيا التي تجمع أبرز معالم العمارة البيزنطية، وكنيسة الرسل المقدسة، وكنيسة خورا وآيا إيرين. ويُشير المؤرخون إلى أنَّ صرح آيا صوفيا الحالي يرى الناظر له بجلاء الخطوط الأساسية لفن العمارة البيزنطية المبكرة وكذلك تقاليد العمارة الرومانية بالإضافة للبصمة المسيحية الشرقية والفن المسيحي الشرقي. ولأكثر من 900 عام، كانت آيا صوفيا أهم مبنى في العالم المسيحي الشرقي: مقر البطريرك الأرثوذكسي، نظيراً للبابا الروماني الكاثوليكي، وكذلك الكنيسة المركزية للأباطرة البيزنطيين، ويقول المؤرخ روجر كراولي عن آيا صوفيا «لخصت كل ما كان عليه الدين الأرثوذكسي.. بالنسبة لليونانيين، كانت ترمز إلى مركز عالمهم. كان هيكلها ذاته صورة مصغرة عن السماء، واستعارةً للأسرار الإلهية للمسيحية الأرثوذكسية». وقال أيضًا «كانت آيا صوفيا هي الكنيسة الأم، فهي ترمز إلى أبدية القسطنطينية والإمبراطورية». وأصبحت آيا صوفيا الجديدة، بمصلياتها ومزاراتها العديدة، والقبة المثمنة والمذهبة، والفسيفساء، مركزًا وصرحًا تاريخيًا للأرثوذكسية الشرقية في القسطنطينية. كانت آيا صوفيا مقر بطريركية القسطنطينية المسكونية وكانت تتم فيها الاحتفالات الرئيسيَّة في حياة الإمبراطورية البيزنطية، مثل تتويج الأباطرة البيزنطيين. وتعد الكنائس الأرمنية في المرتفعات الأرمنية والتي تعود إلى العصور الوسطى أفضل إنجاز للعمارة الأرمنية.

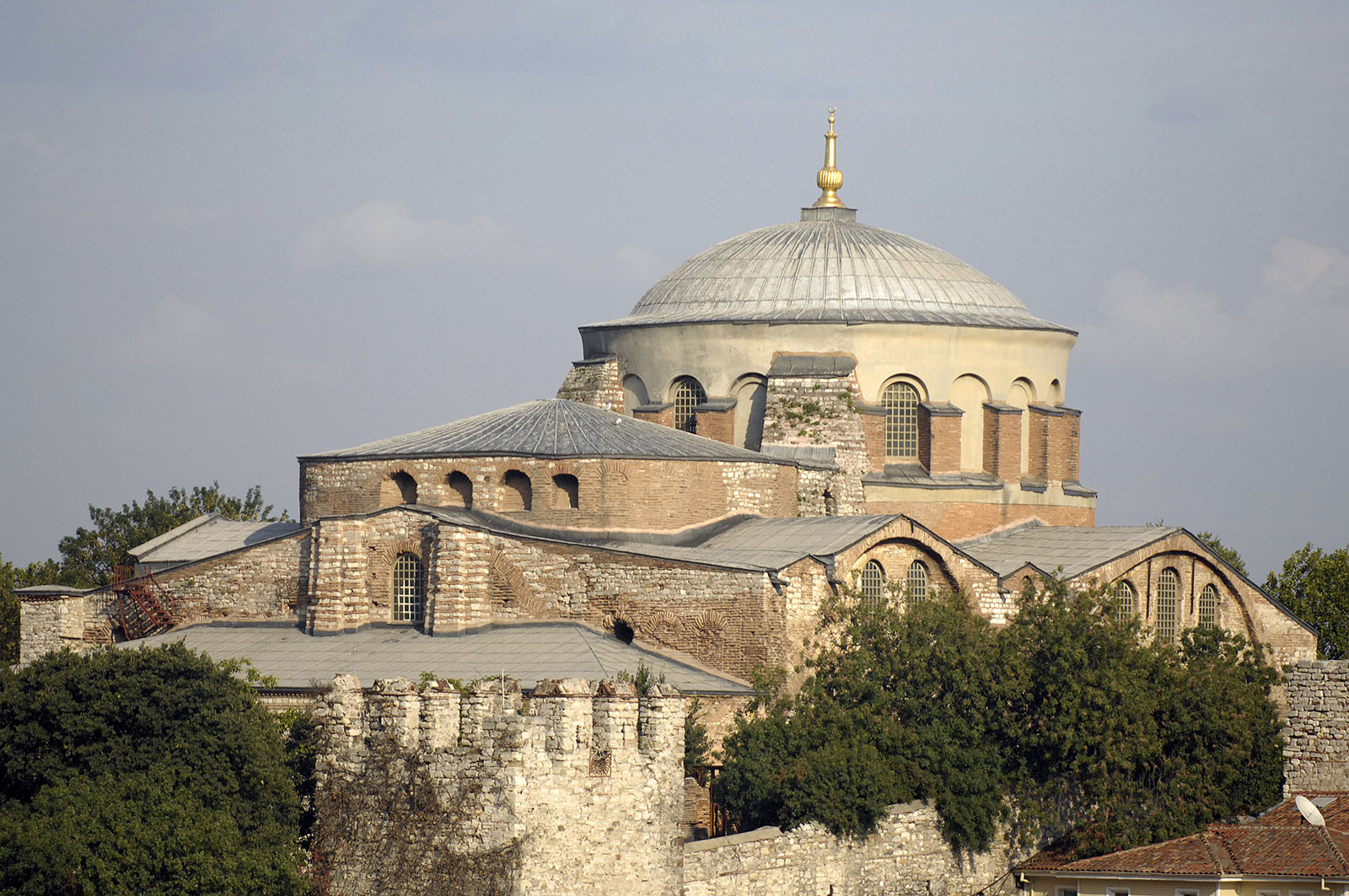
آيا إيرين في إسطنبول.

تورد الموسوعة البريطانية في مقالتها عن سقوط القسطنطينية أنه على الرغم من أن السلطان محمد الفاتح حاول منع حدوث نهب كامل للمدينة، إلا أنه سمح بفترة أولية من النهب شهدت تدمير العديد من الكنائس الأرثوذكسية. ويُشير مؤرخون غربيون أنه عند دخول القوات العثمانية المدينة كمنتصرين، واستناداً لتقارير لشهود عيان على الحدث مثل نقولا باربارو وليونارد من خيوس والمؤرخ دوكاس والمؤرخ مايكل كريتوبولوس وجورج سفرانتز وغيرهم، قام الأتراك بـ «ذبح أعداد كبيرة من المسيحيين» في المدينة في حين أن البعض الآخر من المسيحيين قُيِّدوا بالسلاسل وبيعوا كعبيد، وعندما أصبحت معظم القسطنطينية آمنة، سار الفاتح عبر شوارع المدينة إلى كاتدرائية آيا صوفيا، والتي كانت الأكبر في العالم المسيحي، وحولها إلى مسجد آيا صوفيا. توقف للصلاة ثم طالب بوقف عمليات النهب على الفور. ويشير المؤرخ أحمد بن يوسف القرماني الشاهد على عصر محمد الفاتح أن محمد الفاتح أمر بتحويل الكاتدرائية إلى مسجد ولم يشتريها، وذكر هذا في كتابه أخبار الدول وآثار الأول في التاريخ. وتؤيد الغالبية العظمى من المؤرخين هذا الكلام وتتفق على أنَّ السلطان لم يشترِ المبنى، بل حولها لمسجد بناءاً على اعتبار أنه الآمر الناهي وحامل لقب قيصر الروم وصاحب السيادة الكاملة وباعتبارها رمزاً سياسياً للإمبراطورية البيزنطية. ويشير المؤرخون إلى أنَّ سند الطابو ليس فعلياً سند شراء، فالسلطان محمد الفاتح أوقف المكان في وقفيته باعتباره قيصراً للروم وصاحباً للسيادة للسلطة العليا في الدولة العثمانية وبالتالي صاحب الحق المطلق في التصرف بممتلكات الدولة حسب المعمول به في ذلك الزمان. كما يضيف المؤرخون إلى الكنيسة الأرثوذكسية دينياً لم تكن تُجيز على مر التاريخ لأحدٍ بيع وشراء المواقع والمباني ذات الصبغة الدينية، وبالتالي فإنَّ فكرة بيع آيا صوفيا تُعتبر خارج الحسابات من الناحية الدينية لدى الكنائس الأرثوذكسيَّة.

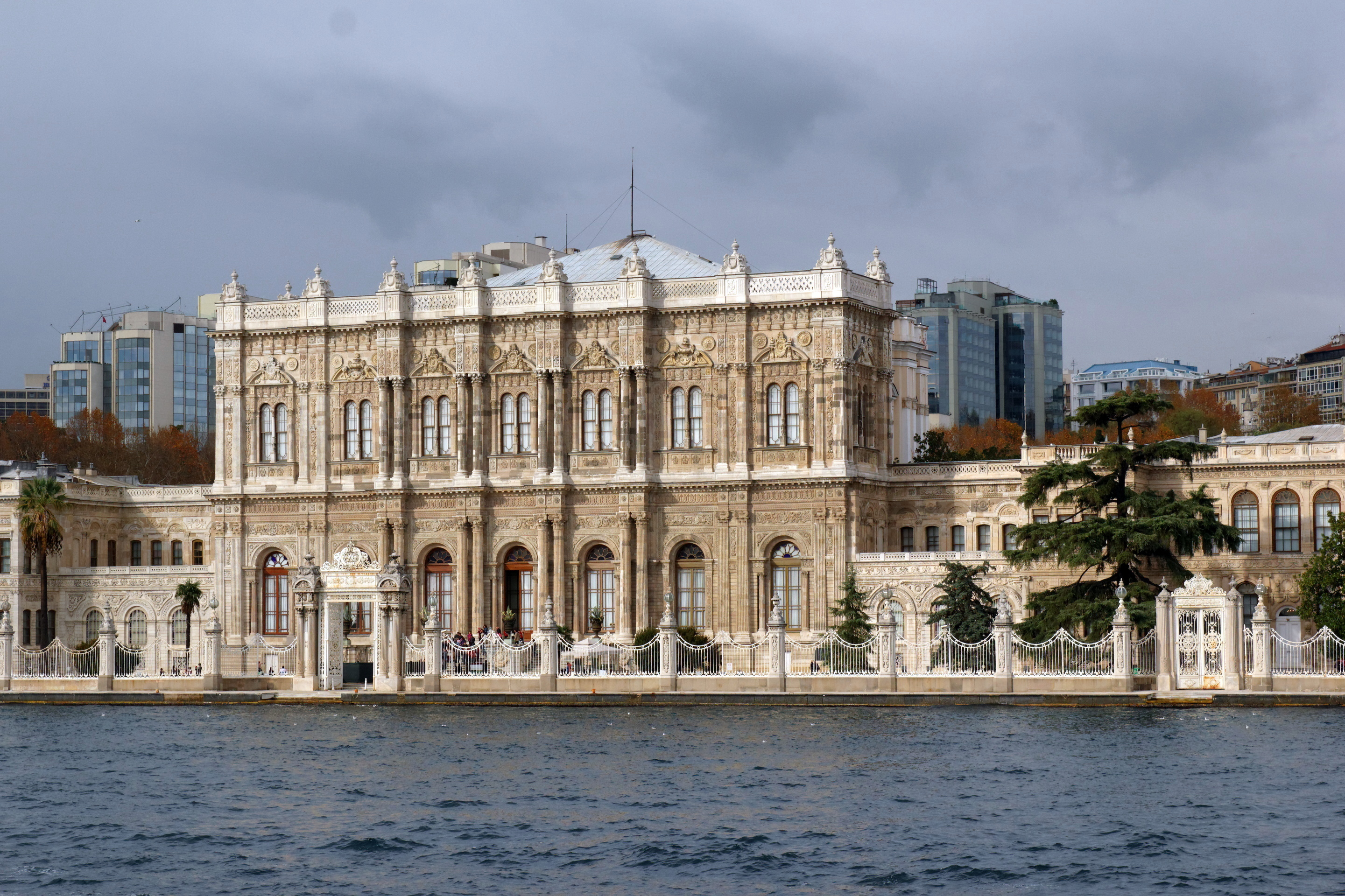
قصر طولمة باغجة: من تصميم عائلة باليان الأرمنية المسيحيَّة.

عُني العثمانيون بالناحية العمرانية عناية واضحة، فأقاموا شبكة واسعة من الطرق والجسور في طول الدولة وعرضها مستعينين على ذلك بمهرة الصنّاع البيزنطيين البلغار المسيحيين ويعتبر المهندس العثماني الشهير «سنان آغا» أعظم المهندسين العثمانيين على الإطلاق، وهو من أصول مسيحيَّة، فقد أنشأ، بالإضافة إلى مسجد السلطان سليمان القانوني، عشرات المساجد الأخرى منها مسجد السلطان سليم الثاني، أو مسجد سليمية، وخمسًا وخمسين مدرسة، وسبعة عشر مطعمًا عموميًا، وثلاثة مستشفيات، وسبعة جسور، وثلاثة وثلاثين قصرًا، وثمانية عشر خانًا، وخمسة متاحف. خلال القرن التاسع عشر تحسنت أوضاع الملّة الأرمنيّة الأرثوذكسيّة لتُصبح أكثر طوائف الدولة العثمانية تنظيمًا وثراءً وتعليمًا، وعاشت النخبة من الأرمن في عاصمة الإمبراطورية العثمانية حيث تميزوا بالغناء الفاحش وعلى وجه الخصوص العائلات الكبيرة المعروفة آنذاك كعائلة دوزيان وباليان ودادايان حيث كان لهم نفوذ اقتصادي كبير في الدولة. وأشرفت أسرة باليان الأرمنيَّة المسيحيَّة على تصميم وبناء العديد من المباني الرئيسية في الدولة العثمانية، بما في ذلك القصور (مثل قصر بكلربكي وقصر طولمة باغجة وقصر يلدز) والقناق والأكشاك والمساجد والكنائس والمباني العامة المختلفة. كما وكان للشوام المشرقيين دور مؤثر في تطوير العمارة في الدولة العثمانية؛ وترك الكاثوليك المشرقيين العديد من القصور والمنازل الفخمة والمآثر العمرانيَّة في مدينة إزمير.
خلال الإبادة الجماعية للأرمن والسريان واليونانيين كان هناك تدمير متعمد للتراث الثقافي والدينيّ والتاريخيّ والطائفيّ للأرمن وللسريان واليونانيين. دُمّرَت الكنائس والأديرة الأرمنية والسريانيَّة في حين تحول بعضها إلى مساجد ودمرت المقابر الأرمنية والسريانيَّة واليونانيَّة، في العديد من المدن منها على سبيل المثال فان، حيث هدمت الأحياء السكنية الأرمنية بالكامل. في عام 1914 كان هناك 2,538 كنيسة ودير أرمني على كامل تراب الدولة العثمانية، لم يتبقى منها حاليًا سوى 34 كنيسة ودير أرمني. وفي عام 1914 إمتلكت الطائفة الأرمنية 1,996 مدرسة ولم يتبقى منها سوى 18 مدرسة أرمنية أغلبيتها تتواجد في إسطنبول.

### الأعياد

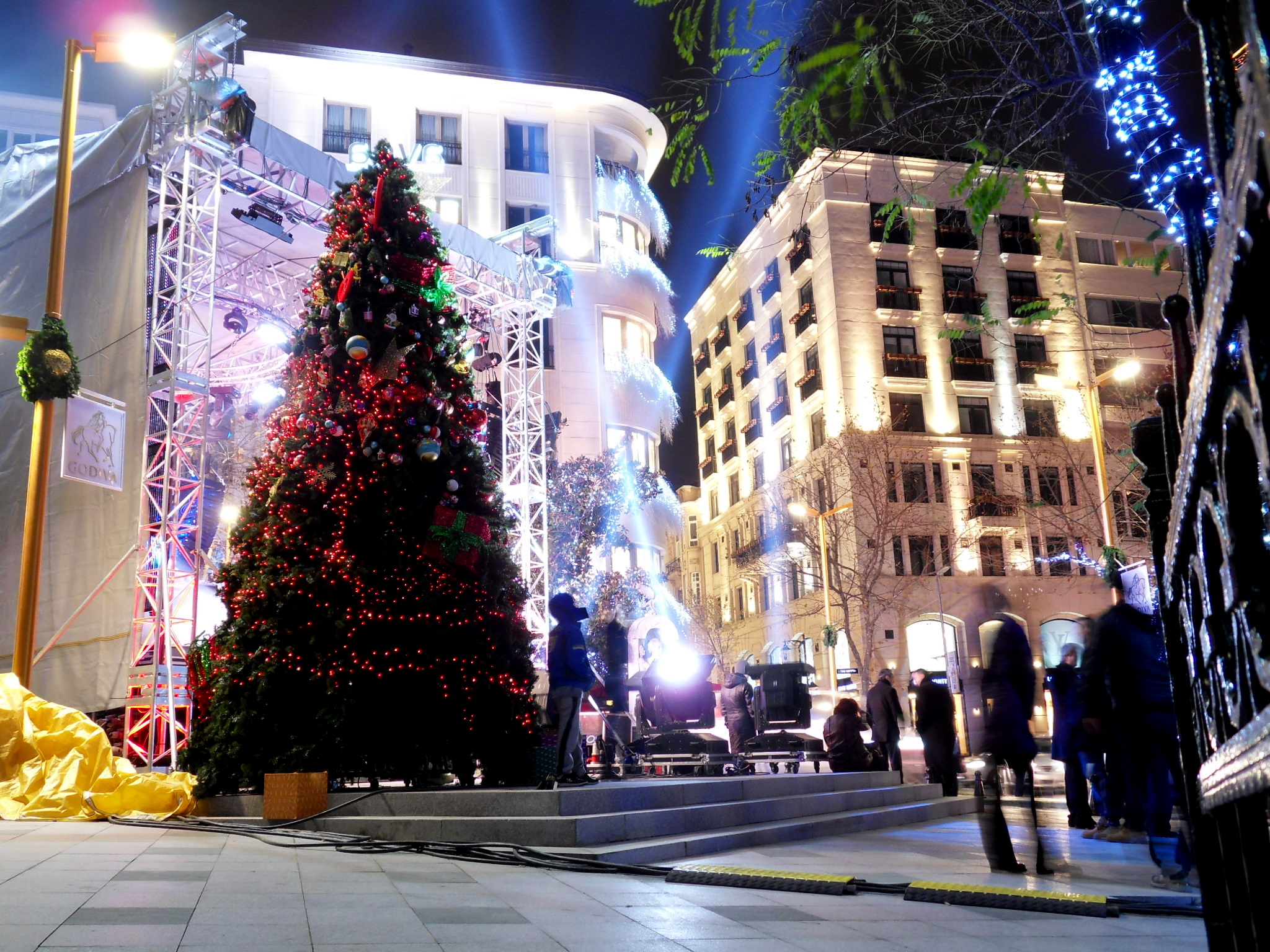
جانب احتفالات عيد الميلاد في إسطنبول.

الأعياد الكبرى في تركيا في أغلب الأحيان تكون مقتبسة من مناسبات دينية، وبذلك يتميّز المواطنين الأتراك من المسيحيين، بالاحتفال بعيد الميلاد، فتتبع بطريركية القسطنطينية المسكونية وبطريركية أنطاكية وسائر المشرق للروم الأرثوذكس والكنيسة الكاثوليكية والبروتستانت تقويم 25 ديسمبر في حين تتبع بطريركية القسطنطينية للأرمن الأرثوذكس والكنيسة الأرمنية الكاثوليكية تقويم 6 يناير وتتبع الكنيسة السريانية الأرثوذكسية تقويم 7 يناير، ويرتبط عيد الميلاد باجتماعات عائلية واحتفالات اجتماعية أبرزها وضع زينة الميلاد ممثلة بالشجرة وغالبًا ما يوضع تحتها أو بقربها «مغارة الميلاد» حيث توضع مجسمات تمثّل حدث الميلاد أبرزها يسوع طفلاً وأمه ويوسف النجار إلى جانب رعاة والمجوس الثلاثة، هذه العادة وفدت من الغرب، إلا أنها باتت جزءًا من تقاليد الميلاد العامة، تمامًا كتوزيع الهدايا على الأطفال والتي ترتبط بالشخصية الرمزية بابا نويل. يذكر أن شخصية بابا نويل ترتبط بالقديس نقولا والذي كان أسقفًا على مدينة ميرا ليكيا في آسيا الصغرى، ونُسجت حوله الكثير من القصص وبأنه هو «شفيع البحارة» وأنه كان يوزع المال والأيقونات على المحتاجين ليلًا وهو متخفٍ. العيد القريب من عيد الميلاد هو عيد رأس السنة الذي يقام ليلة 31 ديسمبر، تقام عادة احتفالات عائلية في ليلة عيد الميلاد وليلة رأس السنة، في السنوات الأخيرة أصبح الاحتفال بليلة وعيد رأس السنة أكثر انتشاراً وشعبية في تركيا حيث أنَّ العديد من الأسر الغير مسيحية تحتفل به أيضاً غير أنه ذو خصوصيّة مسيحية. يحتفل المجتمع اليوناني الأرثوذكسي في إسطنبول سنوياً بعيد الظهور الإلهي ومن أبرز مظاهر العيد أن يُلقى صليب في البوسفور ويقوم شاب بالغوص لاسترجاعه والغطس في بِرك المياه.

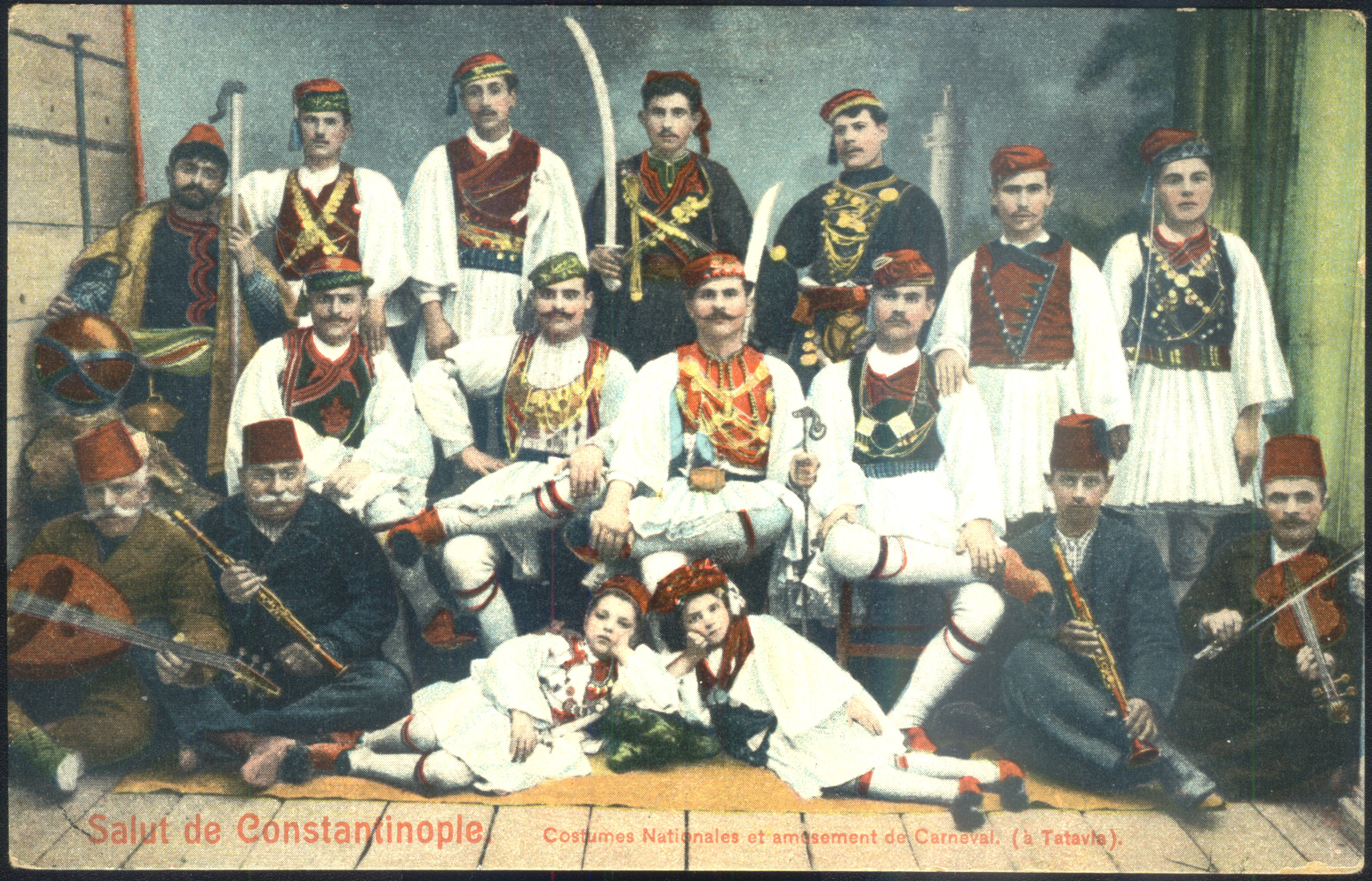
صورة تاريخيّة خلال كرنفال بقلاهوراني تعود إلى سنة 1930.

أما عيد القيامة ويسبقه أسبوع الآلام، فبدوره مرتبط بموت يسوع وقيامته حسب المعتقدات المسيحية. هناك أعياد أخرى أقل أهمية، وبعضها ترتبط أهميته بمناطق بعينها، فمثلاً يتحتفل بعيد البربارة على نطاق واسع بين المسيحيين من الروم الأنطاكيين في محافظة هاتاي (لواء إسكندرون) ويُسلق القمح والذرة والتي تُقدّم مع السكر والرمان أو إضافات تحلية أخرى وتعرف باسم «البربارة» وهي طبق تقليدي لهذا اليوم يقدم كنوع من تحلية وليس طعام. تاريخياً احتفلت المجتمعات اليونانية الأرثوكسية في إسطنبول بقلاهوراني (باليونانيّة: Μπακλαχοράνι)، وقد اُحتفل بالتقليد سنويًا في يوم ثلاثاء المرافع وأقيمت هذه الاحتفالات من كل عام في اليوم الذي يسبق أربعاء الرماد، وهو اليوم الأخير قبل الصوم الكبير الأرثوذكسي. في سنة 1943 حظرت الحكومة التركية احتفالات بقلاهوراني. ومع ذلك، بدأت في عام 2010 مبادرة لإحياء التقليد مرة أخرى. ولما يقرب من خمسة قرون، أقامت المجتمعات اليونانية المحلية في جميع أنحاء مدينة إسطنبول مهرجانات وكرنفالات في اليوم الأخير قبل الصوم الكبير حسب الطقوس المسيحية، ورافقت هذه المهرجانات مسيرات في الداخل وفي الشارع. وقد استمرت هذه الاحتفالات لأسابيع قبل فترة الصوم الكبير والذي يستمر 40 يوماً.

### الفلسفة واللاهوت

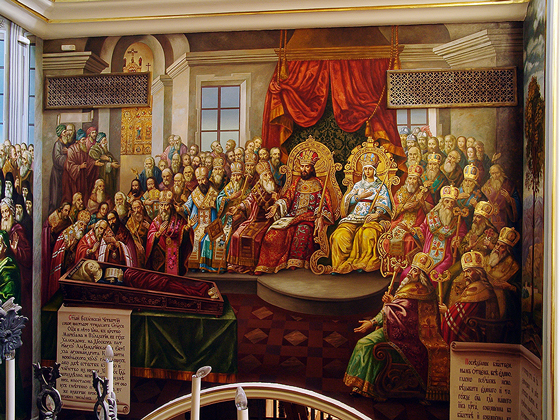
لوحة تصور أحداث مجمع خلقيدونية؛ تقع بلدة خلقدون حالياً في حي قاضي كوي.

تُعتبر تركيا الحاليّة مسقط رأس العديد من الرسل والقديسين المسيحيين، مثل بولس الطرسوسي، وتيموثاوس، والقديس نقولا، وبوليكاربوس من سميرنا، ويوحنا ذهبي الفم، وغريغوريوس النزينزي، وغريغوريوس أسقف نيصص، وباسيليوس قيصرية والآباء الكبادوكيين وغيرهم من الشخصيات المسيحيّة البارزة والذين تركوا بصمة هامة على الفلسفة وعلم اللاهوت المسيحي. خلفّ الآباء الكبادوكيين أثراً عظيما في عقيدة وتاريخ الديانة المسيحية، وتعود أصولهم إلى منطقة كبادوكيا، وهي منطقة تضم على العديد من المواقع المسيحية المقدسة ذات الأهمية التاريخية والتراثية في التقاليد المسيحية. يضم مصطلح الآباء الكبادوكيين كل من باسيليوس قيصرية (330-379) أسقف قيصرية وواحد من أهم علماء اللاهوت المسيحي. إلى جانب أخيه الأصغر غريغوريوس أسقف نيصص (332-395). وغريغوريوس النزينزي (329-389)، والذي كان رئيس أساقفة القسطنطينية. ويُعتبر غريغوريوس أكثر اللاهوتيين براعةً إلى حدٍ بعيد في أسلوبه البلاغي في العصر الآبائي.:xxi لعب الآباء الكبادوكيون دورًا في تطوير الفلسفة المسيحية واللاهوت المسيحي المبكر، منها على سبيل المثال عقيدة الثالوث، وتضم الأعمال اللاهوتية للآباء الكبادوكيين أعمال متعلقة بالعقيدة المسيحية، والفلسفة المسيحية، والتشريعات الدينية، والقُدَّاسات، والطُّقُوس الدينية وطرق العبادة وغيرها. ويحظى الآباء الكبادوكيون باحترام كبير في كل من الكنائس المسيحية الغربية والمسيحية الشرقية. وكان يوحنا ذهبي الفم من أكثر المؤلفين إنتاجًا في الكنيسة المسيحية المبكرة، ولم يفوقه سوى أوغسطينوس من هيبو في كمية كتاباته الباقية.
تتفق الكنائس المسيحية التقليدية على المجامع المسكونية السبعة كجزء من مصادر التشريع المسيحي؛ وهي مجامع عالمية اجتمع فيها آباء الكنيسة من كلّ البلاد، وفي نهاية المجامع المسكونية، كان يتمّ وضع قوانين إيمان، وقوانين مجامع. قوانين الإيمان هي صياغة أدبية للعقائد المسيحية، أمّا قوانين المجامع فهي حُلُول لبعض الإشكاليات الفقهية المسيحية التي تمّ مُناقشتها أيضاً في المجامع المسكونية. وتتشكل المجامع المسكونية السبعة من مجمع نيقية الأول (325م) ومجمع القسطنطينية الأول (381م) ومجمع أفسس (431م) ومجمع خلقيدونية (451م) ومجمع القسطنطينية الثاني (553م) ومجمع القسطنطينية الثالث (680م) ومجمع نيقية الثاني (787م)، يذكر أنَّ جميع هذه المجامع عقدت في مواقع تقع اليوم في تركيا الحاليَّة.
يعود مذهب كنيسة المشرق والنسطورية إلى نسطور أسقف القسطنطينية والذي تعود أصوله إلى مرعش، وتعتبر النسطورية مذهب ومعتقد ديني مسيحي رافض لمجمع أفسس المعقود سنة 431 م. وتركت كنيسة المشرق إرثاً أدبياً كبيراً مقارنة بحجمها الحالي وارتبطت بها العديد من المدارس اللاهوتية والفلسفية أبرزها مدرسة الرها ومدرسة نصيبين ومدرسة جنديسابور ونشطت تحت كنفها مجموعة كبيرة من اللاهوتيين كأفراهاط ونرساي.

### التعليم

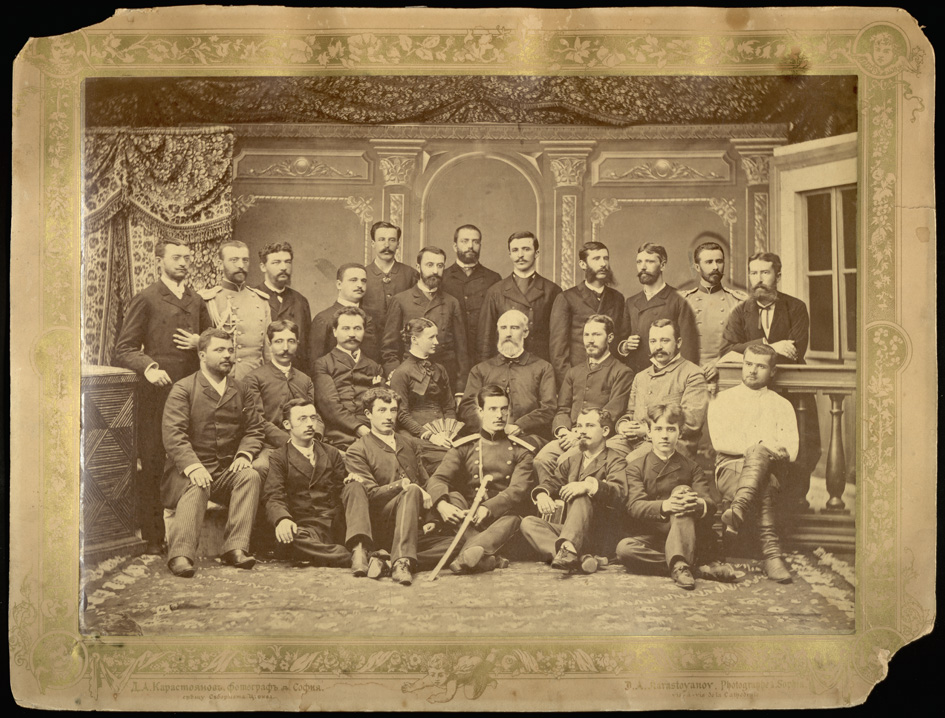
صورة تاريخية لطلاب كلية روبرت في إسطنبول: حافظت الكلية على علاقات وثيقة مع المبشرين الأبرشانيين والمشيخيين.

كان للإرساليات المسيحية الأجنبية التي نزلت الدولة العثمانية لأهداف دينية أثر بعيد في تطوّر الحياة الفكرية. فقد رأى المرسلون أن خير الوسائل لنشر مذاهبهم الدينية هي إنشاء المدارس. فأسسوا عشرات المدارس الابتدائية وعددًا من المدارس الثانوية. في عام 1863 أسس المحسن الأمريكي كريستوفر روبرت والمبشر الأبرشاني سايروس هاملين كلية روبرت في مدينة إسطنبول، وحافظت الكلية على علاقات وثيقة مع المبشرين الأبرشانيين والمشيخيين. وكانت الهيئة الطلابية تتألف في السابق من الأقليات البلغارية والرومية والأرمنية والأقليات المسيحية الأخرى من الدولة العثمانية، لكن أدى الطلب المتزايد بين الأتراك المسلمين على التعليم الغربي إلى تسجيل أعداد كبيرة من الطلاب الأتراك فيها. وكانت الكلية قد تأسست في عهد الدولة العثمانية كمؤسسة للتعليم العالي تخدم الأقليات المسيحية في الدولة العثمانية وكذلك الأجانب الذين يعيشون في القسطنطينية، لكن لاحقاً تبنت المدرسة نموذجاً تعليمياً علمانياً صارماً وفقاً للمبادئ الجمهورية التركية في عام 1923، وتحول اسمها إلى جامعة بوغازجي. بنى المبشرين الأمريكيين العديد من المدارس والكليات البروتستانية في إسطنبول وإزمير وأضنة ومعمورة العزيز ومرسين وعنتاب وقيصرية وأماسية وغيرها من المدن، وخدمت هذه المدارس أبناء الأقليات المسيحية الأرمنية والسريانية وغيرها. وبالرغم من تحول أعداد ضئيلة جدا إلى تلك الطوائف إلا أن تأثير تلك الإرساليات كان عميقاً جداً في المنطقة أدت لحدوث نهضة ثقافية بانتشار الصحافة والتعليم بين سكانها المسيحيين السريان والآشوريين. وأقامت الإرساليات الكاثوليكية شبكة من المدارس الكاثوليكية في إسطنبول وإزمير ومرسين وأضنة والإسكندرونة وطرسوس؛ كان أبرزها مدرسة القديس جورج النمساوية ومدرسة القديسة بنويت الفرنسية في إسطنبول ومدرسة القديس يوسف في إزمير، ولا تزال هذه المدارس تستقطب أبناء النخب التركية. وصفت المؤرخة لوسي غارنيت المدارس الخاصة بالمسيحيين واليهود في الدولة العثمانية بأنها «منظمة على النموذج الأوروبي» للتعليم، وحصلت على الدعم من خلال التبرعات وتضيف أنه كان لمعظمها «مستوى تعليمي مرتفع». صرّح يوهان شتراوس، مؤلف كتاب «اللغة والسلطة في أواخر الإمبراطورية العثمانية»، أن «نظام التعليم المشترك» لجميع المجموعات الدينية والعرقية لم يحدث أبداً في الدولة العثمانية، ويرجع ذلك جزئيًا إلى أن أعضاء الجماعات غير المسلمة قاوموا تعلم اللغة التركية، وبالمقابل ركزت مدراس غير المسلمين على ترويج تعلم اللغات القومية لهذه الأقليات الدينية.

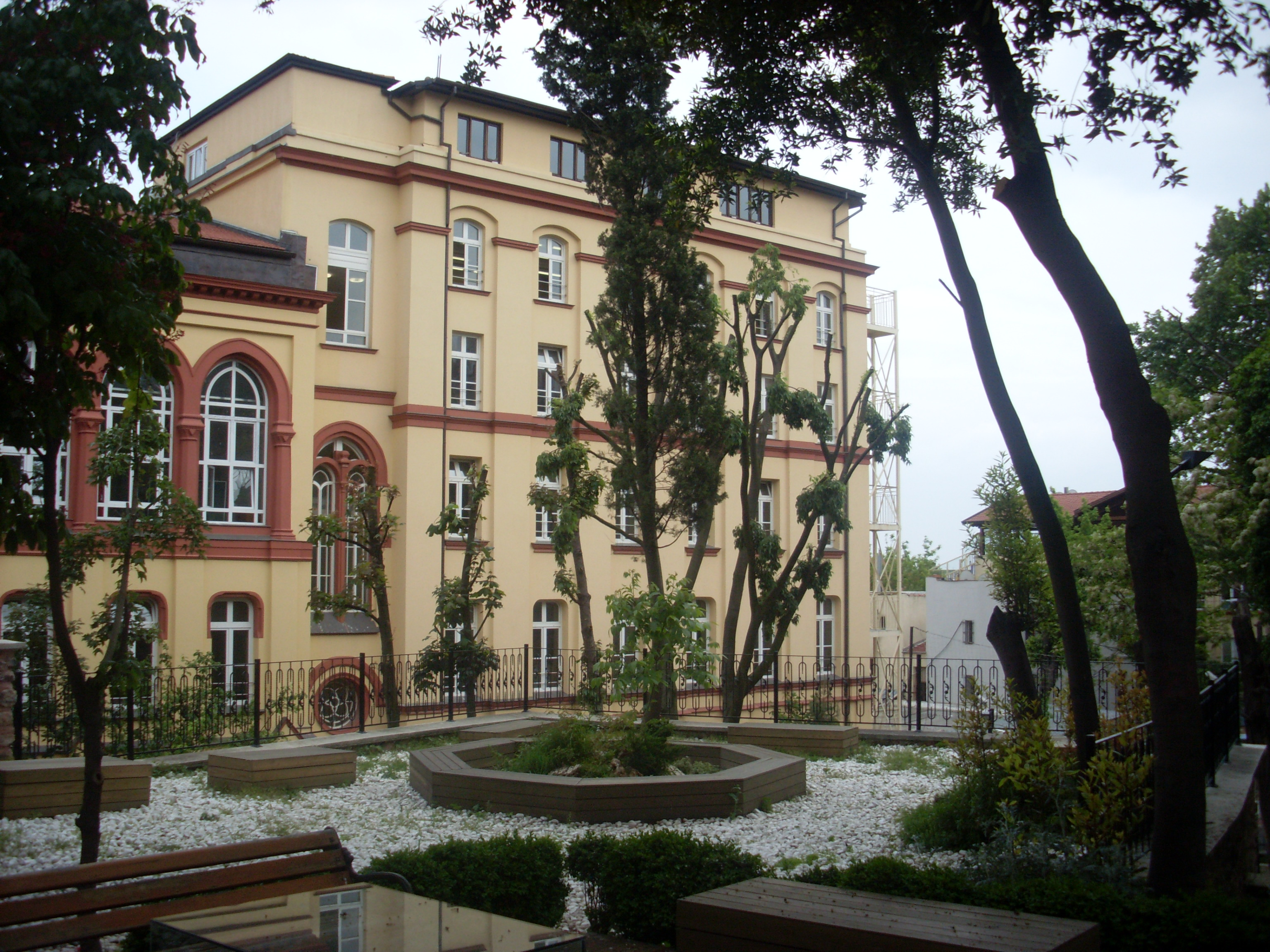
بُنيت المدرسة الألمانية في إسطنبول عام 1868 من قبل مبشرين بروتستانت ألمان.

لعبت كلية مدرسة القديس جورج الرومية والتي بنيت عام 1454 في حي الفنار في الحفاظ على التراث الفكري الإغريقي، وإنشاء نخب سياسية وفكريَّة واجتماعيَّة يونانية في الدولة العثمانية. خلال القرن التاسع عشر، شهد المجتمع الإغريقي العثماني حقبة التنوير اليوناني الحديث، والذي أعطى زخماً من الهيمنة اليونانية في التجارة والتعليم في الدولة العثمانية. قام التجار اليونانيون بتمويل عدد كبير من الشباب اليوناني للدراسة في جامعات في إيطاليا والولايات الألمانية والإمبراطورية النمساوية. هناك تعرفوا على أفكار التنوير والثورة الفرنسية. كانت ثروة طبقة التجار الواسعة النطاق التي وفرت الأساس المادي للإحياء الفكري الذي كان سمة بارزة للحياة اليونانية في نصف القرن وأكثر مما أدى إلى اندلاع حرب الاستقلال اليونانية في عام 1821. وليس من قبيل الصدفة، عشية عام 1821، كانت المراكز الثلاثة الأكثر أهمية للتعلم اليوناني من مدراس وكليات كانت تقع في خيوس، وسميرنا وأيفاليك، وجميعها من المراكز الرئيسية الثلاثة للتجارة اليونانية. كما تم تفضيل النجاح اليوناني بالسيطرة اليونانية على الكنيسة الأرثوذكسية الشرقية. يُمكن إرجاع جذور النجاح الإغريقي في الدولة العثمانية إلى التقليد اليوناني في التعليم والتجارة والمتمثل في يونان الفنار، والذين عملوا كرعاة للثقافة اليونانية والتعليم والطباعة. وعلى الرغم من دعم الفناريين الحكم العثماني وعدم انخراطهم في الحركة الوطنية اليونانية، أنتج دعمهم للتعلم العديد من العلماء اليونانيين المتعلمين تعليماً عالياً والذين استفادوا من البيئة العالمية التي زرعها يونان الفنار في إماراتهم.
ابتداءً من عام 1863، تم السماح بالتعليم المجاني لجميع سكان الدولة العثمانية، وخضع التعليم الأرمني لإعادة هيكلية بالكامل بناءاً على توجيهات اللجان العلمية الأرمنية. وقامت مؤسسات الأعمال الخيرية الأرمنيَّة ورجال المجتمع الأرمن والكنيسة ببناء شبكة واسعة من المدارس الأرمنية المجانية، ونتيجة لذلك أصبح الأرمن العثمانيين المجتمع الأكثر تعليماً وثراءً في الدولة العثمانية. عشية الحرب العالمية الأولى ضمت البلاد على أكثر من 1,996 مدرسة أرمنية منشترة في كافة أنحاء تركيا ودرس بها 173,022 طالباً.

### الحضور في المجتمع

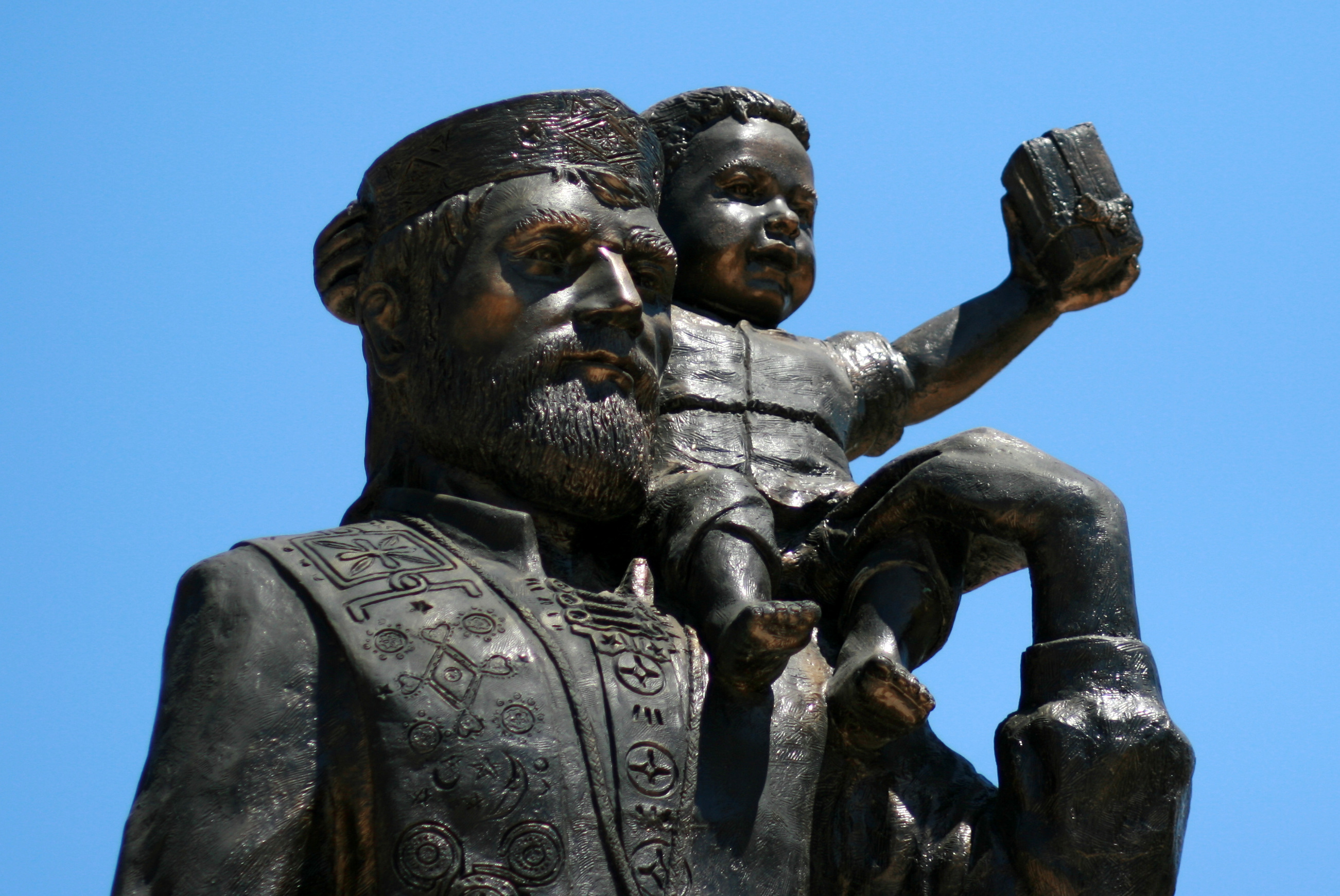
تمثال القديس نقولا في بلدة دمره التركية.

لدى المسيحية تاريخٌ طويل وحافل في الأناضول وتراقيا، وهي منتشرة بطُقوسها البيزنطية والسريانيّة والأرمنيّة، وخرج منها الكثير من الفلسفات والنصوص الليتورجية والشهداء والقديسين فضلًا عن الملافنة، حيث تُعتبر تركيا الحاليّة مسقط رأس العديد من الرسل والقديسين المسيحيين، مثل بولس الطرسوسي، وتيموثاوس، والقديس نقولا، وبوليكاربوس من سميرنا، ويوحنا ذهبي الفم، وغريغوريوس النزينزي، وغريغوريوس أسقف نيصص، وباسيليوس قيصرية والآباء الكبادوكيين وغيرهم من الشخصيات المسيحيّة البارزة والذين تركوا بصمة هامة على الفلسفة وعلم اللاهوت المسيحي. كما ولعب العلماء والأطباء البزنطيين دوراً في الحفاظ على العلوم والطب الكلاسيكية ونقلها إلى العالم الإسلامي وأوروبا، كما ورعت الكنيسة العلوم في الامبراطورية البيزنطية والتي كانت مركز ثقافي وعلمي وحضاري هام في العالم القديم، وارتبط ارتباطًا وثيقًا مع الفلسفة القديمة والميتافيزيقيا. وتأثر مفهوم الرعاية الطبية في الإمبراطورية البيزنطية بالإختراعات والابتكارات البيزنطية وأعمال الرحمة المسيحية. ومن بين العلماء البزنطيين المسيحيين كان أنتيميوس الترالسي وساويرا سابوخت وآنا كومنينا ومايكل بسيلوس وإيزيدور الملاطي وأنتيميوس الترالسي وغيرهم، بعد سقوط القسطنطينية هجر الفن البيزنطي موطنه، وأخذت هجرة العُلماء الروم إلى إيطاليا وفرنسا، التي كانت قد بدأت سنة 799هـ المُوافقة لسنة 1397م، تزداد وتُثمر في إيطاليا، ونتج عنها الدعوة إلى إنقاذ اليونان القديمة، وكان ذلك من بواعث النهضة الحديثة في أوروپَّا. وكان المهاجرون البيزنطيين من النحاة والإنسانيين والشعراء والكتّاب والمهندسين المعماريين والأكاديميين والفنانين والفلاسفة والعلماء وعلماء الدين؛ قد جلبوا إلى أوروپَّا الآداب والمعارف والدراسات النحويَّة والعلميَّة اليونانية القديمة.

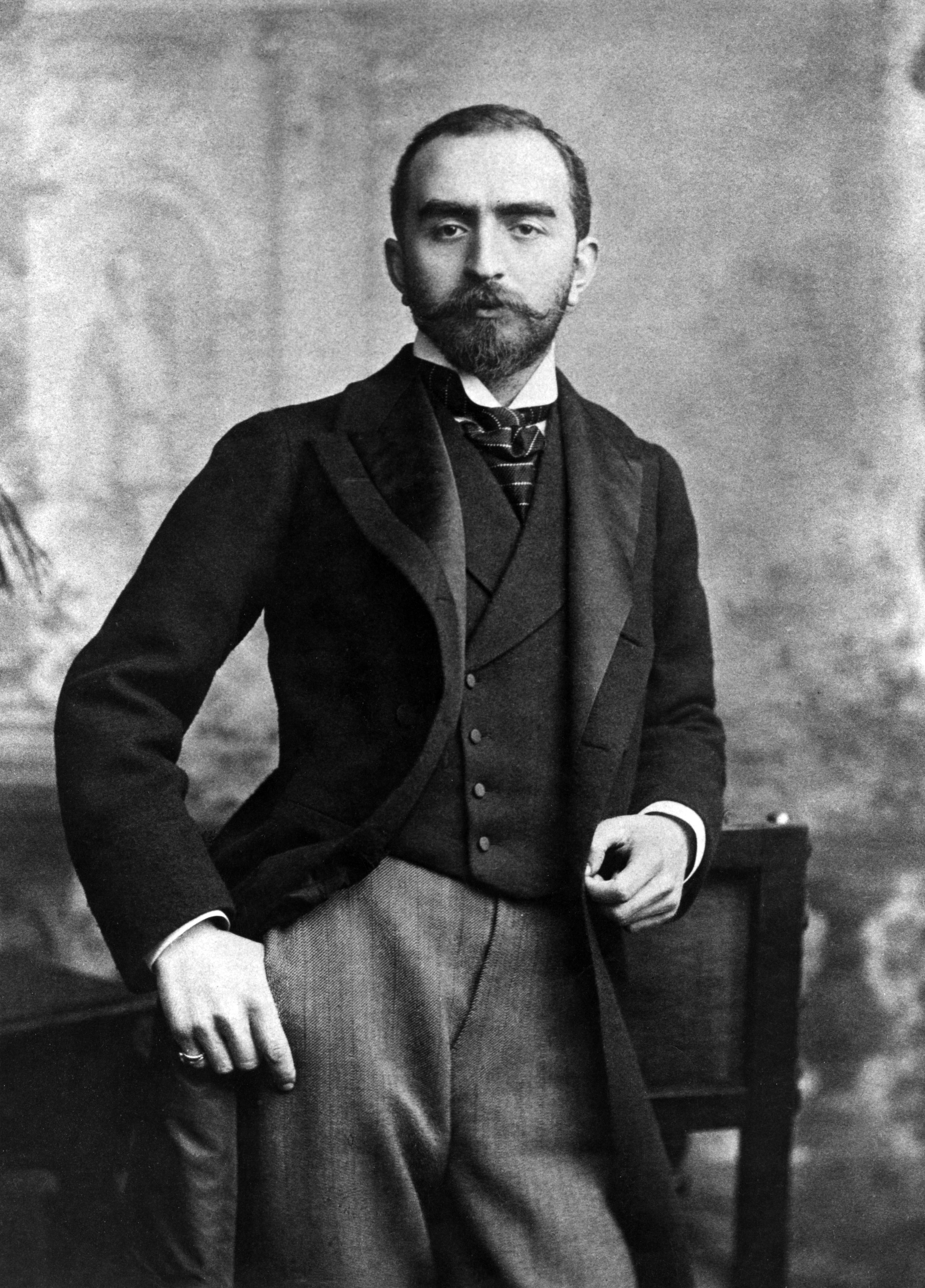
كالوست كولبنكيان: رجل أعمال وصاحب أعمال خيرية أرمني عثماني.

بعد سقوط القسطنطينية لعب يونان الفنار دوراً هاماً في الحياة الاقتصادية والسياسية للدولة العثمانية، وكان لهم من ثروتهم القائمة على التجارة وبراعتهم في السياسة ما ضمن لهم مركزاً رفيعاً في الدولة العثمانية. ظهر الفناريين كطبقة من التجار اليونانيين (معظهم من أصول بيزنطية نبيلة) في النصف الثاني من القرن السادس عشر، وسطع نجمها لتمارس تأثير كبير في إدارة الولايات الخاصعة لسيطرة الدولة العثمانية في البلقان في القرن الثامن عشر. كانت عائلات حي الفنار يونانية العرق وبالتالي ارتبطت ثقافيًا بالحضارة الهلنستية والحضارة الغربية؛ وشكلّت الطبقة المتعلمة والمثقفة في الدولة العثمانية مما أفسح لها نقوذ سياسي وثقافي. وبرز من الإغريق العثمانيين جورجيوس زارابيس والذي كان مصرفيًا وممولًا يونانيًا عثمانيًا بارزًا، وكان معروفًا كمتبرع بارز في عصره. إلى جانب قسطنطين قره تيوتودرس باشا وإسكندر قره تيودوري باشا وقسطنطين أنتوبولس باشا الذين شغلوا منصب والي، وديميتريوس زامباكوس باشا وكان أحد كبار الجراحين في الدولة العثمانية، وكيرا فاسيليكي وغيرهم. وتعود أصول كل من المخرج السينمائي والحائز على جائزة الأوسكار إيليا كازان، والملاكم أنتون تشريستوفوريديس، والحاصل على جائزة نوبل في الأدب جيورجيوس سفريس، والروائية ديدو سوتيريو، والتاجر باسل زاهروف، ورجل الأعمال وأحد أغنى أغنياء العالم أرسطو أوناسيس، إلى تركيا الحاليَّة.
خلال القرن التاسع عشر تحسنت أوضاع الملّة الأرمنيّة الأرثوذكسيّة لتُصبح أكثر طوائف الدولة العثمانية تنظيمًا وثراءً وتعليمًا، وشارك الأرمن في الحياة العامة في الدولة العثمانيَّة، فقد كان لهم دور لكثير من أفرادهم وعائلاتهم في اقتصاد الدولة. وبرز منهم رجل الأعمال وصاحب الأعمال الخيرية كالوست كولبنكيان، والملحن وعازف الكمان طاطيوس أفندي، والروائية والأديبة زابيل يسايان، والممثلة أغافني بابازيان، ورجل الأعمال والسياسي بوغوص نوبار، والمهندس المعماري توروس تورامانيان، والمؤرخ دوهسون، والرسامة والكاتبة زابيلي س. بوياجيان، والروائية النسوية سربوحي دوساب، والمؤلف الموسيقي كوميتاس، والمعماري مارتروس كافوكجيان، والمصور يوسف كرش، والشاعر دانيال فاروجان، والشاعرة هرانوش أرشيجيان، والمصور الفوتوغرافي أرمان، والممثلة السينمائية أليس سابريتش والرسام أرشيل غوركي وغيرهم. كما ولعبت بعض الأسر الأرمنية المسيحية دوراً في الحياة الإجتماعية العثمانية منها آل دوزيان (مدراء وزارة المالية)، وآل باليان (كبار المهندسين المعماريين) وآل داديان (المشرفين على مطاحن البارود والمصانع الصناعية). وكان للشوام اللاتين دور مؤثرة في التجارة وإنشاء البنوك والعلوم وفي خلق وإحياء تقاليد الأوبرا التركية، بالإضافة إلى التجارة والاقتصاد. وبرز منهم الدبلوماسي الفريد بيليوتي والصحفي جيوفاني سكوجناميلو والملحن جيوسييب دونيزيتي وغيرهم.

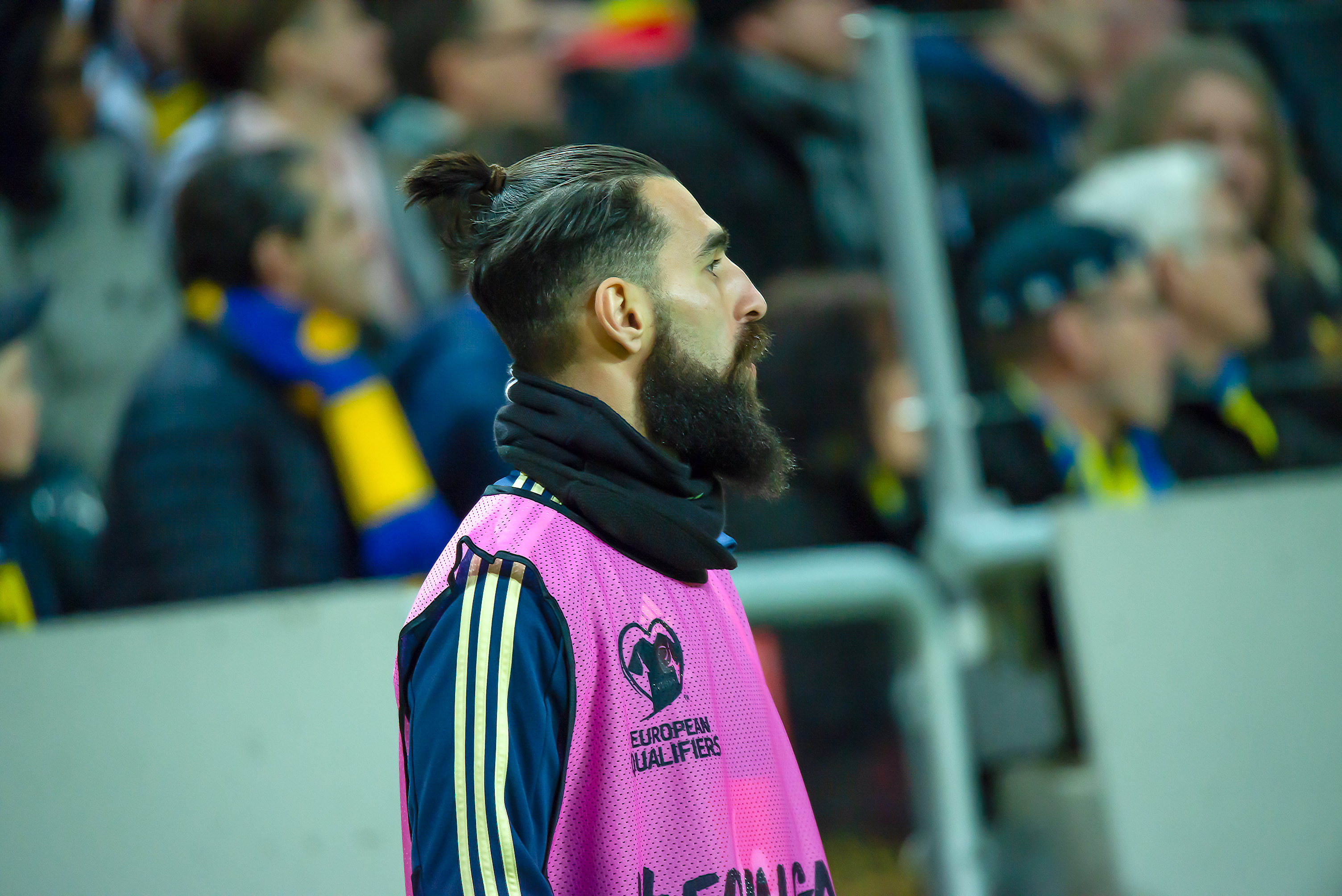
جيمي دورماز: لاعب كرة قدم من أصول سريانية تركية.

كان لأحداث مثل الإبادة الجماعية للأرمن وبعض الطوائف المسيحية الأخرى، وعملية التبادل السكاني لليونانيين الأرثوذكس وضريبة الثروة التركية عام 1942 وبوغروم إسطنبول عام 1955 أثراً سلبياً على الحضور المسيحي في المجتمع التركي، على الرغم من ذلك بزرت أسماء مسيحية في الجمهورية التركية منها العالم والإقتصادي دارون أسيموجلو، والطبيب السرياني مراد ديلمنر، والكاتبة والشاعرة زابيل أسادور، والمغني كارابيت شاكو، وهاكوب مارتايان الذي أٌشتهر بإنشاء وتطوير اللغة التركية الحديثة، والكاتب والشاعر فاجان داوتیان، وعضو البرلمان غارو بايلان، والموسيقي يشار كورت، ولاعب كرة القدم تونتش ايلكين، والصحفي روبير هاديسيان، ومغنية الأوبرا لیلى كنجر، وبولس ملا، والبطريرك برثلماوس الأول، والمصور والكاتب أرا جولير، والمحامي إيرول دورا، وفيبروني أكيول رئيسة بلدية ماردين، والمطربة جيهان بربور، وهرانت دينك صاحب ورئيس تحرير صحيفة أغوس الأرمنية، ولاعب كرة القدم كان آرات، والصحفي ورجل الأعمال ألين ماركاريان، والشاعر زاهرد یالدیزجیان، والمصرفي بيرك تورکر کرستجیان، والكاتب والفيلسوف سيفان نيشانيان، والصحفي اتين ماهكوبيان، ولاعب كرة القدم آراس أوزبيليز، والممثلة أنتا توروس، والممثل سامي حزنسيس، والممثل نوبار ترزيان، والممثلة توتو كاراجا وغيرهم. حضور المسيحيون في المجال العام التركي بارز على كافة الأصعدة السياسية والاجتماعية والثقافية والفنية، وقد برزت أيضاً أسماء مسيحية من أصول تركيَّة عالمياً منهم الفيلسوف والناقد الاجتماعي والاقتصادي كورنيليوس كاستورياديس، والمؤسس والرئيس التنفيذي السابق لشركة بلاك بيري مايك لازاريديس، والعالم ورجل الأعمال غارو أرمين، والرسام يودور رالي، والممثل اليكس داماترااديس، والملحن ديميتريوس ييراسيموس، والواعظ أرغون جانير، والسياسي إبراهيم بايلان، ولاعبين كرة القدم كندي بكرجيكلو وديفيد دورماز وجيمي دورماز والذي تعود أصولهم إلى طور عبدين، وغيرهم.

## معرض صور

### صور تاريخية

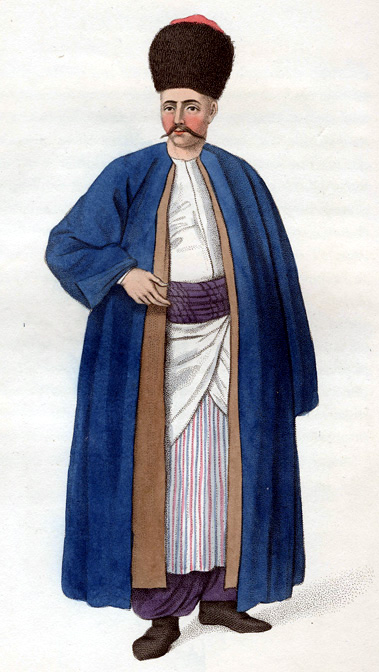
رسمة لبيه أرمني عثماني، من رعايا الدولة العثمانية، 1779.
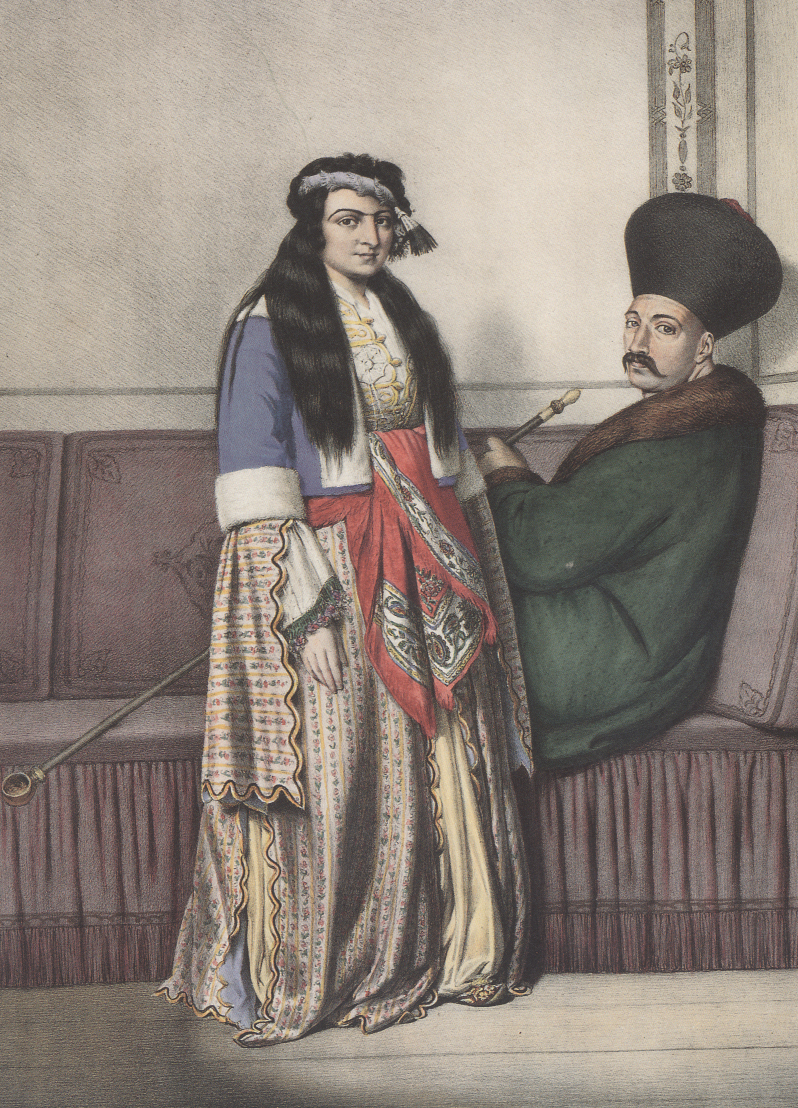
رسمة لبيه أرمني وزوجته، أعتبرت الملّة الارمنية أكثر الطوائف تعلمًا وثراء في الدولة العثمانية.
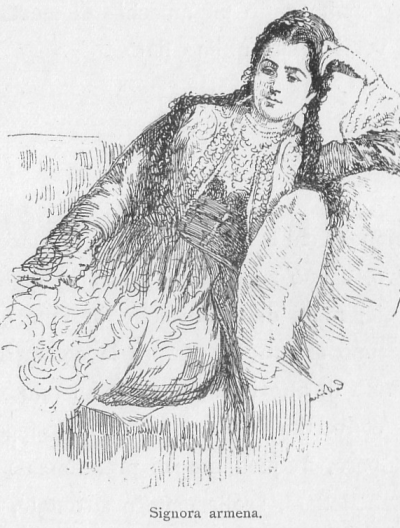
امرأة ارمنية عثمانية من إسطنبول تعود الرسمة لعام 1878.
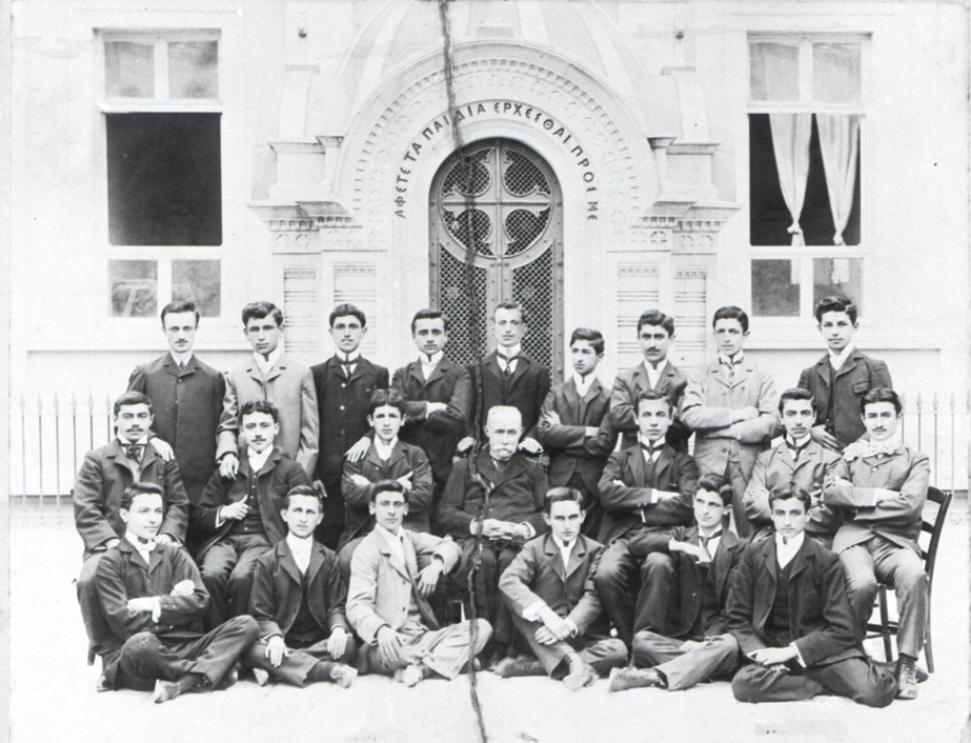
صورة تجمع مدرسين وخريجي مدرسة أرثوذكسية يونانية، طرابزون 1902.
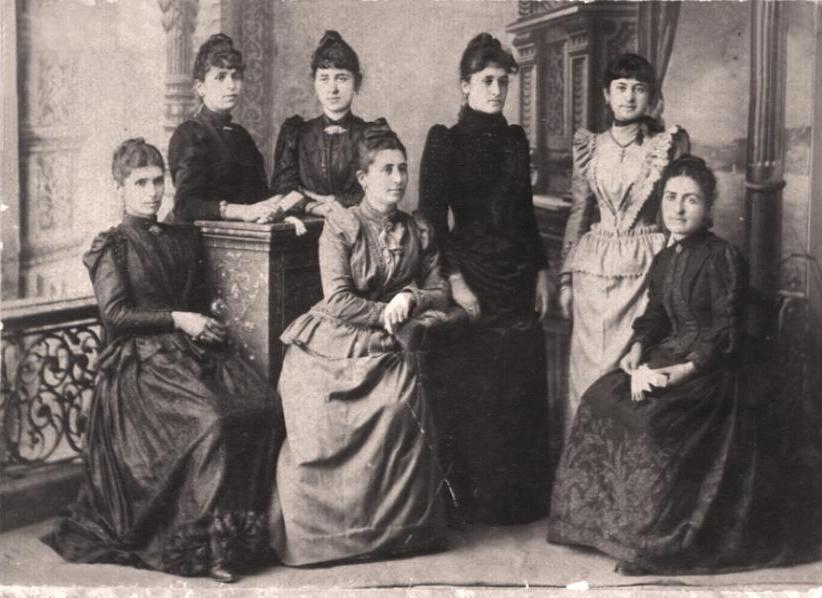
نساء يونانيات بنطيات أكاديميات تعود الصورة لأوائل القرن العشرين.
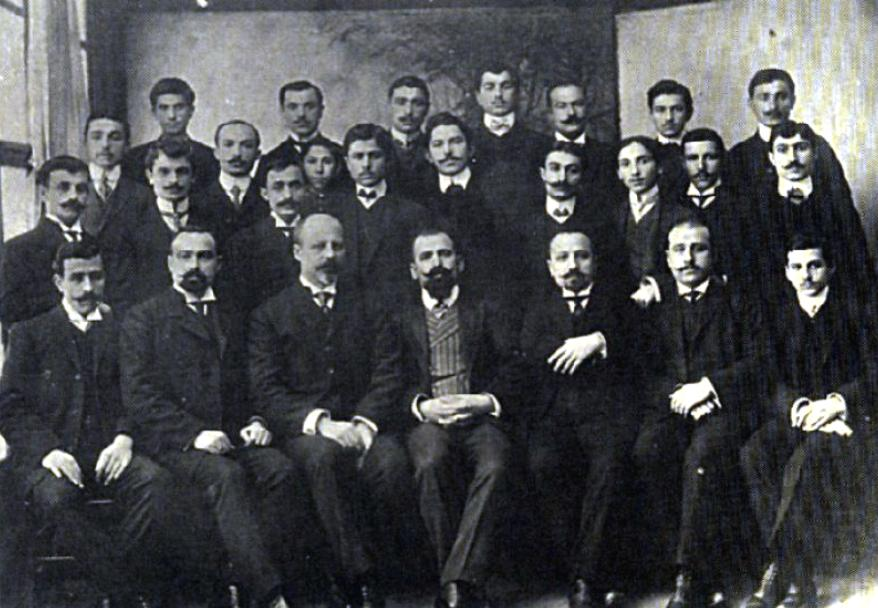
رجال أعمال يونانيين بنطيين، من مدينة طرابزون تعود لعام 1915.
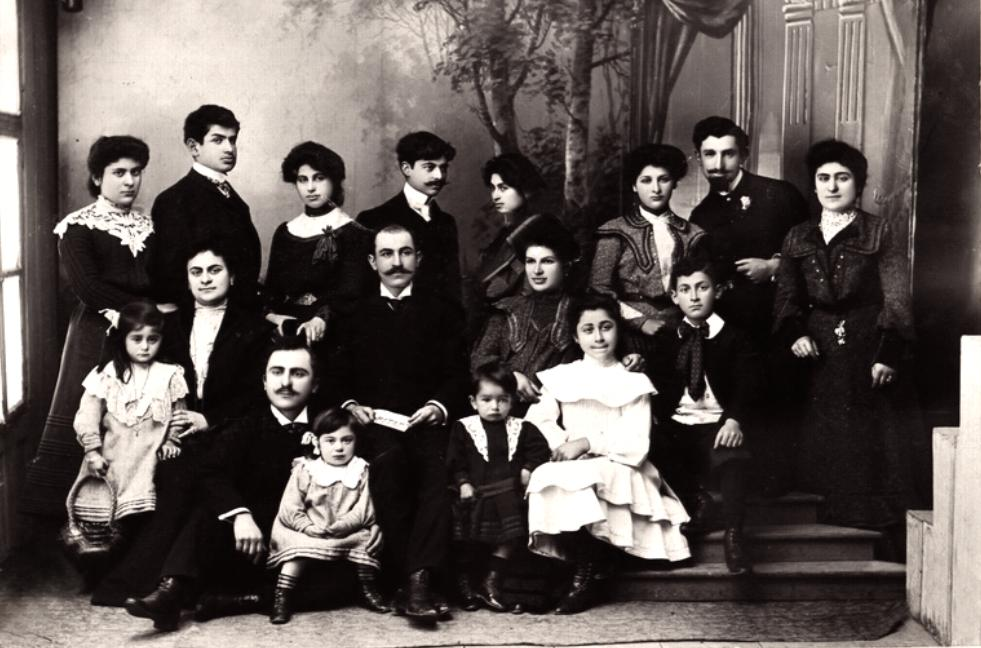
أسرة كاكوليديس الثرية وهي أسرة يونانية بنطية.
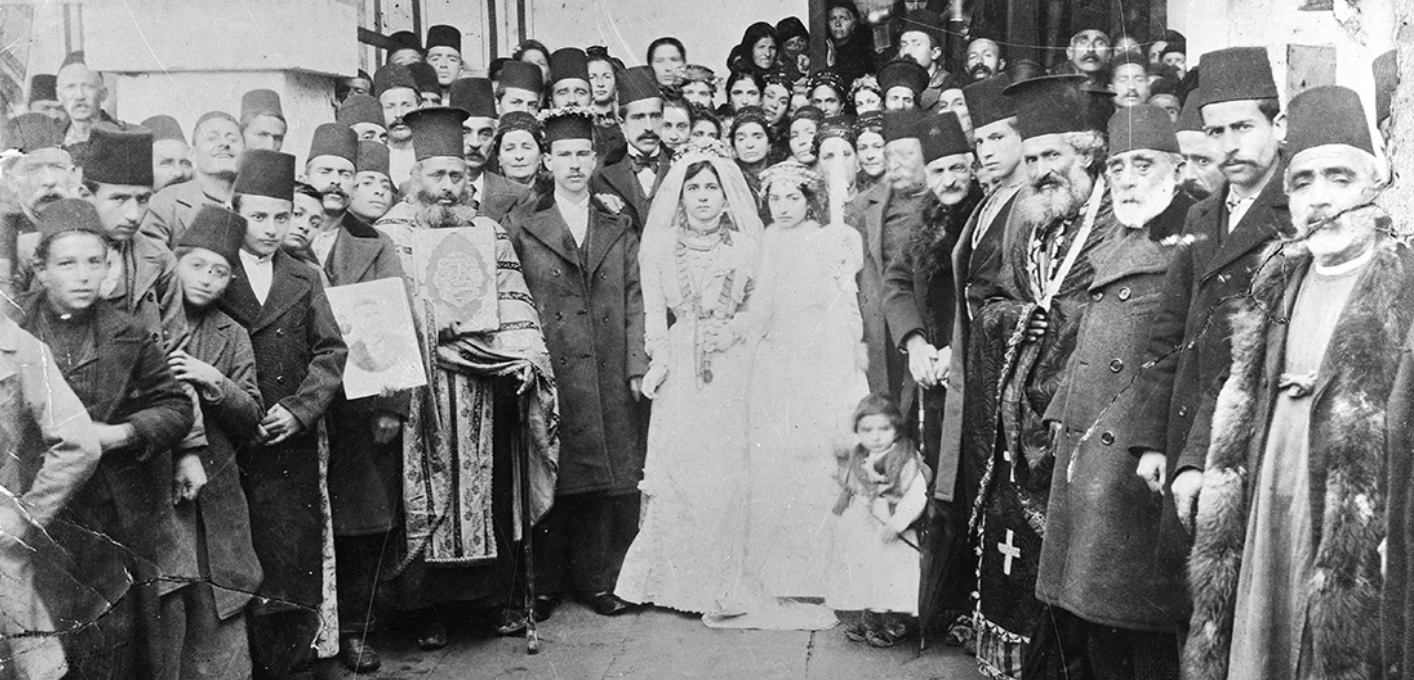
صورة لحفل زفاف يوناني أرثوذكسي عثماني في قيصرية عام 1902.
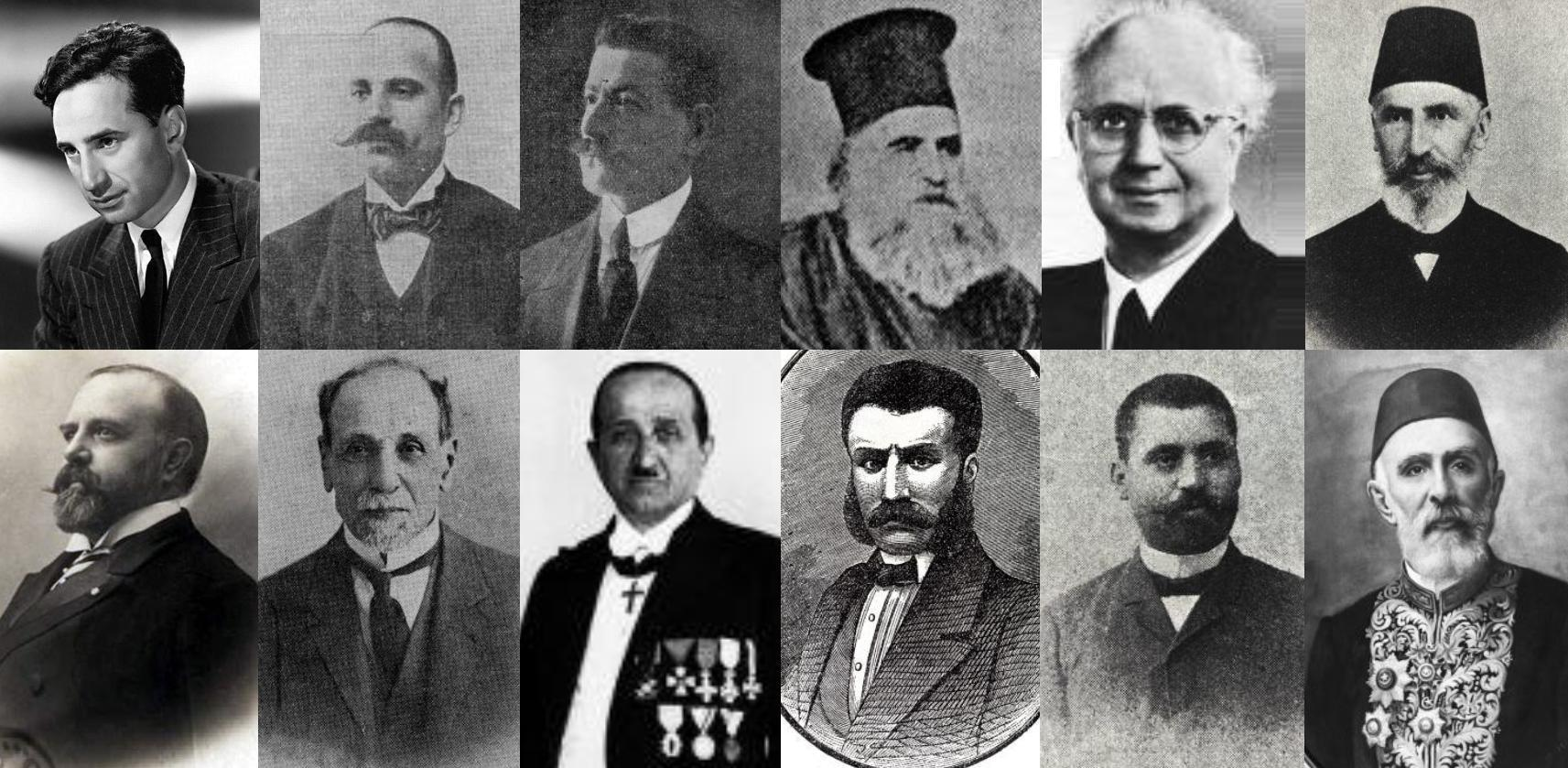
صور لرجال أعمال ومثقفين من الروم الأرثوذكس من كبادوكيا، أعتبرت الملّة الروميّة واحدة من الطوائف الأكثر تعلمًا وثراء في الدولة العثمانية.
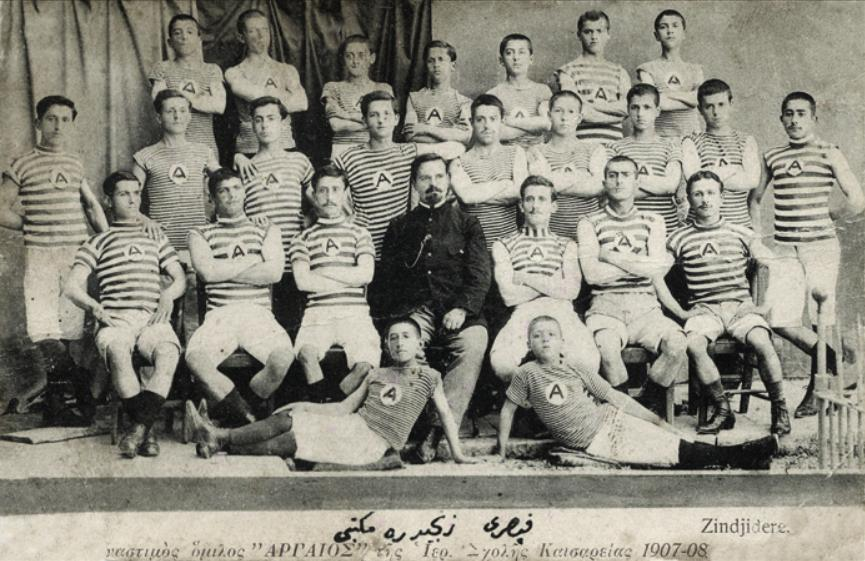
فريق رياضي ليونانيون عثمانيون من قيصرية.
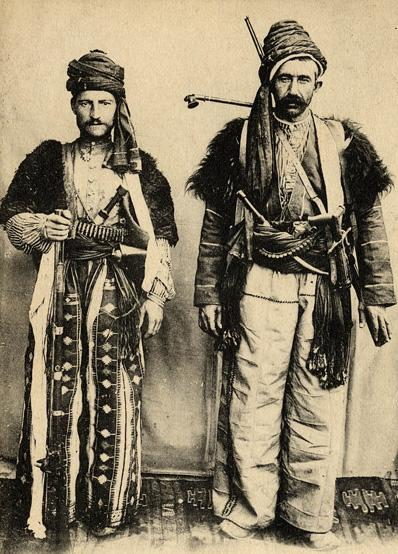
صورة لكلدان كاثوليك من ماردين، تعود إلى القرن التاسع عشر.
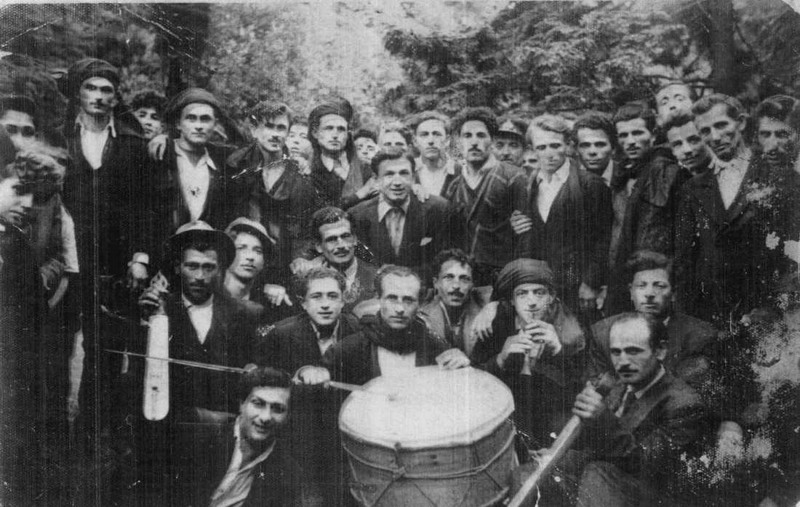
فرقة موسيقية رومية بنطية تعود الصورة لأوائل القرن العشرين.
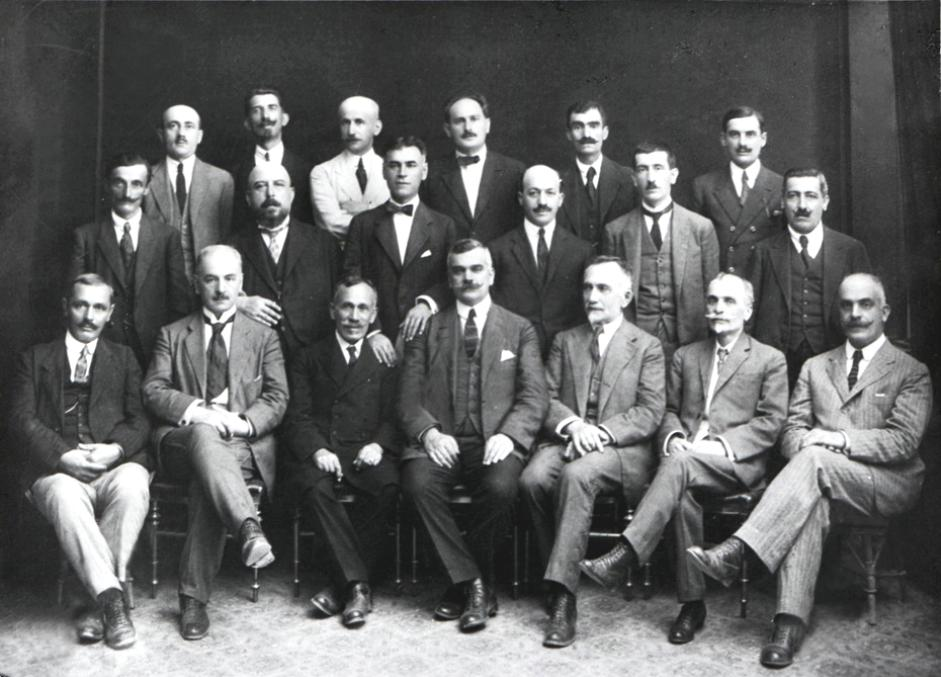
نخبة سياسية يونانية بنطية تعود الصورة لعام 1920.
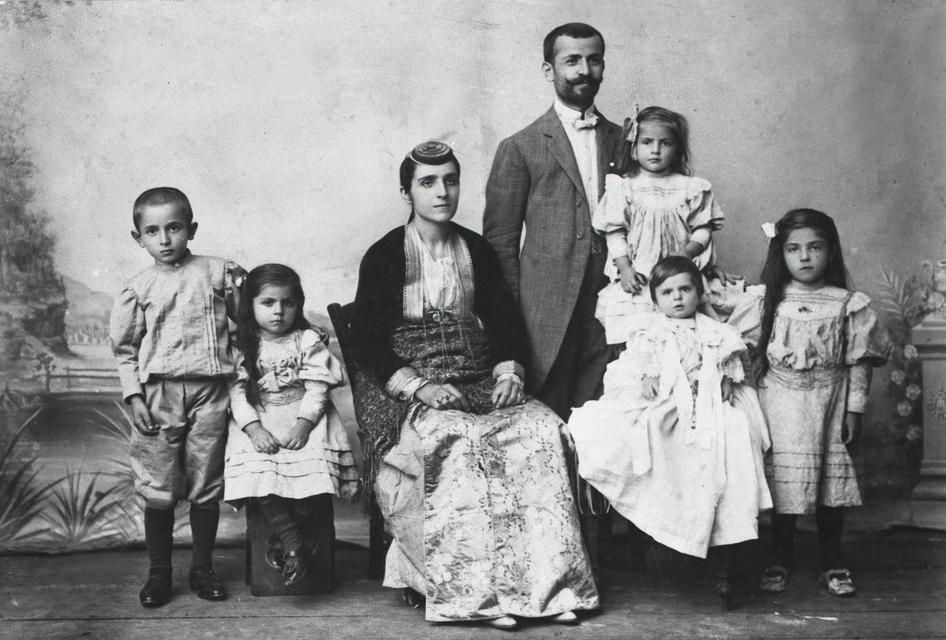
أسرة أرستقراطية يونانية بنطية.
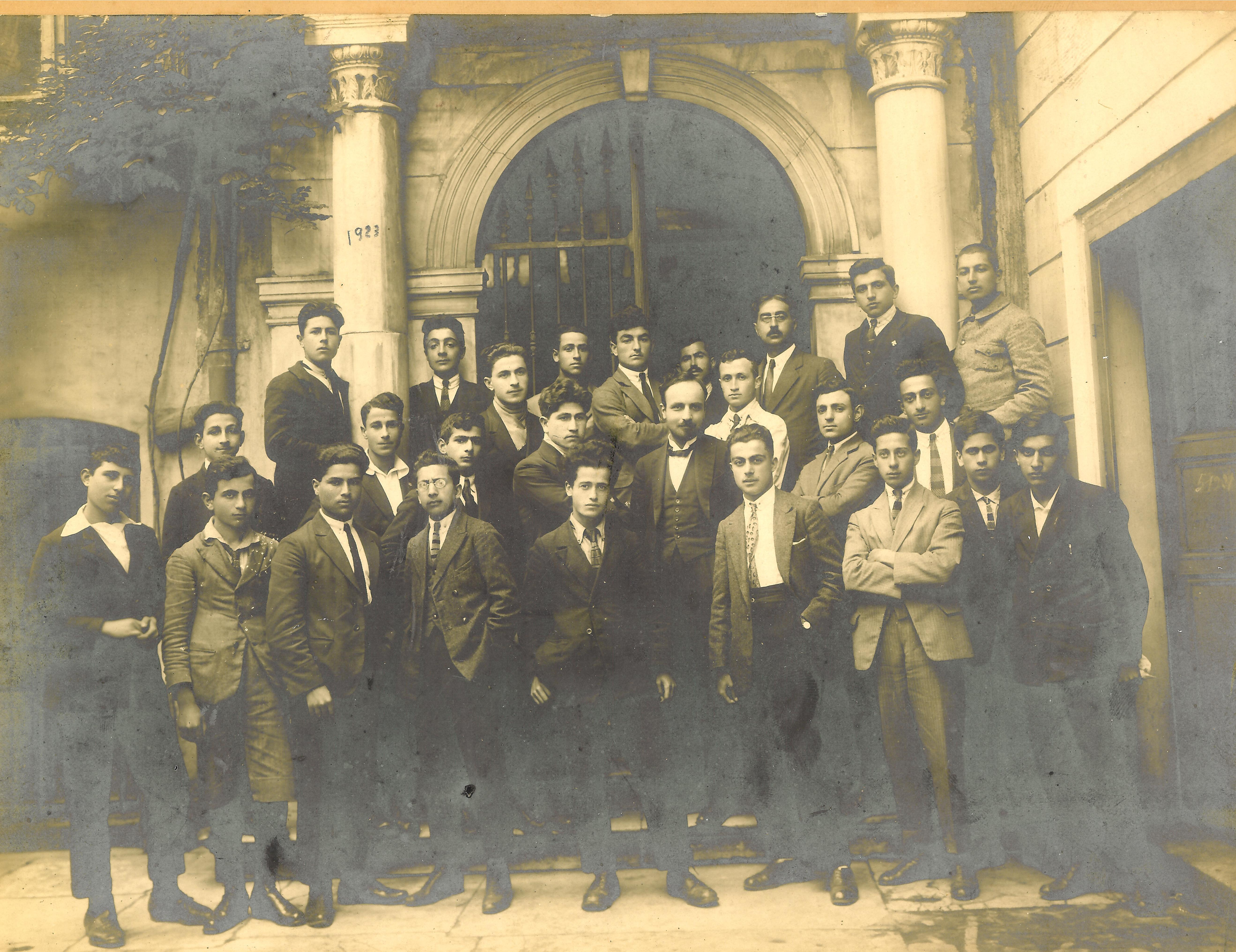
صورة تعود لعام 1923 لصف من طلاب مدرسة جيترونجان الأرمنية الثانوية.
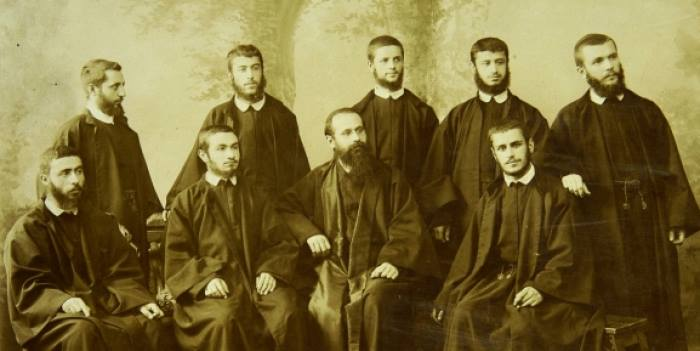
صورة تاريخية لرهبان أرمن من دير أندونيان.
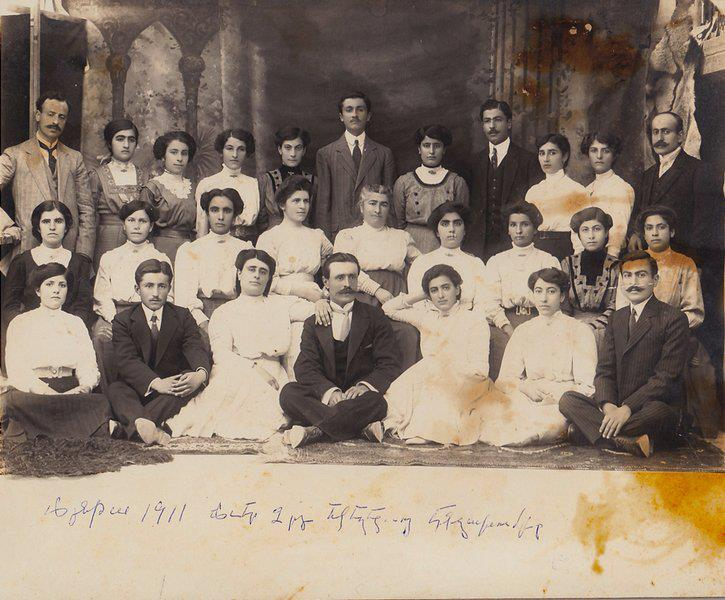
صورة من عام 1911 لجوقة كنيسة عنتاب الأرمنية.

### كنائس في تركيا

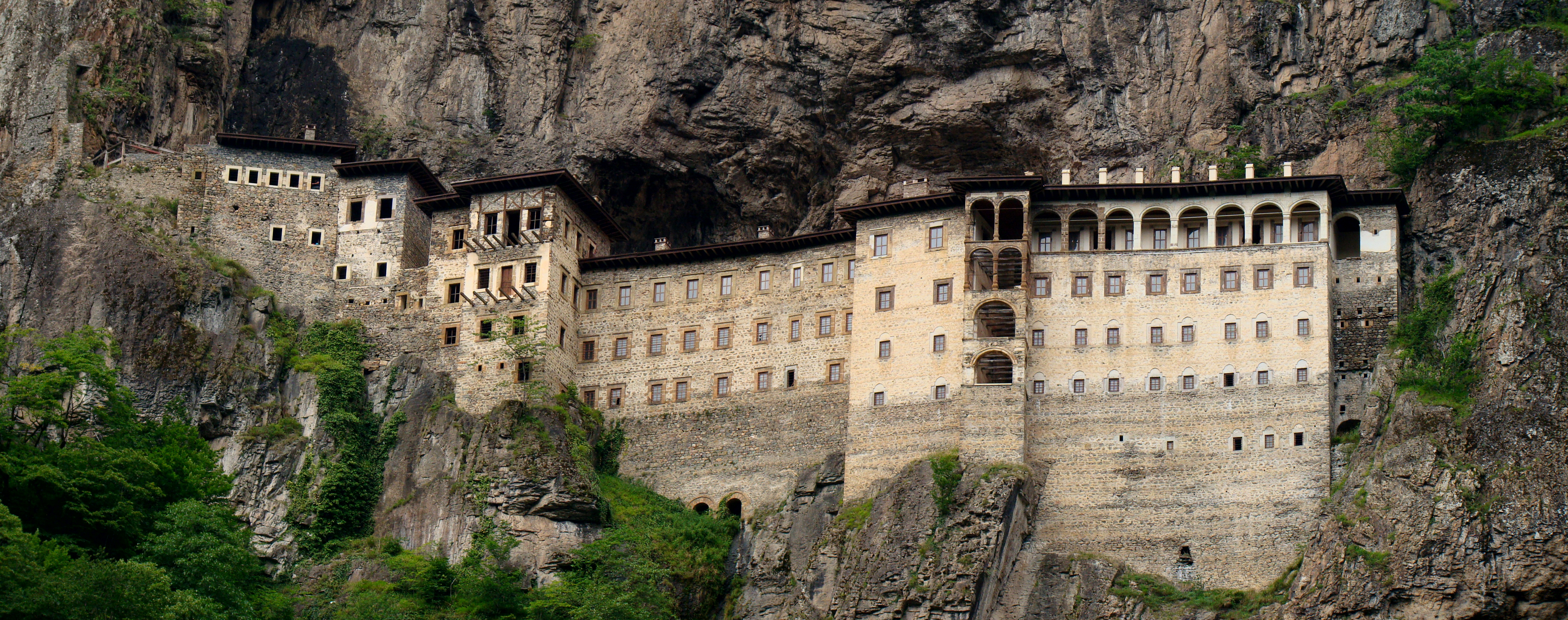
دير سوميلا في محافظة طرابزون
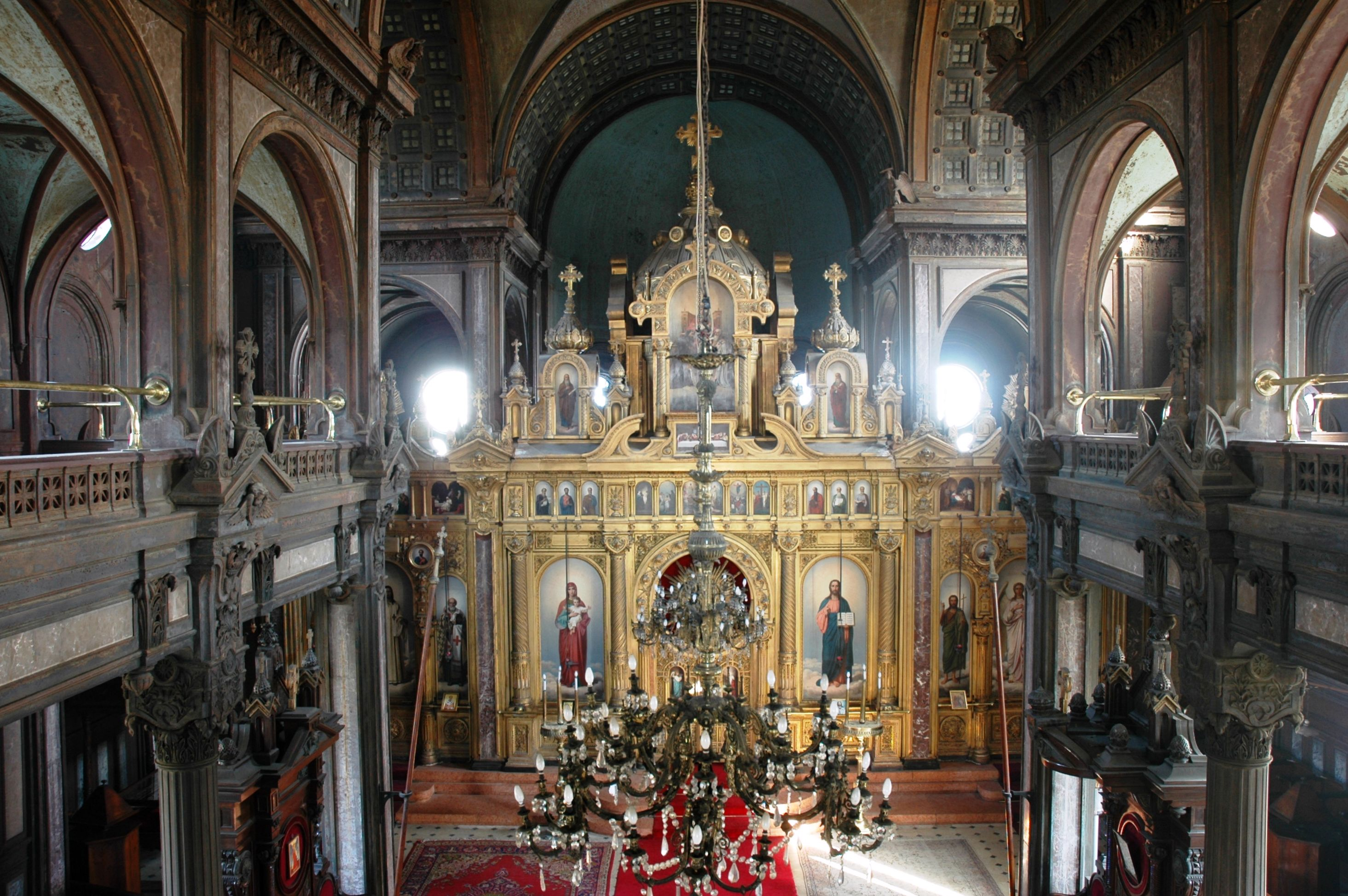
داخل كنيسة القديس إستيفان بإسطنبول
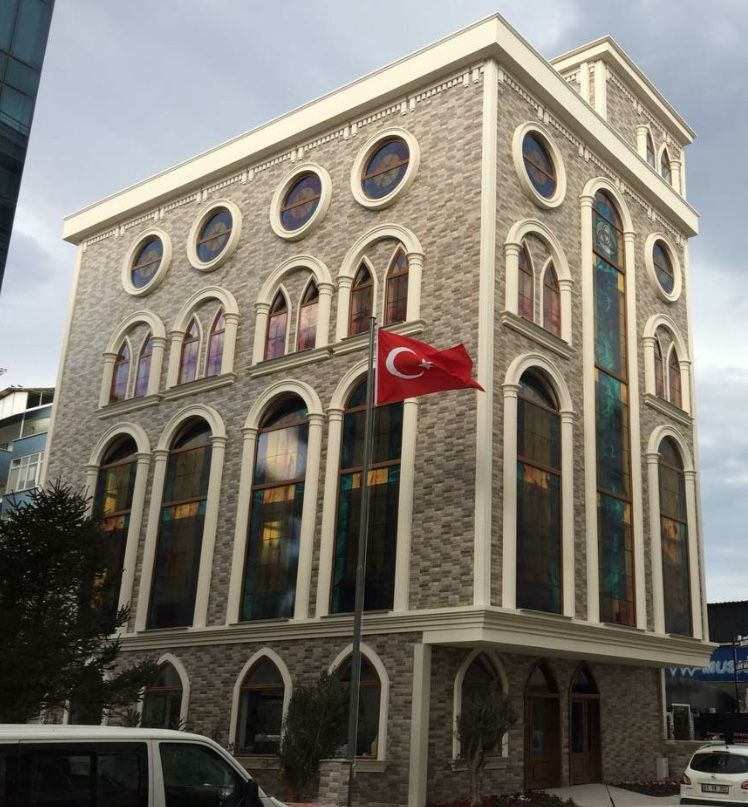
كنيسة سامسون الإنجيلية في مدينة سامسون
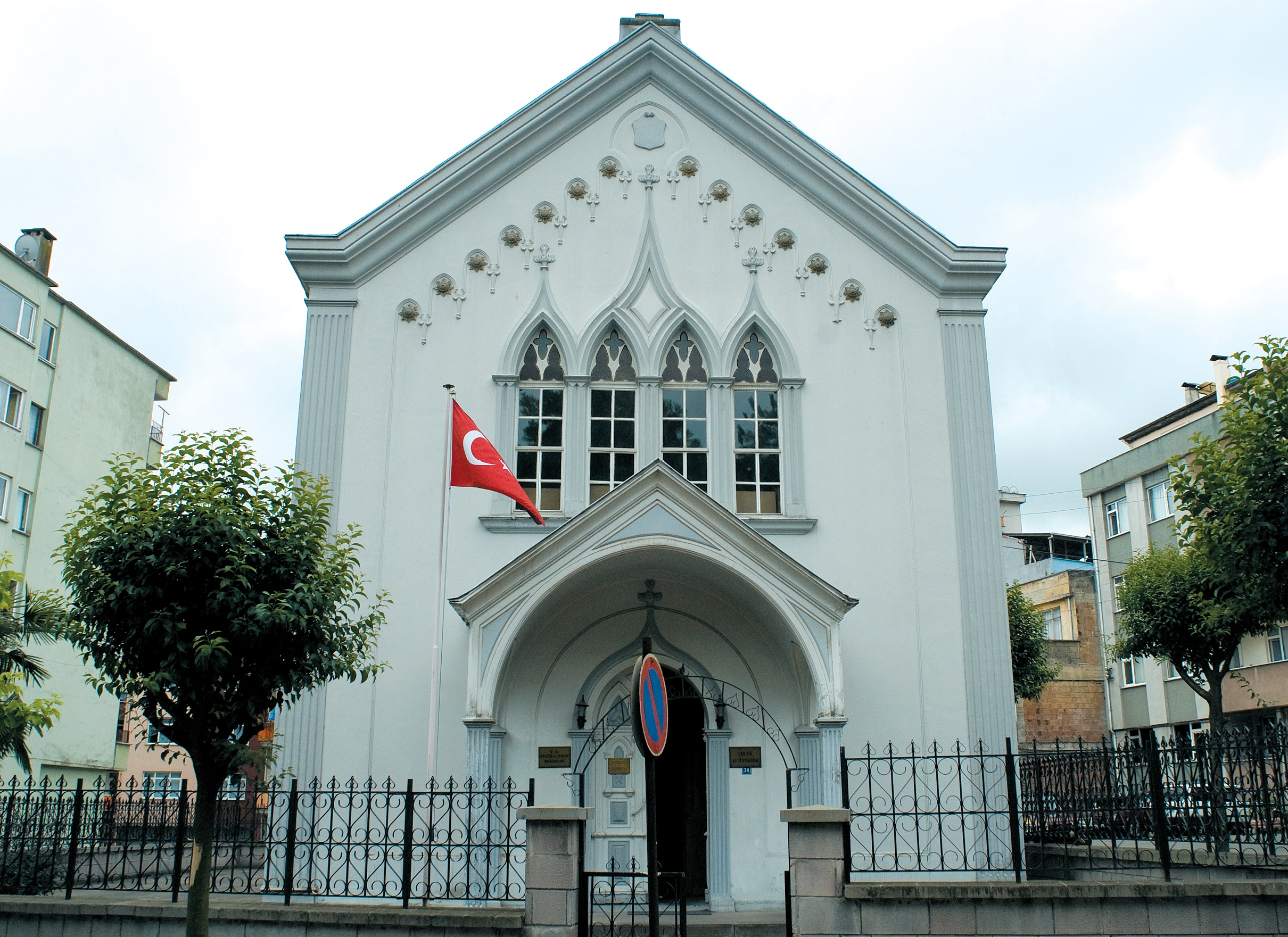
الكنيسة الكاثوليكية في مدينة غيرسون
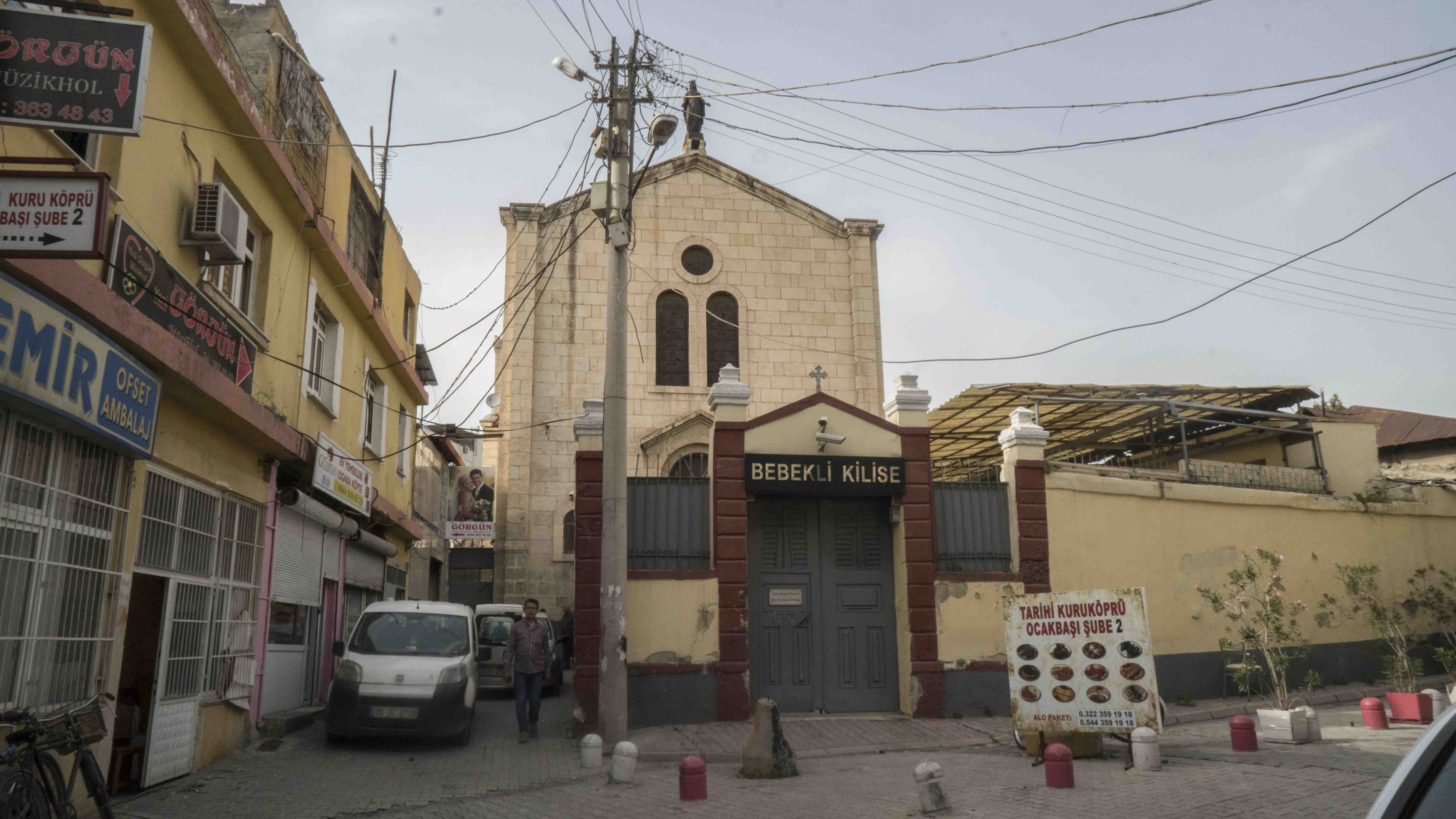
كنيسة القديس بولس في أضنة
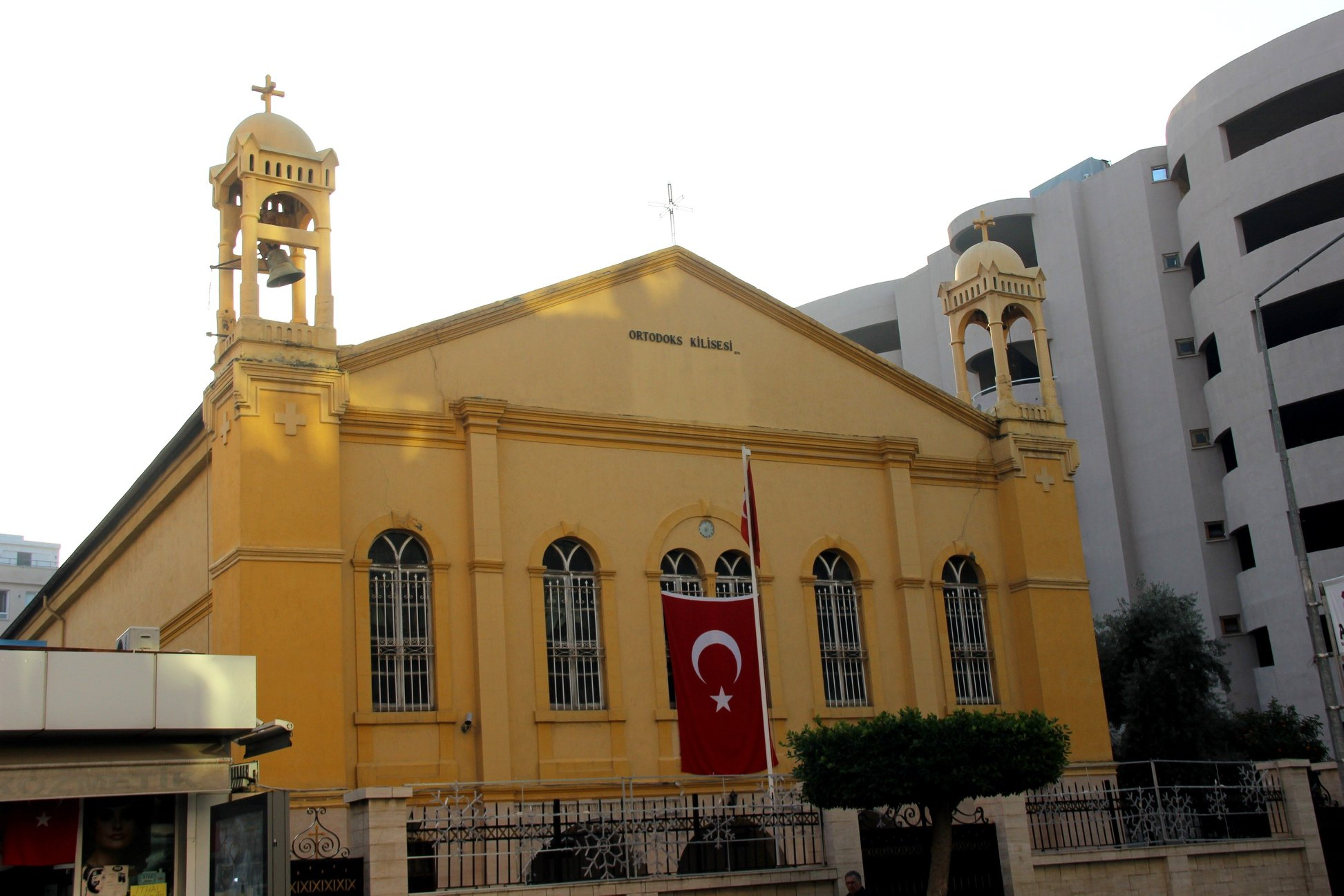
كنيسة القديس نيقولا الأرثوذكسيّة الأنطاكيَّة في مدينة إسكندرونة
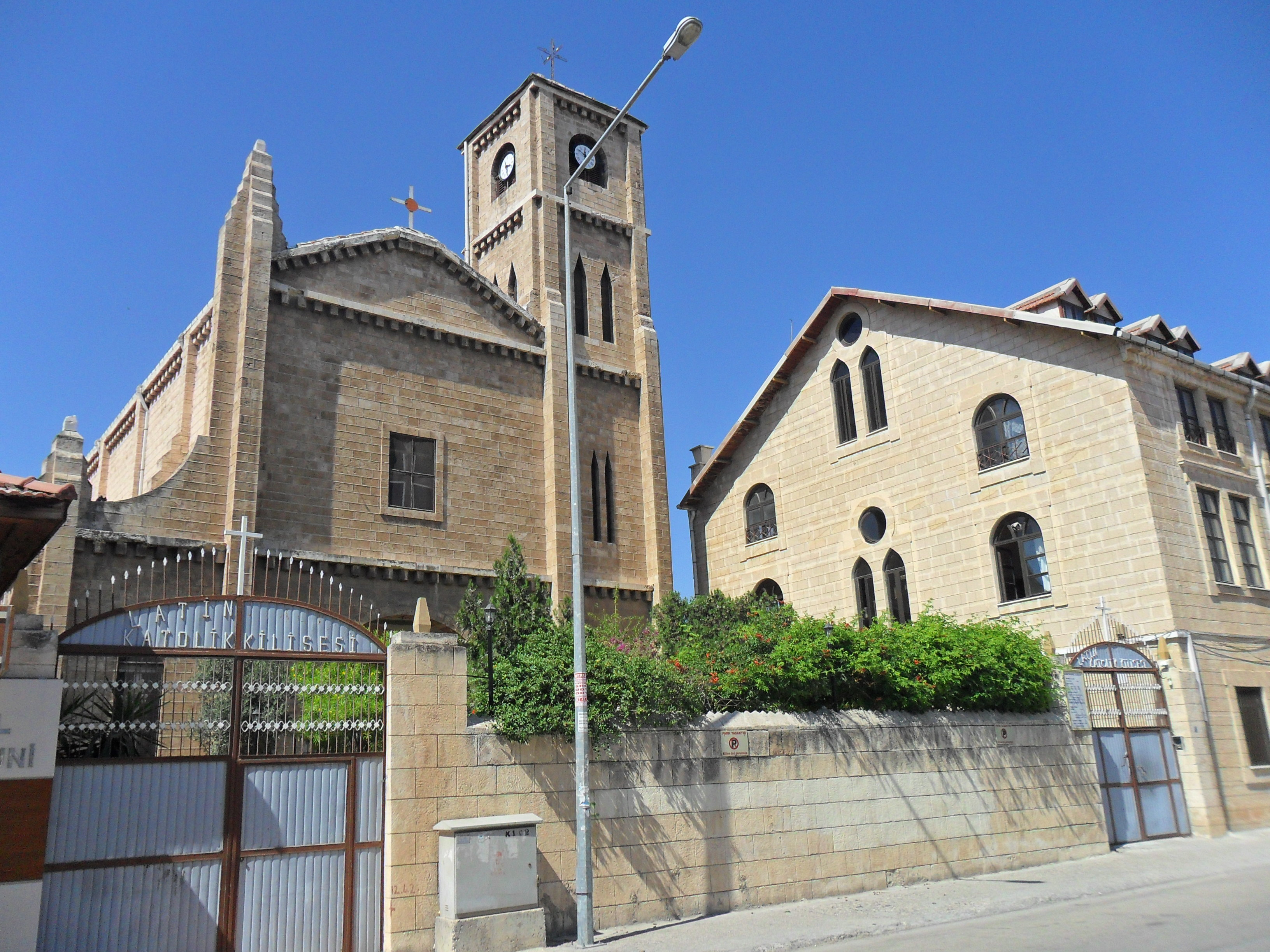
كاتدرائية القديس أنطون البادواني في مدينة مرسين
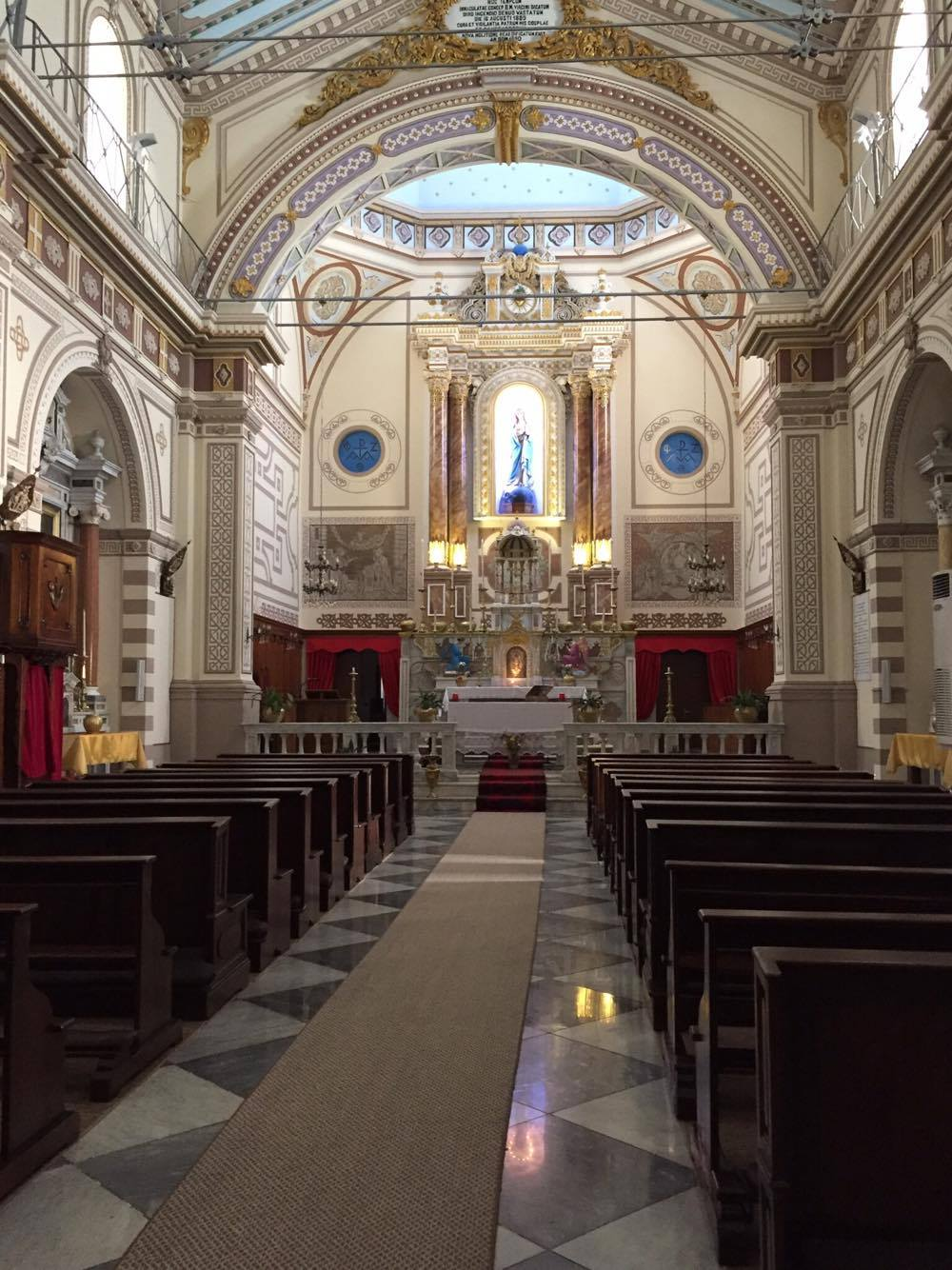
كنيسة القديسة مريم الكاثوليكيّة في إزمير
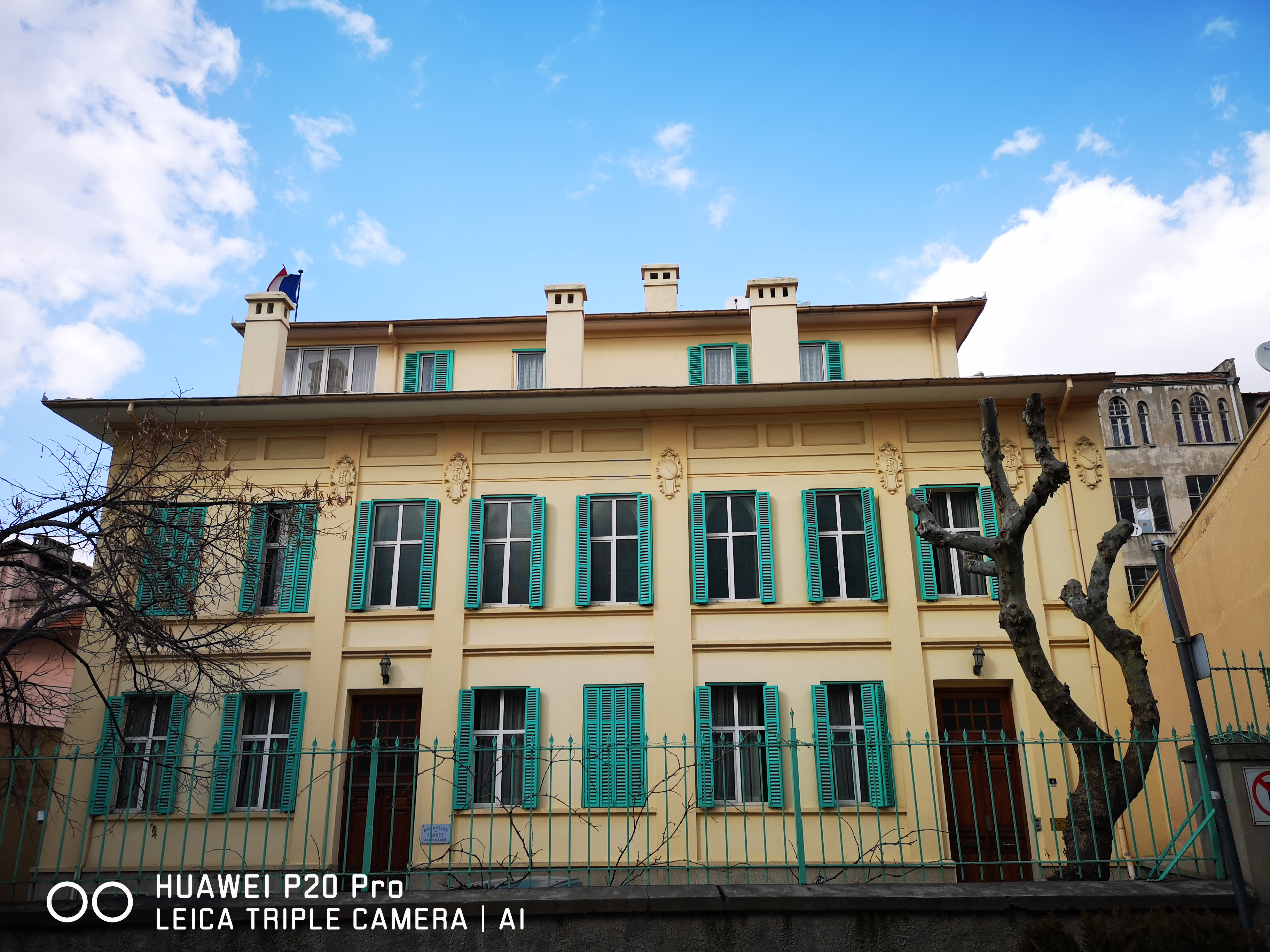
داخل كنيسة القديسة تريزا في أنقرة
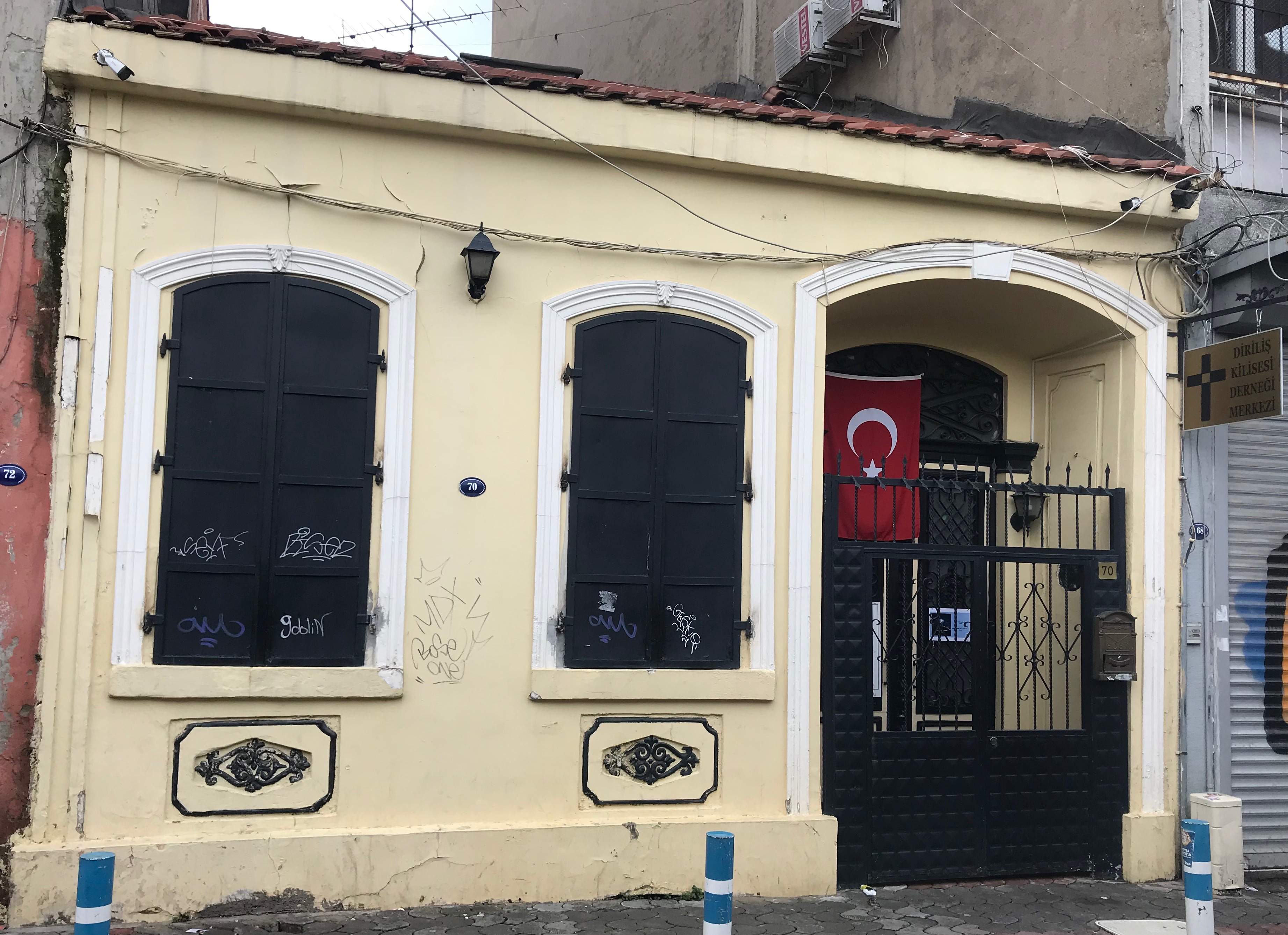
كنيسة القيامة البروتستانتية في إزمير
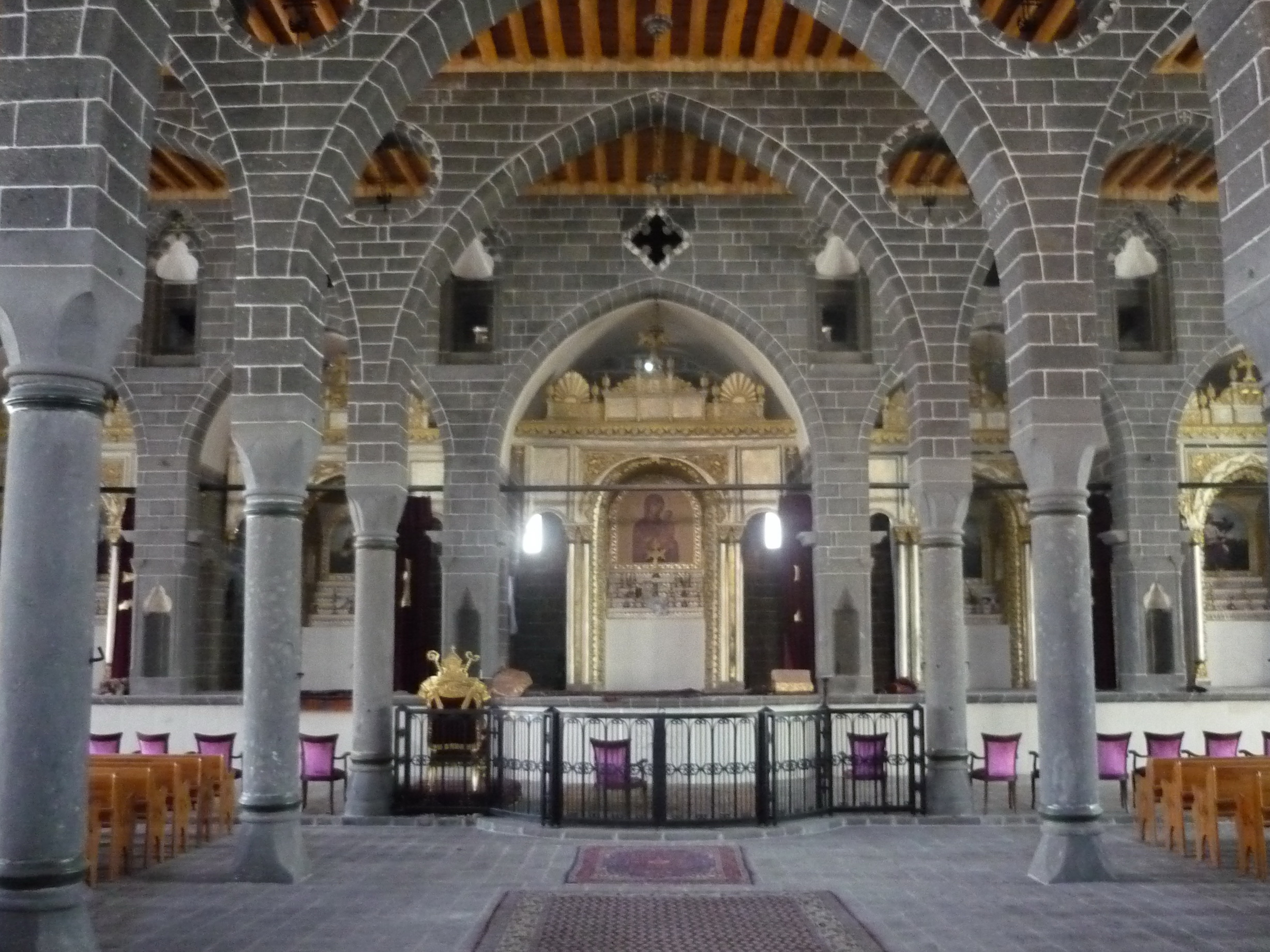
كنيسة القديس كيراكوس في مدينة ديار بكر
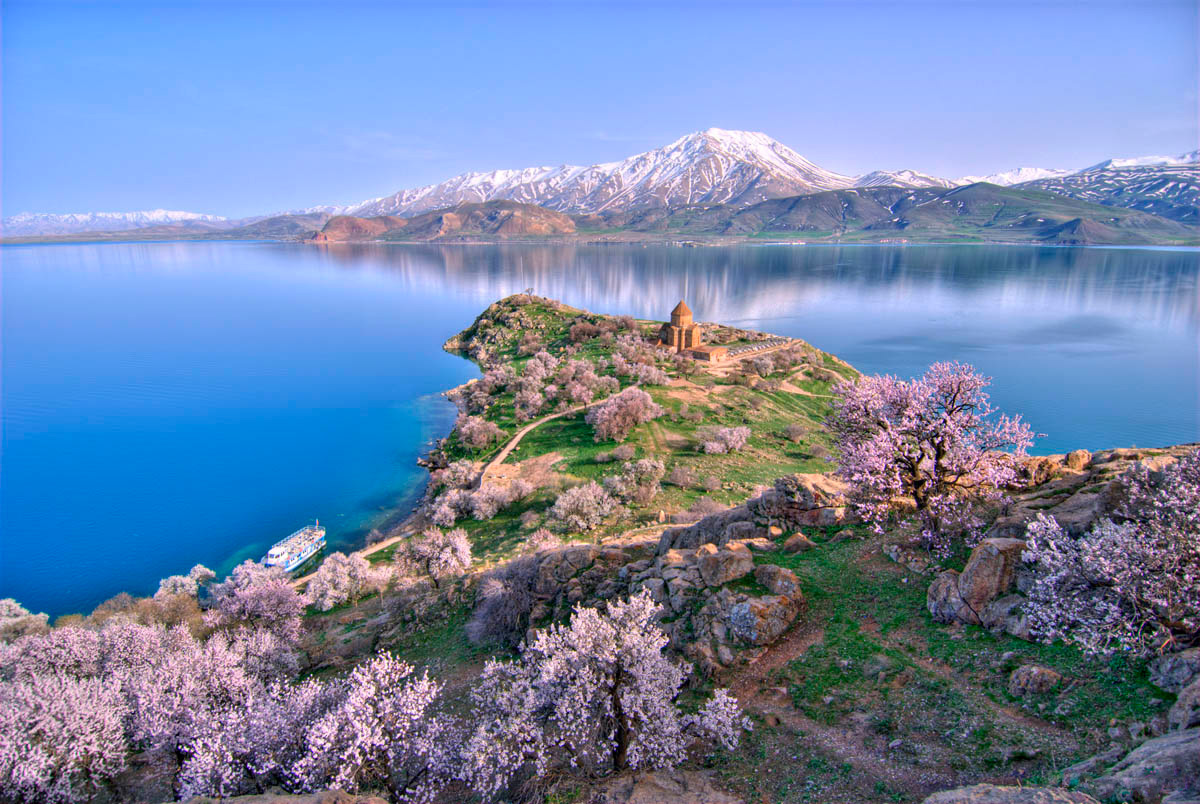
كاتدرائية الصليب الأقدس في بحيرة وان
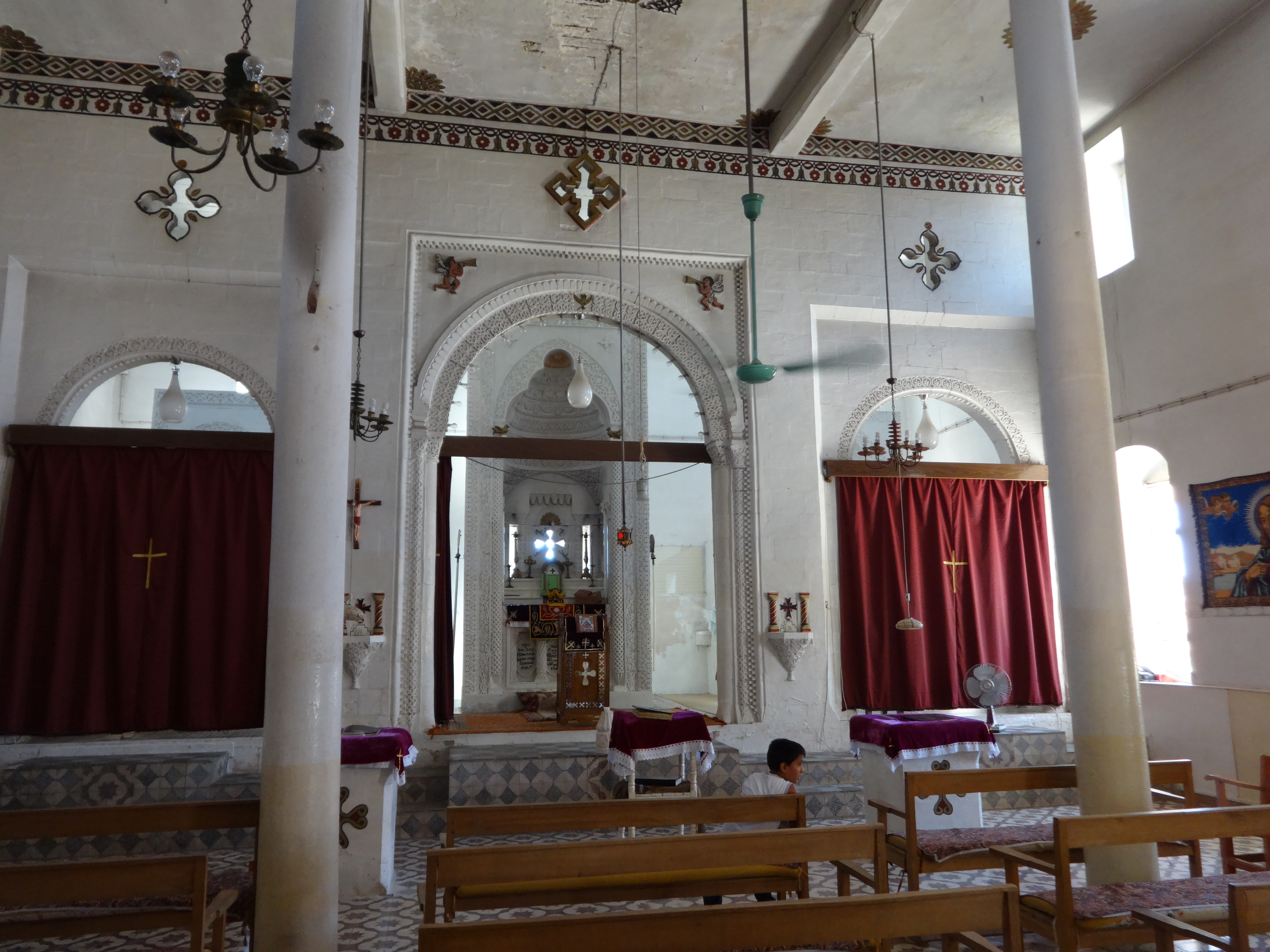
داخل كنيسة مار شربل في مديات
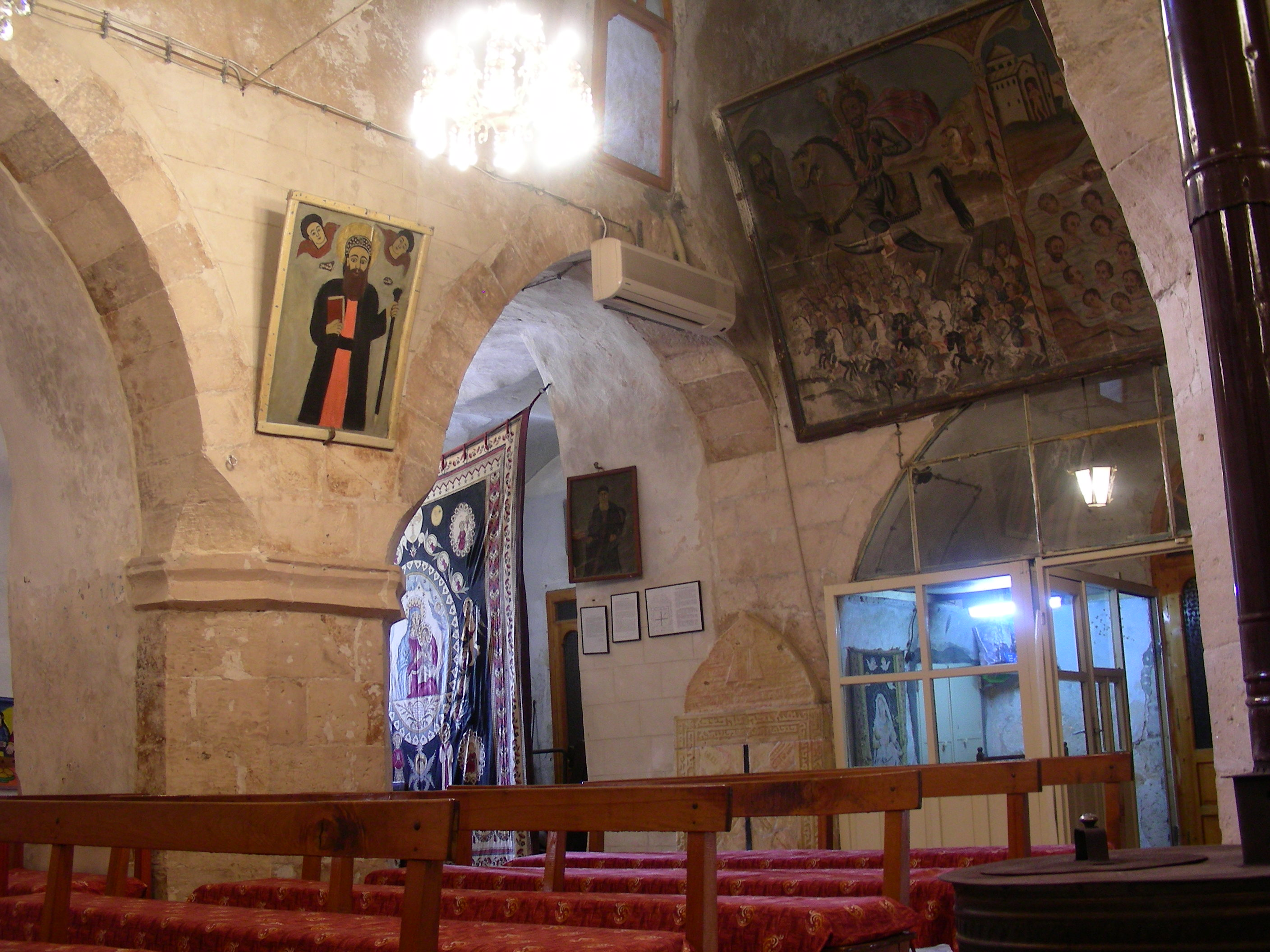
داخل كنيسة مار بهنم السريانية في ماردين
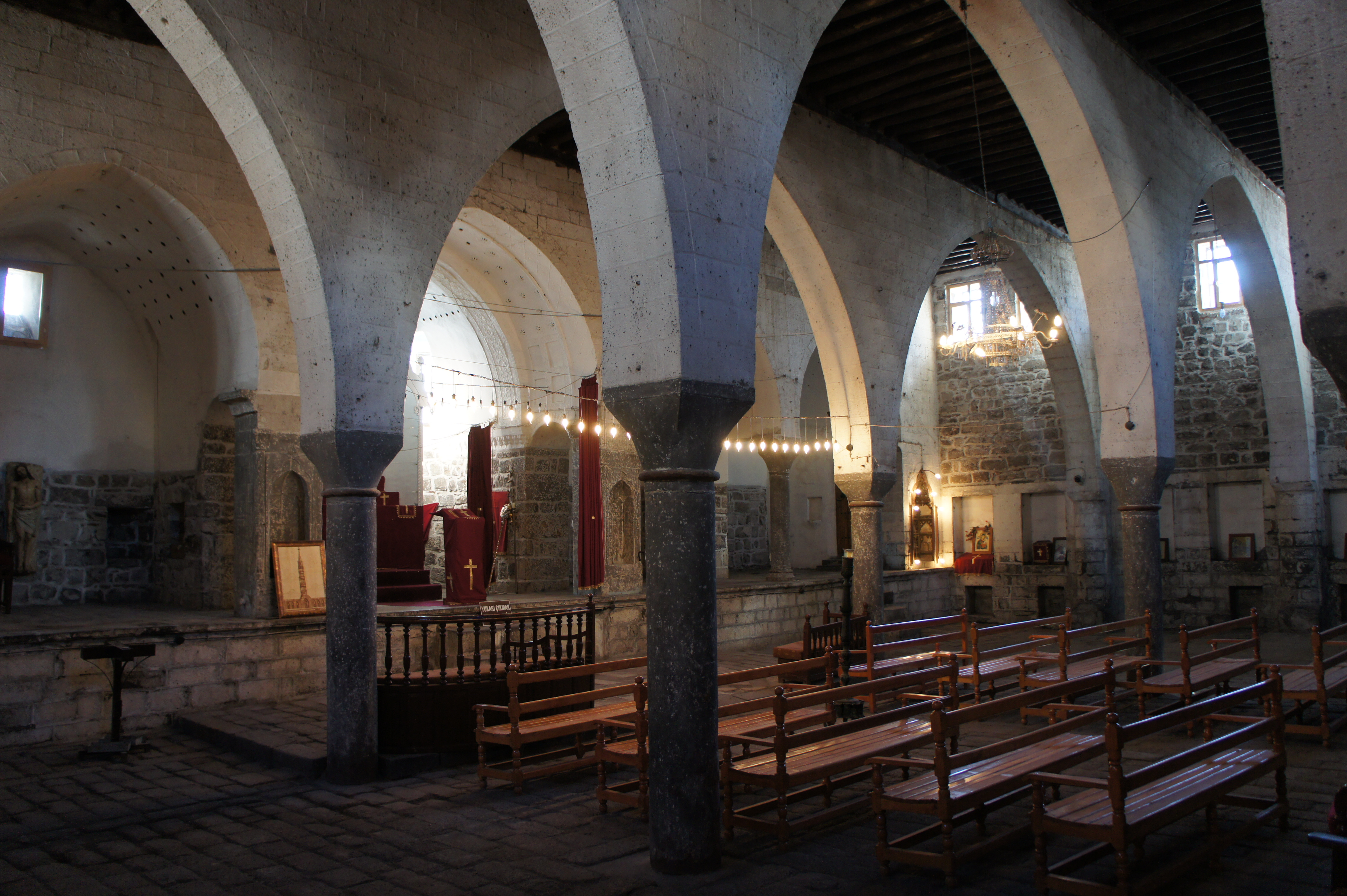
كاتدرائية القديسة مريم الكلدانية في ديار بكر
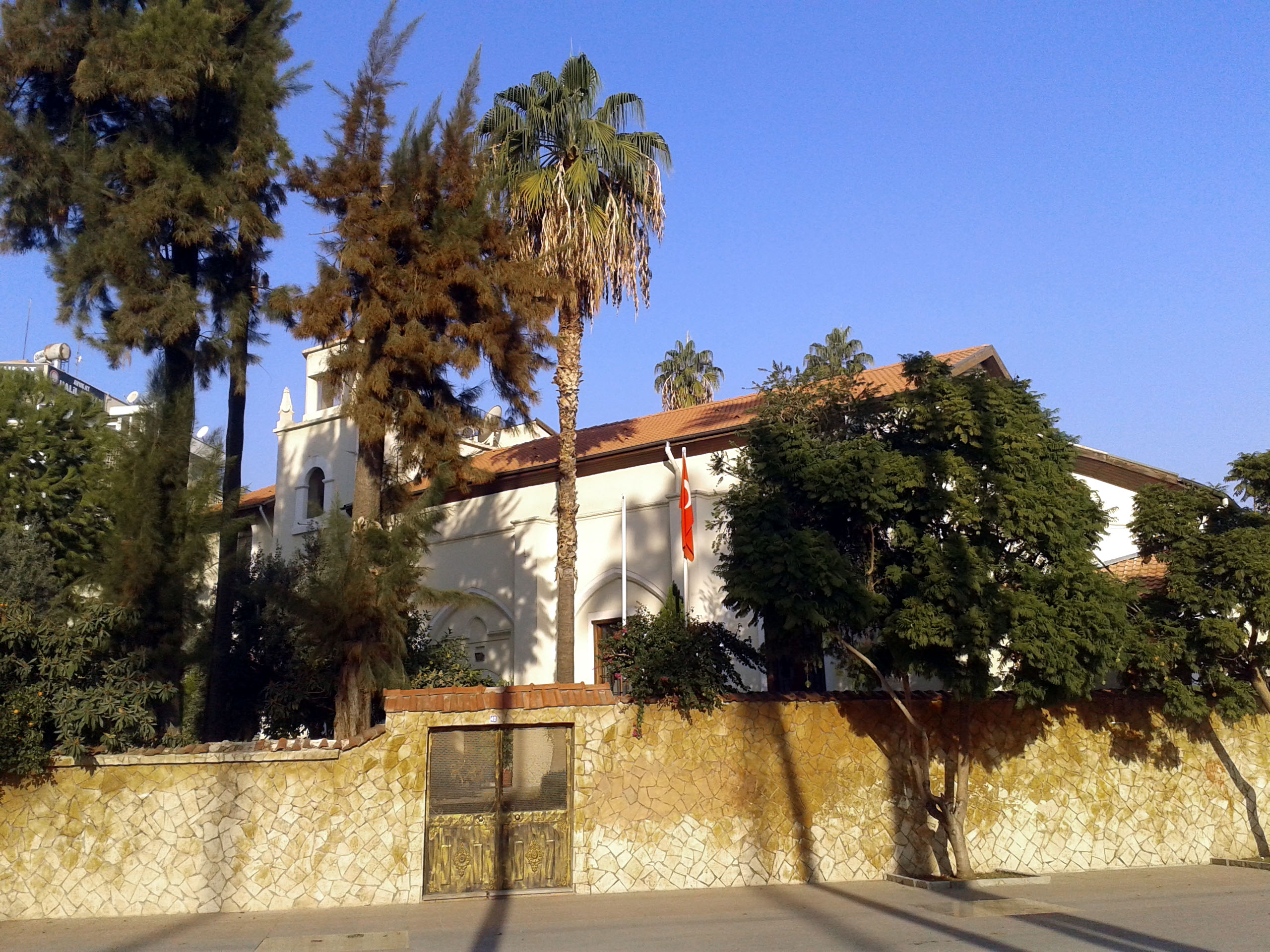
كنيسة الملاك ميخائيل وجبرائيل الأرثوذكسية في مرسين
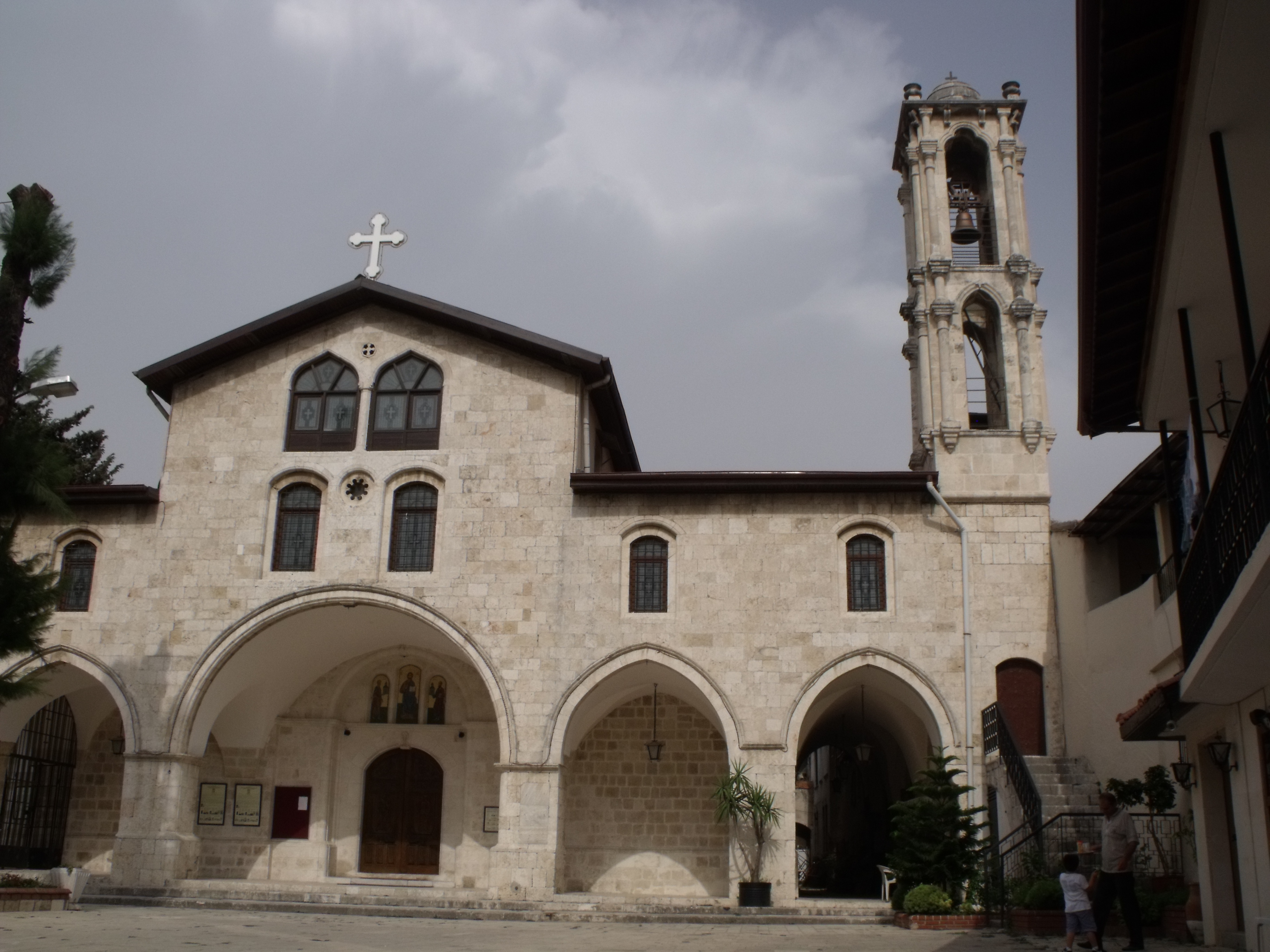
كنيسة القديس بولس للروم الأرثوذكس في أنطاكية
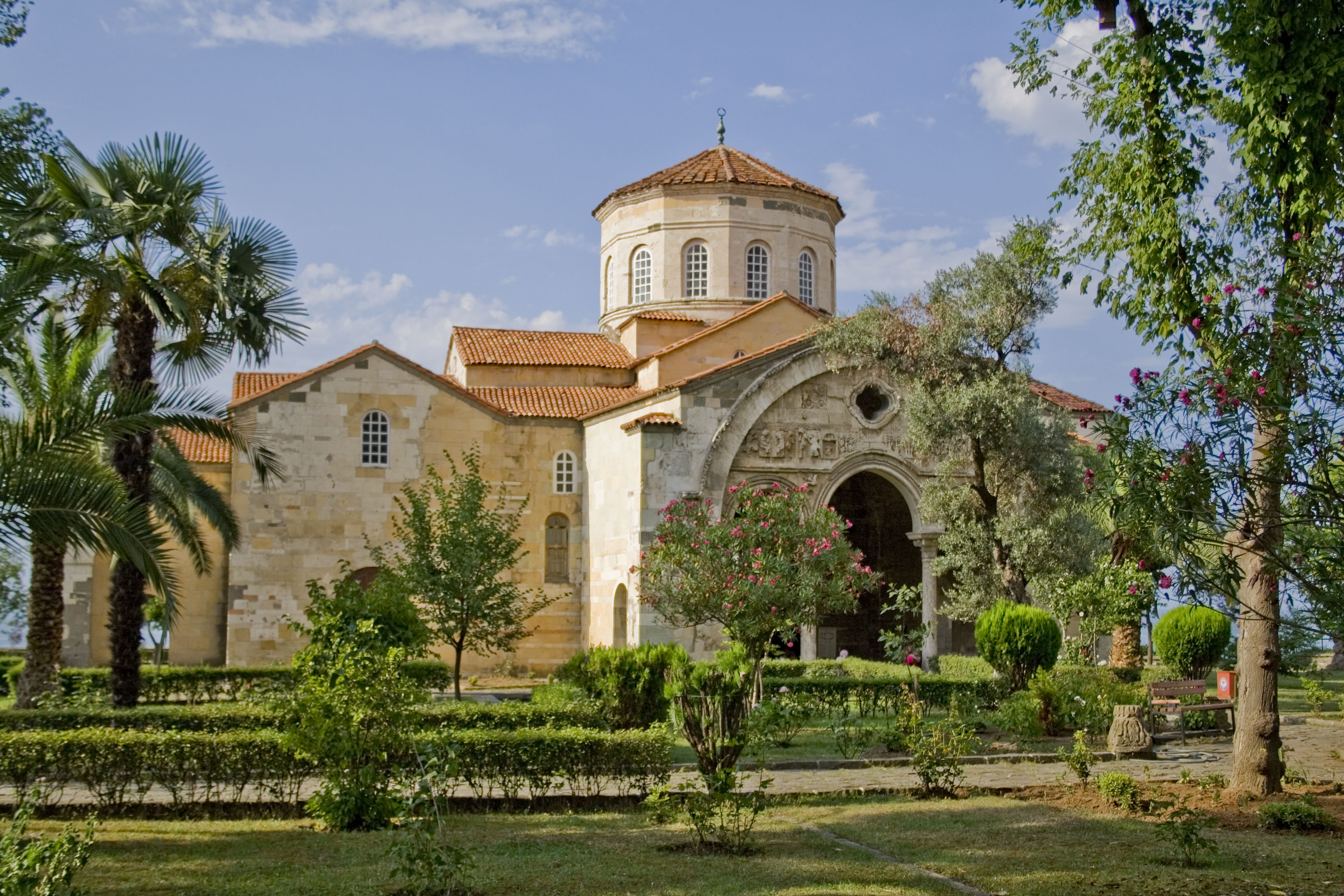
آيا صوفيا تطل على البحر الأسود بطرابزون
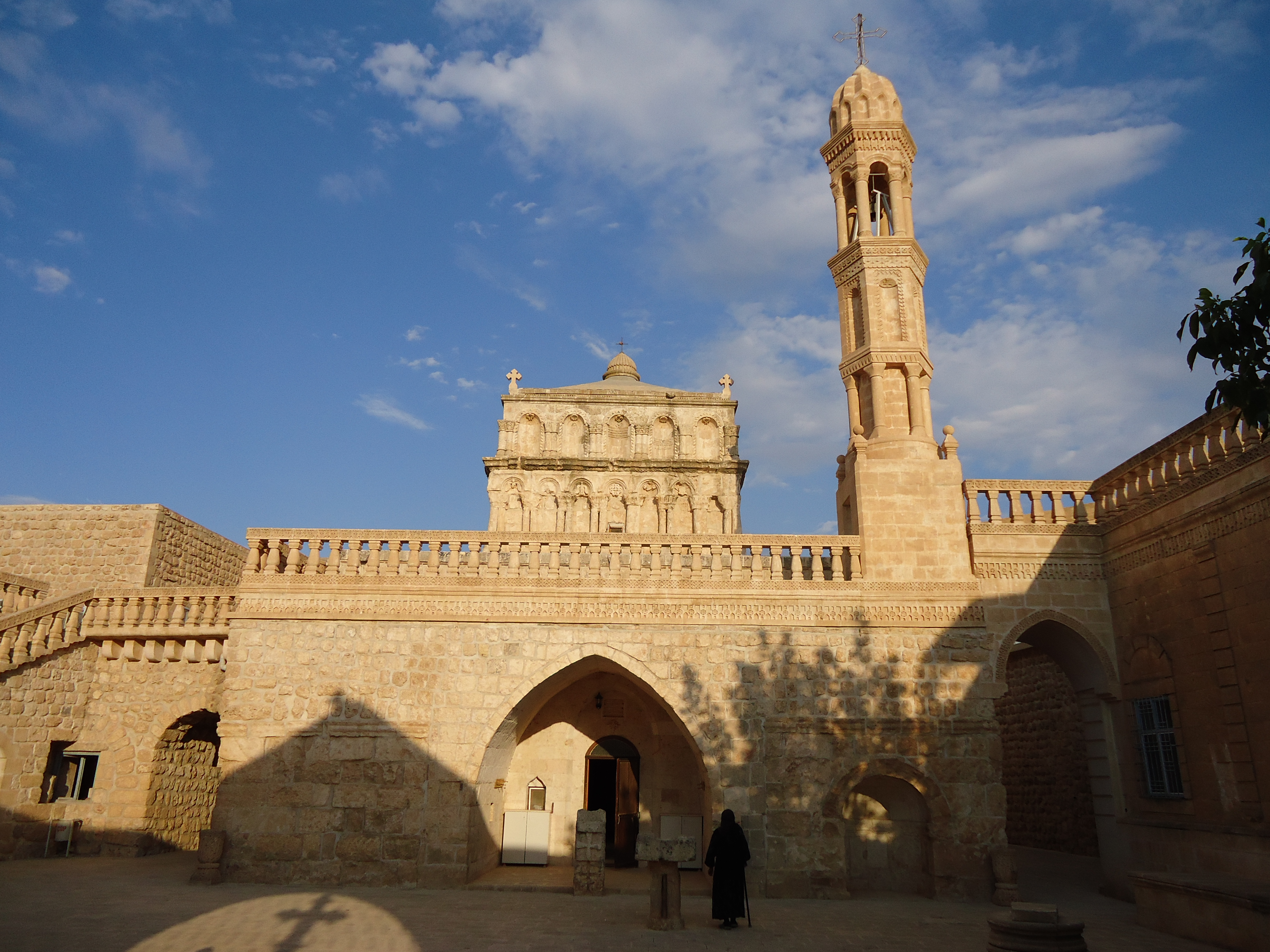
كنيسة سريانيّة أرثوذكسيّة في مديات
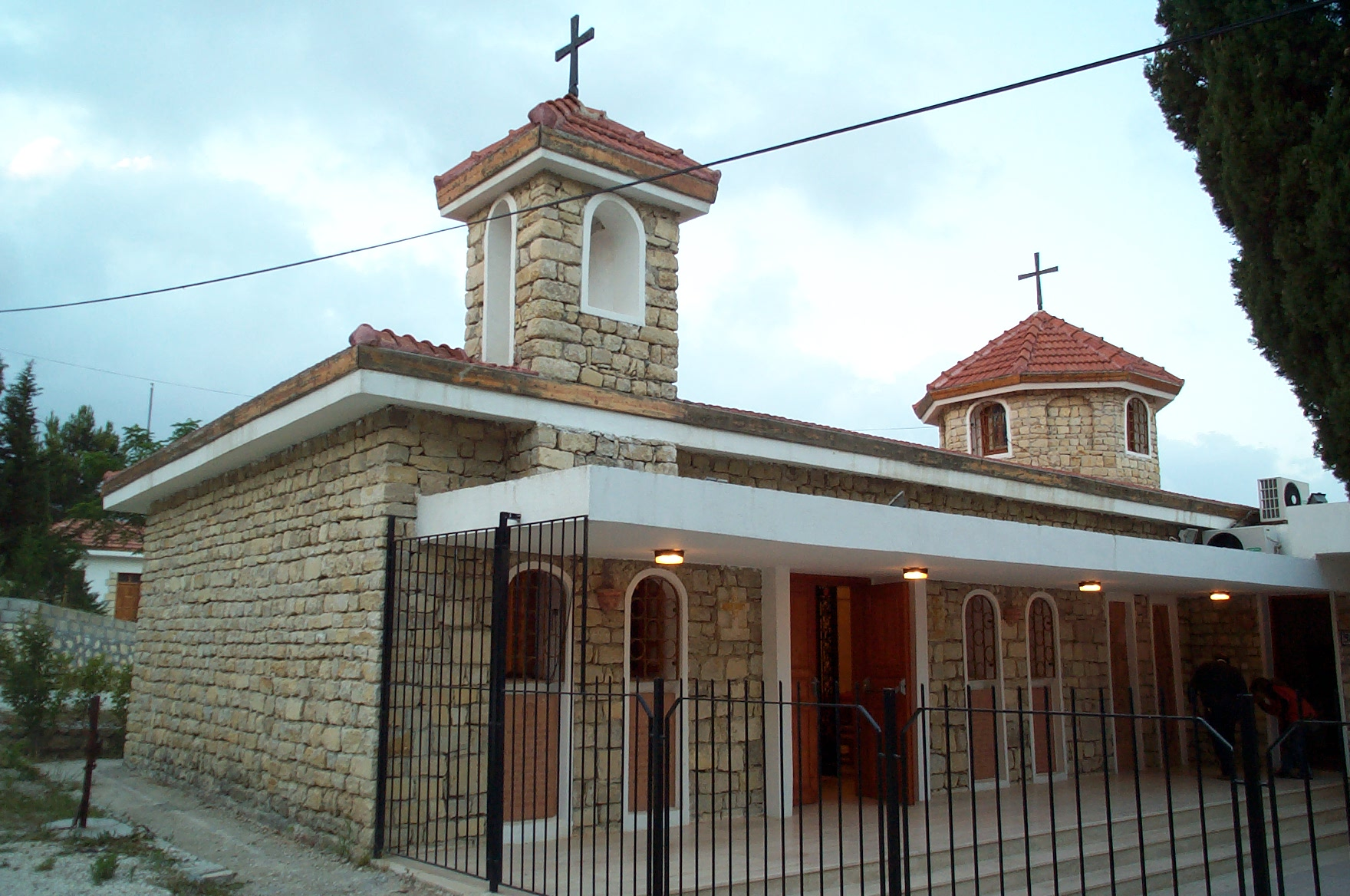
الكنيسة الأرمنية في قرية فاكيفلي
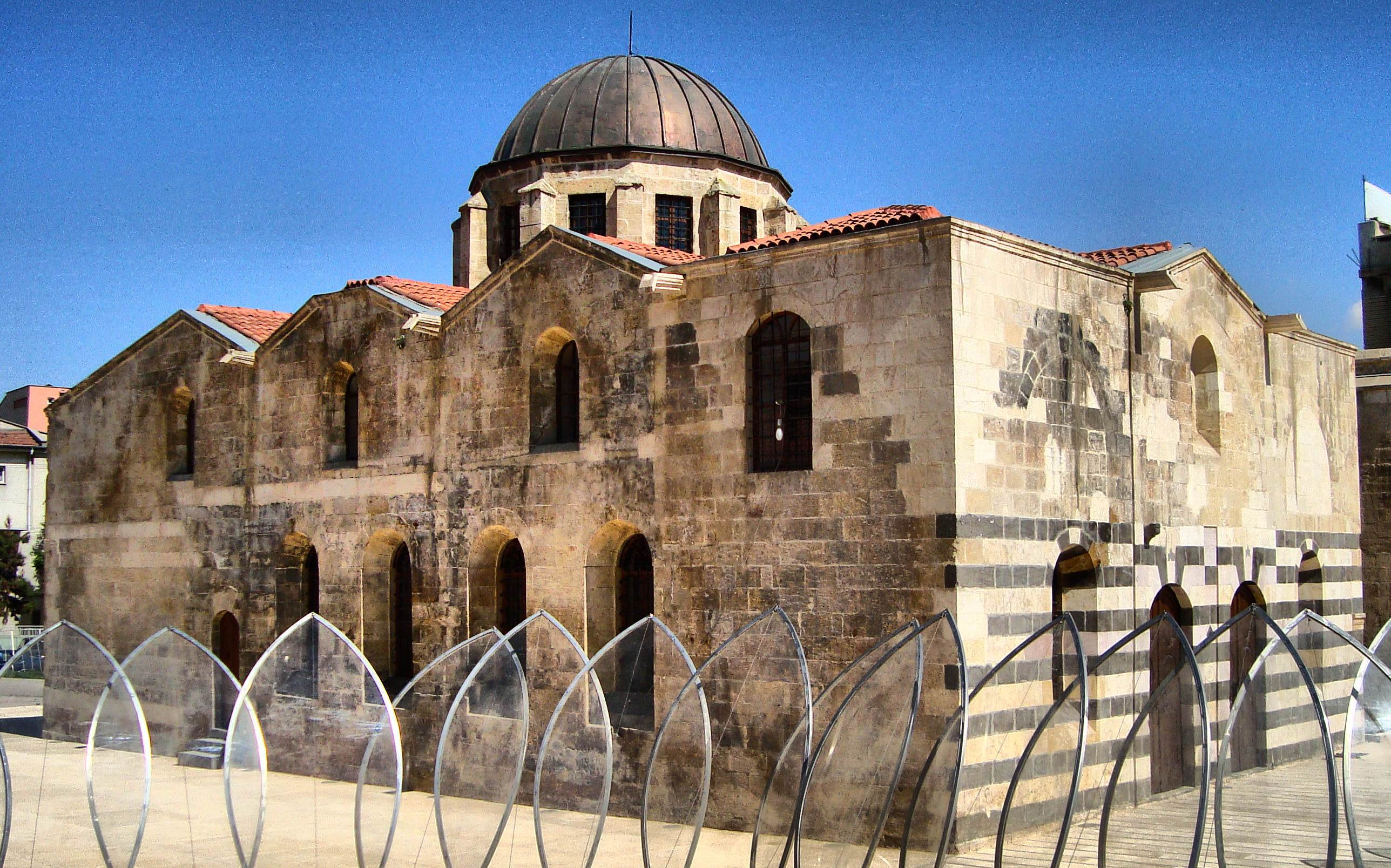
كنيسة القديس بدروس الأرمنية في عنتاب
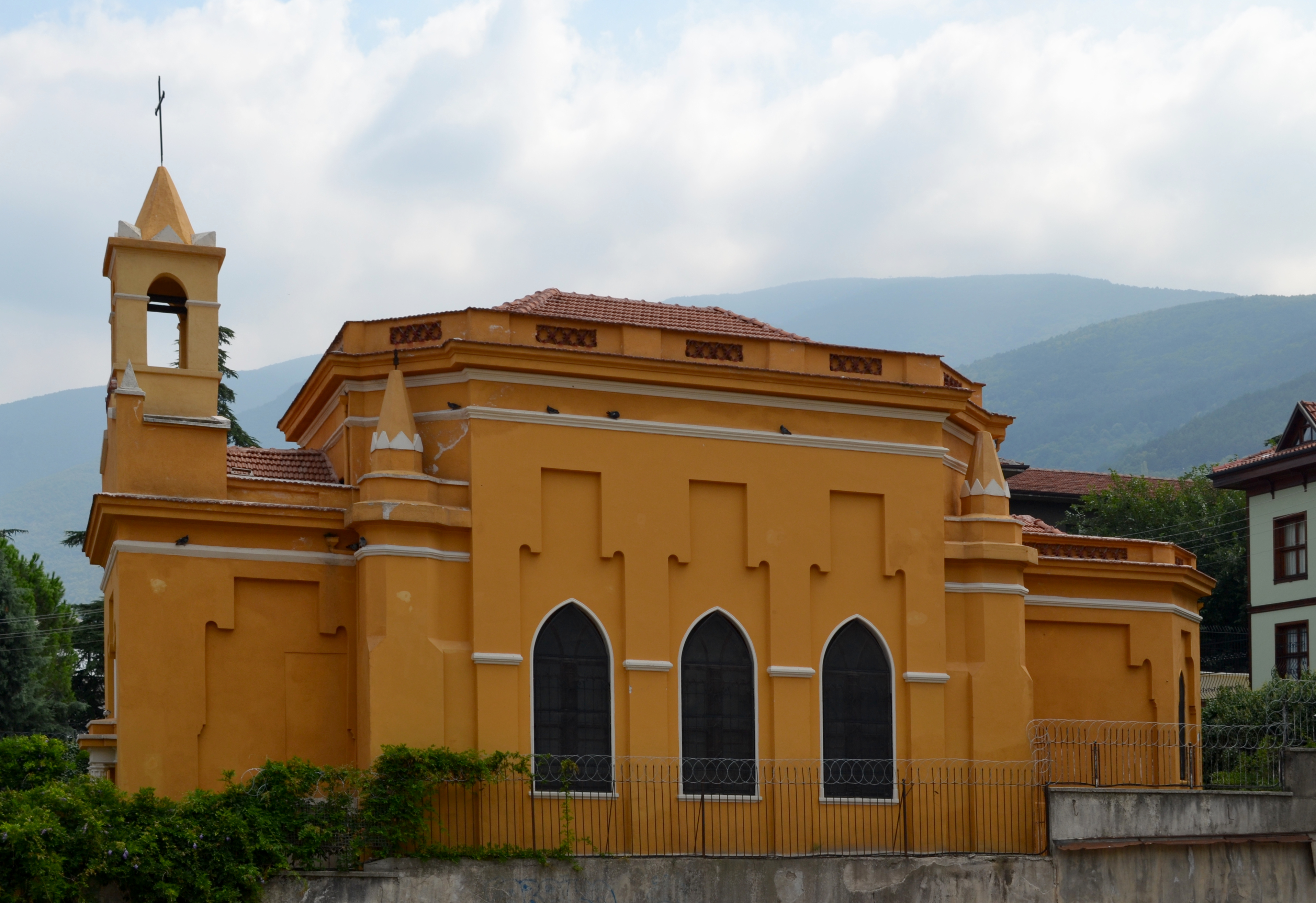
الكنيسة الفرنسية في بورصة
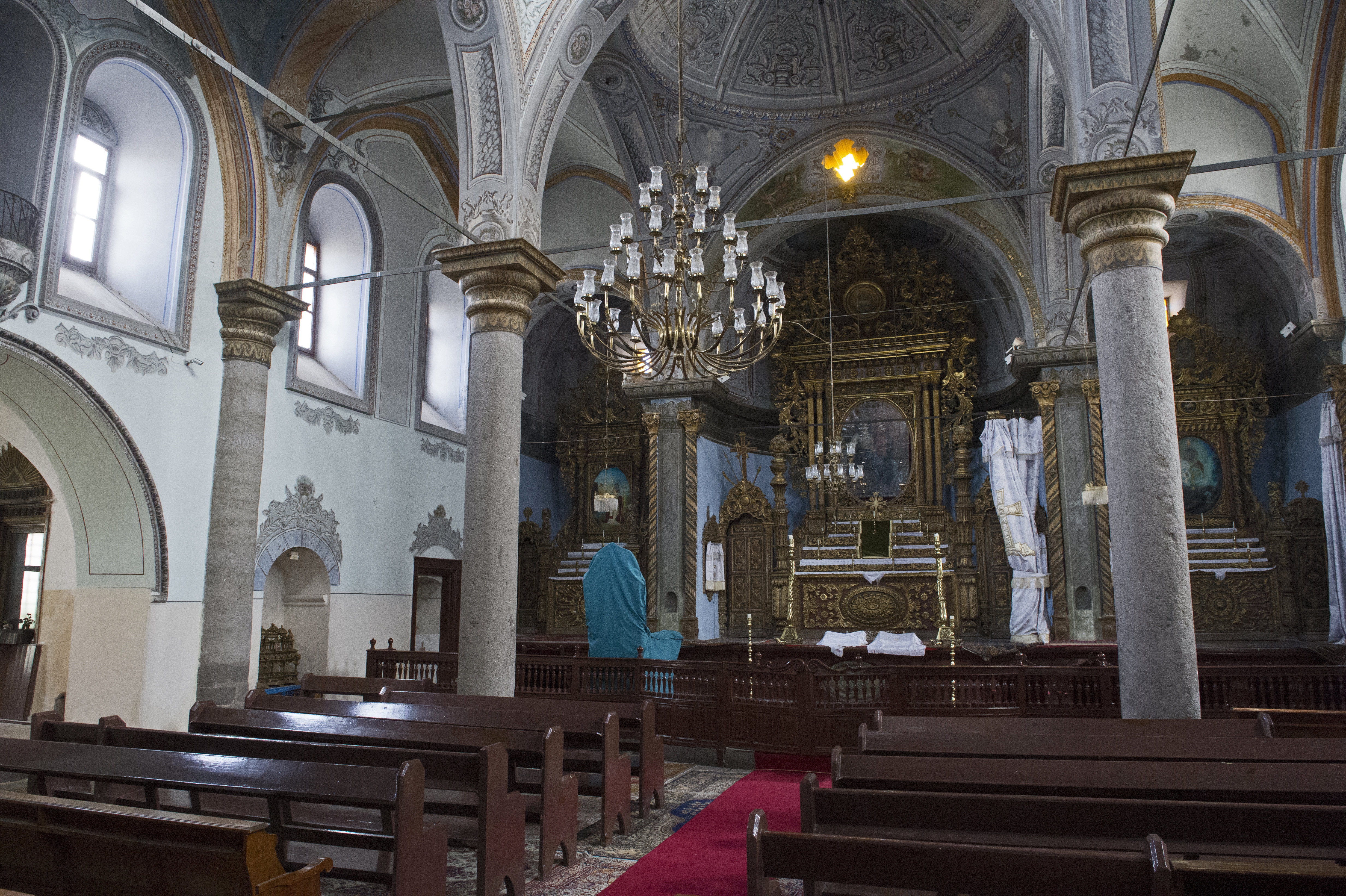
كنيسة القديس غريغوريوس المستنير الأرمنية في قيصرية
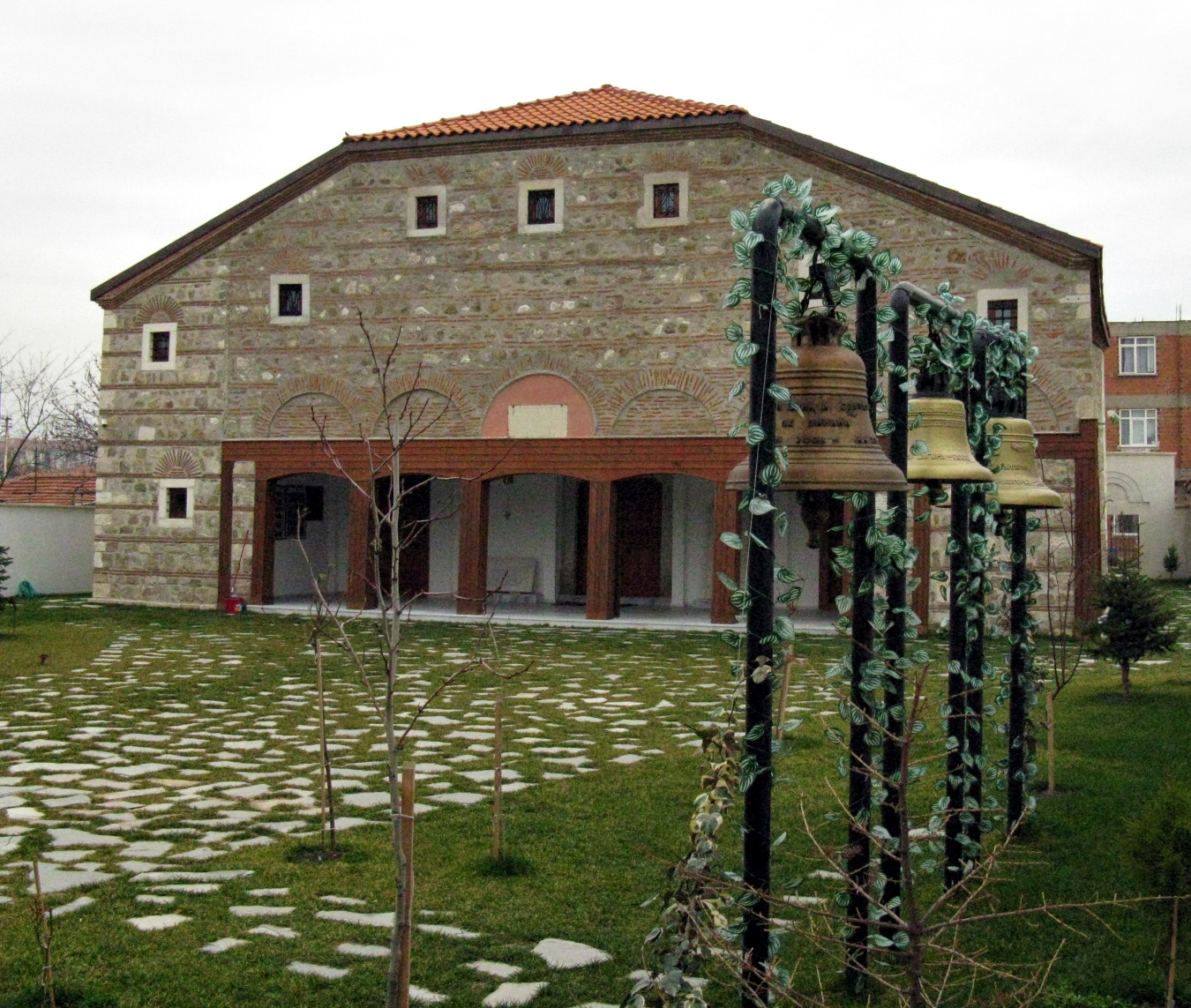
كنيسة القديسين قسطنطين وهيلانة البلغارية الأرثوذكسية في أدرنة
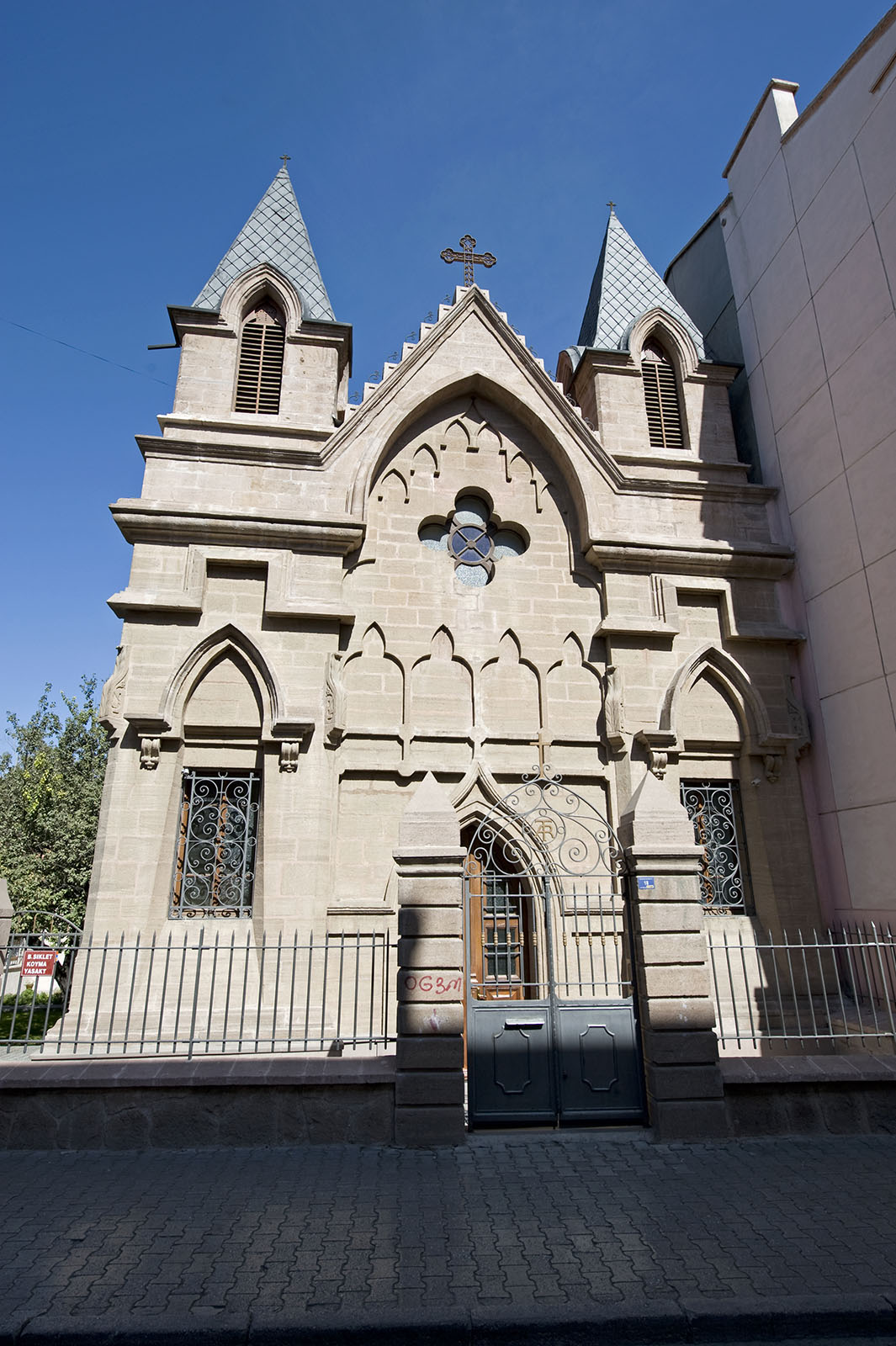
كنيسة القديس بولس الكاثوليكية في قونية
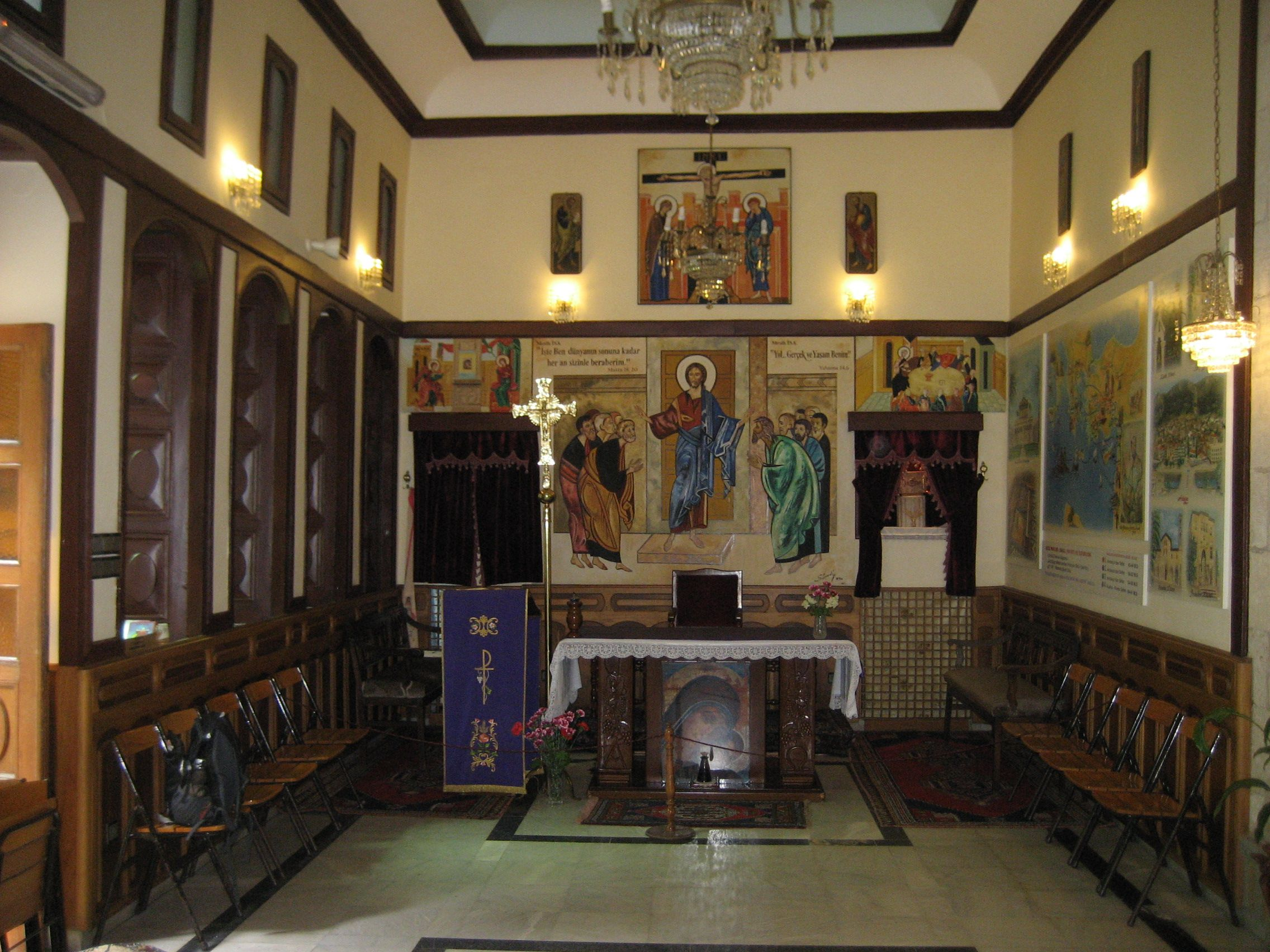
كنيسة القديس بطرس وبولس في مدينة أنطاكية
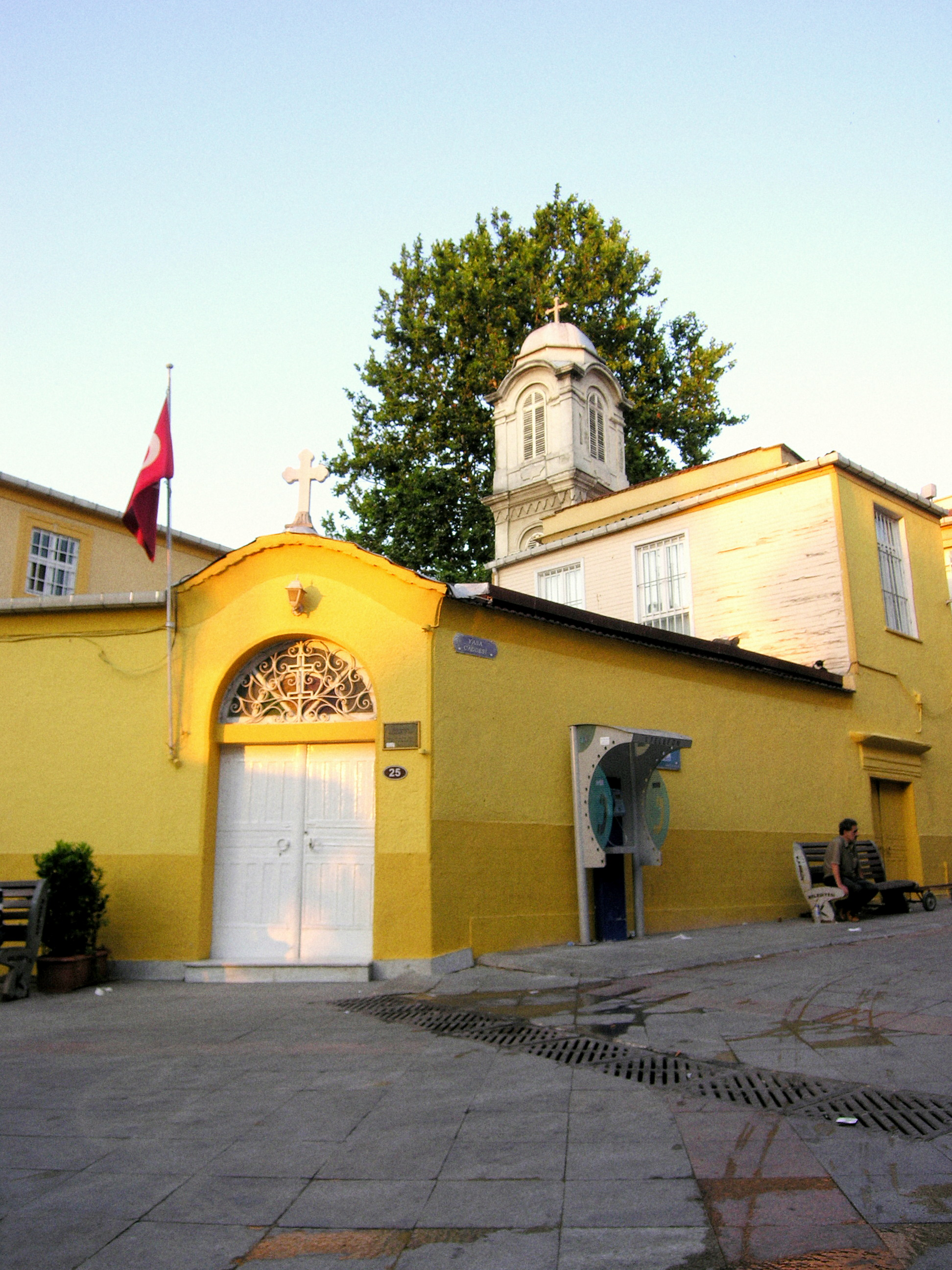
كنيسة القديسة أوفيميا الأرثوذكسية في قاضي كوي
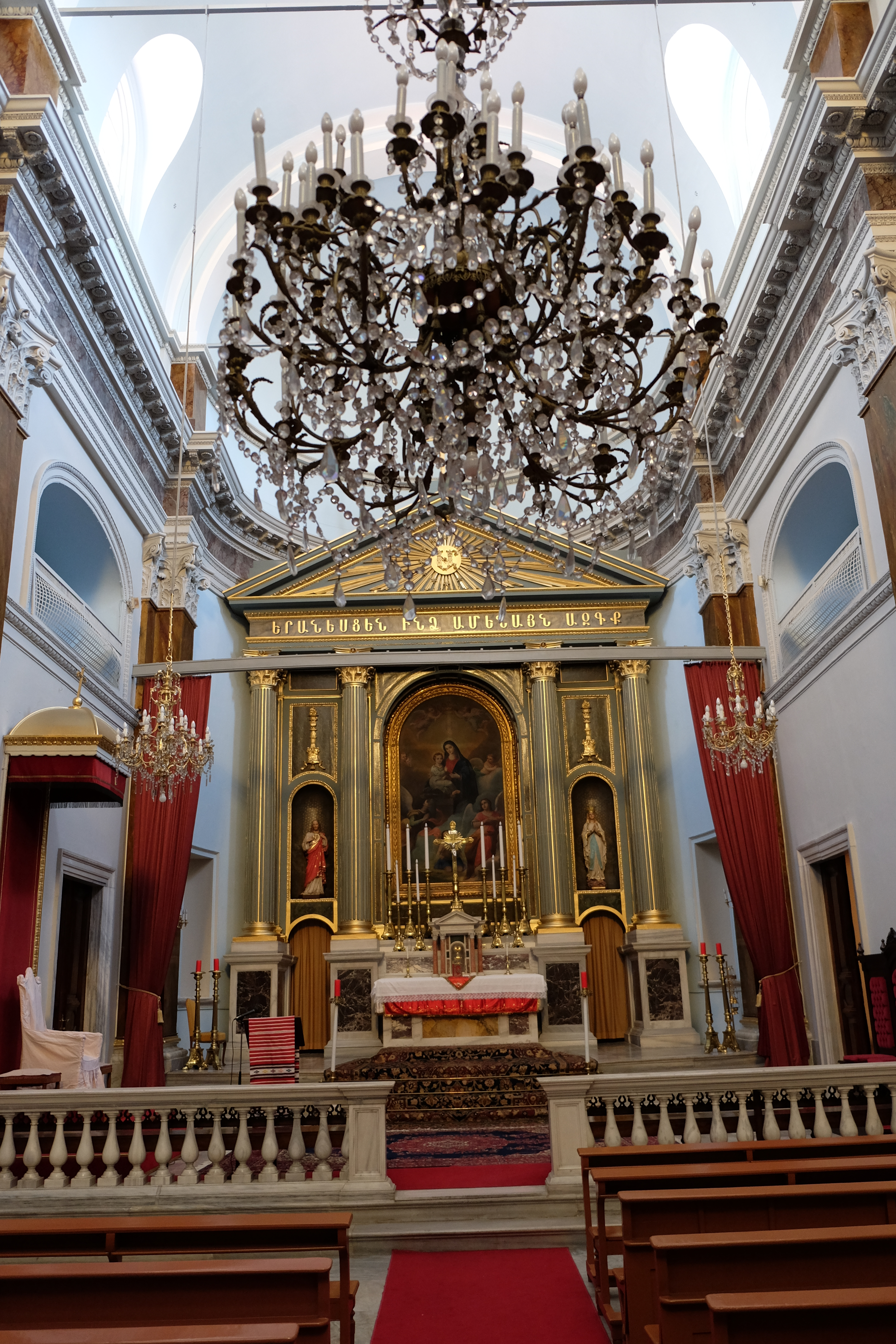
داخل كنيسة القديسة مريم الأرمنية في بشكطاش بإسطنبول
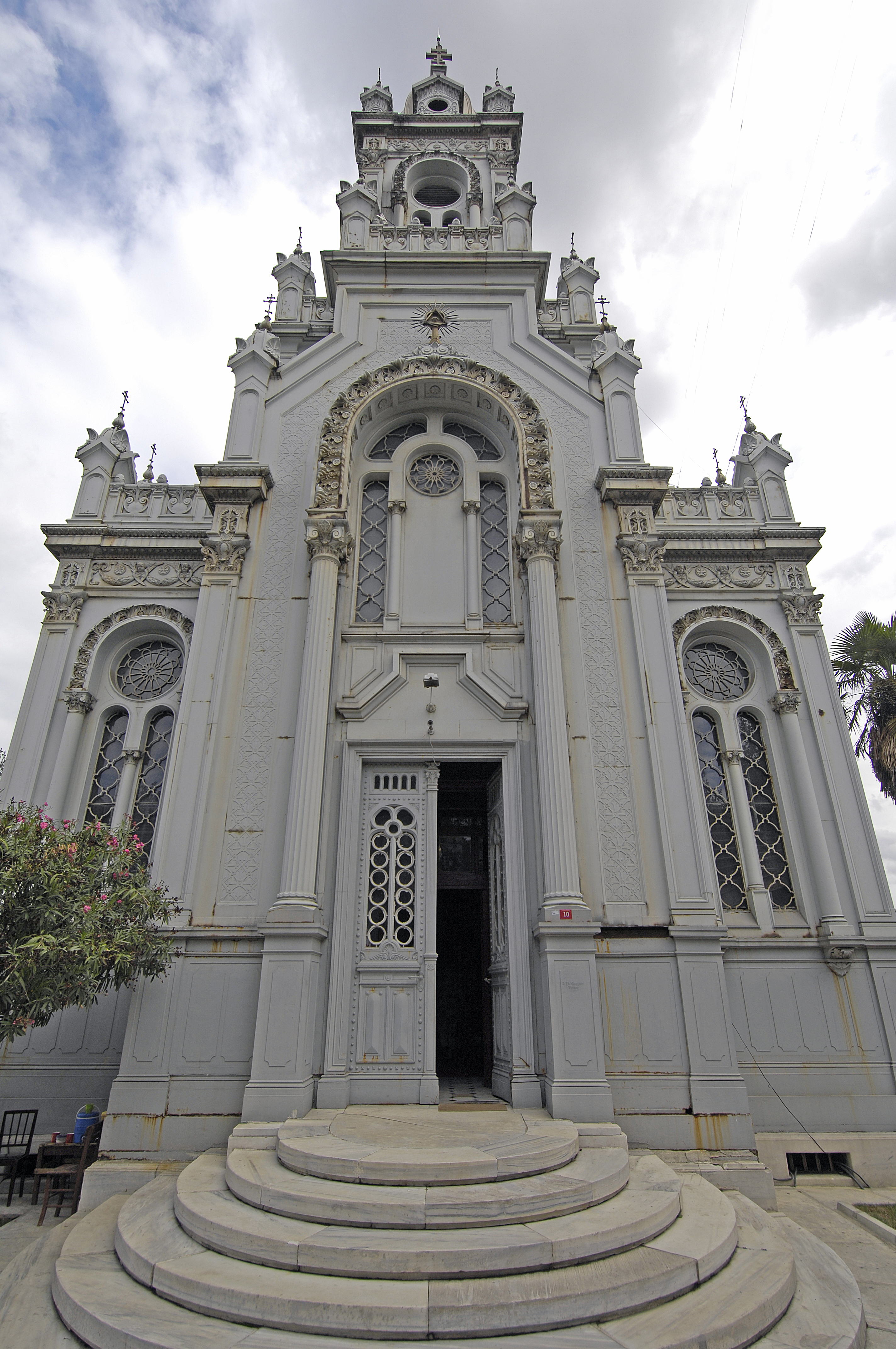
كنيسة القديس إستيفان في بلدية الفاتح
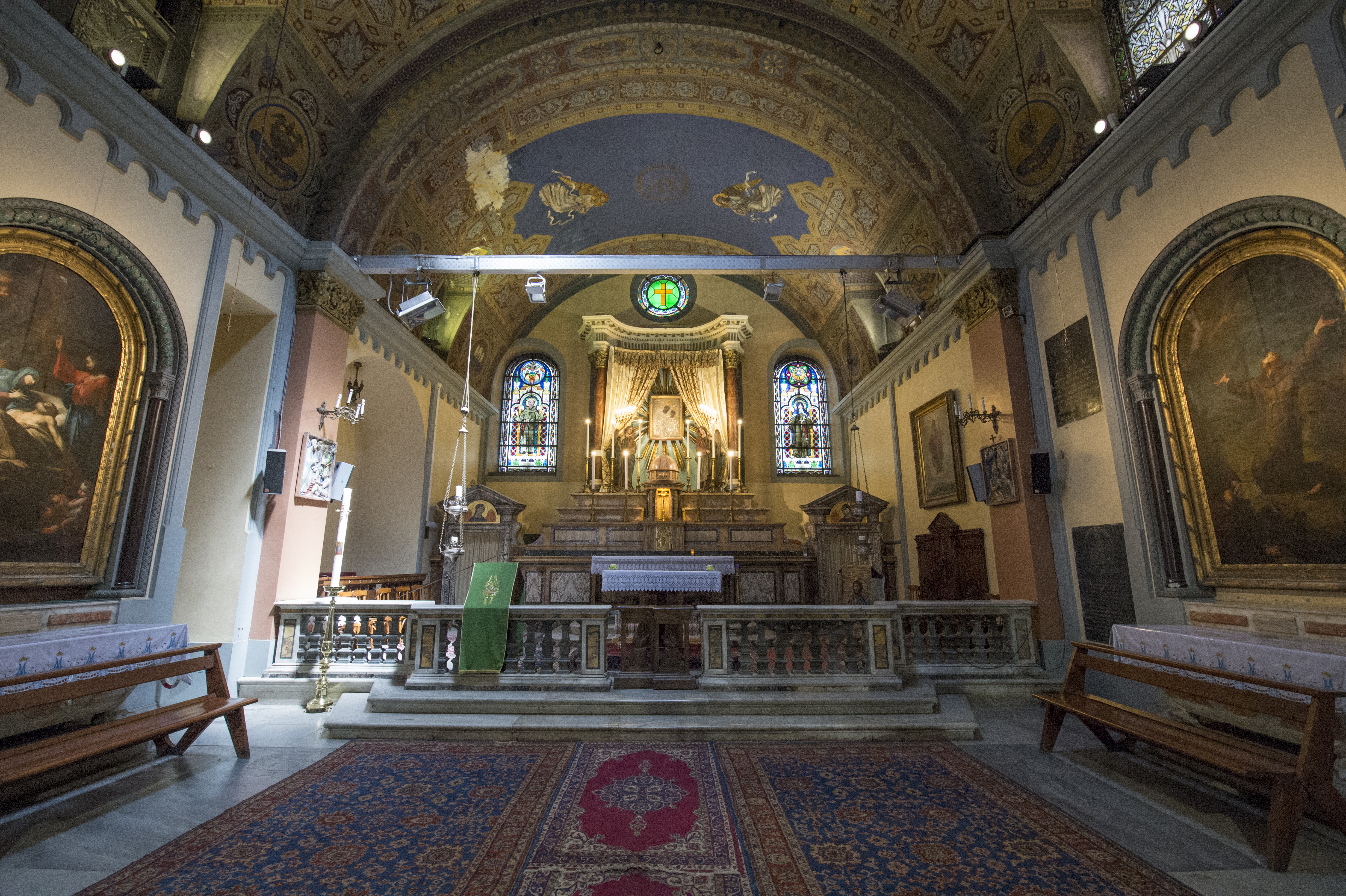
داخل كنيسة سانتا ماريا دريبرس الكاثوليكية في بك أوغلي

## مواقع خارجية
- تقرير عن المسيحيين في تركيا من موقع بي بي سي.

## مواضيع متعلقة
- مذابح الأرمن.
- مذابح آشورية.
- مجازر اليونان البنطيين.
- بوغروم إسطنبول.
- يونانيون بنطيون.
- يونان الفنار.
- مسيحيون أتراك.
- الحرب التركية اليونانية (1919-1922).
- اتفاقية التبادل السكاني بين اليونان وتركية 1923.